# Русский национальный костюм

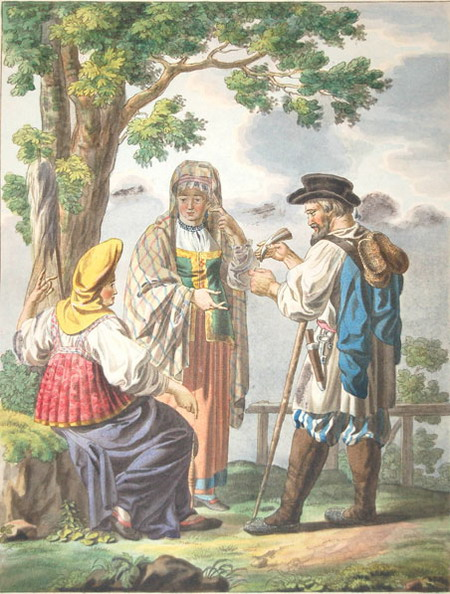
«Русские крестьяне», гравюра Е. М. Корнеева, 1812 г.

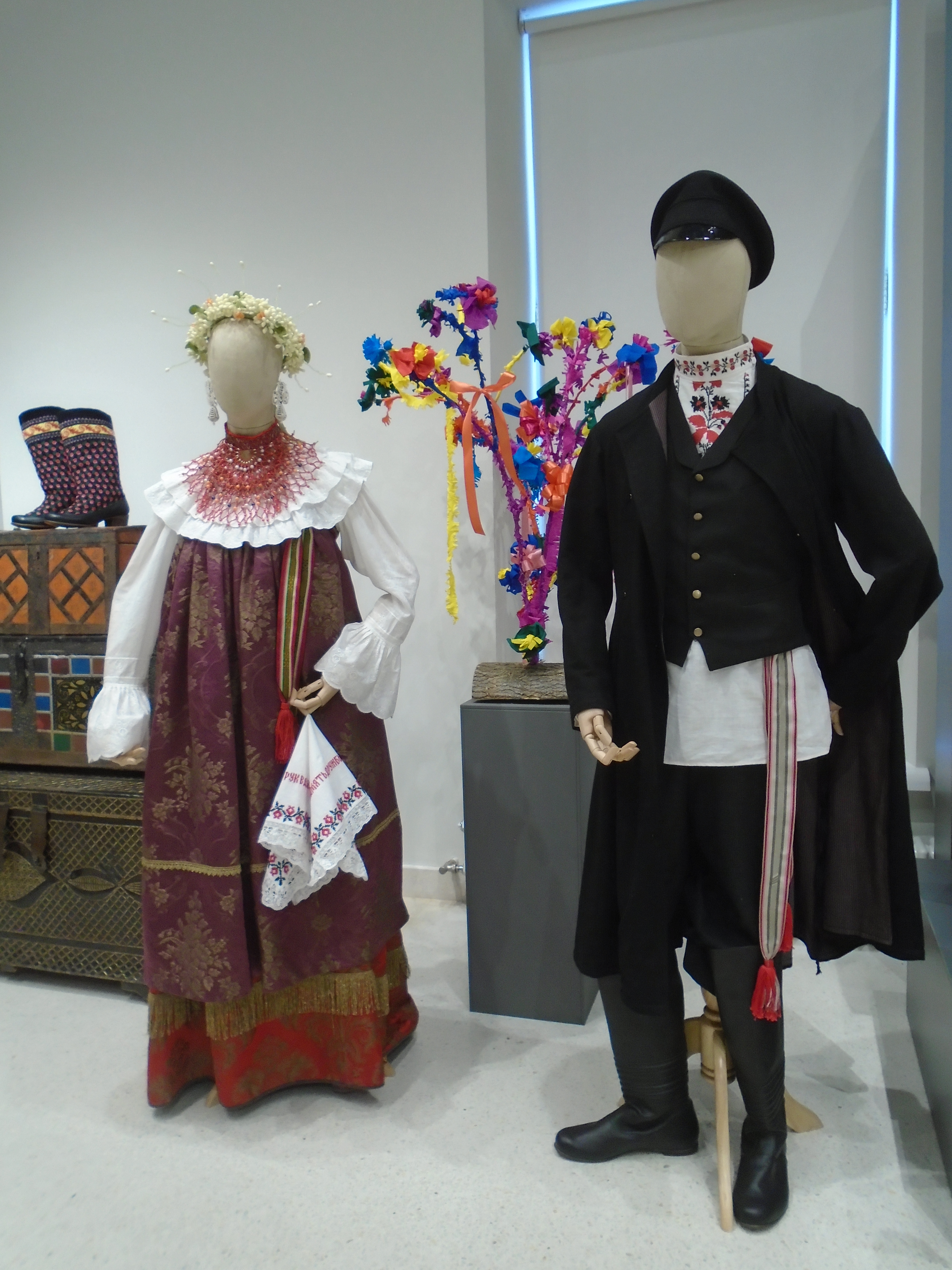
Русский народный костюм Лаишевского уезда Казанской губернии, из экспозиции выставки «Казанское Поволжье: образы народной культуры»

Русский национальный костюм — сложившаяся на протяжении веков совокупность традиционной одежды, обуви, украшений и аксессуаров, использовавшихся русским народом в повседневном и праздничном обиходе. 

## Терминология
Необходимо различать такие понятия, как «традиционный/народный костюм» и «национальный костюм».
Первый термин подразумевает совокупность предметов одежды, исторически сложившуюся в том или ином регионе, и отражает в том числе отличия в одежде в той или иной области. Второй же термин отражает образ той или иной нации, выраженный посредством одежды, среди других наций, а также внутреннюю политику государства, к которому она принадлежит. Национальная одежда является сущностью, создаваемой «сверху» и отражающей стереотипы правящей элиты о жителях страны. Особенно ярко символическое значение национального костюма заметно при его сравнении с аутентичными формами народного костюма.

## Общая характеристика

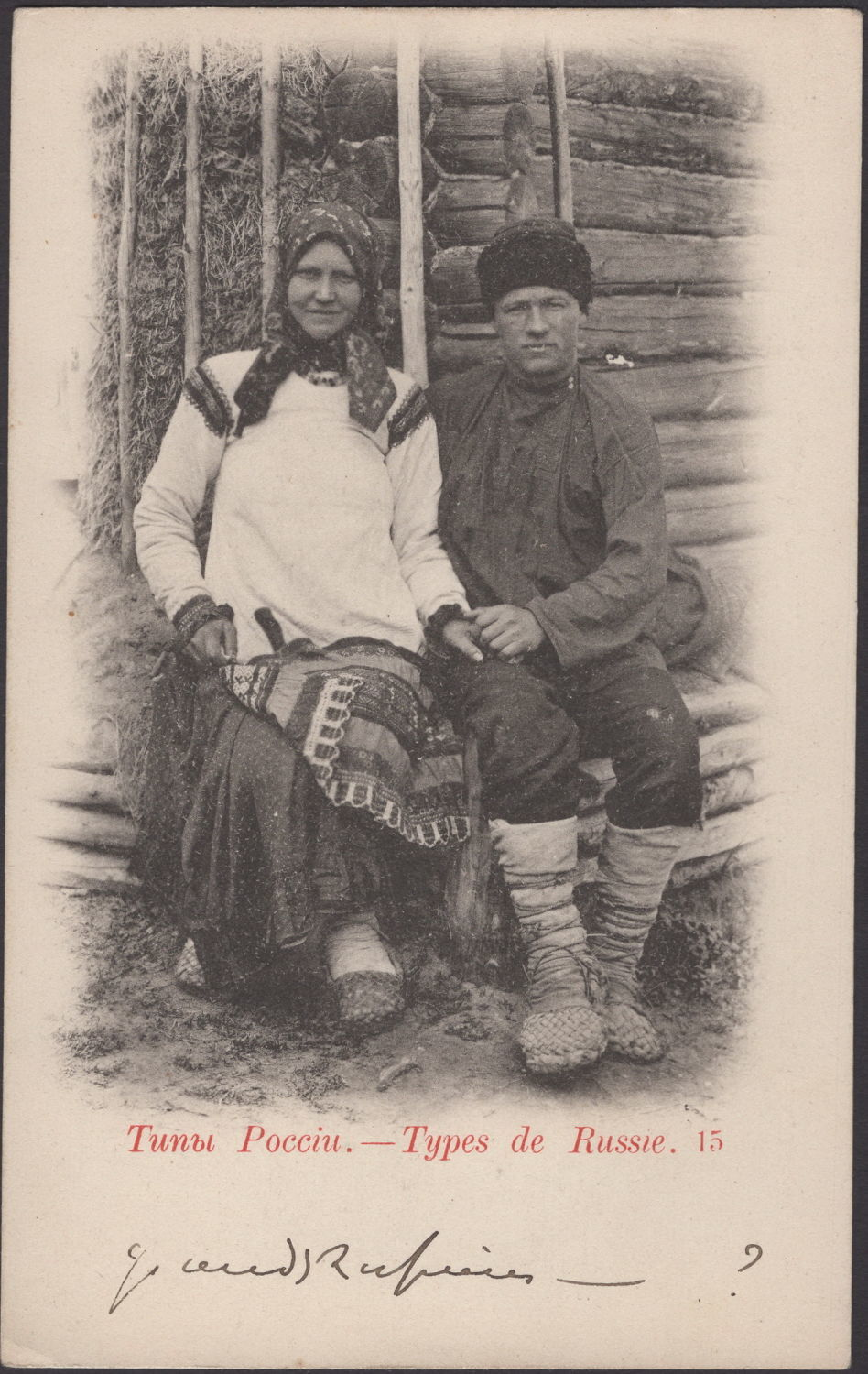
Пара в народных костюмах, открытка начала XX в. из серии «Типы России»

Наиболее хорошо русский традиционный костюм известен по образцам XVIII—XIX вв. При общем сходстве в покрое и в приёмах украшения русский народный костюм имел свои особенности, выражавшиеся множеством факторов. Несмотря на то, что русский народный костюм служил и продолжает служить богатым художественным и конструкторским источником творчества, довольно долгое время он не изучался основательно. Рассматривалось, к примеру, декоративное оформление народной одежды отдельных областей Руси. Основательные и подробные работы, затрагивающие все стороны русского народного костюма — как и материальные, так и духовные — стали появляться в конце XX века. Тем не менее недостаток литературы, в полном объёме рассматривающей русский народный костюм и его художественную ценность, всё ещё прослеживается.
Наибольшее разнообразие в независимости от того или иного фактора характерно именно для женской одежды. Мужская же, будучи по большей части примерно одинаковой вне зависимости от места, где она носилась, прежде всего, различалась по возрастному признаку. Это связано с господствовавшим в русском традиционном обществе патриархатом и особым положением женщин: они, находясь в подчинённом положении, были привязаны к семье и домашнему хозяйству (и соответственно, не имели юридической самостоятельности), и потому обладали гораздо меньшим кругозором и меньше, нежели мужчины, познавали мир за пределами родного поселения. Из этого следовало гораздо более тщательное следование традициям, касавшихся в том числе и одежды.
Отдельных размеров для разных возрастов в русском народном костюме не существовало, и предметы одежды передавались по наследству. Если представители более молодого поколения были выше по росту более старших (что было неминуемо в результате возросшей в России на рубеже XIX—XX веков акселерации), то предметы можно было слегка подправить (к примеру, пришить дополнительный кусочек ткани), при этом не нарушив художественной, орнаментальной и цветовой целостности. Также не существовало отдельных «мужского» и «женского» запа́хов — запах всегда был левый, то есть правая пола запахивалась поверх левой.
Преобладающий силуэт в русском традиционном костюме — вытянутый, либо прямоугольный, либо постепенно расширяющийся к низу, трапециевидный.

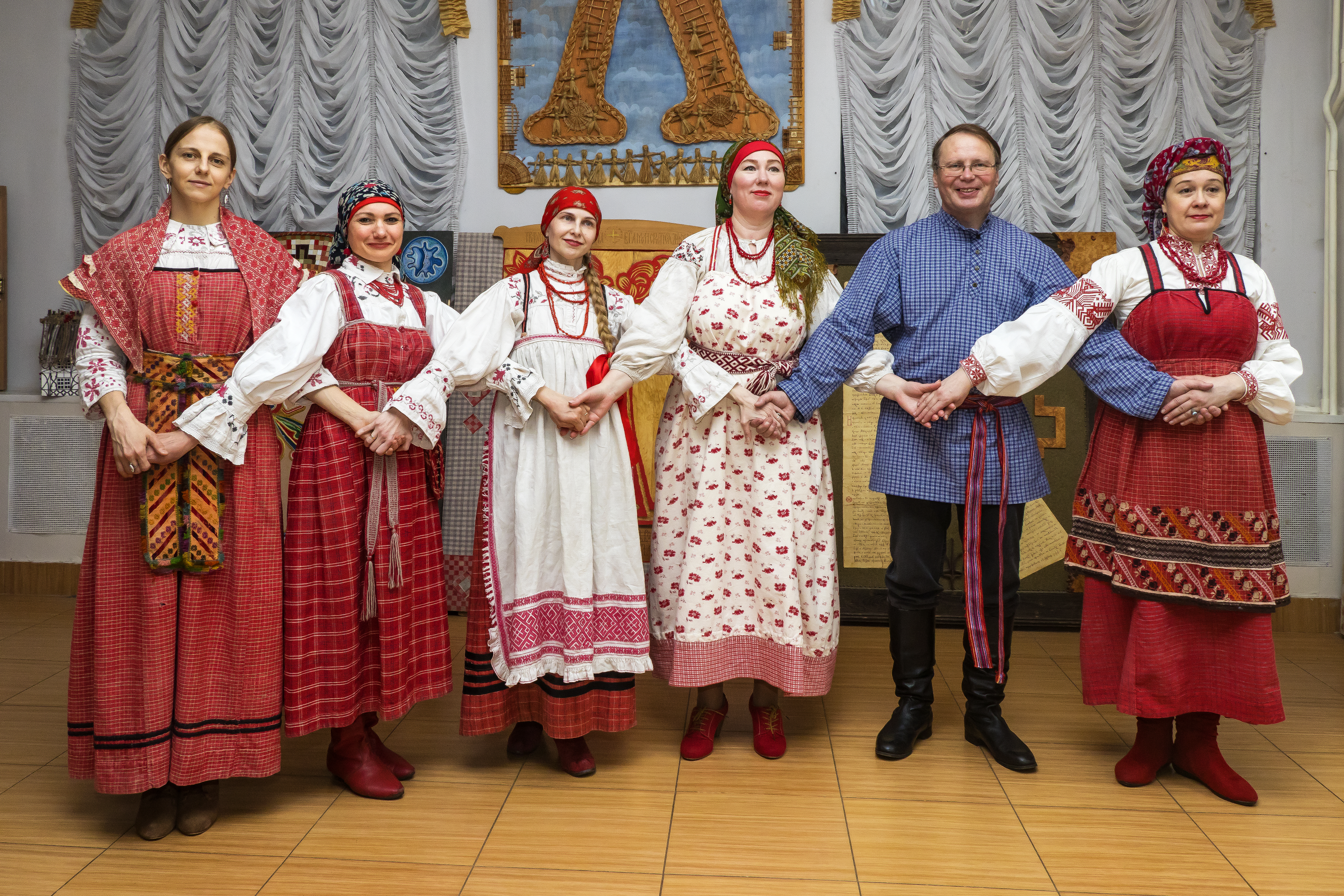
Участники народного ансамбля «Вересень» в аутентичных русских народных костюмах

Одной из особенностью русского традиционного костюма является его ярковыраженная многослойность, наслоение и взаимосвязь отдельных элементов, вместе образующую определённый тип костюма. Также его характеризует взаимосогласованное развитие конструктивного решения его основных элементов, что обеспечивало удобство ношения.
Художник и один из основателей движения «Мир искусства» Александр Бенуа, побывав на выставке народного творчества (т. н. кустарной выставке), где было много работ крестьянского производства, впоследствии говорил, что «народный костюм там, где праздник. Нынче нет праздников, поэтому костюм только в музее, а в реальной жизни его нет». Эти слова передаёт искусствовед и историк моды Раиса Кирсанова.
Главный тезис эстетики русского костюма — это красота статики, а не динамики, движения. Та же Кирсанова утверждает, что красота русского народного костюма, прежде всего женского, заключается в покое. Костюм отражает традиционную этику русского народа (включая представления о красоте), в частности традиционное представление о идеальной женщине и её поведении: плавные движения, скромность, отсутствие излишней раскованности. О женском костюме, несущем в себе красоту покоя (особенно допетровском, XVI—XVII вв.), также писал и Иван Билибин.
Однако с другой стороны, русский народный костюм, особенно праздничный, характеризуется броскостью и роскошью, красочностью, большой декоративностью и в то же время гармоничным сочетанием в одном комплексе одежды различных цветовых и орнаментальных решений. Практически повсеместно декор взаимосвязан с формой и конструкцией костюма.
Несмотря на устойчивость формы основных видов одежды, формы традиционного костюма были связаны с феноменом моды. Под её влиянием отдельные элементы одежды выходили из употребления, и их место занимали новые. Данная тенденция характерна в том числе и для русского традиционного костюма. К XIX веку в народном костюме сохранялись некоторые средневековые элементы костюма, хоть и изменившие покрой и название. Однако в том же столетии, помимо тенденции заимствования городской одежды или приближения к таковой, стало проявляться упрощение, заключавшееся в том числе замены одних предметов одежды на другие, более простые. Так, сороки стали заменяться кокошниками, а кафтаны — поддёвками.

### Функциональные различия
Повседневная одежда обладала простотой и скудостью украшений, включая в себя только самые необходимые предметы одежды, и украшалась довольно скудно. В основных чертах повседневную повторяла и рабочая одежда (хотя у ряда профессионально-социальных групп — к примеру, охотников и рыбаков, была рабочая одежда специального предназначения).
Праздничная же одежда отличалась от повседневной, в частности, включала в себя самый полный набор предметов, определённые местной традицией (так, будничный женский костюм Рязанской губернии включал в себя семь предметов одежды, в то время как праздничный — двадцать). Праздничная одежда шилась из хороших тканей, так и домотканых, так и фабричного производства: шёлка, парчи, тафты, кисеи, льняного полотна домашней выделки, тонкого сукна (как и домотканого, так и фабричного), тонких хлопчатобумажных тканей. Каждый элемент праздничной одежды, от головных уборов до обуви, богато орнаментировался. Праздничная одежда также могла быть иного цвета, нежели повседневная.

### Социовозрастные различия

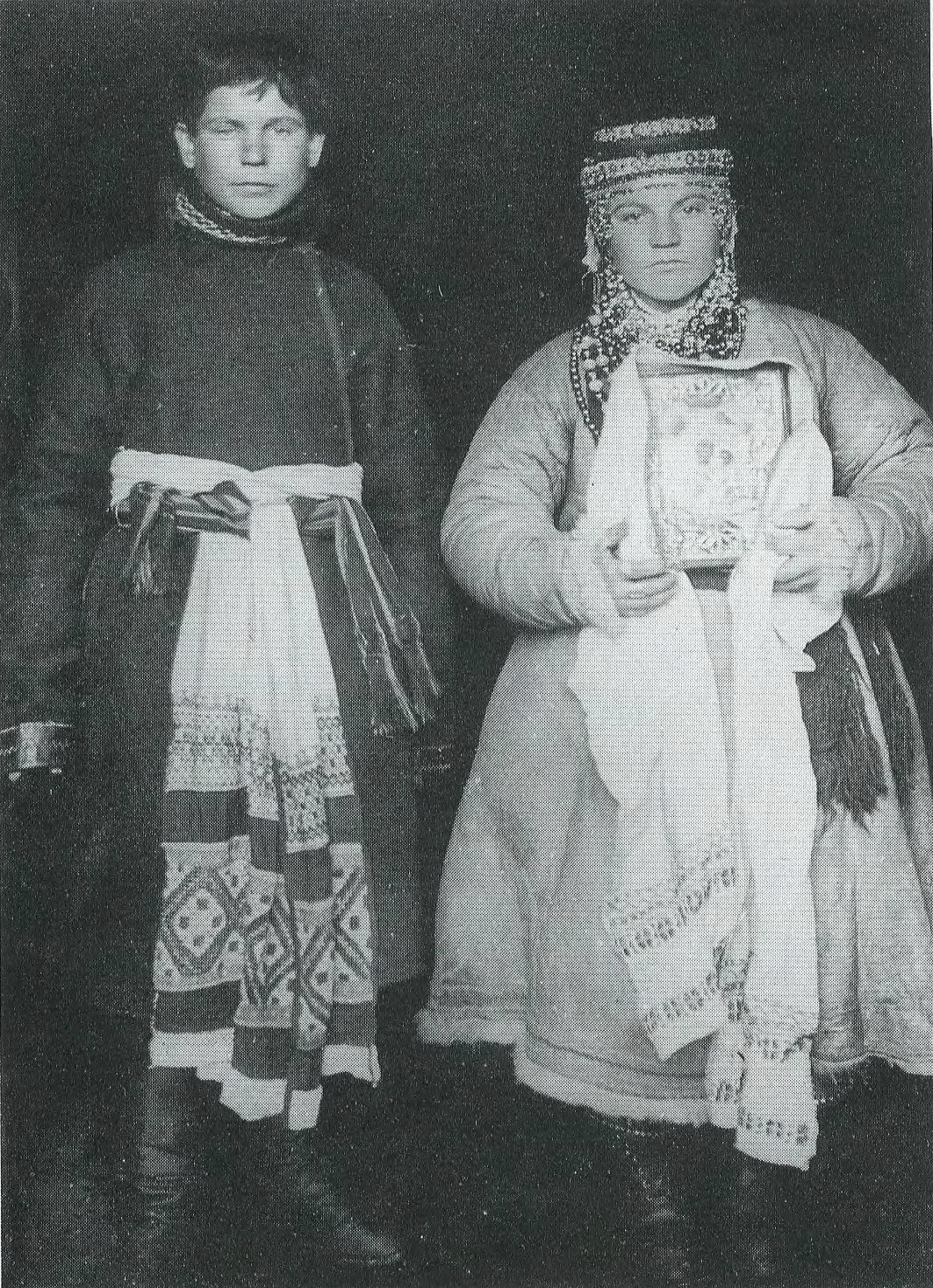
Жених и невеста, Брянский уезд Орловской губернии, 1908 г.

По возрасту носителя одежда делилась на детскую, юношескую, одежду взрослых в браке и стариковскую. Также выделялись комплекты одежды для вдов, солдатских жён, старых дев и т.д. В женской одежде, как уже было указано выше, различия проявлялись гораздо сильнее, чем в мужской.
Младенцев c момента рождения до возраста примерно 6 месяцев-полутора лет оборачивали в полотняные пелёнки длиной более 1 м, поверх них крест-накрест перевивали специальной лентой (свивальником) примерно 2 м длиной и 9 см шириной. Порой в качестве свивальника служил простой шнурок. Младенцев пеленали довольно туго.
После этого примерно до пяти-семи лет дети одевались одинаково — ходили в одних рубахах (служивших в летнюю пору фактически единственной одеждой), шившихся из старой белой ткани, зачастую из родительских обносок. Покрой рубах маленьких детей был одинаковым для обоих полов: с прямым разрезом, без ворота (затягивавшегося на тесёмку), с длинными и прямыми рукавами, подол доходил до колен или ниже. Они, в отличие от рубах более старших детей, подростков и взрослых, никак не украшались. Порой дети донашивали предметы одежды за взрослыми. В отличие от взрослых, детям позволялось не опоясывать свою рубашонку, так, жители Обоянского уезда Курской губернии считали грехом подпоясывание детей в первые 40 дней их жизни. Вручение ребёнку первого пояса в своей жизни считалось знаменательным событием и сопровождалось особыми ритуалами. Так, в том же Обоянском уезде первый поясок (а иногда — рубашечку и нательный крестик) ребёнку преподносила его крёстная мать, после чего подпоясывала ребёнка в первый раз в жизни. В Московской губернии обряд первого опоясывания ребёнка совершался в возрасте одного года, при этом крёстная мать ставила крестника к печному столбу и во время опоясывания приговаривала: «Будь здоров и толсто́й, как печной столб!». По достижении необходимого возраста дети получали предметы одежды, маркирующие пол: мальчики — портки, а девочки — сарафаны или понёвы. Мальчик, в первый раз одевший штанишки, по представлениям, «входил в ум», то есть переходил из возрастной группы детей, «бесштанного рака», в группу подростков, и теперь ему следовало осваивать мужскую работу (данное представление до сих пор сохранилось в некоторых дразнилках, бывших особенно актуальными во времена бытования народного костюма). В Заонежье на рубеже XIX-XX веков мальчики начинали носить штаны с возраста пяти-шести лет, при этом до 12 лет они носили штаны из белого холста, а начиная с 12-летнего возраста носили синие холстяные штаны, как и взрослые. В верховьях Оки и Десна Калужской губернии (современные Брянская и Калужская области) в начале XX века мальчики впервые надевали штанишки в 5-7 лет. Первые штаны шила своему сыну мать, в её отсутствие — крёстная мать. Обычай первого надевания штанов проходил утром: мальчик стоял на «полу», т. е. на полатях, а мать приговаривала: «Носи, не скидай». Выходя на улицу, в первый раз надевшего штаны мальчика приветствовали его товарищи. Довольно ритуализированным было первое в жизни надевание понёвы просватанной девушкой. В дом к девушке приходили все её родственники, а стоявшая на лавке девушка прыгала в понёву, державшуюся её матерью, настаивавшей дочери: «Прынь, дитятко, прынь, милая, в вечный хомут, в бабью понёву»; на что она отвечала: «Хочу — прыгну, а хочу — и не прыгну». «Прыжок» девушки в понёву означал её согласие на выход замуж. Будничная одежда девочки-подростка состояла из подпоясанной рубахи, по праздникам надевались сарафан или понёва. Однако в некоторых местностях ещё в начале XIX века даже юноши ходили в одних рубахах, так в 1920-х годах старожилы сёл и деревень верховья Оки и Десны вспоминали, что «в старину мальчики надевали штаны лет с двенадцати», а в Заонежье «в XIX в. в рубахе и без штанов парни ходили вплоть до женитьбы».
Наиболее красочной была одежда молодёжи — юноши и девушки, спешившие заключить брак, старались по максимуму выделяться среди основной массы, поэтому использовали в своей одежде яркие ткани, а количество украшений было наиболее обильным. После свадьбы одежда женатых становилась менее украшенной, цвета — более размеренными и спокойными.
Одежда пожилых людей никак не украшалась, шилась из тканей белого или тёмных цветов. Таким образом она сближалась с детской одеждой путём стирания половых различий. Мужчины-старики могли ходить в неподпоясанной рубахе и без штанов, в одних подштанниках; совсем немощные старики утрачивали право на ношение портов. Старухи вместо сарафана или понёвы носили широкий балахон, нагрудник, передник с рукавами, которые обычно были перешиты из старых и ношеных вещей. Праздничной одежды старикам не полагалось.
Траурная одежда (носившаяся, в частности, солдатками, вдовами и вдовцами), как и одежда пожилых, была обделена украшениями, а общая гамма костюма была чёрно-белой. Старые девы не имели права одеваться как замужние женщины (в частности, им запрещалось носить головные уборы замужних вроде кокошника, сороки или повойника). Вместо этого они плели косы, как девушки и покрывали голову платком. Им запрещалось носить понёву, и они могли носить только белую рубаху, тёмный сарафан и нагрудник.
Также на костюме (особенно праздничном) весьма заметно сказалась разница в социальном положении носителей и их достаток. Праздничный костюм богатого купца или крестьянина отличался от костюма его менее зажиточного соседа или просто бедняка бо́льшим количеством вещей, входивших в состав костюма, обилием и ценностью украшений, включением в костюм модных городских предметов, а также дорогими тканями, из которых костюм шился. Небогатые крестьянки носили пестрядинные и ситцевые сарафаны, в то время как зажиточные могли себе позволить парчовые и шёлковые. Бедняки даже в первые годы советской власти из-за материального положения были неспособны в достаточной мере обеспечить всех членов своих семей, нередко одежда могла переходить от старшего к младшему (что противоречит правилам личной гигиены). В результате полный комплект одежды имели лишь работоспособные члены семьи, а дети и старики одевались по остаточному принципу.

### Лексические различия
Фонд терминов народной одежды широк и разнообразен. Так, на территории одной только Сибири Анной Лебедевой было зафиксировано 152 термина для обозначения верхней одежды, 85 — для обозначения обуви, 127 — для женских и мужских головных уборов. Обозначения базовых элементов одежды (рубаха, сарафан и т. д.) были общими на всей территории ареала русского народа, и соответственно, русского костюма. Однако в то же время использовались термины для обозначения практически всех возможных вариантов того или иного предмета одежды, связанного с особенностями покроя, используемой ткани или функционального предназначения.
К примеру, сарафан в зависимости от покроя, материала, цвета и происхождения носил такие названия, как штофник, бархатник, пестрядинник, саян, костыч, и так далее.
Также стоит отметить, что одним термином часто обозначалось несколько предметов или, наоборот, один и тот же предмет в разных районах России имел разные названия.

### Цветовая гамма

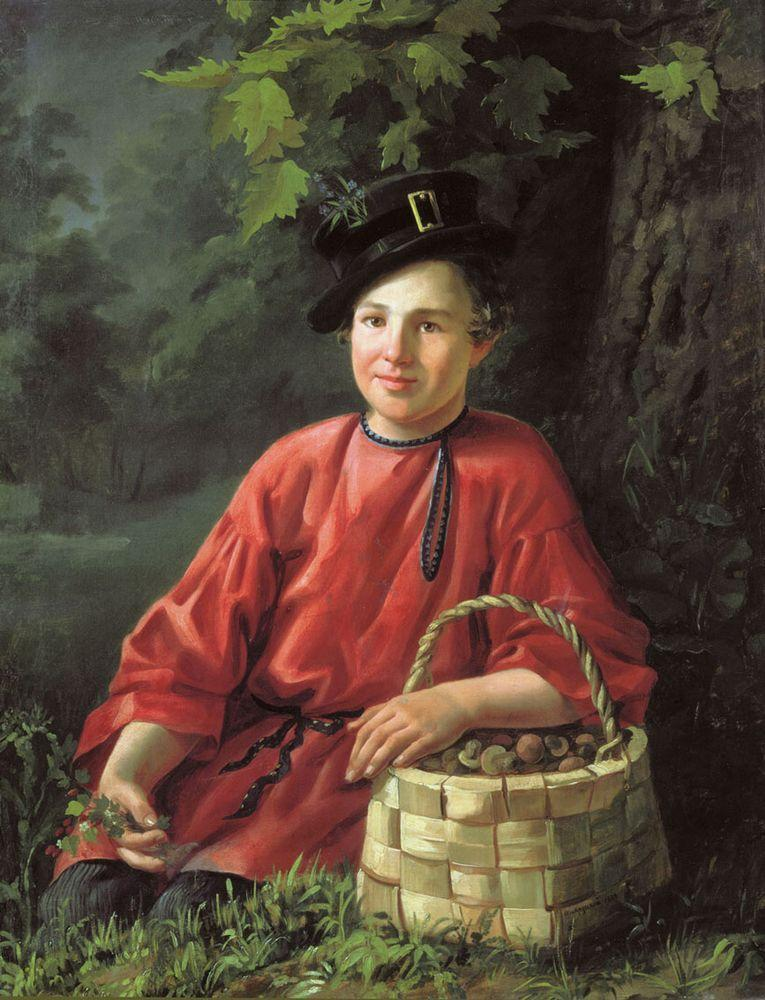
«Портрет мальчика» кисти Ивана Хруцкого, 1834 г.

Русский народный костюм, особенно праздничный, характеризуется насыщенностью, разнообразием и богатством используемых цветов. Окраска домотканой ткани также могла осуществляться в домашних условиях, либо же отдавали профессиональным ремесленникам, как и странствовавшим, так и постоянно проживавшим в деревнях и ремесленных слободах. Использовались естественные красители: настои из растений и химикатов (травы, цветы, коренья, древесная кора с прибавлением хлебного кваса, медный купорос, квасцы и т. д.).
В народном костюме чаще всего использовались ткани цветов, по иронии судьбы, составляющих российский флаг: белый, синий и красный. Из этих цветов самым распространённым был белый, как естественный цвет ткани; в частности, в западных русских областях: частях Калужской и Орловской губерний и во всей Смоленщине, бытовала верхняя одежда белого цвета. Также белый цвет издревле использовался в качестве траурного. Окрашивание в синий происходило с помощью индиго, также синие ткани могли быть импортными. Излюбленным цветом праздничной одежды был красный (не случайно данное обозначение цвета, первоначально значившее «красивый», вытеснило изначальные общеславянские обозначения, как «червлёный», «чермной»), красители, получавшие этот цвет (краппы), изготавливались из корней марены. Что интересно, в 1880-е годы в Орловском уезде Вятской губернии было зафиксировано следующее поверье: в голодные годы начинали считать, что собственно массовый голод — это божье наказание за ношение рубах из французского ситца, якобы окрашивавшегося собачьей кровью, и из-за этого сельские сходы принимали решения «чтобы впредь таких рубах не носить», а в некоторых местах такие рубахи насильно отбирались у молодых парней и торжественно сжигались (в остальное время к подобным рубахам было терпимое отношение). Для получения тёмно-красных оттенков использовались настой из жжёного кирпича и коры берёзы. Верхняя одежда была преимущественно тёмных цветов, к примеру коричневого цвета, как естественного цвета сукна из овечьей шерсти; также естественным цветом сукна был серый. Дубление овчины придавало кожевой ткани желтоватый цвет. Чёрный естественный цвет из овечьей шерсти был характерен прежде всего для южнорусских губерний: например, женских сарафанов, понёв и онучей, но на рубеже XIX—XX вв. под общеевропейским влиянием во многих регионах чёрный стал траурным. Также применялись ткани ярких и пёстрых цветов: зелёного, малинового, лилового, голубого и розового. Окрашивание в жёлтый осуществлялось с помощью настоя берёзовых листьев и жёлтой кувшинки.

### Традиционные промыслы
Среди народных промыслов, связанных с текстилем, наиболее распространены вышивка и кружевоплетение. Исторически они служили исключительно женским занятием, чем-то вроде хобби (вышиванию крестьянских девочек обучали с возраста 8-9 лет), и были сосредоточены у помещичьих усадеб и торговых путей. Также существовали промыслы, связанные непосредственно с изготовлением тканей и одежды в частности. Многие из этих промыслов дожили и до сегодняшнего дня.
Декорирование одежды несло не только свою прямую функцию — эстетическую, но также и практическую — дабы одежды была не столь «маркой», а также оберегательную — считалось, что орнаментация (в частности, вышивка) защищает от тёмных сил.
Развитие вышивки связано с общим направлением развития русского народного искусства XVIII—XIX вв., перекликаясь с другими народными промыслами. В вышивке используются преимущественно красные нити (хотя во многих областях юга России также используются и чёрные нити, а в ряде мест Белгородчины и Воронежья вышивают и исключительно чёрными нитями). Вышивка красными нитями на белом фоне была характерно прежде всего для северных и северо-западных регионов ареала проживания русских. Иногда могли добавляться нити голубого, светло-зелёного и жёлтого цветов. Колорит у такой вышивки строгий, но в то же время нежный. Для южнорусской же вышивки характерна яркая полихромия с преобладанием интенсивных тонов красного цвета (притом в юго-западных губерниях: Курской, Смоленской, Орловской, Воронежской, Тульской и части Калужской характерны яркие и жизнерадостные тона — светло-красный, тёмно-зелёный, жёлтый; а в то время как в юго-восточных губерниях: Рязанской, Тамбовской, Пензенской и части Поволжья (Казанская, частично Саратовская губернии) — тёмные и глубокие тона, к примеру тёмно-красные, почти вишнёвые тона). В центральных губерниях встречались обе региональные разновидности вышивки. Повседневные рубахи украшались только по вороту и краям рукавов.
Применялись следующие приёмы вышивки:
- Счётная вышивка — выполняется по счёту нитей основы:
  - Набо́р — приём вышивки иглой по цельной ткани, при котором короткие стежки укладываются по счёту нитей по основе и утку. Один стежок располагается на лицевой стороне ткани, другой — на изнаночной, третий — опять на лицевой и т. д. Благодаря этому на изнанке ткани получается негативное изображение узора[54]; древнейший из способов вышивки, на Русском Севере сохранялся до середины XX века;
  - Двусторонний шов;
  - Косой стежок;
  - Вышивка крестиком крестик по счёту нитей ткани;
  - Вышивка счётной гладью;
- Бесчётная вышивка — выполняется по намеченным контурам рисунка:
  - Тамбурное шитьё;
  - Несчётная гладь;
  - Вышивка крестиком по канве.

Кружево проникло в Россию в XVII в., получив, однако, широкое распространение лишь в конце XVIII-начале XIX вв. (притом первоначально кружево было исключительно импортным (шантильи, валансьенское), но с течением времени его освоили и мастерицы барских усадеб). Технически традиционное кружевоплетение представляет собой плетение из нитей (как и белых, так и цветных) ажурного узора с помощью небольших деревянных палочек — т. н. коклюшек, традиционные русские коклюшки довольно простые, цилиндрической или конической формы (в то время как в западноевропейском кружеве используются фигурные коклюшки). Использовались хлопчатобумажные, шёлковые и льняные нити. К началу XX века кружевоплетение было развито в 17 губерниях Российской империи, промыслом занималось около 100 тысяч кружевниц. Кружево исполняется на заполненном мягким материалом (например, ватой) валике (в отличие от западноевропейских стран, где для аналогичных целей используется подушка на деревянной подставке). Самым развитым и известным русским промыслом, связанным с кружевоплетением, является традиционное вологодское кружево, сформировавшееся в конце XVIII века, уже к концу следующего столетия распространившееся и за пределы Вологодской губернии. Большой вклад в развитие промысла вологодского кружева внесла династия кружевниц Брянцевых. В 1963 году было основано объединение «Снежинка», до сих пор являющееся крупнейшим кружевным объединением в России. Из других русских кружевных традиций можно назвать, к примеру, елецкую (Липецкая область), михайловскую (Рязанщина), вятскую (Кировская область), белёвскую (Тульская область) и мценскую (Орловская область). Особое место занимало кружево из металлических тканей — золотосеребряное кружево, появившееся ещё во второй половине XVI в.
На Русском Севере также распространено вязание. Вяжут прежде всего рукавицы, носки и чулки. Особо вязание было распространено среди поморов. Чулки традиционно вязались крючком или иглой, перчатки же вязались на спицах и игле, пояса вязались с помощью трёх иголок.
Среди русских было распространено лоскутное шитьё, в котором выполнялись одеяла.
Шитьё жемчугом использовалось для праздничной одежды и широко, почти повсеместно, практиковалось до конца XIX века. Нити с нанизанными на них жемчужинами вышивались на ткани-настилу. Именно в России вышивка жемчугом достигла высочайшего уровня мастерства. Золотное шитьё было прежде всего сосредоточено в артелях и в женских монастырях. Его центры на Русском Севере известны ещё с XVI—XVII вв., в частности, упоминания о предметах, вышитых золотом (в частности, «золотных» кокошниках), встречаются в описях крестьянского имущества XVII в. Предметы, вышитые шёлком и золотом постоянно упоминаются в документах, будучи в обиходе северного крестьянства. Золотная нить впервые стала изготовляться в России ещё в XVI—XVII вв., но ещё в XVII веке она была преимущественно импортной (из Венеции, Нидерландов и т. д.), и только с XVIII в., ввиду бурного развития прядения золотных нитей в России (прежде всего в Московском промышленном районе), золотное шитьё широко распространилось в народе. Для золотного шитья активно применялись гладевые швы.

### Орнаментика

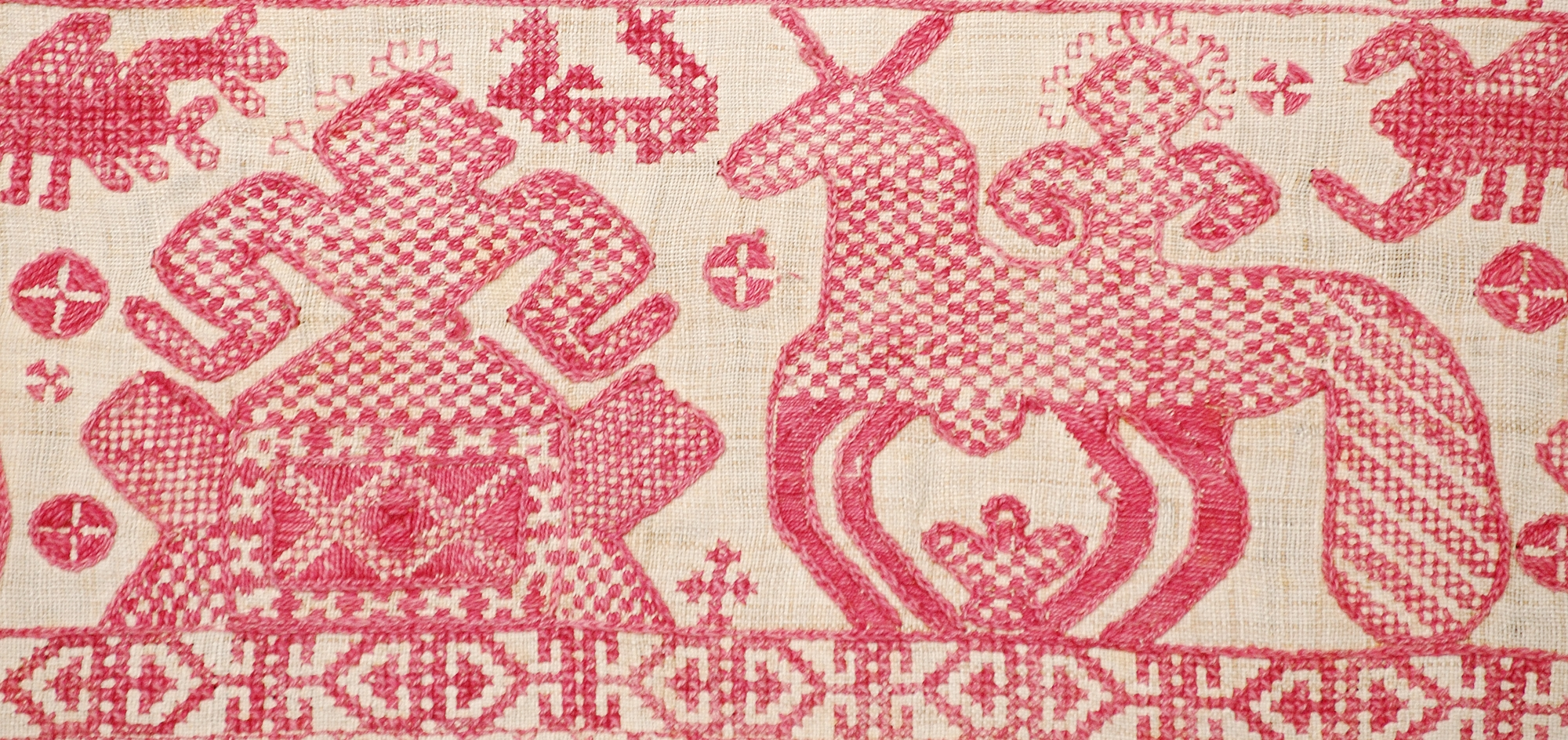
Деталь вышивки подола передника, начало-середина XIX века, из собрания Метрополитен-музея

Наиболее архаичными узорами, используемыми в том числе и в русском традиционном костюме, являются геометрические. Самой распространённой фигурой геометрического орнамента (как и вышитого, так и тканого) является ромб (как правило, прямоугольный, реже — вытянутый), повсеместно распространённый в вышивках и в большинстве случаев являющийся основой орнаментальной композиции, хотя иногда служа дополнением к другим мотивам. Ромбы могли сочетаться в различных комбинациях: вписываться один в другой, сцепляться цепочкой, накладываться углами друг на друга, располагаться рядами. Различные комбинации ромбов различной величины образовывали несложный, но насыщенный линиями рисунок. В процессе эволюции ромба появился узор «репей», его стороны очень часто снабжались прямыми отростками. Кроме того, получили распространение свастикоподобные мотивы и меандры. Видное место занимала розетка-октаграмма, состоявшая из восьми вытянутых параллелепипедов, объединявшихся парами, соединявшихся в центре и находившихся по отношению друг к другу под углом 90°. Пары параллелепипедов могли быть частично или полностью сращёнными. Октаграммы были широко распространены в вышивке северо-западных губерний России.
Особенность композиции русских геометрических орнаментов состоит в частой повторяемости отдельных несложных комбинаций и плотности заполнения фона, при которой отдельные свободные участки гармонично вплетаются в общий рисунок. Одна из специфик русского геометрического орнамента — плавный переход к фону. В разных случаях он мог разрабатываться по-разному. Плавный переход достигался в орнамент специальных обводок, смягчавших контраст между яркими насыщенными полосами. К примеру, переход от основного узора на белый фон на поликах архангельских и каргопольских женских рубах осуществлялся следующим образом: покрытый орнаментом из ромбиков и розеток прямоугольник окантовывался широкой обводкой, богато разработанной в виде цепи треугольников со множеством гребенчатых и крючкообразных отростков.
Геометрические орнаменты более распространены в вышивке средне- и южнорусских областей (а также для кержаков Алтая), в то время как для Русского Севера характерно существенное распространение сюжетных орнаментов с большим количеством растительных, зооморфных и антропоморфных (человекоподобных) узоров (антропоморфные, в свою очередь, делятся на архаические, отражающие древние мифологические представления, и на бытовые, жанровые), являющихся одним из элементов самобытности севернорусской вышивки. Мотивы севернорусской вышивки несомненно являются древними, многими этнографами предполагается, что антропо- и зооморфная традиционная орнаментика на тканях несёт в себе следы дохристианских верований восточных славян, либо же «народного» христианства. Для севернорусской вышивки характерно стилистическое единство. Из животных, используемых в традиционной севернорусской орнаментике, чаще всего встречаются птицы. Как правило, образ птицы обобщён, конкретный вид определить невозможно. Птицы являются своего рода спутниками женских фигур; и нередко как бы пронизывают всю композицию, украшая платье женщины или строение внутри и снаружи. Из птиц, видовую принадлежность которых можно определить, изображали водоплавающих птиц — уток, гусей и лебедей (притом также очень обобщённо); а также павлинов, петухов и куриц, орлов и голубей. Нередки на севернорусской вышивке и кони, на их корпусах могли помещаться птицы, а кроме того — всадники и даже растения. Кони изображаются с высокой, гордо изогнутой шеей, что сближает их с глиняными и деревянными игрушечными лошадками. Одним из распространённых являются мотивов являются кони по сторонам деревца, растения. Как правило, на орнаментах кони торжественно вышагивают, хотя встречаются и более динамичные изображения коней в движении. Кроме того, из животных изображались львы, олени (их позы аналогичны таковым у коней) и барсы. Встречаются и фантастические существа, такие как единорог, Сирин и Алконост и просто чудовища без какой-либо чёткой характеристики. Женские фигуры, изображаемые на узорах, как правило, связываются с Мокошью, или же с Богородицей или Параскевой Пятницей. Как правило, женские фигуры изображаются в характерной позе с воздетыми кверху руками, в которых они держат птиц и растения. Также встречаются и изображения мужских фигур (многих из них, изображённые в длинных кафтанах, можно спутать с женскими), прежде всего характеризуемыми традиционно мужскими элементами снаряжения и мужской посадкой в седле (женщины напротив, стоят на лошадях, их лица направлены анфас). Одним из основных сюжетов севернорусской вышивки, связанных с антропоморфными персонажами — женщина в окружении всадников или животных. Среди сюжетов выделяются и бытовые, изображающие в том числе и жизнь дворян, в них с одной стороны, проявляется восхищение их образом жизни, а с другой — ирония и насмешка над ними (последняя, однако, была меньше выражена, чем, например, в резьбе или глиняных игрушках). Немаловажным элементом вышивки (и растительного орнамента в частности) является интерпретация т. н. Мирового древа, составляющего центр композиции, и вокруг которого также изображались живые существа. Порой образы женщин и деревьев могли комбинироваться. В севернорусской вышивке среди растительных орнаментов используются стилизованные изображения цветов и вазонов.

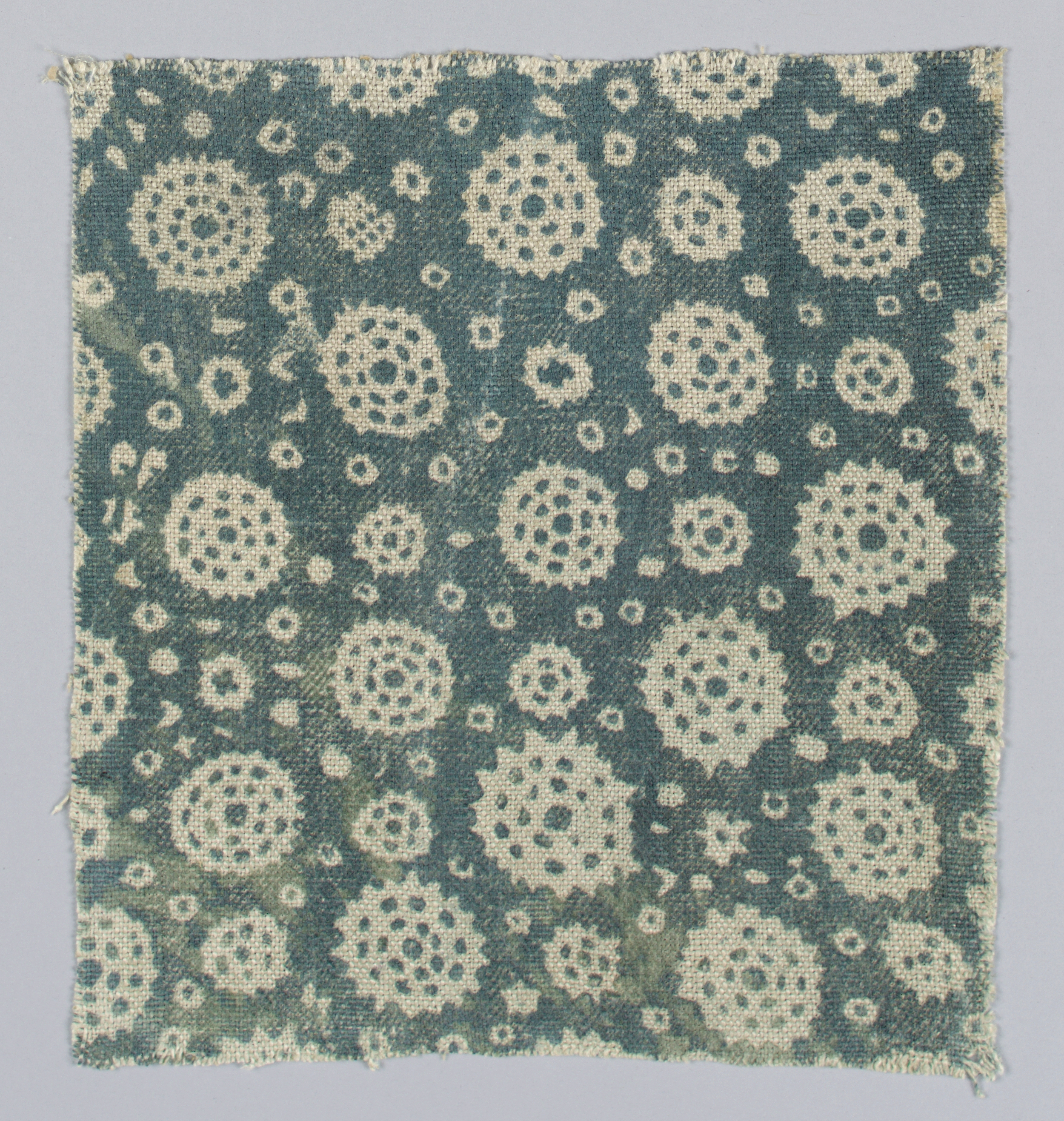
Набойная ткань, Россия, XVIII в., из собрания Смитсоновского музея дизайна

Традиционная южнорусская вышивка подчинена строгой орнаментальной задаче, но сюжетные узоры на юге России также не исключаются, равно как и геометрические — на Русском Севере. В южных и центральных губерниях из животных изображали тех же павлинов и водоплавающих. Среди старообрядцев-семейских в вышивке распространены геометрические и растительные орнаменты, сходные с севернорусскими. Отсутствие изображений людей и животных является примечательной чертой вышивки сибирских старообрядцев-переселенцев первой волны, XVII—XVIII вв. (к каковым относятся также и кержаки).
В русском костюме также присутствуют и узоры, заимствованные с Востока. Прежде всего они характеризуются растительным орнаментом. Такие узоры встречались в тканях, использовавшихся при изготовлении допетровской одежды для знати, а также тканях, из которых на Русском Севере и в средней полосе изготовлялась праздничная одежда.
В набойных тканях простейшим орнаментом был в полоску (полосатые набойные ткани шли на мужские штаны), также были распространены точечные орнаменты: в горошек, в виде других простейших геометрических фигур (колечки, ромбики), бутонов, листьев, цветов, розеток, стеблей, и так далее. Порой различные узоры сочетались (например, листья с цветами или стеблями).
Довольно поздними по происхождению являются реалистичные изображения и надписи в орнаментике, появляющиеся в XIX веке. С наступлением советской власти рукодельницы стали использовать в орнаментике серп и молот, красные звёзды и тому подобные связанные с советской культурой узорные элементы.
Начиная с конца XIX века в народе распространилась вышивка крестом в псевдорусском (либо же общеевропейском) стиле в виде стилизованных гирлянд из реалистично изображённых цветов или же в виде геометрического орнамента. Такие орнаменты распространились не в последнюю очередь благодаря тому, что присутствовали на этикетках-приложениях к мылу парфюмерной фирмы, товарищества «Брокар и Ко», из-за чего вышивка в среде этнографов и любителей рукоделия получила название брокаровской. Распространению способствовала и дешёвая цена: к примеру, цена «народного» туалетного мыла составляла 1 копейку за кусок. Уже в начале XX века брокаровские орнаменты стали вытеснять аутентичные, как и на одежде, так и в полотенцах, скатертях и подобных тканых изделиях. Также брокаровская вышивка получила распространение и на Украине и в Беларуси, даже сильнее потеснив аутентичную. Впоследствии данную стратегию стали применять и конкурирующие с «Брокаром» компании.

## История

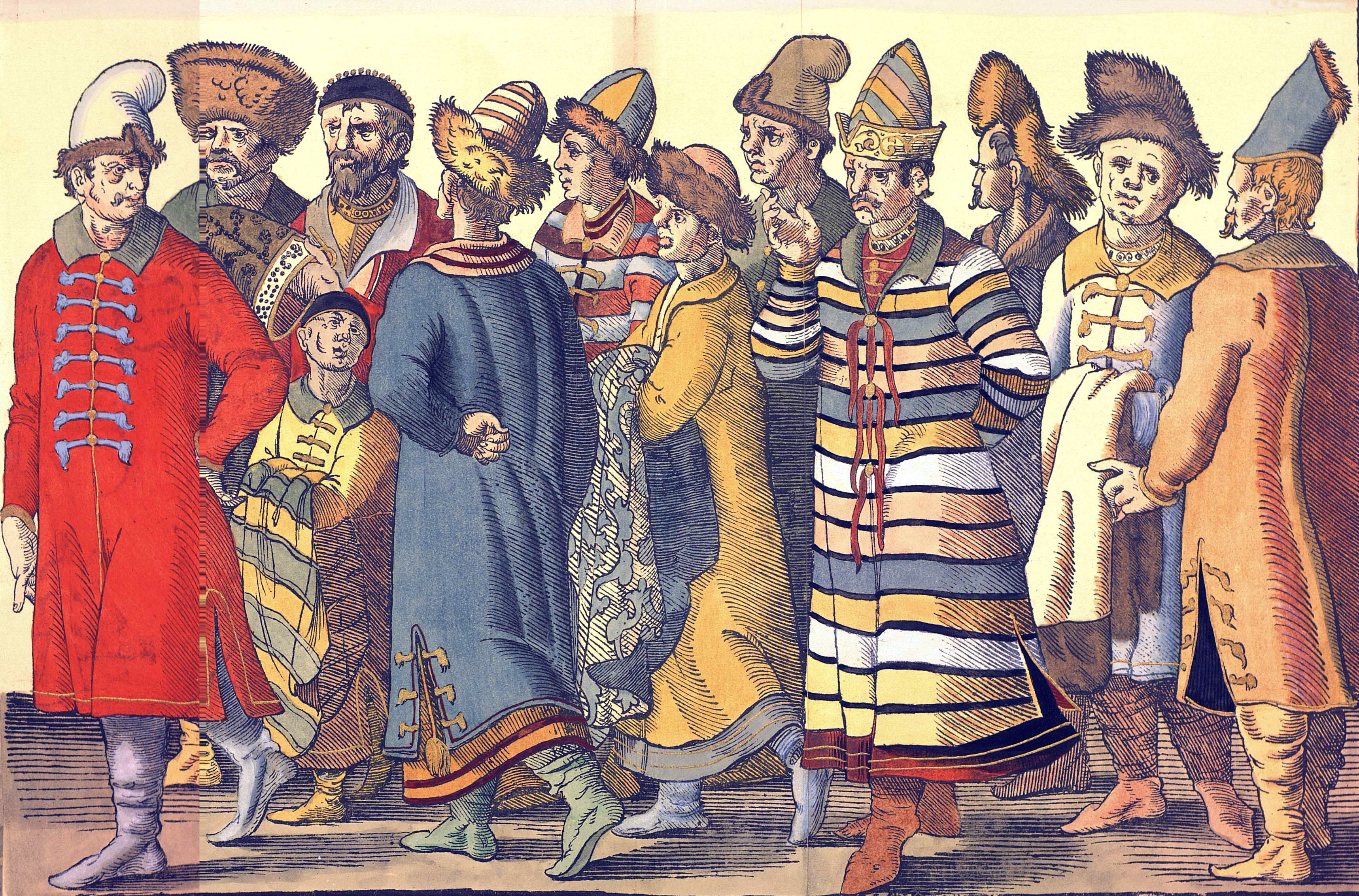
Фрагмент гравюры 1576 года «Русское посольство к императору Священной Римской империи Максимилиану II в Регенсбурге». Гравюра является важным изобразительным источником русского костюма XVI века.

Непосредственным «предком» современного русского национального костюма является одежда восточных славян Раннего Средневековья, а впоследствии — населения Древнерусского государства. В целом она является типичной для европейской раннесредневековой одежды, подавляющее большинство элементов наплечной одежды были накладными, то есть одевались через голову, в то время как распашная и драпированная одежды были редкостью (последняя и вовсе отсутствовала среди простолюдинов). В частности, верхней одеждой, и мужской, и женской, служила т. н. свита (термин впервые зафиксирован в XI в.), надевавшаяся поверх рубахи и по покрою бывшая практически идентичной (хотя под влиянием степняков также существовали и полностью распашные свиты, так, с XIV века в источниках фиксируются распашные свиты с глубоким запахом или полами встык). Часто свиты украшались разговорами. В качестве верхней одежды среди знати бытовал плащ. Женщины надевали поверх рубах также и поясную одежду наподобие понёвы, а на голову — кичкообразный головной убор. Вышеперечисленные элементы одежды, предположительно, были составляющими женского древнерусского костюма уже в VI—VII веках. Одной из наиболее характерных особенностей древнерусского женского костюма являются височные кольца, вероятно, продевавшиеся в волосы на висках. В то же время, ввиду соседства с кочевыми народами, преимущественно тюрками, на одежду восточных славян оказывалось степняцкое влияние, выражавшееся, к примеру, заимствованием распашной одежды. С X—XI в., особенно после принятия христианства усиливается влияние византийской одежды, в частности, одежда знати становится именно византийского типа. Домонгольская одежда, прежде всего одежда знати, отличалась торжественностью, помпезностью и богатством, активно использовались украшения из драгметаллов. В то же время одежда простонародья сохраняла старые элементы.
Собственно русский костюм начал формироваться, по мнению главного научного сотрудника отдела этнографии русского народа Российского этнографического музея и доктора наук Изабеллы Шангиной, в XII—XIII веках, ещё во времена существования единой древнерусской народности. Однако непосредственно разложение древнерусской народности на три современных восточнославянских народа: русских, украинцев и белорусов происходит в XIV—XV вв. В это время, ввиду оторванности Руси от западноевропейских веяний, русская одежда активно заимствует элементы восточной одежды, что обусловлено монголо-татарским игом, свергнутым в 1480 г.
К XVI веку сформировался новый, постмонгольский тип традиционного русского костюма. К тому времени сформировались основные типы рубах для обеих полов, штанов, набедренной женской одежды, верхней зимней и осенне-весенней одежды, головных уборов, а также различные виды обуви: кожаной и лыковой/берестяной, также начали формироваться региональные различия. Сохранив византийский тип одежды знати в частности и общеславянский характер в целом, он существенно обогатился заимствованиями из восточной (турецкой, персидской) одежды по большей части, и, в меньшей степени, восточноевропейской одежды: костюма Речи Посполитой и Венгрии. Особенно заимствования из польско-венгерской одежды (а также и западноевропейской) активизировались в XVII-м веке, наиболее усилившись к его концу. В целом на «азиатский» облик одежды Московской Руси повлияло её соседство с кочевыми народами, завоевание остатков Золотой Орды (Казанского и Астраханского ханств), открывшее путь к покорению Сибири, а также усилившиеся контакты со странами Северного Кавказа и Крымским ханством. Одежда и ткани могли поступать из восточных стран в результате импорта и дипломатических контактов (например, в качестве посольских даров). Описываемая иностранными костюмами долгополая одежда москвитян помимо всего прочего, могла являться отражением их стереотипов о якобы «азиатскости» Московской Руси, её принадлежности к абстрактному Востоку, а не Западу. Периодически предпринимались попытки прекратить иностранные заимствования предметов одежды и сохранить русский характер костюма. Ограничения накладывались актами так и светских властей, так и духовных. К примеру, заимствования в одежде осудил прошедший в 1551 году Стоглавый собор. А 6 августа 1675 года был принят закон «О неношении иноземного платья и нестрижении волос по иноземскому обычаю», по которому служилым людям и дворянам запрещалось носить иноземную одежду и причёски под страхом понижения в чине:

…а Стольником, и Стряпчим, и Дворяном Московским и Жильцом указал Великий государь <…> указ сказать, чтобы они Иноземских и иных обычаев не перенимали, волос у себя на голове не постригали, тако же платья, кафтанов и шапок, с иноземских образцов не носили, и людем своим томуж носить не велели.

Однако преемник Алексея Михайловича, Фёдор Алексеевич 22 октября 1680 года выпускает указ о реформе одежды служилых людей:

…с сего времени столником и стряпчим, и дворяном московским, и дьяком и жильцом, и всяких чинов служилым людем носить служилое платье ферезеи и кафтаны долгополые для того: по его, великого государя, указу они… бывают на его государевых службах в полкех носят ферезеи и кафтаны и иное служилое платье, а к Москве приехав вместо того служилого платья носят городовое платье охобни и иное и в той перемене чинятца им убытки большие и для того то городовое платье охабни и иное отставить, чтоб впредь вышеписанных и иных чинов служилым людем в том убытков не было, а коротких кафтанов и чекменей никому не носить не которыми делы, а носить всем то служилое платье и в город всем выехать с воскресенья октября с 24-го числа.

Таким образом, целью данного указа с наибольшей вероятностью была экономия средств, поскольку содержание долгополой, церемониальной, т. н. «городовой одежды» служилыми людьми было расточительным. По мнению введшего его в научный оборот историка Павла Седова, указ ставил своей целью установление более-менее единообразной одежды (и менее затратной), в которой служилые люди должны были являться на службу. Эта одежда, служилое платье, должно было быть относительно коротким и удобным, менее сковывающим движения. Впрочем, данный указ также запрещал «постыдно» короткую одежду (как, например, вышеупомянутый чекмень). Преследование иностранной одежды продолжилось при Фёдоре Алексеевиче. Нарушителей, надевавших долгополые охабни и однорядки не пускали в Кремль и даже могли насильно снимать их и уже в таком виде пропускать.
Одежда Московской Руси, XVI—XVII веков, по большей части была долгополой, хотя юноши и молодые мужчины носили более короткую одежду, нежели мужчины более зрелого возраста (об этом упоминает чешский путешественник Бернгард Таннер, бывший на Руси в 1678 г. в составе польского посольства). Дипломат при папском дворе XVI в. и один из первых побывавших в России иезуитов Антонио Поссевино в своём труде «Московия» 1586 г. вспоминает, также давая рекомендации для одежды иностранных послов:

Московиты очень бранят короткую итальянскую, французскую, испанскую и германскую одежду, потому что она оставляет открытыми те части [тела], которые следует скрывать более всего. Сами же они, следуя обычаю всего Востока, одеваются для степенности в два или три платья почти до пят. Рукава они носят довольно длинные, так что рук даже и не видно, когда они что-нибудь делают.
— А. Поссевино. Московия. Книга II. // Исторические сочинения о России XVI в. / пер., вступ. ст. и комм. Л. Н. Годовиковой. — М.: Издательство МГУ, 1983. — 272 с.
Кроме того, допетровская одежда знати была особенно роскошной, при том это была именно «восточная» роскошь, характеризовавшаяся обильными украшениями из драгоценных камней, отделкой мехом и использованием дорогих тканей, таких как парча и бархата. Однако основные элементы одежды знати и простонародья допетровского времени, в частности, крой, был практически одинаковым, главные отличия заключались в качестве используемых материалов. Также заимствования были характерны как раз именно для одежды знати, в то время как простонародная одежда продолжала сохранять старые элементы.
Тем не менее, к концу XVII столетия одежда русской знати, прежде всего мужчин сильно пропитывается элементами венгерского и польского костюма, чему поспособствовал и указ Фёдора Алексеевича 1680 г. (хотя им иностранная одежда не вводилась напрямую). С начала-середины 1680-х западноевропейские путешественники отмечают что если не все, но многие жители Руси одеваются примерно так же, как и поляки (а секретарь австрийского посольства в Москву Иоганн Георг Корб в 1698-99 гг. и вовсе пишет о мужской моде на Руси конца 1690-х годов следующее: «платье они [мужчины-москвитяне] некогда имели общее с татарами, потом стали одеваться изящнее, на польский лад; теперь их одеяние всего больше похоже на венгерское»); в польских же источниках и вовсе отмечается, что русская одежда будто бы вовсе была заменена польской. Впрочем, Таннер уже в 1678 году пишет, что долгополая ферязь могла носиться расстёгнутой, как плащ: «они носят эти ферязи, отвернув их у правого локтя и забросив за спину» (в таком виде изображён на своём портрете князь Иван Репнин). Таким образом, более «иностранный», схожий с польским вид, москвитянин мог принять и с использованием русской одежды. С учётом того, что, как было указано выше, молодые носили более короткую одежду, а также того факта, что во второй половине XVII века Россией правили молодые государи, можно предположить, что эти обстоятельства способствовали к переходу москвитян на более короткую, чем ранее, одежду. Восприятие польской и венгерской одежды подготовило почву для последовавшего впоследствии внедрения западноевропейского костюма.
В ходе масштабной вестернизации России, проведённой в результате реформ Петра I, традиционный костюм в дворянской среде был заменён одеждой общеевропейского образца, но в то же время он сохранялся среди купечества (впрочем, некоторые богатые купцы также перешли на западную одежду), простых горожан и крестьян. Однако с течением времени западная одежда неминуемо распространялась среди россиян, особенно в городах. Интерес к русскому традиционному костюму был вновь подогрет императрицей Екатериной II, немкой по национальности, он, в частности, служил одним из средств легитимации правления государыни. Уже в XVIII веке при императорском дворе начинают носить одежду а-ля рюс: к примеру, модные по тем временам платья с фижмами, созданные по образцам традиционных сарафанов, или же традиционные русские шубы. Тон задавала сама императрица, превосходно владевшая языком одежды, и надевавшая стилизованные псевдорусские платья, в частности, на победы русской армии. Уже на коронационных торжествах в Москве по случаю её воцарения, Екатерина II наблюдала за ними с балкона, будучи в красном платье а-ля рюс. В псевдорусских платьях императрица запечатлена на некоторых своих портретах. Подобные платья, служившие своего рода показателем особо важных с точки зрения государственной этики качеств, надевались в исключительных, праздничных случаях. Изредка знатные женщины, в том числе и из императорской фамилии, надевали подлинные, бытовавшие на тот момент народные костюмы (в таком на двух портретах изображена внучка Екатерины, царевна Александра Павловна). Именно на это время пришлось начало формирования русской национальной идентичности (а также «имперского мифа» и «имперской» же идентичности России), значимую роль в котором сыграло представление о «русскости», и в частности, в русском костюме. Попытки создания придворного платья в русском стиле и мода на одежду, созданную под влиянием народной стали, таким образом, одним из способов сотворения «имперского мифа» и репрезентации среди других народов (как и иностранных, так и «инородцев»). В XVIII веке к народной жизни обращаются некоторые художники, запечатлевая на своих полотнах и гравюрах в том числе и народный костюм. Одним из них был Джон Аткинсон, британский график, значительную часть жизни проживший в России при правлении Екатерины II и Павла. Его трёхтомный цикле акварелей «Живописные изображения нравов, костюмов и развлечений русских» (англ. A picturesque representation of the manners, costums and amusements of the Russians, 1803—1805 гг.) является ценным изобразительным источником русской традиционной одежды этого времени.
К началу XIX века западная одежда стала основной среди горожан в независимости от сословного положения. В этом столетии в народном костюме увеличивается влияние городского, западного костюма, в частности, крестьянами заимствуются элементы городской одежды; органичное усвоение западных элементов одежды в народном костюме начинает происходить, начиная с 1820—1830-х годов, и усиливается после упразднения крепостного права. В некоторых местах (например, в Вязниковском уезде Владимирской губернии) в 1860-е годы щеголихи даже носят кринолины, которые, однако не прижились, и вместо этого для придания нужной формы носили толстые юбки на вате (которые носились и не-модницами, но только в холодную погоду для обеспечения тепла). Заимствованные предметы одежды выходили в народный быт со своим названием, порой существенно видоизменявшимся ввиду малограмотности. Так, пиджак получил названия «пенжак» и «спинжак», а тот же кринолин получил название «карнолин». В то же время среди городского населения, по большей части у дворян, вновь пробуждается интерес к народному костюму (чему не в последнюю очередь, поспособствовала победа над Наполеоном, вторгнувшимся в Россию в 1812 году; а также общеевропейский всплеск романтизма (помимо всего прочего, одним из источников вдохновения художников-романтиков была народная культура) и впоследствии романтического национализма). Этот интерес, в частности, выражается в том, что женщины вновь начинают носить платья а-ля рюс, сшитые по последней ампирной моде, но при этом опиравшиеся на традиционные сарафаны (некоторые помещицы для торжественных случаях и вовсе облачаются в праздничные народные костюмы подобно своим крестьянкам); а дворянских детей начинают одевать в том числе и в предметы народной одежды, например, девочек — в сарафаны и кокошники, мальчиков — в косоворотки (об этом увлечении упоминает Некрасов в эпиграфе к своему стихотворению «Железная дорога», одним из персонажей эпиграфа-диалога является мальчик-барчук Ваня «в кучерском армячке»). Итогом стало официальное введение придворного платья при Николае I, женское (введённое в 1834 году) опиралось на традиционный русский женский костюм: платья, в целом следовавшие общеевропейской моде, с помощью многочисленных деталей отсылали к первоисточнику — сарафану, а также обладали таким немаловажным деталям допетровского костюма, как откидные рукава. На голове придворным дамам полагалось носить кокошники, а точнее, похожие на них головные уборы, иногда с вуалью сзади; а незамужним фрейлинам — тиары-венчики, похожие на девичьи венцы из народного костюма (стоит отметить, что ещё Екатерина II носила с платьем а-ля рюс стилизованные тиары-кокошники). Каждая деталь придворного костюма была жёстко регламентирована, что соответствовало взглядам любившего порядок Николая I. Русский придворный костюм практически без изменений просуществовал вплоть до свержения монархии в 1917 году (разве что девичий венец также стали называть кокошником). Кроме того, в народное одевались кормилицы дворянских семей: они носили кисейные рубахи с пышными и расшитыми рукавами, нарядные распашные сарафаны (опционально душегреи) и диадему наподобие кокошника или венца с рядом ярких лент сзади. Одежда кормилиц непременно шилась из дорогих и хороших тканей: парчи, атласа, бархата. На шее молодые кормилицы носили жемчужные бусы. В XIX-м и начале XX века яркая и красочная одежда кормилиц сильно выделялись среди преимущественно тёмной гаммы одежды основной массы горожан. Вообще помещики, особенно в эпоху крепостного права, старались видеть принадлежавших им крестьян как благополучных и вечно счастливых, что подчас принимало формы самодурства: по своей воле баре принуждали крестьян переодеваться из их привычной одежды в более красивую, на их взгляд, особенно в народные костюмы Петербургской и Московской губернии. Из художников-романтиков красоту народного костюма воспевают Алексей Венецианов со своими последователями, многие из которых сами были крестьянами; а также скульптор Степан Пименов, создавший для парадных фарфоровых сервизов статуэтки крестьян. В том же столетии, в связи с появлением и развитием этнографии начинают осуществляться экспедиции с целью сбора и изучения предметов одежды. Начиная с этого времени в музейных собраниях появляется больше всего подлинных предметов одежды, обуви, головных уборов, украшений, в архивах документируется информация о манере ношения костюма, использования его в повседневной, праздничной, обрядовой жизни русского народа.

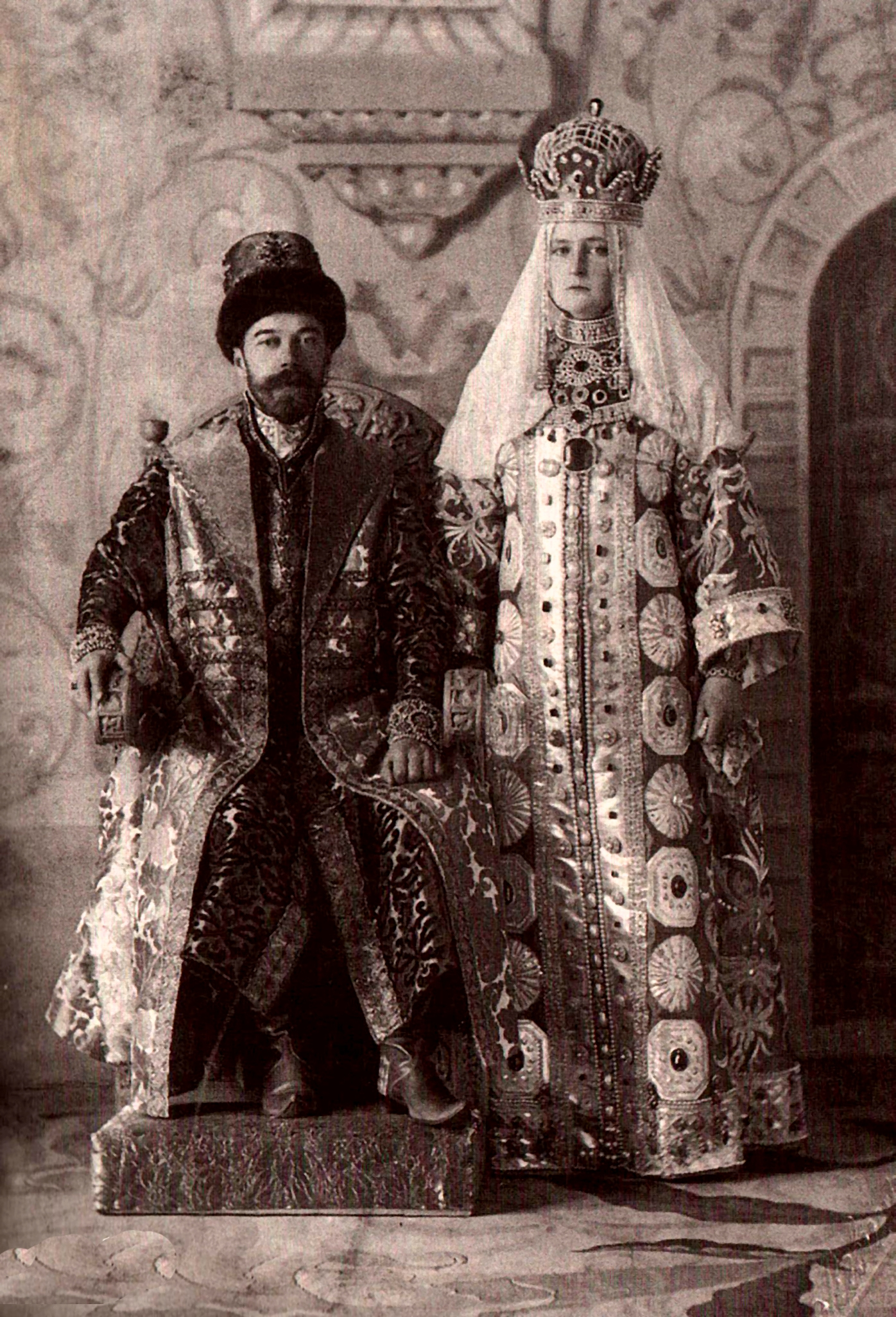
Император Николай II с супругой, Александрой Фёдоровной на костюмированном балу 1903 года

В середине-конце XIX века, начиная с 1860-х годов, интерес к народному костюму подогревали славянофилы и социалисты-народники, косоворотки становятся одним из любимых предметов одежды оппозиции царскому режиму (хотя их носили ещё и декабристы, а с конца 1830-х годов — и писатели) и одним из предметов гардероба интеллигенции в частности: так, народный костюм носил и популяризовывал художественный критик Владимир Стасов. Народный костюм изображён на картинах практически всех художников-передвижников, апеллировавших к простому народу и его проблемам. В правление «мужицкого царя» Александра III, увлекавшегося русской культурой, в частности, русской стариной (главным образом, Московской Русью XVII века), увлечение традиционным костюмом (равно как и русской традиционной культурой) достигает своего пика. В это время одежда допетровской знати, в частности, бояр, становится олицетворением всей русской одежды и русской культуры в частности. Таким образом, она становится своего рода русским национальным костюмом (наряду с нижеупомянутой одеждой сельских молодцев). В свою очередь, собственно народный костюм, крестьянская одежда в качестве русского национального костюма не рассматривалась. Маскарадные балы при русском императорском дворе с этих пор начинают обладать единой тематикой — допетровской стариной и российской истории в целом (хотя подобная тематика стала проявляться ещё при Александре II, а сами тематические или маскарадные балы стали проходить при русском дворе начиная с Екатерины II), при этом костюмы для подобных маскарадов были не вольной стилизацией, а довольно дотошной по тем временам реконструкцией одежды знати Московской Руси. Интерес к старинному, допетровскому костюму подогревается художниками-истористами, такими как Аполлинарий Васнецов, Клавдий Лебедев, Василий Суриков, Андрей Рябушкин, Константин Маковский (в своих знаменитых картинах, изображающих боярынь, он особенно опирался на аутентичный праздничный народный костюм северных губерний); а также братом Аполлинария Виктором, написавшим множество полотен на тему русских народных сказок, в которых изображался как и народный костюм, так и допетровский знатный. На исторические темы порой писали и художники (в том числе передвижники), чьё основное направление не было связано с исторической живописью (к примеру, Илья Репин, написавший в правление Александра III «Ивана Грозного и его сына Ивана»). Увлечение русским традиционным костюмом сказывается и на военной форме русской армии: начиная с 1881-1882-го годов, она приближается к народной одежде (в частности, на основе косоворотки была разработана армейская гимнастёрка). Сергей Витте по этому поводу писал: «он [Александр III] любил русский костюм — поддевку с большими широкими панталонами и высокими сапогами, и костюм всего войска он приспособил к этому типу». Введённая при Александре III униформа практически без изменении будет использоваться вплоть до 1907 года. Также на основе народного костюма была создана новая униформа полиции. Кроме того, популяризации традиционного костюма «боярского» извода поспособствовали исторические постановки на сцене, в частности, опера. В то же время начинается формирование русского сценического костюма, основанного на народном, и приспособленном для эстрадных выступлений. Он вбирает в себя стереотипные компоненты как и собственно народного, так и допетровского боярского, становясь достоянием массовой культуры того времени. В частности, популярностью начинают пользоваться т. н. «боярские хоры/капеллы», выступавшие в том числе и в ресторанах, исполнители которых пели русские народные и псевдонародные песни, и одевались в костюмы, созданные на основе одежды допетровской знати (именно поэтому сенсацией стало первое выступление хора Пятницкого в 1911 году, состоявшего из настоящих крестьян, одетых в аутентичные праздничные народные костюмы и исполнявших народные песни в аутентичной, а не обработанной под вкусы «барской» публики, манере). Также русский национальный костюм «боярского» извода начинает появляться и в рекламе, именно как ассоциация с Россией и русской культурой (в том числе рекламе товаров зарубежных брендов, в частности американской «Singer Corporation» и её швейных машинок; апелляция в рекламной продукции к культуре стран, куда поставлялись машинки, в те годы была одной из правил маркетинговой политики компании). Таким образом, ассоциация допетровской боярской одежды с русским национальным костюмом уже тогда довольно прочно закрепилась не только в «высокой», но и в массовой культуре, продолжая занимать эту позицию и в начале XX века. Также он начал использоваться в качестве инструмента агитации и пропаганды: так, с 1890-х годов до Первой Мировой войны (если не до Октябрьской революции) персонификация России — Родина-мать, Россия-матушка изображалась именно в боярском костюме. Главная проблема увлечения русской одеждой заключалась в том, что русские дворяне этого времени были слишком оторваны от простого народа, и имели мало представления о том, что собственно представляет собой русский традиционный костюм. Поэтому, помимо воспроизведений подлинно народных и традиционных форм, возникают стилизации, порой довольно грубые и топорные. Концом же XIX века датируется пик этнографических исследований русского костюма в его региональном разнообразии. К примеру, существенную коллекцию собрала Наталья Шабельская.
В начале XX века некоторые зажиточные крестьяне (кулаки) по праздники начинают одеваться по-городскому: мужчины и молодые парни начинают носить костюмы-тройки, а женщины — парочки, приближённые к общеевропейским модным тенденциям. Также на западную одежду переходят сельские парни и девушки, переехавшие в город и обосновавшиеся там, например, для того, чтобы работать приказчиками. Рабочие городских предприятий: заводов и фабрик, смешивали в своей одежде народные и городские черты. Основная масса рабочих носила косоворотки невзрачных цветов, штаны, заправленные в сапоги, жилеты, поверх одевали тёмно-синюю или чёрную поддёвку, зимней верхней одеждой служили шубы, полупальто и полушубки; головным убором — картуз. Кадровые и высококвалифицированные рабочие (особенно московские и петербургские) на выход, а также мастера в нерабочее время, одевались по городскому. Лучше всех одевались металлисты (рабочие металлообрабатывающих предприятий) и типографские работники. Наиболее бедно одевались шахтёры и строители, прибывая на работу в народном костюме, нередко в лаптях. В то же время интерес к народному костюму в искусстве и среди высшего общества всё ещё не угасает, им вдохновляется новое поколение художников: те же Александр Бенуа, Иван Билибин и другие. Широко были известны открытки с акварелями Сергея Соломко, также писавшего русский традиционный костюм. Помимо него, также выпускались открытки, запечетлевавшие русский боярский костюм как и с оригинальным дизайном, так и в виде репродукции живописных полотен. Увлечение русским традиционным костюмом перенял и Николай II. Своего рода апофеозом этого явления стал бал 1903 года, посвящённый 290-летию воцарения династии Романовых, участники которого были одеты в наряды, довольно достоверно по меркам этого времени созданные по образцу одежды знати Московской Руси, прежде всего эпохи правления Алексея Михайловича (именно тематикой его правления и был объединён этот бал). На его основе была выпущена колода игральных карт «Русский стиль». По иронии судьбы, этот бал оказался одним из последних в числе проведённых русским императорским домом в истории.
После Октябрьской революции 1917 года национальным де-факто становится крестьянский костюм, поскольку большевики прежде всего опирались на пролетариат и крестьян, а допетровские бояре являлись, согласно марксистской мысли, угнетателями и эксплуататорами крестьянского большинства. В то же время традиционная крестьянская одежда, как и весь традиционный фольклор в целом (в особенности с 1930-х годов) ассоциировалась с «отсталым» прошлым и «кулацким наследием», и в сельский быт усиленнее стала проникать городская одежда. Владимр Ленин сформулировал тезис о переходе общества с «фольклорной» ступени на более высокую, «литературную», что в целом соответствовало реальности: происходил постепенный отход от традиционной культуры к общеевропейской, что в частности, отражалось и в народном искусстве и на народном костюме в частности. Власть только способствовала этому процессу, открывая в сельской местности потребкооперативные магазины, продававшие в том числе и городскую одежду, и способствуя переходу, в частности, на более гигиеничное городское бельё. Тем не менее, в отдалённых местностях крестьяне всё ещё были вынуждены изготовлять одежду на дому из-за удалённости от центров торговли; например, в Восточной Сибири обеспечение крестьян городской одеждой было недостаточным аж до конца 1930-х годов. Возвращаясь к костюму национальному, надо отметить, что среди белоэмиграции в качестве русского национального костюма продолжал служить «боярский». В сталинские годы на место крестьянского, народного костюма, в качестве национального приходит «колхозный». Отныне в художественных изображениях, отображающих многонациональность молодого советского государства, русские будут изображаться не в народных костюмах, а в современной на тот момент одежде: либо полностью общеевропейской, либо частично ориентирующейся на народный и псевдонародный костюм (примером может послужить фонтан «Дружба народов» на ВДНХ, где скульптура, символизирующая РСФСР, в отличие от других скульптур-символов союзных республик, изображена не в подлинном русском народном костюме, а его отдалённой стилизации), и только в период оттепели русский крестьянский костюм возвращается в качестве национального, каковым остаётся и в наше время. В культурных практиках советской эпохи можно найти использования русского национального костюма как одного из инструментов политической пропаганды (что продолжается и в современной России).

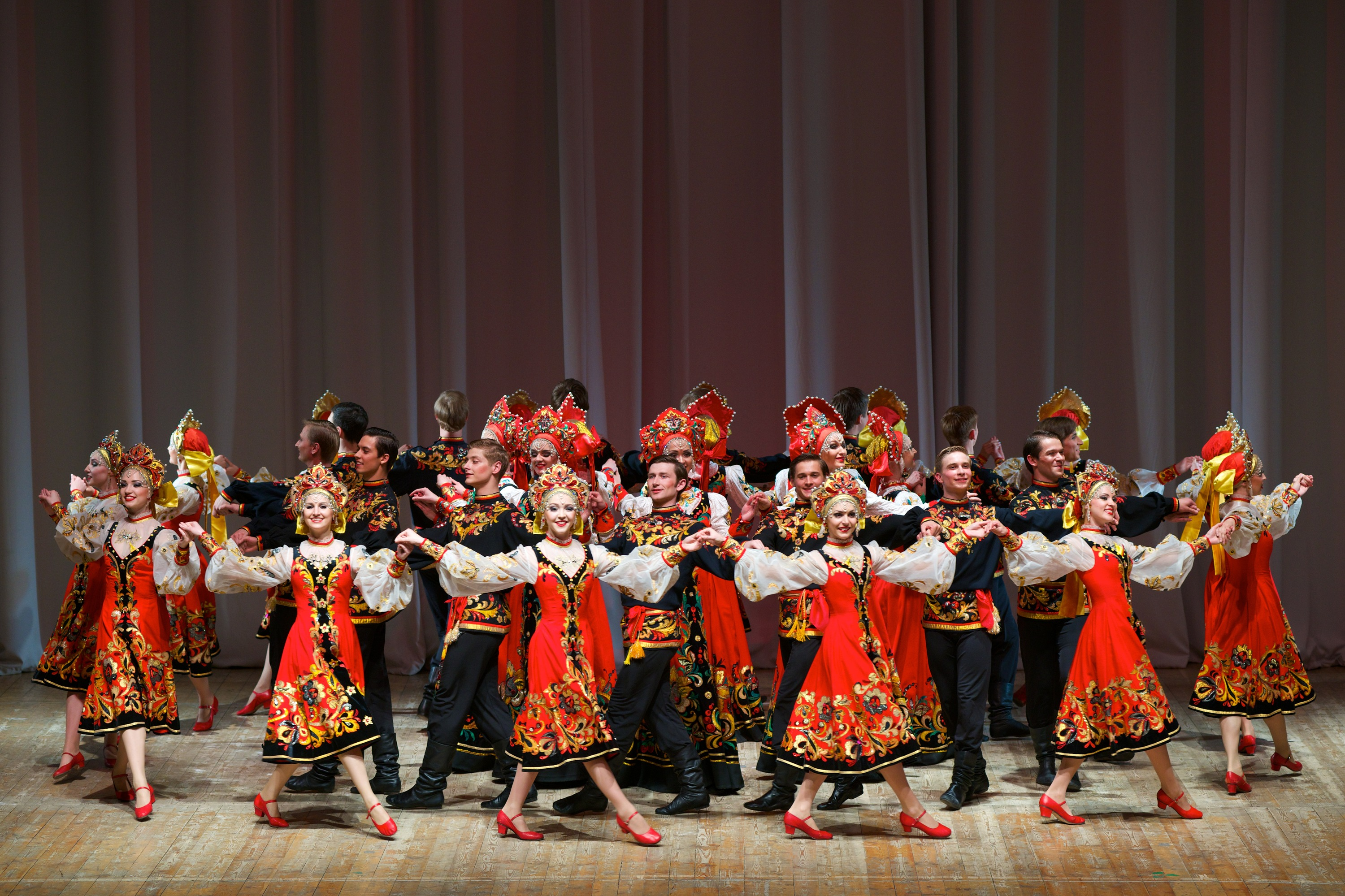
Пример псевдорусского сценического костюма, выступление ансамбля «Гжель» (Москва)

В советские годы завершается формирование сценического русского костюма в современном виде, преобладающего в сценических действиях и в наше время и могущего восприниматься в наше время в качестве национального. Его главная особенность — сильное упрощение и обобщение самых распространённых образов и элементов, считающихся традиционно «русскими» (и соответственно, игнорирование регионального многообразия народного костюма). Другой особенностью является одинаковость одежды на участниках коллектива, нехарактерная для настоящей традиционной одежды. Сценический костюм, в отличие от аутентичного, неестественно ярко окрашен, что обусловлено требованиями сцены: яркая одежда хорошо выделяется и заметна глазу зрителей даже самых задних рядов (в отличие от традиционных тканей). Кроме того, могут использоваться цвета, которые в настоящем народном костюме были попросту неизвестны, такие, как например, бирюзовый. Элементы сценического костюма зачастую изготавливаются из синтетических тканей, однако в случае слишком гладких синтетических тканей (эластичных, сатинового переплетения), они лежат на теле и следуют его движениям совсем не так, как настоящие традиционные и близкие к ним ткани, что также упрощает форму костюма. Одним из элементов такого сценического костюма является кокошник-конструкт, созданный на основе вариантов Псковской, Костромской, и среднерусских губерний[каких?]. Такой кокошник можно приобрести в том числе и в интернет-магазинах. Помимо этого, кокошники носят женщины-участницы в независимости от возраста и социального положения, чего в реальности не было. Для удобства исполнения танцев (как и народных, обработанных с учётом требований сцены; так и псевдонародных, созданных с нуля) подолы сарафанов могут быть укорочены, хотя русская традиционная женская одежда всегда долгополая. Стоит отметить, что сценические костюмы создавались и людьми, далёкими от народной культуры, хоть и профессионалами своего дела. Таким образом, подобный сценический костюм имеет мало чего общего с аутентичной русской народной одеждой, хотя и сохраняет её основные маркеры. Ввиду недостатка качественного просвещения народного костюма в наше время, русский сценический костюм (порой грубо стилизованный) зачастую принимается за аутентичный народный. Подобное же переосмысление и стилизация русского народного костюма происходило и в других советской культуры: кино и мультипликации, притом источником вдохновения служил не аутентичный костюм, а работы Билибина, участников «Мира искусств» и костюмы дягилевских «Русских сезонов». Впрочем, начиная с 1960—1970-х годов в фольклорном движении начинает набирать популярность стремление к как можно большему следованию аутентичным образцам народной культуры, что, в том числе, заключается и в использовании подлинных народных костюмов вместо сценических.
Из повседневного употребления русский традиционный костюм вышел в начале-середине XX века, чему немало поспособствовало разрушение традиционного крестьянского уклада жизни в ходе коллективизации, усугублённое последствиями Великой Отечественной войны. Также традиционный костюм уходил вместе с традиционным женским идеалом в связи стиранием рамок традиционно женских и традиционно мужских работ в XX веке. В Сибири и на юге европейской части России традиционный костюм сохранялся до 1930-х годов, а в старообрядческих поселениях Урала и Сибири народный костюм носили ещё в 1950-е годы. Тем не менее, некоторые отголоски традиционного костюма можно наблюдать в одежде русских селян (особенно в отдалённых местностях) и в наше время, прежде всего среди женщин. Особо сильно они выражаются в зимней одежде.
В настоящее время русский национальный костюм (как и аутентичная одежда, так и псевдонародная сценическая) является непременным атрибутом ансамблей народного творчества. Изредка некоторые надевают его по праздникам. Отдельные элементы русского традиционного костюма, например, кокошники, продаются в качестве сувениров. В отдельных регионах России (Вологодская область, Белгородская область) мероприятия по сохранению и популяризации аутентичной народной культуры, в том числе народного костюма, ведутся особо активно.
Существует движение «Хожу в русском», призывающее в определённые дни (например, в праздники) надевать народный костюм и ходить в нём.

## Ткани

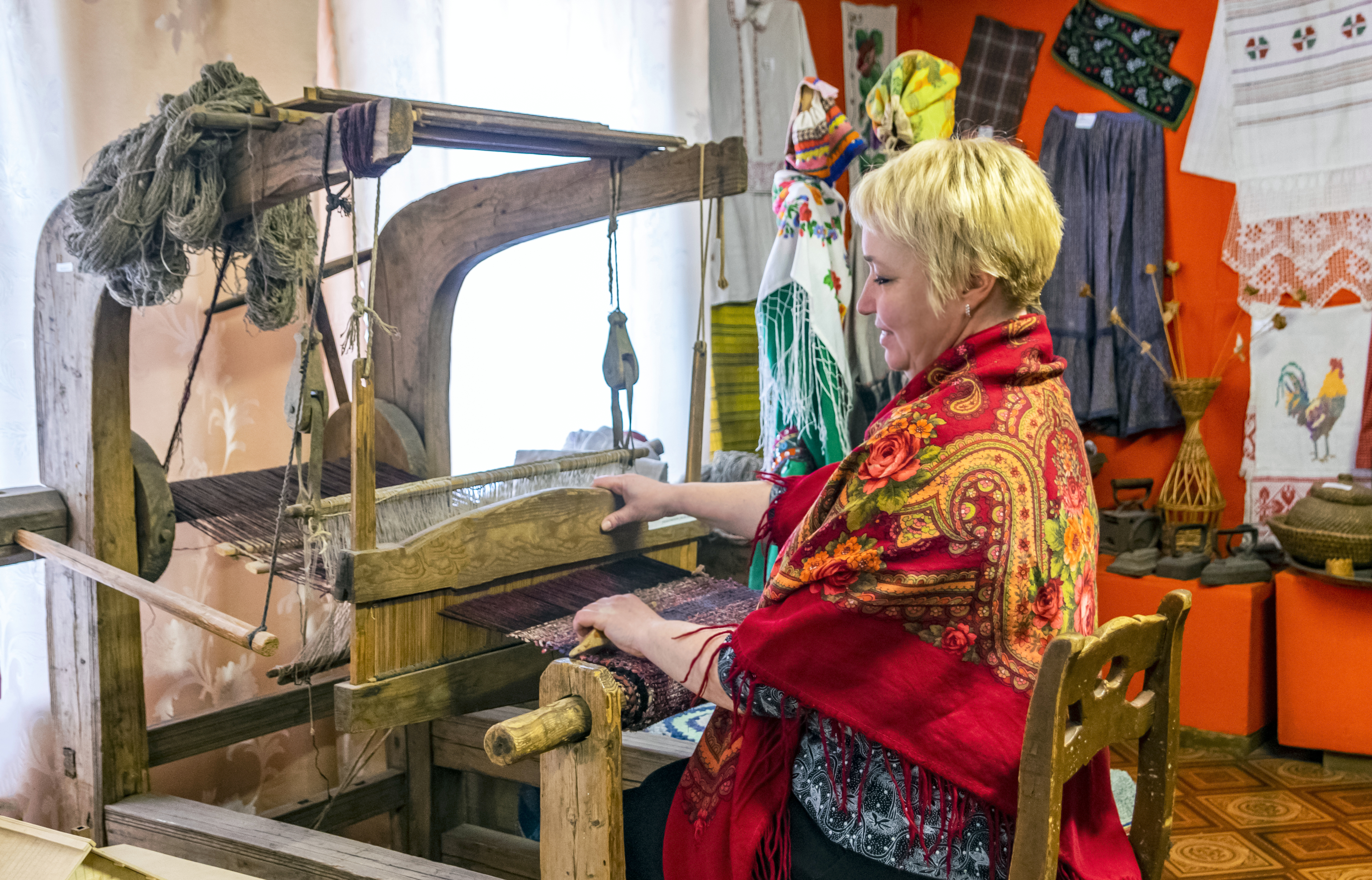
Изготовление ткани на ручном ткацком станке, Оричевский краеведческий музей (Кировская область), 2023 г.

Сырьё, предназначавшееся для изготовления ткани, у русских традиционно была природного происхождения — животного и растительного.
Из тканей в русском традиционном костюме наиболее часто использовались суконные, посконные и льняные, широко использовались шёлк и бархат. Среди крестьян была особенно распространена домотканина — ткань, изготовленная в домашних условиях. Домашнего изготовления были льняные, конопляные, шерстяные и полушерстяные ткани, шедшие на одежду. Фабричного производства были шёлковые, шерстяные, хлопчатобумажные и парчовые. Узорные ткани изготавливались из окрашенной пряжи. Льняной холст был больше распространён на Русском Севере и в средней полосе, посконный — на юге России. Ткани шли прежде всего на нужды крестьянской семьи и лишь изредка — на продажу.
Сукно представляет собой шерстяную (или полушерстяную — с льняной или пеньковой основой) ткань полотняного переплетения с ворсом, возникавшим в результате валяния и дальнейшей отделки сотканной шерсти. Сукно производилась как и на дому, так и в фабричных условиях, оно использовалось для изготовления верхней одежды. Сукно из неокрашенной верблюжьей шерсти называлась «армя́чина» и изготовлялась уральскими казаками, татарами, и кочевавшими в Предуралье и дельте Волги казахами. Разновидностью сукна была сермя́га (сермяжина) — толстое и грубое неокрашенное сукно домашнего изготовления. Из-за того, что сермяга использовалась прежде всего крестьянами, в русский язык вошли такие идиомы, как «сермяжная правда» (простая и не приукрашенная, но глубокая истина) и «сермяжная Русь» (бедняцкая, преимущественно крестьянская Россия до революции).
По́сконь (посконина) представляла собой домотканую холстяную ткань, изготовлявшуюся из волокон мужских стеблей конопли. Посконь использовалась для изготовления верхней одежды, также посконный холст считался наиболее прочным материалом для изготовления рубах. Поскольку мужские конопляные стебли довольно мягкие (хоть и дают более прочную ткань), то их не срезали серпом, а срывали руками и сворачивали в снопы, и по их привозу домой, их замачивали на 2-6 недель и затем просушивали. Для получения необходимого результата далее следовало отделить тонкие волокна внутри мужского стебля от твёрдой оболочки, для чего стебли мяли на специальной мялке или толокли в ступе, после чего костра́ — остатки оболочки, оставшейся на волокнах, сбивалась ножеобразным деревянным трепалом, а затем вычёсывали большим деревянным гребнем или щёткой. По итогу получалось волокно под названием кудель. Прилагательное «поско́нный» используется в переносном смысле для обозначения чего-то связанного с традиционным, прежде всего крестьянским, укладом жизни. Во многих диалектах русского языка идиома «посконь/посконина/посконный» используется для обозначения рванья, неопрятной и поношенной одежды, а также человека, таким образом одевающегося. Из женских стеблей конопли получалась пенька, также они использовались при воспроизводстве конопли (поэтому их обмолачивали цепами). Выращивание конопли в целях изготовления тканей и верёвок известно в России очень давно: по-видимому, ещё в VII в., поскольку этим временем датируются наиболее ранние на территории России остатки изготовленной поскони, а также средства обработки конопляных волокон. Однако интенсивность коноплеводства выросла в XV—XVI вв. Исторически культивация конопли была сильно развита в России (а впоследствии и СССР), составляя существенную часть экспорта (так, в 1920—1930-х гг. доля Союза в общемировом сборе волокна достигала 70 %), однако начиная с 1960-х годов её интенсивность значительно сократилась, в том числе и в рамках борьбы с наркотическим применением конопли, а в 1987 году она была запрещена. На данный момент в России ограниченно выращиваются безнаркотические сорта конопли.
Обработка льна была схожей с обработкой конопли: стебли льна также выдёргивались руками, собирались в снопы и молотились цепами, после чего лён сушили, мяли на мялке, трепали и вычёсывали, получая льняную кудель. Этому процессу посвящена сказка Константина Ушинского «Как рубашка в поле выросла».
Собственно сам холст представлял собой домотканую льняную или конопляную ткань полотняного переплетения, широко использовавшуюся в русском крестьянском костюме XIX — первой четверти XX века. На праздничную одежду шёл тонкий холст, а на будничную и рабочую — более грубый.
Ещё в XVII веке крупные очаги ткацкого промысла, в частности производства полотен, были сосредоточены в центральных областях Московского государства. Старинные центры льноткацкой кустарной промышленности находились в Подмосковье, Ярославской (ярославские полотна ценились издавна), Костромской и Тверской губерниях. В дальнейшем именно в этих местах разовьётся крупная текстильная промышленность.

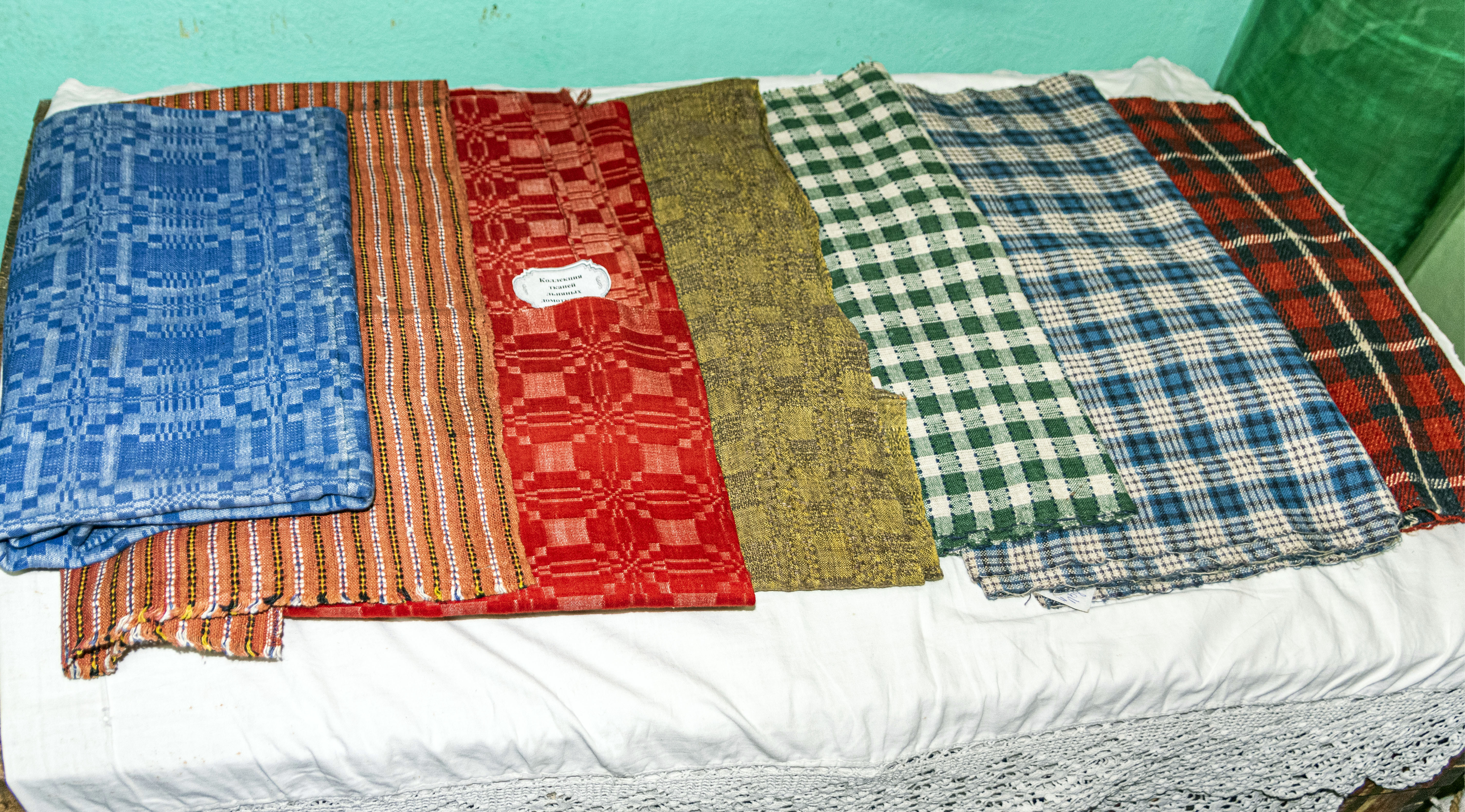
Домотканые ткани, окрашенные вручную, из собрания краеведческого музея Суны (Кировская область)

Среди изготовляемых тканей была в том числе и пе́стрядь — льняная или хлопчатобумажная домотканая ткань полотняного переплетения из цветных нитей. Как правило, паттерн пестряди был в клетку или в полоску, помимо непосредственного изготовления из неё предметов одежды, она использовалась для подкладки. Ткань схожей фактуры, сарпи́нка, была и фабричного производства. Прежде всего производство пестряди и сарпинки было сосредоточено в центральных губерниях. Были известны и набивные ткани, изготавливавшиеся из холста. Главной особенностью набивных тканей (набоек; также носили названия «крашенина», «выбойка») являются цветные узоры, наносившиеся на ткань с помощью специальных набойных форм-досок. Набойка изготовлялась в кустарных мастерских в провинциальных русских городах, сёлах и слободах. В XIX веке чаще всего изготавливались набивные ткани с синим фоном и белым, светло-жёлтым или светло-зелёным узором. На готовую набойку часто наносился дополнительный узор красного цвета, обычно мелкие кружки — «денежки»; что осуществлялось с помощью штампов, использовалась масляная краска.
Также в русских деревнях изготавливали и гобеленную ткань, называвшуюся там «закладной».
Праздничные ткани зачастую могли быть богато орнаментированными. Для вышивки позументом использовалась бить — медная, серебряная или позолоченная нить уплощённой формы. Из неё, вместе с хлопчатобумажной или льняной нитью изготовляли галун, также использовавшийся в декорировании одежды. Для вышивание и плетения кружев использовалась канитель — нить из позолоченных меди или серебра, спряденную с шёлковой или хлопчатобумажной ниткой. Для прибивания уточной нити при тканье на ниту[чём?] использовался деревянный нож-коса́рик. Некоторые ткани домашнего изготовления украшали переты́кой — цветными полосками в одну уточную нить.
Издревле, ещё со времён древних славян, в одежде применялись меха, как и пушнина, так и мех домашних животных (главным образом овчина, благодаря тому, что была наиболее доступна для простых людей). Из меха изготавливалась верхняя одежда, его использовали для оторочки головных уборов и в качестве подкладки-утеплителя одежды. Из пушных зверей на мех в русском традиционном костюме шли лиса, соболь, белка, куница, бобёр, выдра, барсук, волк, заяц, хорёк, енот и т. п. На Русском Севере и в Сибири применялись шкуры северных оленей и маралов, а также ластоногих. Из домашних животных, помимо овчины, также использовали коровью, кроличью, собачью шерсть а также козий пух. Исторически добыча меха (пушной промысел) и торговля им (в том числе и на экспорт) являлась одной из важнейших секторов экономики сначала Руси, а затем и России. В XI—XII веках шкурки пушных зверей использовалась в качестве валюты и единицы сбора дани. В допетровской Руси пушниной оторачивалась одежда знатных людей, бедняки же использовались более доступной овчиной. Данный факт отражён в том числе и в документах. В целом, в Московской Руси самыми «простыми» считались заячий мех, овчина и козлина — мех домашней козы. Более дорогими были мех бурой лисы, росомаший, выдриный, куний и беличий меха. Наиболее дорогими и ценными были горностаевый, бобровый, соболиный меха, мех чернобурки. На Русском Севере и в средней полосе был широко развит шубно-овчинный промысел, здесь располагались главные центры производства меховой одежды из овчины.
Фабричные ткани широко использовались на Русском Севере, в центральных губерниях европейской части России (средней полосе) и с конца XVIII века местами в Сибири. Окончательно фабричные ткани вошли в народный быт ближе к концу XIX века, хотя ещё и в начале XX века, вплоть до 1917 года, они были отнюдь не общедоступными из-за цены.
В русской одежде с довольно ранних времён применялись не только отечественные, но и импортные ткани. Так, в домонгольской Руси для одежды знати использовались в том числе привозившиеся с Востока и Византии шёлк и аксамит (узорчатая ткань с серебряными и золотыми нитями), а в Московской Руси применялись западное сукно (отличавшееся лучшим качеством, чем русское) и восточные хлопчатобумажные и шёлковые ткани: гладкокрашеные, с разводами, в цветную полоску, и узорчатые, самые дорогие. Восточные ткани использовались преимущественно богачами, и лишь изредка их можно найти в описании одежды простонародья. Также издавна русские ткани шли на экспорт, ещё в X в. производимое в Киеве и Новгороде сукно могло вывозиться за границу, а в имперской России производство и экспорт льняных тканей служил одной из существенных доходных частей экономики.
Одежда допетровской знати изготовлялась из дорогих привозных тканей, таких, как тафта, камка (куфтырь), парча (алтабас и аксамит), бархат, объярь (муар с золотым или серебряным узором), атлас, коноват (канават), куршит, кутня (бухарская полушерстяная ткань) и т. д.
Парча представляет собой ткань на шёлковой основе и с утком из металлических нитей (золотных, серебряных, медных), покрывающих всю поверхность ткани или служащих фоном для дополнительных шёлковых утков, образующих узор. В XVI—XVII веках в России парча была исключительно импортной: её привозили из Ирана, Франции, Италии и Индии, и лишь в 1717 году в самой России была открыта первая мануфактура по изготовлению шёлковых тканей, включая и парчу. В постпетровской России парча шла на изготовление праздничной крестьянской одежды, русские фабрики выпускали большое количество этой ткани. Кума́ч же представляет собой хлопчатобумажную ткань полотняного переплетения красного цвета. В XVIII — первой половине XIX века центром изготовления кумача была Казанская губерния, во второй половины XIX века его стали изготавливать и в других губерниях России. В сельской среде кумач применялся для шитья мужских и женских праздничных рубах, женских сарафанов, а также использовался для отделки одежды и головных уборов. C XV века в России был известен миткаль — хлопчатобумажная ткань полотняного плетения, изготовлявшаяся из неотбелённой пряжи и использовавшаяся в качестве исходного материала для получения других хлопчатобумажных тканей (например, вышеупомянутого кумача). Миткаль был одним из основных видов тканей, разносившимся коробейниками в сельской местности (в частности он упоминается в одноимённой песне, положенной на одноимённую же поэму Николая Некрасова), и притом был самым дешёвым.
Изготовление тканей, как и любая деятельность, связанная с тканью, было популярным времяпрепровождением русских крестьянок.

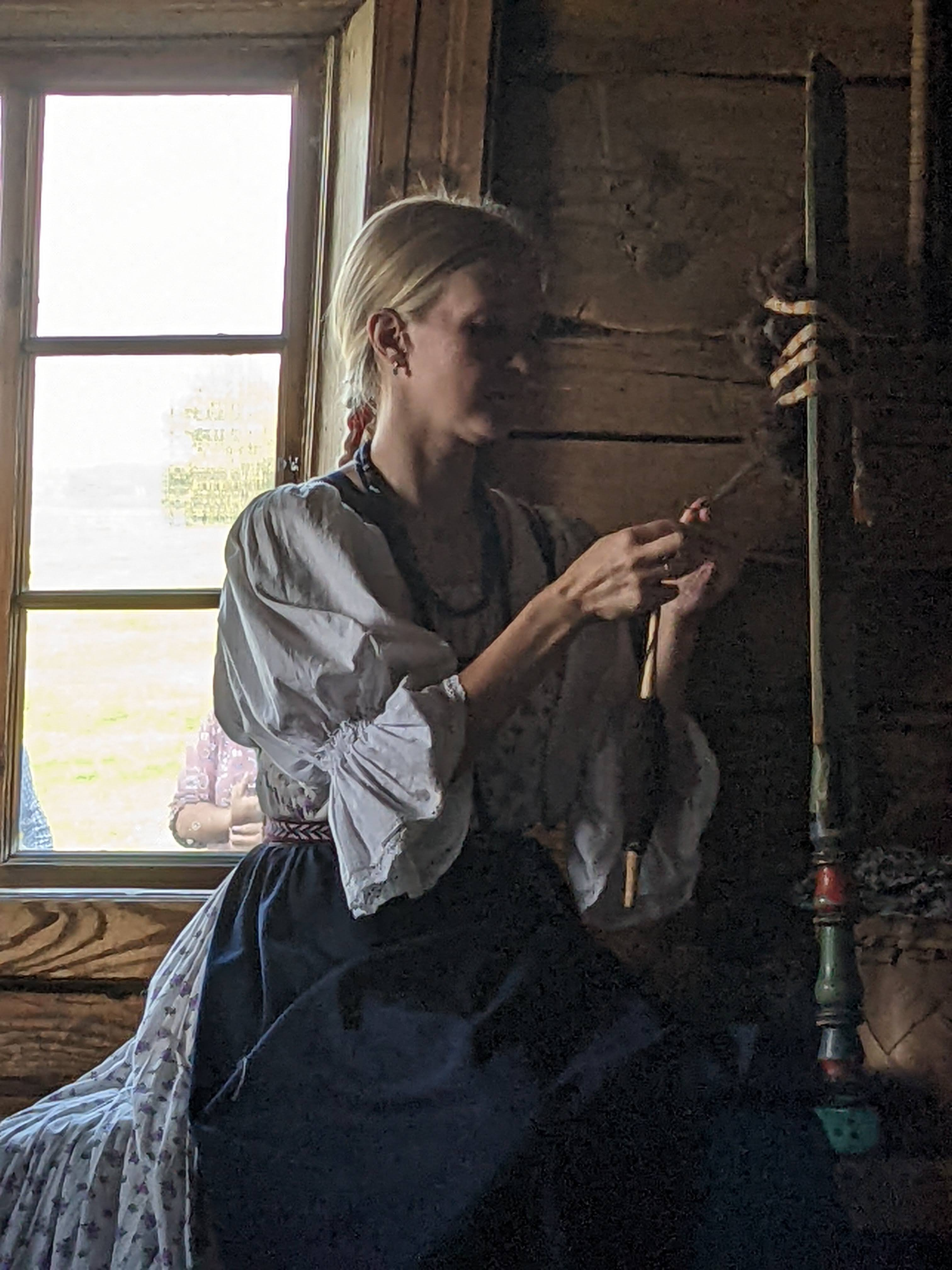
Прядение на вертикальной прялке, музей-заповедник «Кижи»

Прядение, то есть процесс формирования тканых нитей (пряжи) из кудели происходил на прялках. Довольно архаичной и простой конструкцией обладают ручные прялки вертикальной формы: они состоят из лопасти на ножке (на которую и укладывается кудель), и горизонтально расположенного донца, на которое и садилась пряха, прижимая его к лавке. Лопасти прялок могли обладать разнообразными формами. Самыми распространёнными по всей России были лопатообразные ручные прялки, чьей главной особенностью была плоская лопасть, располагавшаяся на невысокой ножке. Форма лопасти и её пропорции различались в зависимости от региональных традиций. Так, форма лопасти могла быть квадратная, овальная, трапециевидная или же в виде вытянутого прямоугольника. Лопасть прялки часто могла украшаться резьбой (в технике трёхгранно выемчатой резьбы) или росписью (расписывали темперой по загрунтованной деревянной поверхности). Однако в Нижегородской губернии могло украшаться и донце прялки. На юге России были известны «рогульки» — прялки с вилообразной лопастью, использовавшиеся при прядении шерсти. В ряде губерний (таких как Рязанская, Воронежская, Нижегородская губерния, Тульская и т. д.) использовались прялка с лопастью в виде гребня, также предназначавшаяся для чесания шерсти, льняного и конопляного волокна. Достаточно поздно в русские деревни проникли прялки колёсного типа, включая т. н. «самопрялки» (несмотря на то, что в целом они были известны в России с конца XVII века); которые отличались гораздо большей эффективностью по сравнению с ручными. Собственно само прядение было долгим и трудоёмким процессом, пряли практически все женщины в крестьянской семье (девочки начинали прясть с шести-семи лет; более взрослые девушки пряли в компаниях — на посиделках в специально нанятой для этого избе; туда могли приходить парни, наблюдавшие за процессом работы своих потенциальных невест), девушке прялку дарили мужчины из её семьи — отец, дед или брат. Женщины без дочерей или невестки отдавали свою кудель для прядения деревенским девушкам, в благодарность за работу хозяйка устраивала щедрое угощение, на которое они могли пригласить своего парня. Традиционно прясть начинали с Филиппова поста, а заканчивали на Масленицу (с небольшим перерывом на Святки). Прядение на ручной прялке осуществлялось следующим образом: кудель закреплялась на лопасти металлическим кольцом на одном конце, к которому привязывалась крепкая бечёвка. Сама спица вставлялась пряхой в круглое отверстие в лопасти прялки, а обмотанная несколько раз вокруг лопасти с куделью бечёвка закреплялась в кольцо. В правую руку пряха брала веретено — небольшую деревянную иглу, а левой удерживала кудель. Когда пряха дёргала кудель и тем самым приводила веретено во вращение, волокно скручивалось в пряжу, наматывавшуюся на ладонь левой руки, и с неё перематывавшуюся на веретено. После этого нитка на верху веретена затягивалась петлёй. После этого процесс повторялся сначала. Прядение на самопрялке происходило следующим образом: кудель прикрепляли к лопасти, вставлявшейся в верхней части стояка устройства (либо же к ручной прялке), после чего пряха скручивала вручную немного кудели в нить-пряжу, проводя через крючья т. н. «шпульки» и закрепляла на катушке самопрялки. Колесо приводилось в движение с помощью педали, в результате чего шпулька начинала вращаться. Одновременно пряха вытягивала рукой волокно, выпрядывавшееся в нить благодаря вращению шпульки и наматывавшееся на катушку. Прядение, как и ткачество, было весьма сакрализировано. Прялка олицетворяла собой символ девичества, поэтому украшения на прялках носили утопический, «райский» (выражавшийся в небывалой пышности, использовании растительного орнамента, зооморфного узора в виде птиц), или же нравоучительный характер. Прялка была непременным атрибутом Параскевы Пятницы, персонажа славянского народного православия, покровительствовавшего прядению и ткачеству, и, как предполагается, основанного на языческой Мокоши.
После окончания прядения на ручной прялке пряжу перематывали на мотовило в мотки, припрядая один конец к другому (в самопрялке, как уже было указано выше, пряжа наматывалась на шпульку). После этого было необходимо было подготовить два ряда нитей будущей ткани: поперечных (нитей утка) и продольных (нитей основы). Приготовление нитей утка проводилось так: готовую пряжу перематывали на небольшие трубочки — цевки, закладывавшиеся в т. н. челнок. Приготовление же нитей основы осуществлялось двумя способами. На Русском Севере использовалась т. н. сновальня — две деревянные рамы, перекрещенные под углом 90°, на которые и наматывалась нить. Второй способ был очень широко распространён. В этом случае в стену дома вбивалось два ряда колышков на довольно большом расстоянии друг от друга, и на них и натягивались нити основы (поскольку для этого приходилось проходить большие расстояния от колышку к колышку, отсюда происходит идиома «сновать» в значении «бегать взад-вперёд»). После того, как нити утка и основы были подготовлены, они уже были пригодны для изготовления из них ткани.
Ткачество в русских деревнях чаще всего происходило на горизонтальных ручных станках довольно сложной конструкции, на которых изготовлялось широкое полотно. Помимо собственно обозначения «стан[ок]», использовались такие, как «кросна» и «кросны». Основу станка составляют две деревянные рамы, станины, поставленные параллельно на некотором расстоянии друг от друга. К ним крепились два навоя — деревянных вала с цилиндрическим утолщением на одном конце. В процессе ткачества ткань образуется в результате перпендикулярного переплетения двух рядов нитей — основы и утка. В данном случае основа — продольный ряд нитей — был натянут вдоль ткацкого станка на два вращающихся навоя, служившими для её закрепления и наматывания готовой ткани. Основа пропускалась через бёрдо — прямоугольную дощечку, в которой прорези чередовались с отверстиями, и которое опускалось и поднималось при помощи специальной педали — подножки. Подножка соединялась с ремизкой, для создания проёма между чередующимися рядами основы — зева. Нажимая на подножку, ткачиха поочерёдно передвигала ряда нитей пропущенной через бёрдо основы, и протягивала в зев челнок с нитью поперёк основы. После каждого пропуска нити она подбивала её бердом к предыдущей, чтобы ткань была плотнее. Ткацкий станок был практически в каждом доме, и все крестьянки умели ткать. Обучение девочек ткачеству проходило с возраста десяти лет. Основной сезон ткачества на станке проходил в период с Великого поста до начала посевных работ. Впрочем, станок могли использовать по своему назначению и осенью. Работа на ткацком станке несла в себе и некую ритуальную функцию, олицетворявшую творение мира, что нашло отражение в фольклоре, включая обряды и обычаи. Так, перед началом непосредственно процесса ткачества следовало помолиться Богородице или Параскеве Пятнице.

## Мужская одежда

Покрой рубахи-косоворотки со стоячим воротом, вид спереди и сзади

Технически русский традиционный мужской костюм является общеславянским. Основой русского мужского традиционного костюма является рубаха, носимая навыпуск, и штаны.
Нижнее бельё, как уже ясно из названия, делалось из неокрашенной белой ткани. Оно надевалось непосредственно на голое тело. Ещё во времена Древней и Московской Руси мужчины носили два слоя рубах — вершницу (верхницу), верхнюю окрашенную и срачицу — нижнюю, неокрашенную. Старинные образцы нижних рубах и подштанников (исподни́чки, низи́ки) по покрою практически не отличаются от верхних рубах и штанов, разве что на нижней рубахе отсутствовал ворот. Нижние штаны изготавливались из белого холста. С другой же стороны, в верховьях Оки и Десны с портами архаичного покроя подштанников никогда не носили. В связи с увеличившимся влиянием городского костюма в конце XIX-начале XX века на селе распространилось мужское нижнее бельё городского, прежде всего солдатского, покроя: кальсоны и нижние сорочки-фуфайки. Уже после Октябрьской революции распространились трусы, чему способствовала и власть, буквально приучая селян-мужчин к такому белью (прибегая в том числе и к агитплакатам), поскольку они встречали его не без сопротивления.
Специальной одежды для сна в народе не существовало, спали в нижнем белье. Хотя в модных журналах, чьей аудиторией были «баре», могли предлагаться модели мужских и мальчишеских ночных рубашек в виде косовороток.
Мужская рубаха — туникообразного покроя, доходящая до колен, состояла из полотнища, перегнутого в верхней части по утку́ и закрывавшего грудь и спину, соединявшегося на боках с помощью двух кусков ткани, либо же с помощью двух боковых кусков ткани. Рукава были длинными и неширокими, соединялись с основным полотнищем и/или боками с помощью ромбовидных ластовиц, которые могли быть красными или из того же материала, что и остальная рубаха. Рукава были прямыми, впоследствии также стали оканчиваться манжетами. Бочки рубах могли быть как и прямыми (в таком случае силуэт был прямым), так и с косыми (подол рубахи был расклёшенным, расширявшимся к низу). В верхней части могла присутствовать подкладка, т. н. подоплёка, треугольной или квадратной формы, предотвращавшая рубаху от износа и могшая иметь декоративную функцию (так как могла активно вышиваться). Чаще всего рубаха была белого цвета, также были распространены рубахи красного или синего цветов. Из тканей для изготовления мужских рубах чаще всего использовались льняной и конопляный холст. С XIX века рубахи также начинают изготавливаться из пестряди — из пеньковых и льняных тканей в горошек или клетку. Рубахи из пестряди назывались пеструхами. Застёгивалась рубаха на застёжки-схватцы, а впоследствии — на металлические пуговицы или запонки. Вырез был круглым. Первоначально разрез (пазуха) был прямым, однако впоследствии (по предположению Дмитрия Зеленина, в XV веке, хотя отдельные экземпляры существовали и ранее: ранние археологические находки таких рубах относятся к концу XI-началу XII вв.) появляется тип рубахи с воротом, смещённым вбок (порой до самого плеча), за это получивший название косоворотка (до середины XIX века такую рубаху называли «[рубахой] с косым воротом» или «русской»). Как правило, ворот был скошен влево. Так, уже в XVI—XVII вв., судя по материалам из мужских погребений, косоворотки широко распространились наряду с рубахами с прямым разрезом. Из повседневного употребления в XIX веке косоворотки полностью вытеснили рубахи с прямым разрезом, особенно в качестве нарядной и праздничной одежды. Первоначально у мужских рубах отсутствовал воротник (такая рубаха носила название «голошейка»), а застёгивался разрез на одну пуговицу (хотя рубахи знати XVI—XVII вв., также не обладавшие воротниками, застёгивались на ряд пуговиц и воздушных петель с разговорами). Впоследствии у рубах появился невысокий стоячий ворот, и к середине-концу XIX столетия рубахи с воротом практически вытеснили голошейки в качестве верхних. В конце XIX века под городским влиянием появляются косоворотки с кокеткой, а также — вновь рубахи с прямым разрезом. Когда в деревне получили распространение пиджаки, то подол укоротился до бедра, чтобы он не торчал из-под пол пиджака, а рубахи длиной до колен донашивали старики. В начале XX века также появились косоворотки с кармашками, где носили карманные часы, такие бытовали в том числе и у старообрядцев.

Покрой портов, вид спереди и сзади

Штаны (порты́, портки́) были неширокими и длинными, доходя до середины икр. В покрое штанов прослеживаются следы степного влияния, поскольку штаны появились именно в степняцкой среде, откуда они были позаимствованы европейцами. Штаны были довольно простого покроя: состояли из узких штанин (порточин) и ширинки, мотни, в зависимости от места состоявшей из одного или двух клиньев. В верхней части штанов присутствовал проём-кулиска (образовывавшийся подворотом верхнего края), в который вдевался шнур (гашник, гасник), регулировавший штаны на пояснице. В некоторых местах также существовали порты с широким шагом, у которых между штанин вшивался кусок ткани, образующей шестиугольник или ромб. В начале XX века порты стали шить на пояске с пуговицей, что связано с повышением уровня мастерства швей и, разумеется, городским влиянием. Материалы и расцветка штанов различались в зависимости от локальных традиций, достатка и возраста носителя, функционального предназначения. В частности, штаны шились из холщовой шерстяной ткани, как правило, тёмных цветов. Одно из самых распространённых названий — «порты/портки» этот предмет одежды произошло от названия материи, из которой они могли изготавливаться — «порть/портно» — домотканого льняного или конопляного холста. Зачастую порты изготовлялись из пестряди и набойки, например, могли быть в продольную сине-белую полоску (такая ткань называлась полосушкой, начиная с середины XIX века она становится основной тканью для портов); но также шились и однотонные штаны. Помимо штанов в сине-белую полоску, наиболее распространившихся в конце XIX-начале XX века, реже бытовали штаны и с другой цветовой гаммой: в серо-синюю полоску, сине-красную, чёрно-красную, бело-красную и т.д. Таким образом, вполне можно сказать, что вертикальная, продольная полоска является основным орнаментальным элементи мужских штанов в русском народном костюме. Рабочие и иногда повседневные штаны шились из белой холстины (в частности, из белого хоста шились рабочие штаны на Русском Севере), а также из вышеупомянутой пестряди с продольными полосками. В верховьях Десны и Оки: на Брянщине и в Калужской губернии в частности (из которой в 1920 году и была выделена Брянская) в старину порты изготавливались из белого холста, хотя в начале XX века они вышли из употребления за исключением села Бояновичи, будучи заменёнными сине-белыми штанами (синий фон с белым рисунком: полосками и овалами). Интересно, что в 1920-е годы 75-летний житель калужской деревни Квань вспоминал, что его отец рассказывал, что когда в 1820-е годы стали появляться полосатые порты, то они считались признаком щегольства, и в случае неуплаты податей носивших такие штаны жестоко пороли: «франтить горазд, а податей не платишь», — отчитывали наказываемых в ту пору представители власти. Также в этих местах зимой носили суконные штаны коричневого цвета. Праздничные порты южнорусских губерний и Прикамья были из синей ткани с белым рисунком-набойкой, за что получили название «крашенины». В некоторых местах существовала локальная традиция изготовления праздничных, особенно свадебных портов из шёлка и полотна красных оттенков. Особый материал для праздничных штанов был в Томской губернии и Семипалатинской области (ныне Абайской области Казахстана): использовалась ткань диагонального переплетения, тёмные (чёрные или синеватые) полосы чередовались с полихромными полосами, имевшими абровый орнамент (очевидно заимствованный у казахов и других соседних с русскими народов в данных местах). Очень редко штаны украшались вышивкой. Под влиянием городской моды в конце XIX века порты начинают шить из фабричных тканей; также в это время заимствуются брюки общеевропейского образца. Городские брюки, как и любые явления городского происхождения, считались в сельской местности атрибутом щегольства, и потому входили в состав праздничного костюма юношей и молодых мужчин. Они как и приобретались на ярмарках в готовом виде, так и шились у портных на заказ.
Особым покроем обладали порты-штанишки для маленьких мальчиков: спереди у штанов присутствовала прореха, вставной клин пришивался к штанам лишь сзади (из-за этого в Калужской области для такого предмета одежды бытовало такое обозначение, как «самосёрки»). Мальчики более старшего возраста носили штаны с ширинкой, но цельной, в отличие от штанов для взрослых. В верховьях Оки и Десны мальчики до пяти лет носили порты особого покроя: они представляли собой две штанины, скреплявшиеся сверху пояском; мальчики более старших возрастов — порты с цельной ширинкой, называвшейся «косинкой».
Среди некоторых групп русских, например, казаков, бытовали шаровары. Мотня шаровар также пришивалась между штанин, но почти у нижнего конца штанин, таким образом, увеличивая объём в несколько раз. Во многих местах, например, на Урале, шаровары были праздничной одеждой, на том же Урале особым шиком пользовались шаровары и обычные порты из плиса. Праздничной одеждой шаровары были в средней полосе (хоть и по покрою практически не отличались от штанов с узким шагом), где также шились исключительно из покупных тканей (главным образом, того же плиса) и были чёрного, синего и красного цветов. В частности, шаровары могли носить молодые парни в поисках девушки. Во Владимирской и Ярославской губерниях шаровары иногда украшались бахромой. У донских казаков до начала XIX в., а у казаков-некрасовцев — и по сию пору, шаровары также являются элементом женского костюма, носимого под платье. Среди русского населения Алтая бытовала такая разновидность штанов, как чамбары (чемба́ры). Они обладали широким шагом, надевались в том числе и женщинами, при езде верхом, в этом случае в чамбары заправлялся сарафан. Праздничные чамбары обильно украшались тамбурной вышивкой.
Практически всегда рубаха носилась навыпуск, поверх штанов. Она опоясывалась тканым поясом или же кожаным ремнём. Одним из немногих исключений являлась праздничная одежда молодых парней-поморов начала XX века, на которую очень сильное влияние оказала городская одежда: поморские юноши носили косоворотки и рубахи с прямым вырезом не только навыпуск с поясом, но и по-городскому заправляли в штаны, опоясанные ремнём. В то же время поморские старики и мужчины средних лет носили рубахи только навыпуск. Возможно, косоворотку также могли заправлять в брюки, поддерживавшиеся подтяжками. Меметичной, довольно известной является сцена из рассказа «Нахалёнок» Михаила Шолохова (1925 г.): главный герой, семилетний мальчик Минька, завидев проходящих через село отряд красноармейцев спешит к ним, пытаясь вступить в их ряды и начать воевать за Советскую власть. Через какое-то время отряд останавливается и его начальник, комбат, шутливо соглашается, но с условием, чтобы Минька пришил к штанам вторую помо́чь (подтяжку). Матери дома не оказалось, и Минька кое-как пришивает вторую подтяжку, но к этому моменту отряд красноармейцев уже ушёл.
Мужские пояса были уже женских (1-1,5 см в ширину) и украшались несложным геометрическим узором, в их качестве иногда использовались покупные шнуры с кистями. Публично ходить в рубахе без пояса считалось неприличным. Отсюда русская идиома «распоясаться», означающая «вести себя неподобающе, прилюдно презирать сдержанность и дисциплинированность».

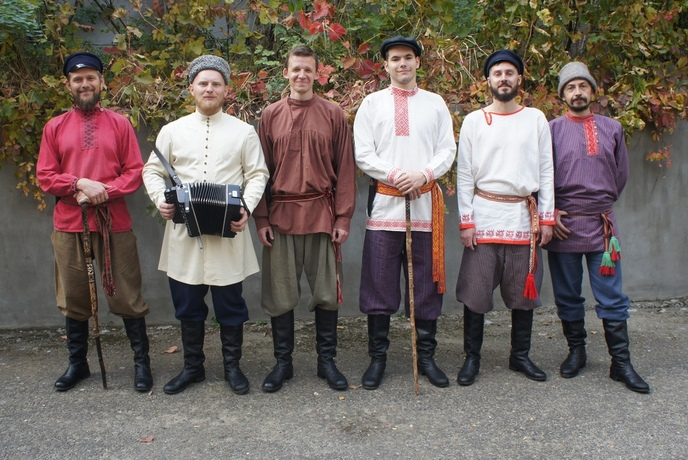
Группа мужчин в традиционных костюмах на вечёрке, Ставрополь, 2019 г.

Начиная с XIX века в традиционном костюме (прежде всего в купеческой среде и у зажиточных крестьян) распространился жилет, надевавшийся поверх рубахи. Как правило, он был однобортным, застёгивавшимся на медные или стеклянные пуговицы; ворот жилета выкраивался в форме треугольника или круга по шее, во втором случае к нему пришивался небольшой стоячий ворот. Как и «баре», купцы и кулаки порой носили в кармашках жилетов карманные часы. Широко в сельской местности жилет распространился в последней трети XIX — начале XX века. В некоторых южнорусских сёлах мужчины носили вышитые жилеты. Также, ближе к концу XIX столетия в народе распространяется пиджак, бывший праздничной одеждой, носившийся с весны по осень. Как правило, пиджак был двубортным, он шился прямым или же приталенным, полы доходили до середины бедра. Летние пиджаки шились на коленкоровой, а весенне-осенние — на ватной или кудельной подкладке. Как и жилеты, пиджаки были преимущественно предметом одежды молодых зажиточных мужчин и юношей. Пиджак надевали в том числе поверх жилета и/или косоворотки. Также под термином «пиджак/(с)пинжак» подразумевалась нагрудная одежда наподобие френча.
Особо стоит выделить одежду молодых парней. Как уже было указано выше, брачный период предполагал наибольшую вычурность и многоцветность в жизни человека, поэтому сельские юноши в поисках невесты старались одеваться максимально ярко и красочно. Они носили рубахи ярких цветов (к примеру, красного), зачастую из покупных тканей (к примеру, кумача или той же пестряди); и бархатные штаны (порой и шаровары). Перебравшиеся в город крестьяне, особенно молодые, также старались одеваться с иголочки (в том числе сохраняя семантику деревенского юноши-щёголя, даже несмотря на состоявшуюся женитьбу). В начале XIX века образ крестьянина-молодца в такой одежде стал (наряду с боярской допетровской одеждой) практически олицетворением русского национального костюма, как и в самой России, так и за рубежом. Сначала он начал проявляться на картинах начала XIX века, благодаря влиянию романтизма, затем в одежде мальчиков из дворянских семей и в качестве сценической одежды. Что характерно, в XIX веке образ порой могла довершать долгополая, до середины бедра безрукавка, характерная для одежды жениха краковского строя польского народного костюма. Несколько видоизменившийся образ продолжает занимать эту позицию и по сию пору.

## Женская одежда

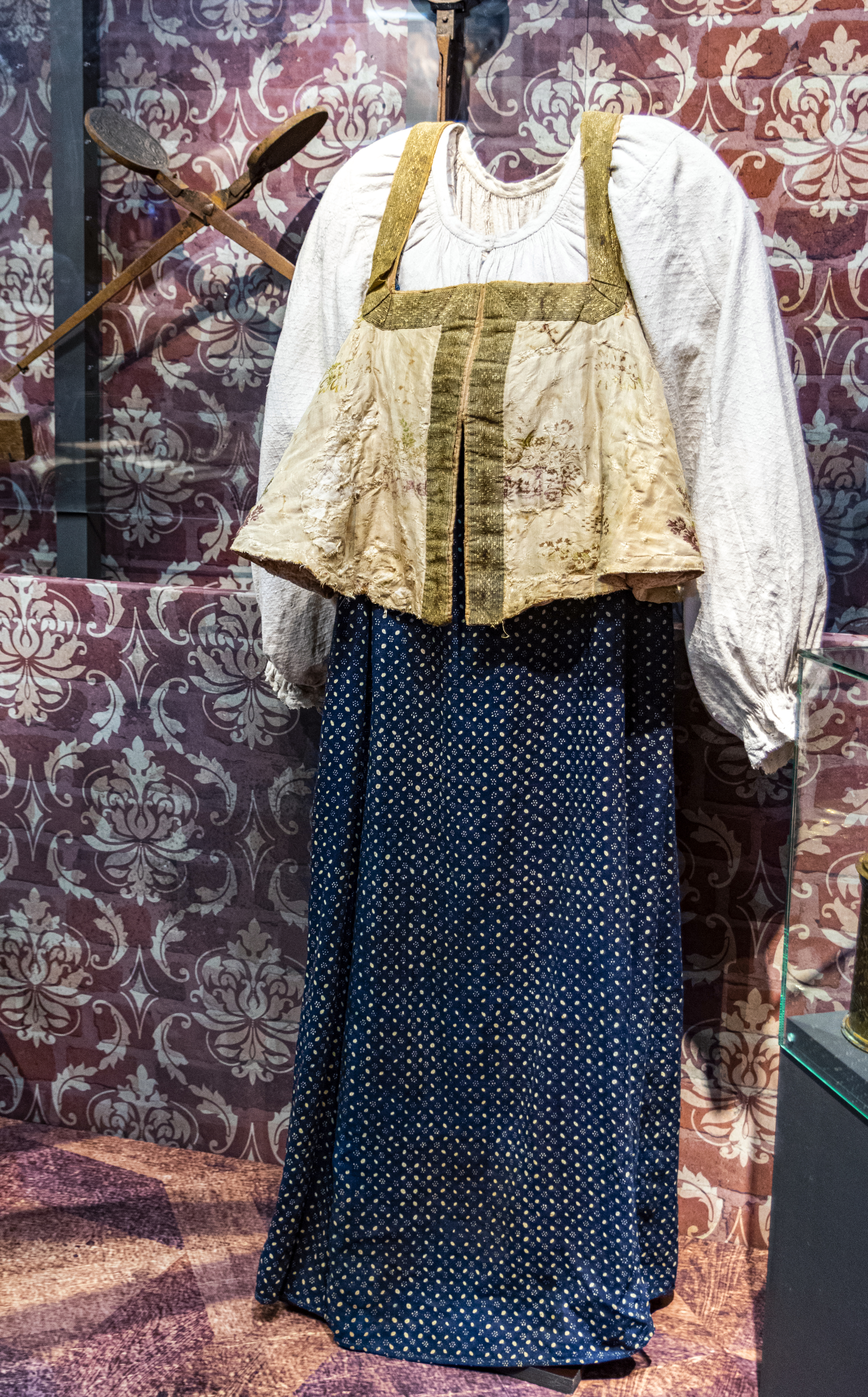
Женский народный костюм: рубаха, сарафан и душегрея. Экспозиция Слободского краеведческого музея, Кировская область

Как и в случае с мужским костюмом, основой костюма являлась рубаха.
Женская рубаха отличалась от мужской длиной: она доходила до лодыжек; и исключительно прямым разрезом, в отличие от мужских косовороток. В верхней части женских рубах также могла присутствовать подоплёка. В Центральной России женские рубахи были почти всегда с длинными рукавами, с воротом, присборенным под узенькую обшивку. Рубахи могли шиться так и цельными, так и двухчастными: из верхней части (на Русском Севере: «рукава», «воротушки»; на юге — «стан», «чехлик»), и нижней, «стана». Очень нарядная, богато украшенная верхняя часть могла пришиваться к «стану» из более дешёвой ткани, скрывавшемуся сарафаном или понёвой. Ворот либо отсутствовал, либо же с низким воротником-стоечкой. Выделяется несколько типов женских рубах. Наиболее архаичными являются холщовые туникообразные рубахи из одного полотнища ткани, подогнутого по утку с небольшим разрезом в центре, вместе с воротом завязывавшимся на тесёмки. Длинные рукава таких рубах сужались к запястью, расширяясь снизу вшитыми клиньями. В XIX веке такие рубахи бытовали у донских казачек и у старообрядок Сычёвского уезда Смоленской губернии, в Калужской и Олонецкой губерниях они служили соответственно старушечьей и похоронной одеждой. Также у туникообразных рубах могли присутствовать ластовицы, как и на мужских рубахах. Большую группу женских рубах составляют рубахи с т. н. поликами — вставками тканями на плечах между рукавами и воротом. Наибольшее распространение в XIX веке получили два типа рубах: с прямыми (пришитыми как и по основе, то есть по продольным нитям холста, так и по утку — поперечным нитям холста) и косыми (ромбовидными) плечевыми вставками-поликами, расширявшими их нагрудную часть, и рубахи со слитными с рукавом поликами. Нередко полики изготовлялись из специальной материи — затканки. Наибольшее распространение рубахи с косыми поликами получили в южнорусских губерниях. Наиболее поздним по происхождением вариантом традиционной женской рубахи являются рубаха с круглой вставкой у ворота (воротушкой), бытовавшая в Ржевском уезде Тверской губернии и рубаха с кокеткой. У рубахи с кокеткой был отложной узкий воротник с закруглёнными уголками, на рукавах — манжеты.
В некоторых губерниях существовали специальные рабочие рубахи, одевавшиеся на сенокос или жатву, отличавшиеся архаичным покроем, и обильно вышивавшиеся по подолу. Такие рубахи так и назывались: покосницы, сенокосницы, жнивухи, жатвенные рубахи, пожнивные.
В отличие от мужчин, женщины практически до начала XX века не носили никакого нижнего белья в современном понимании. Одним из самых архаичных предметов женского белья, надевавшегося под верхнюю рубаху, является т. н. подрубашечница — нижняя рубаха без ворота, отдалённо по крою напоминавшую современную футболку. Изначально подрубашечницы были длинными, мало отличавшимися по покрою от верхних рубах, однако впоследствии они укоротились. В начале XX века, особенно после 1917 года, в народный быт проникли трусики-панталоны (что характерно, среди старообрядок ношение трусов женщинами первое время осуждалось, поскольку трусы считались штанами, традиционно исключительно мужским предметом гардероба) и бюстгальтеры, окончательно закрепилась нижняя, она же исподняя сорочка (до этого она ограниченно бытовала среди зажиточных крестьянок), бывшая короче верхней, и порой обладавшая лямками. Кроме того, помимо дневной рубахи, в быт проникла ночная рубашка, хотя также спали и в нижних рубахах. Стоит отметить, что женское бельё в 1920-е годы практически полностью повторяло дореволюционное, претерпев лишь незначительные изменения. Нижние сорочки в качестве элемента одежды бытовали среди селянок ещё в середине XX века.
Под влиянием городской моды в быт проникли также и нижние юбки (подъюбники), поверх которых надевалась верхняя юбка. Нижние юбки были белого цвета, на Урале они могли украшаться вышивкой. Нижние юбки делались из тёплых тканей.

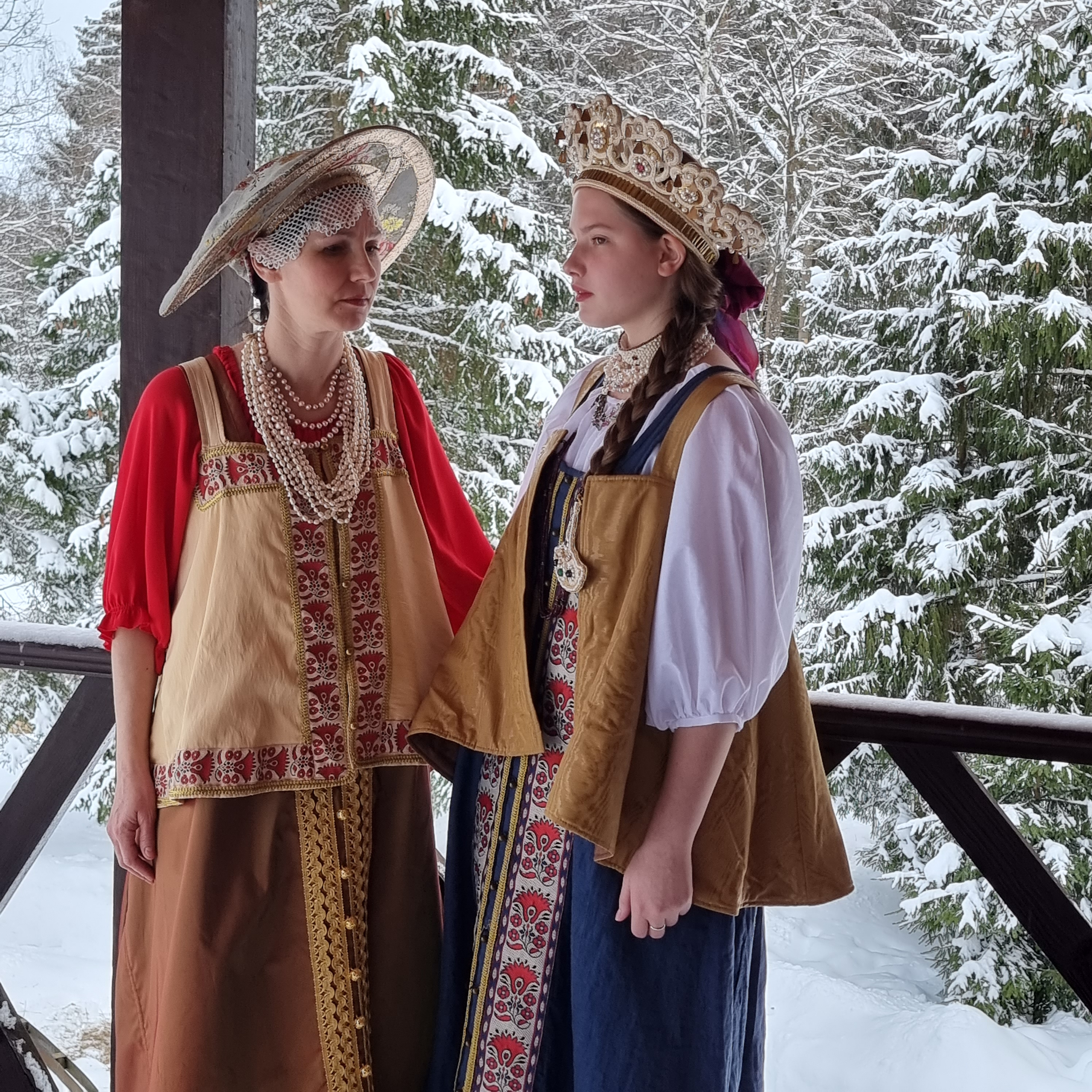
Женский костюм с сарафаном и душегреей, на женщине слева — кокошник, на девушке справа — венец

Поверх рубахи, в зависимости от места, одевали сарафан или понёву. Сарафан, представляющий собой юбку на лямках или долгополое платье без рукавов, проник в женскую одежду в XVI или XVII веке, до этого он был мужской одеждой (хотя проникновение в женскую одежду, видимо, происходило ещё с конца XV века). К XIX веку сарафан был самой распространённой одеждой русских крестьянок, носившейся на все случаи жизни; что характерно, границы распространения сарафана в основном проходят по границам Русского царства XVI—XVII вв. Советский этнограф Владимир Богданов отмечал, что несмотря на восточное название данного предмета одежды (от перс. sarāрā‎ — «от ног до головы»), сама форма сарафана тяготеет к европейской одежде. Повседневные сарафаны украшались только в верхней части. Исследователи выделяют несколько типов сарафанов в зависимости от покроя. Самым архаичным типом сарафана является глухой, туникообразный по покрою, известный в южных и западных губерниях России под названиями вроде «шушпан», «шушун», «насова»; кроме того, его носили уральские казачки (более того, они носили нижний сарафан (сарафанка) и верхний («ку́лем» или собственно сарафан, в некоторых поселениях — «горбун»)). У многих из них присутствовали ложные рукава, служившие элементом декора и не обладавшие практическим значением. Они являются рудиментом и свидетельством того, что когда-то сарафан был верхней одеждой. Спереди присутствовал небольшой разрез, застёгивавшийся на пуговки, благодаря которому глухой сарафан можно было более удобно продеть через голову. Глухой сарафан обладал широкими проймами для продевания рук, мог быть на лямках. Глухие сарафаны шились из белого или синего холста. Косоклинный сарафан появляется в результате эволюционного развития глухого сарафана. Главной особенностью косоклинного сарафана, как уже ясно из названия, является наличие клиньев, пришитых к переднему и заднему полотнищам сарафана, придававшие ему некоторую ширину. Хотя глухие сарафаны также могли быть косоклинными. В XIX веке распашные косоклинные сарафаны с разрезом спереди (иногда разрез мог быть зашитым) широко распространились в губерниях центральной России. По разрезу нашивался ряд пуговиц или петелек, имитировавших застёжку. Обыкновенно косоклинные сарафаны обладали подкладкой. Будничные косоклинники почти повсеместно изготовлялись из синего холста. Праздничные же — из красной крашенины, китайки синего, голубого и красного цвета, кумача, а у зажиточных женщин — из шёлка и парчи. Праздничные косоклинники украшались по подолу и передним полами нашивавшимися шёлковыми лентами, тесьмой, позументом, металлическим кружевом, бахромой; а будничные — полосками кумача или текстильными лентами с неярким узором. Девушки носили косоклинные сарафаны с узкой спинкой и на лямках, в то время как женщины более старшего возраста предпочитали сарафаны с широкой спинкой и столь же широкими проймами. Прямой сарафан, также широко распространённый в центральной России в XIX веке в качестве праздничной одежды, по покрою представлял собой юбку на сборках из четырёх-пяти прямых полотнищ и с пришитыми к ней лямками. Будничные прямые сарафаны изготавливались из домотканой пестряди или фабричных тканей тёмных цветов; а праздничные — из набойки, кумача, парчи, полупарчи, шёлка, кашемира, а также сатина и ситца ярких цветов. Наиболее поздним по возникновению типом сарафанов является сарафан, по сути представлявший собой юбку, сшитую с корсажем-лифом, облегавшим грудь и спину. Такой тип носили в Подмосковье и Тверской губернии. Разновидностью сарафана с лифом был сарафан с лифом на кокетке, также известный как полуплатье. Все вышеупомянутые типы сарафанов встречались в севернорусских губерниях. Начиная с XIX века, сарафан начинает проникать и в южнорусские области (так, к примеру, в Воронежской губернии сарафаны стали носить незамужние девушки, в то время как замужние женщины носили понёвы). В качестве одежды у крестьянок традиционный сарафан носился вплоть до 1920-х годов, а старухи носили его вплоть до 1940-х годов. Начиная с 1920-х годов под сарафаном понимается не только вышеописанный предмет традиционной русской одежды, но и вообще любое лёгкое платье без рукавов.
В Смоленской и Тверской губерниях женщины в качестве горничной одежды носили касталан (под таким названием он был известен в Ржевском уезде Тверской губернии; в Весьегонском данный предмет одежды был известен под названием «горбун») — одеяние типа глухого сарафана, сначала из белого, а позднее из синего холста или китайки. В Западной Сибири в конце XIX-начале XX века распространился горбач — горничное платье без рукавов типа сарафана на кокетке из фабричной, реже холщовой ткани тёмных цветов. По силуэту горбач напоминал косоклинный сарафан.

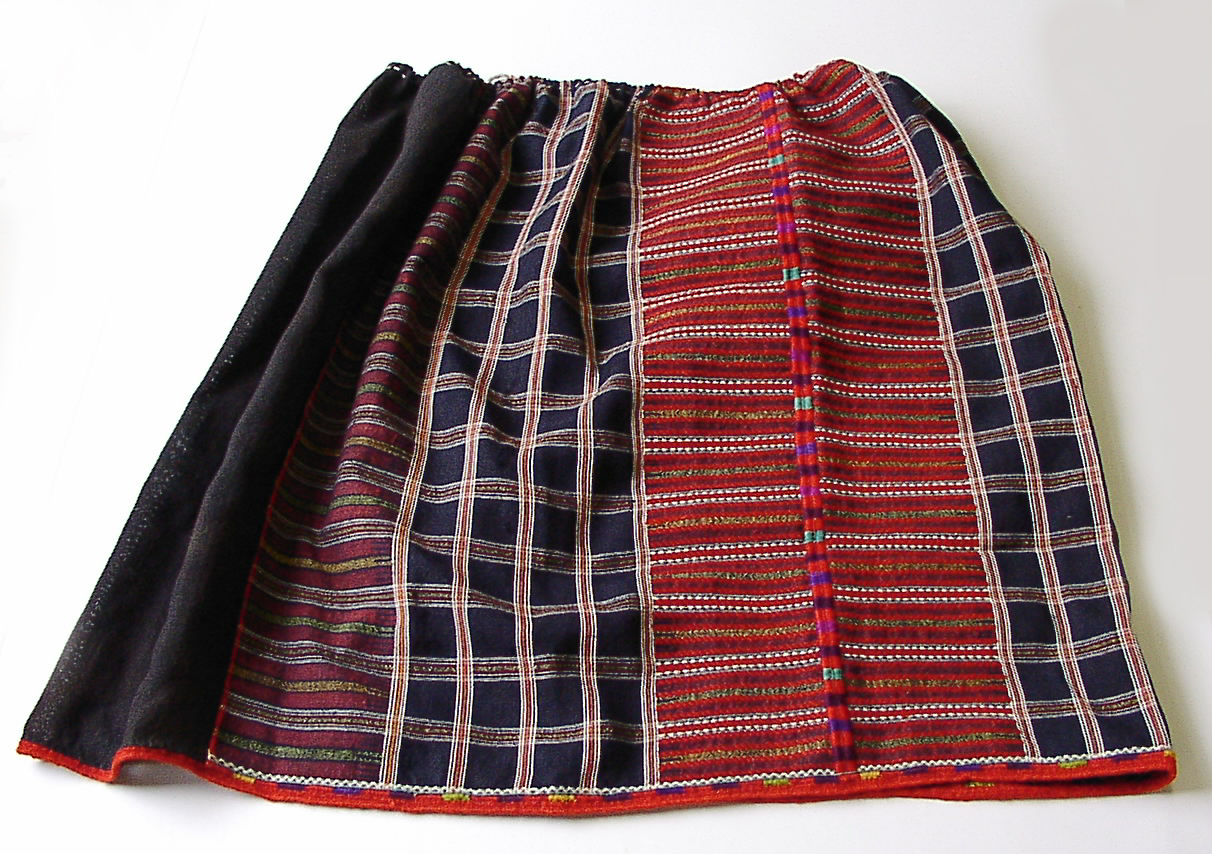
Понёва Белгородского уезда Курской губернии (современный Шебекинский район Белгородской области), начало XX в., из собрания Шебекинского историко-художественного музея

Понёва является одним из древнейших типов русской крестьянской одежды по происхождению. Она представляет собой юбку, оборачивавшуюся вокруг тела или продевавшуюся сверху и удерживавшуюся поясом. Понёва шилась из трёх полотнищ клетчатой шерстяной ткани домашнего изготовления (повседневные — из более грубой, праздничные — из более тонкой и дорогой), сшивавшихся вместе в вертикальном положении, верхняя часть собиралась на гашник. Подол рубахи непременно виднелся из-под понёвы. В отличие от сарафана, понёва всегда была исключительно крестьянской одеждой, и в городе её не носили (ассоциация «понёва — крестьянка» проникла даже в русскую литературу XIX века). Будничные понёвы были более короткие, украшались только по подолу и швам цветными лентами и шнурами, цветовая гамма была тёмно-синей, серой, чёрной, реже тёмно-красным; праздничные же, более длинные, украшались вышивкой цветным гарусом, блёстками, бисером, аппликациями из кусочков ткани, пуговицами, узорами браного тканья порой с очень сложной орнаментикой. Особо украшались понёвы молодых женщин. В зависимости от места, даже отдельного села, существовали различия в цвете и манере ношения понёвы. Различия заключались и в крое понёвы — в юго-западных губерниях носили распашную понёву, несшитую спереди, её называли разнополкой или растополкой; в юго-восточных же — закрытые понёвы с прошвой, прошва представляла собой полосу тонкой ткани, соединявшую крайние полотнища. Более поздним типом является понёва-юбка, шившаяся из четырёх-пяти полотнищ. Манера ношения повседневных и праздничных понёв (с прошвой и понёвы-юбки) также различались. Повседневные понёвы (в том числе на работе) подтыкались спереди или сбоку за пояс. В праздничные дни, а также при посещении церкви или поездки в город и в гости понёву носили «врастычку», то есть спустив её подол вниз. Ходить в эти дни в «подтыканной» понёве считалось аморальным, и ни одна женщина не могла себе этого позволить. В своём гардеробе южнорусская крестьянка имела по десять-пятнадцать понёв на все случаи жизни: повседневные, для «великих праздников» (Пасхи и Рождества), для «больших праздников» (Троицы и престольного праздника поселения), воскресные, траурные (для большого траура — по мужу, матери или детям; для малого траура — по дальним родственникам) и т. д. В соответствии с возрастной дифференциацией понёвы молодых женщин и девушек, а также женщин средних лет были более яркие, а старух — более тёмные. В Воронежской губернии сзади к поясу привязывали картонные, обшитые с обеих сторон кумачом пластинки размером 15x15 см, украшавшиеся позументом, тесьмой, блёстками, пуговицами, а по бокам — бахромой из разноцветных шерстяных нитей. К верхнему краю пришивалась синяя шёлковая лента, сложенная в виде петли, за которую они и прикреплялись к поясу. В Нижнедевицком уезде такое украшение было известно под названием «махры», в других местах Воронежья они носили названия «назадни», «подмахорники».
В некоторых местах получила распространение плахта — несшитая юбка, по покрою близкая понёве. Кроме того, плахта была основной частью украинского женского костюма, но носилась иначе, чем среди русских.
Юбка общеевропейского образца получила широкое распространение в конце XIX века. Они изготовлялись из покупных тканей и по последней моде, несколько приспособленной к крестьянскому быту: в частности, шились с лифом. Также с этого времени женщины стали носить комплект-парочку, состоявший из жакета/кофты-баски и юбки из ткани одной материи (как правило, сатина, ситца, шёлка, кашемира). Парочки были распространены во многих русских деревнях до конца 1920-х годов. Кроме того, кофты надевались поверх сарафанов (первоначально, до конца XIX века парочкой и вовсе надевался комплект, состоявший из сарафана/юбки и нижеупомянутого шугая, тогда она была распространена на Русском Севере; в начале XIX столетия она была праздничной одеждой девушек и молодых женщин, а второй половине столетия стала одеждой просватанных девушек: её носила на девичнике невеста, когда по обычаю, причитала). В районах с развитыми промыслами также носили платья из фабричных тканей. У крестьянок ситцевые платья долгое время считались праздничной одеждой.
Как и мужчины, женщины также были обязаны подпоясываться. Считалось, что неподпоясанными ходят ведьмы.
В южнорусских губерниях поверх понёвы и рубахи надевали шушпа́н — короткую (до колен) нагрудную одежду туникообразного покроя (как и закрытую, так и распашную) из белой (реже коричневой) домотканины, украшавшуюся у ворота с разрезом, по полам и подолу, использовались вышивка, тесьма, гарус. Рукава доходили до локтей или запястий. Шушпан носили не подпоясываясь. В некоторых деревнях распашной шушпан носили, вдевав руку только в правый рукав, а левый свисал с плеча.
В Калужской и Рязанской губерниях в XIX-начале XX века женщины носили двубортную распашную безрукавку с запахом справа налево, доходившую до колен или выше, обладавшую приталенной спинкой, отрезной по талии. Застёгивалась она на крючки. Безрукавку не стоит путать с безрукафкой — под этим предметом подразумевались два разных вида одежды: в Нижегородской и Калужской губерниях так называли двубортную нагрудную одежду с запахом справа налево, длиной
до колен или чуть выше, с прямыми полами и отрезной по талии спинкой, и с густыми сборами сзади; а в Перемышльском уезде Калужской губернии — плечевая одежда типа передника на широких лямках, носившаяся в качестве праздничной одежды девушками и молодухами. Однодворки носили в качестве праздничной одежды (наряду с рубахой и нарядной юбкой, подпоясанной широким поясом) т. н. «жилетки» — безрукавки из однотонной (чёрной, красной, синей) фабричной ткани, например, плиса, на подкладке из домотканого холоста, с прямой спинкой и прямыми же полами. Застёгивалась однодворческая жилетка на пуговицы и крючки. Боковые полы и нижний край украшались узкими полосками яркой ткани, тесьмой, лентами или же вышивались разноцветным шёлком машинной строчкой. Опоясывалась таким образом, чтобы к поясу примыкала жилетка.

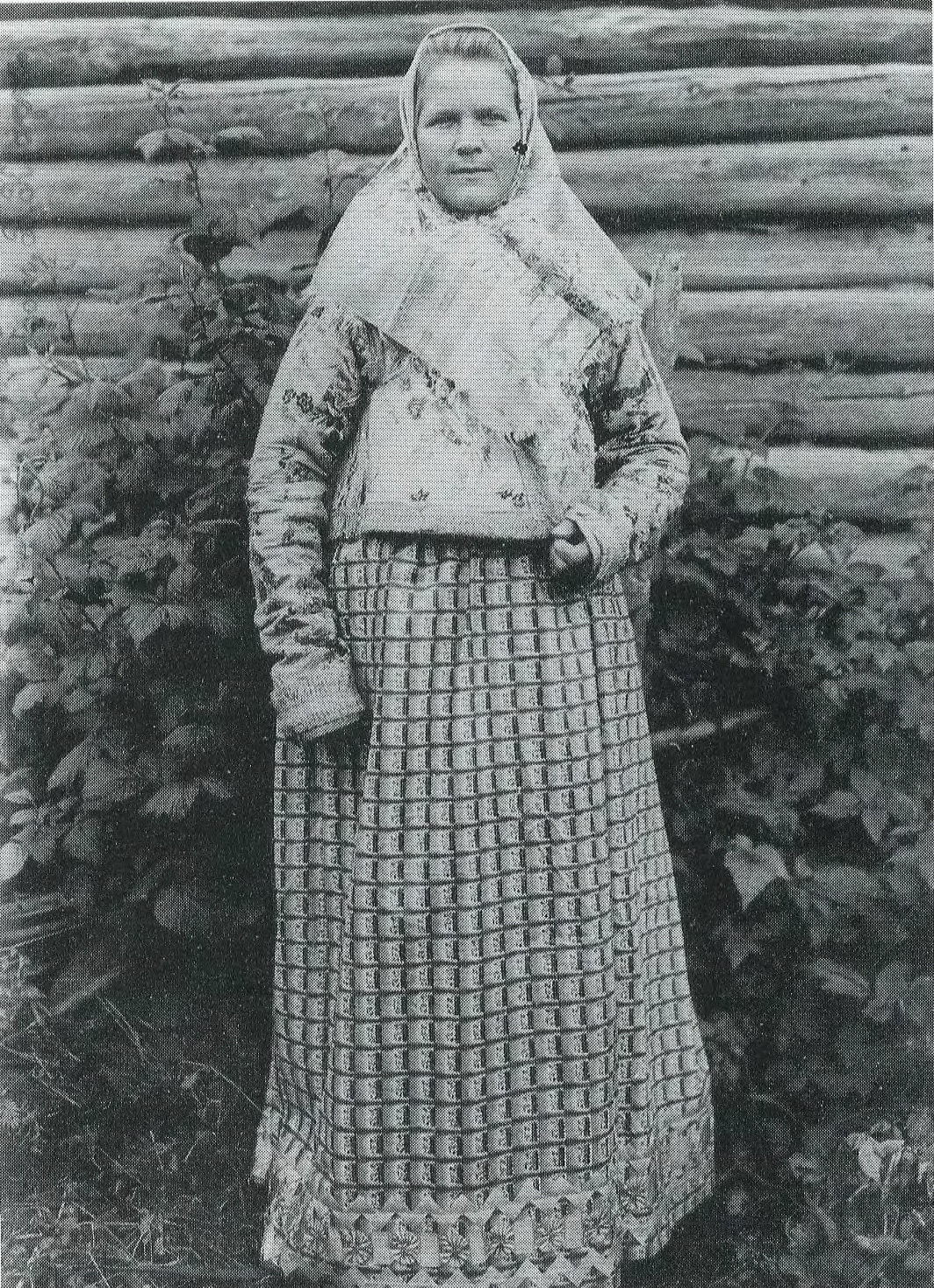
Женщина в праздничном костюме, Костромская губерния, 1907 г.
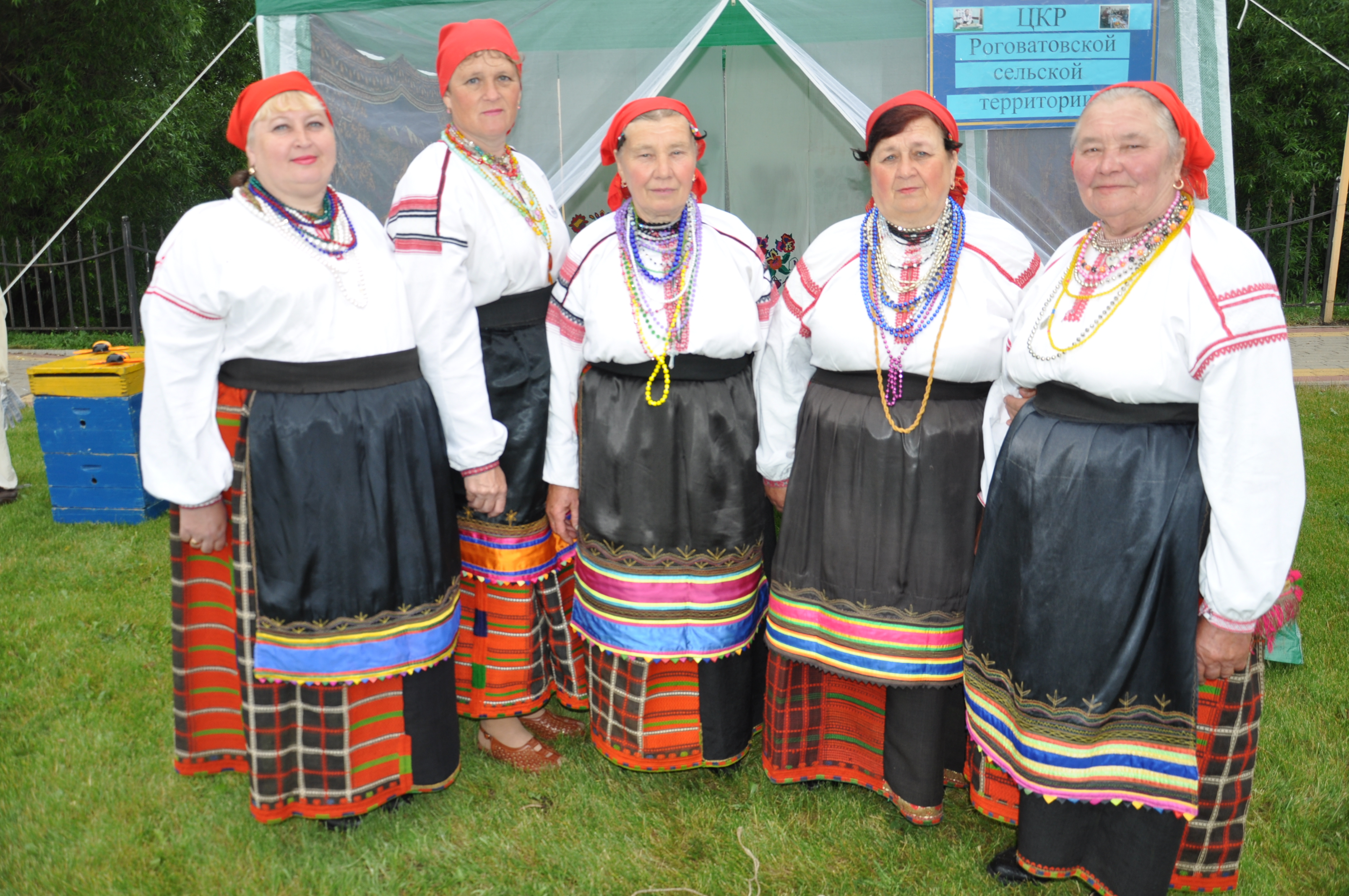
Женский народный костюм села Роговатое (Белгородская область), 2017 г.
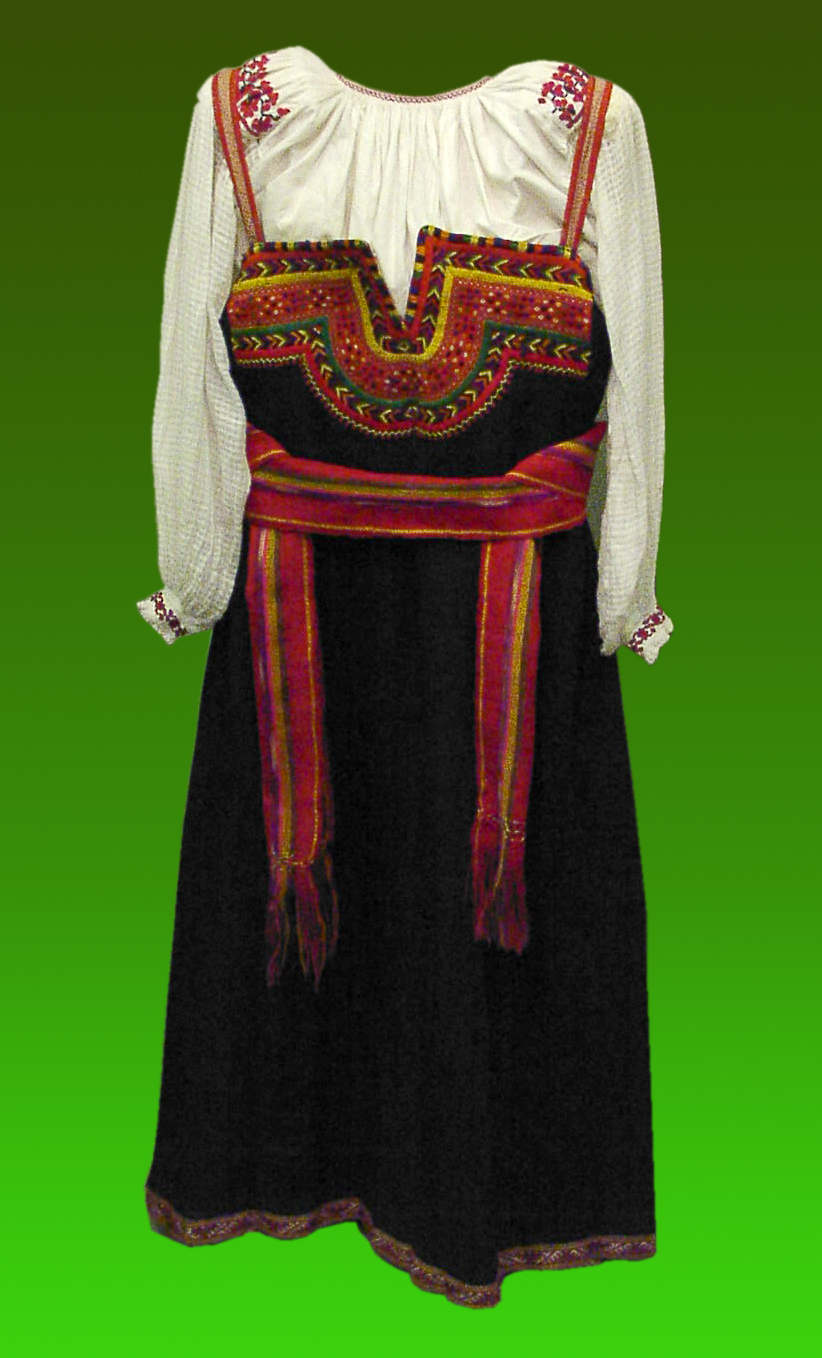
Сарафан Шебекинского района Белгородчины
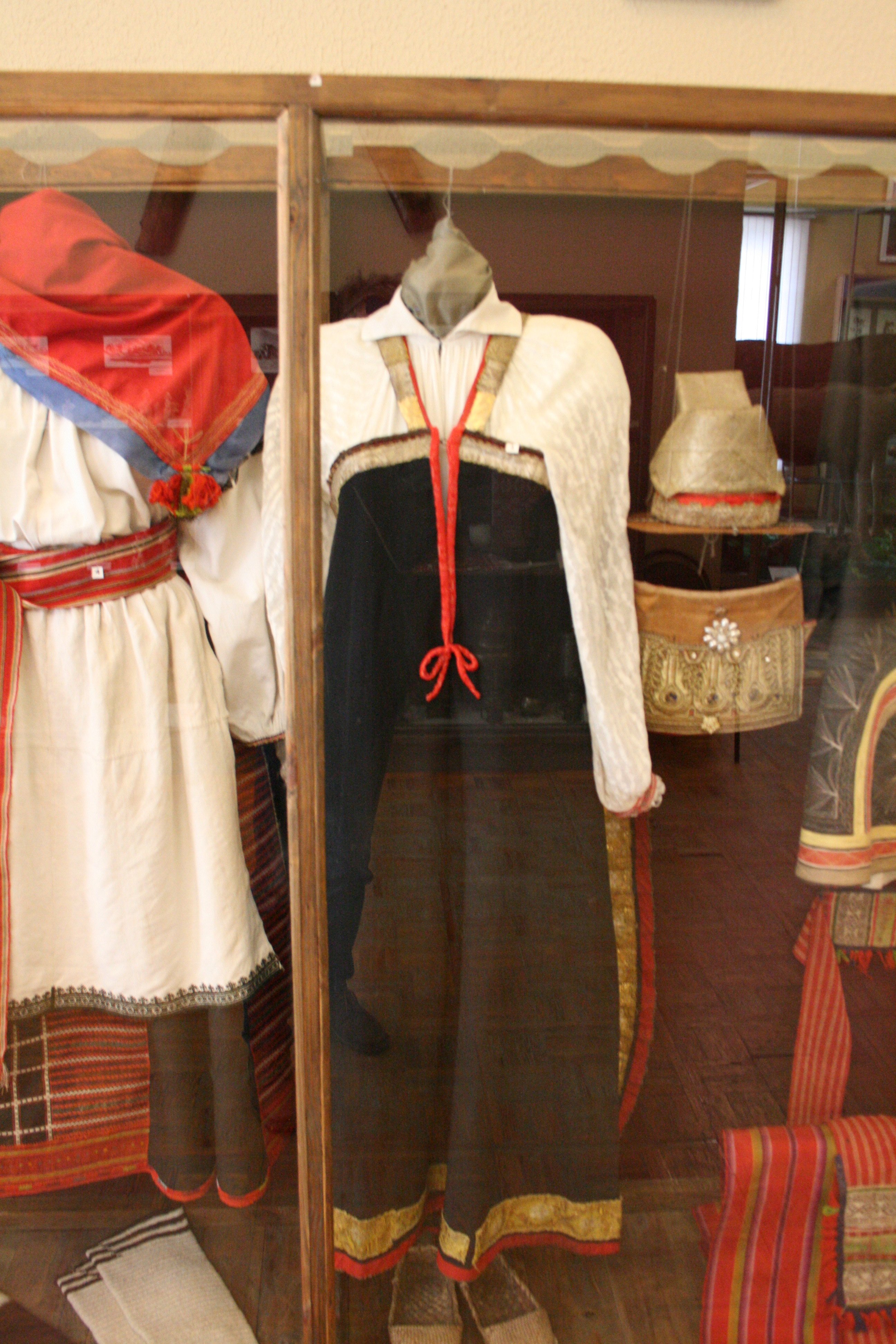
Праздничный женский костюм села Бобрава (Курская область): рубаха, косоклинный сарафан, головной убор-обряда середина XIX века.
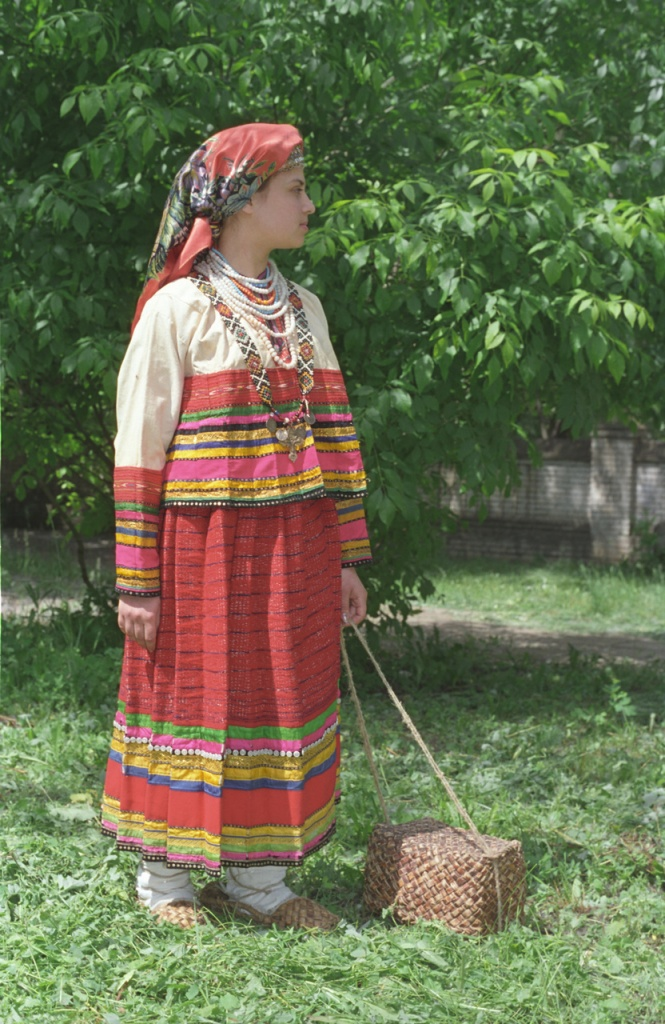
Праздничный женский костюм начала XX в. из села Студенец (Тамбовская губерния, ныне Республика Мордовия), из экспозиции Мордовского краеведческого музея
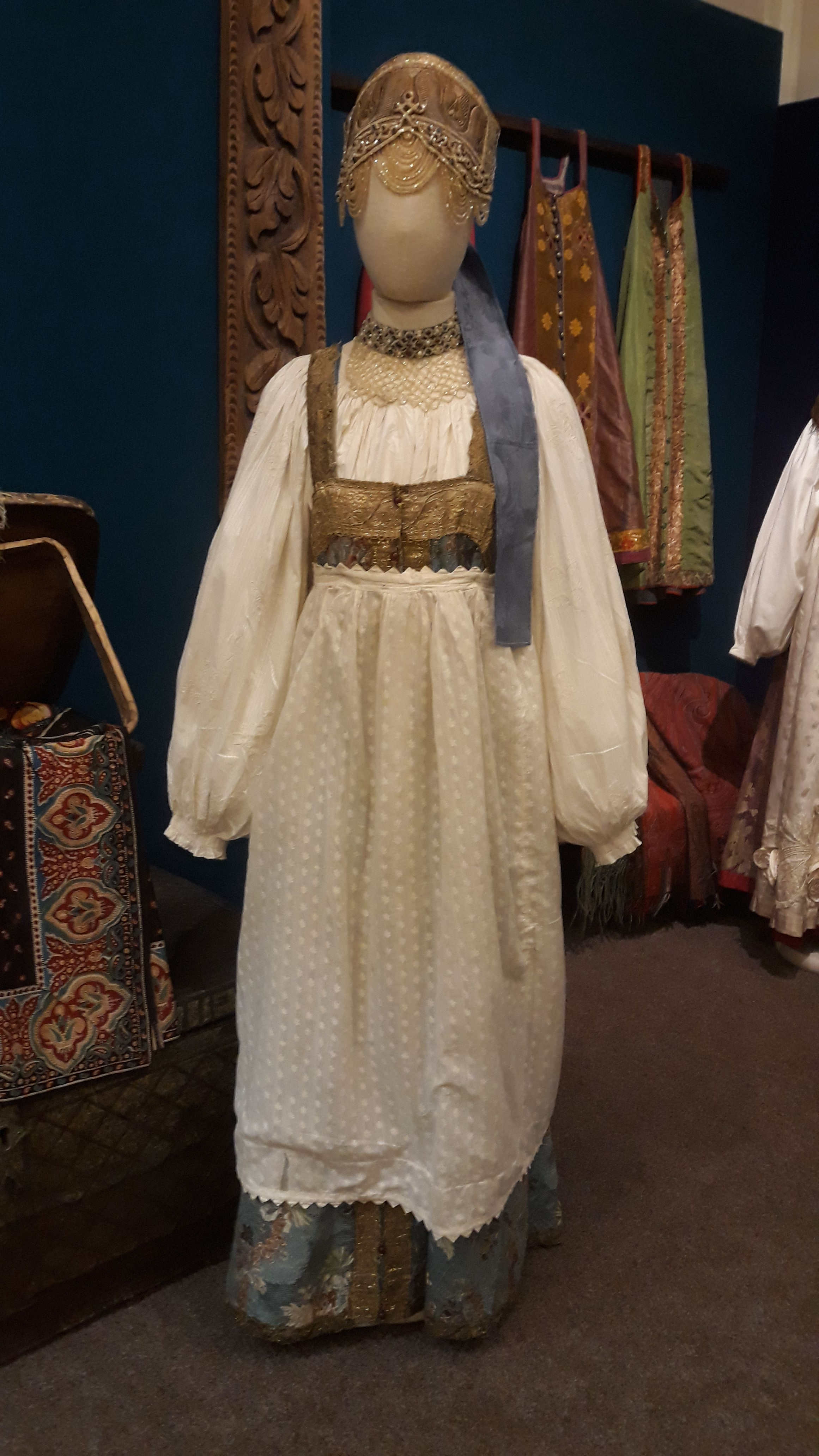
Одежда старообрядок: рубаха, сарафан, передник, кокошник; Нижегородская губерния, XIX в. Из собрания Российского этнографического музея
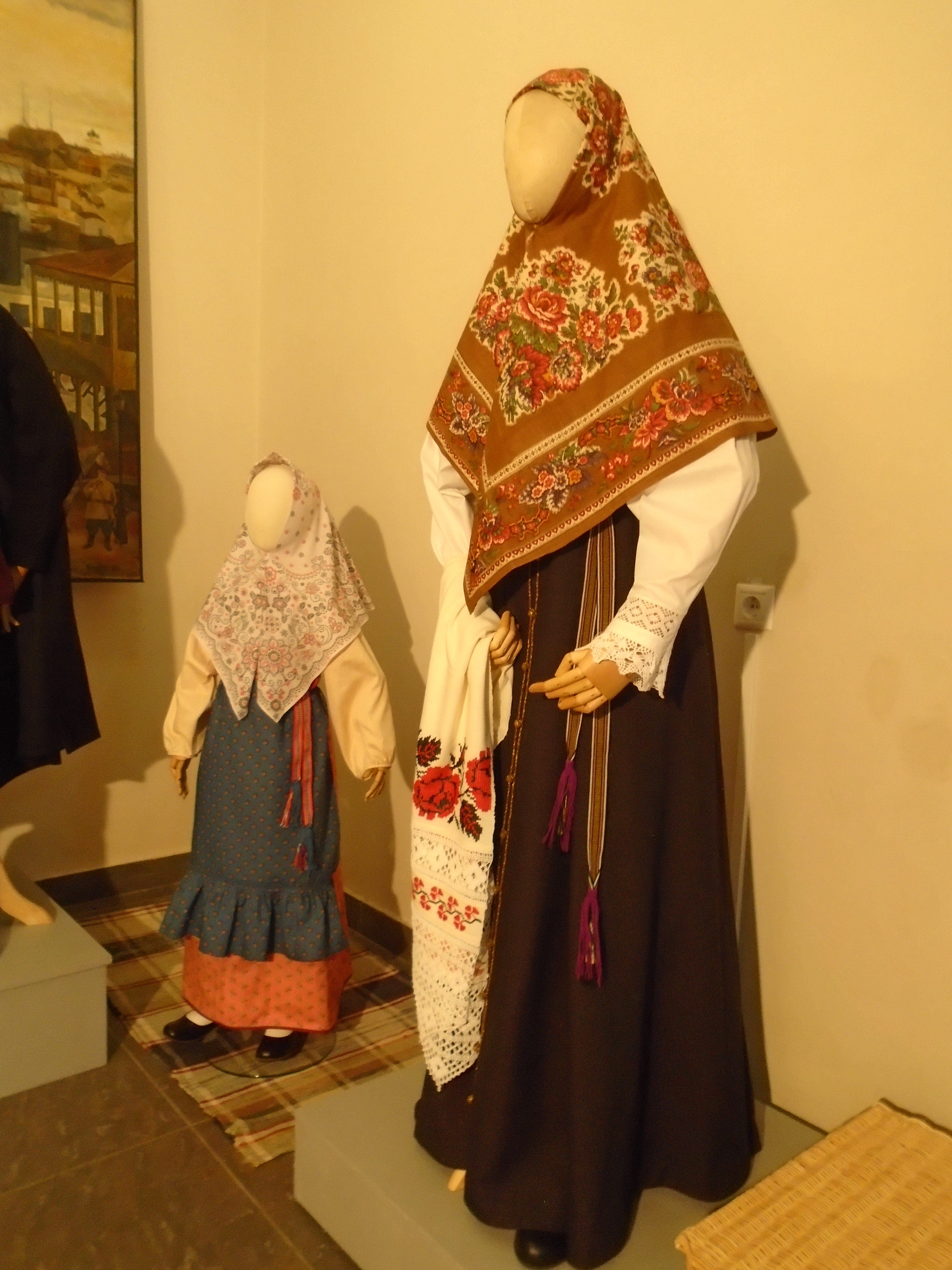
Женский костюм села Красновидово (Татарстан), выставка в казанском музее Горького и Шаляпина, 2023 г.
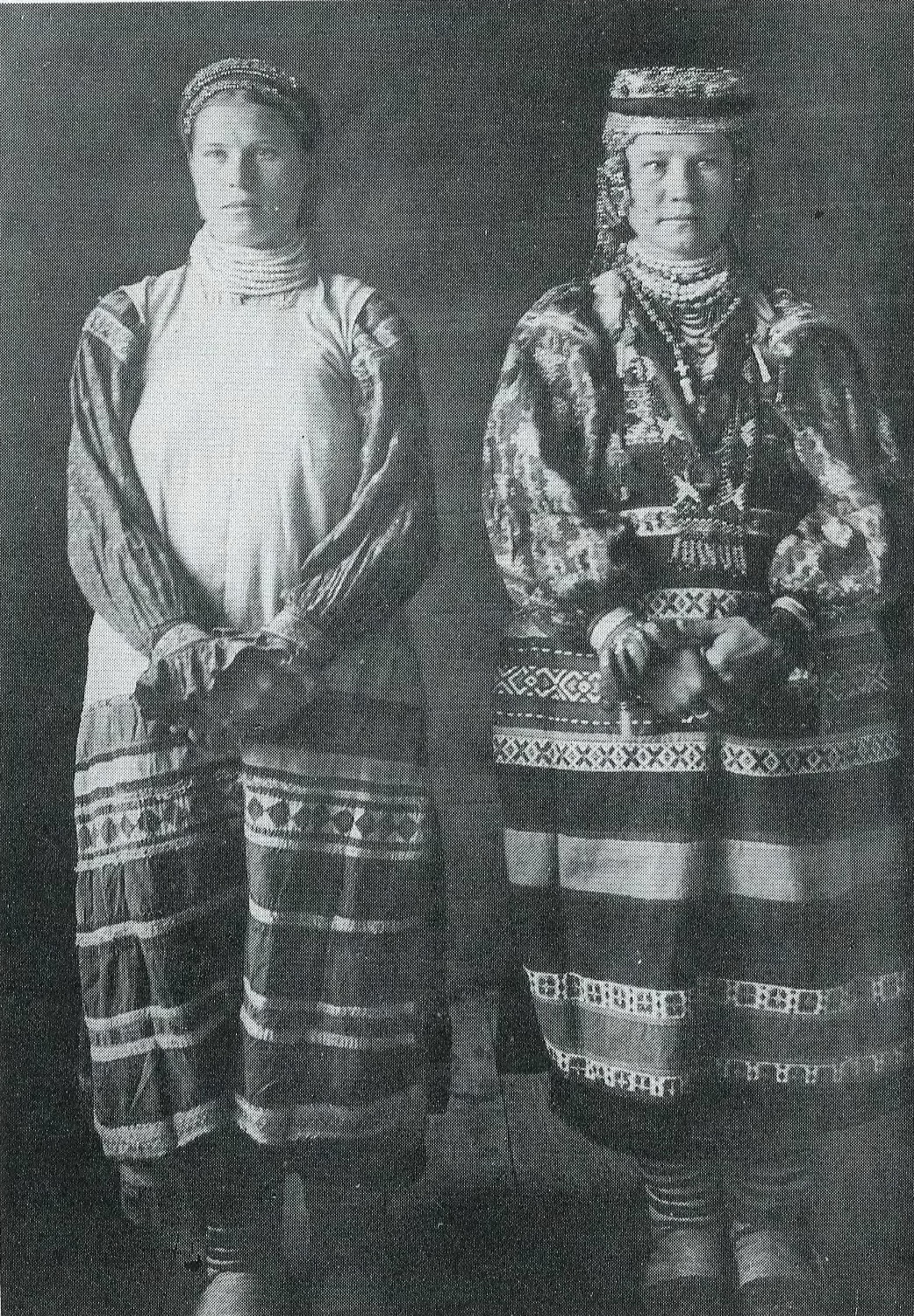
Замужние женщины из Орловской губернии в праздничных костюмах, 1908 г.
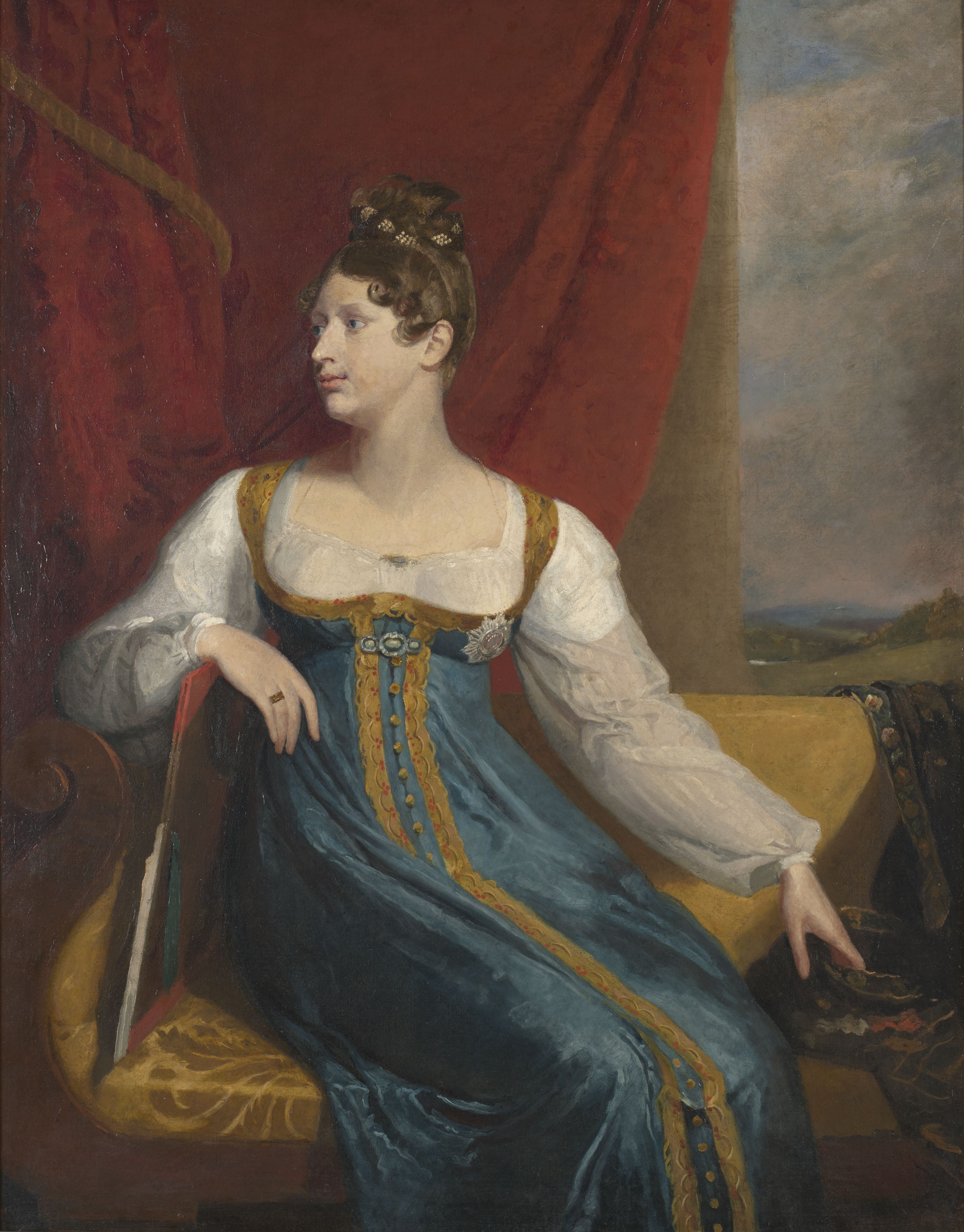
Шарлотта Августа, принцесса Уэльская в «офранцуженном» сарафане по ампирной моде, 1817 г.

Одним из непременных элементов женского костюма был передник/фартук (запон, занавеска, завес, нарукавник). Повседневный передник носил чисто утилитарную функцию, защищая сарафан/понёву от загрязнения. Праздничные же передники служили дополнением к общему комплексу праздничной одежды, и потому шились из хороших (часто покупных) тканей. По покрою можно выделить три основных типа передников:
- плечевые, надевающиеся через голову;
- с «грудкой», завязывающиеся с помощью двух тесёмок на талии и петли на шее;
- поясные, закрепляющиеся с помощью двух тесёмок поверх груди или на талии.

Разновидности передников в русском народном костюме
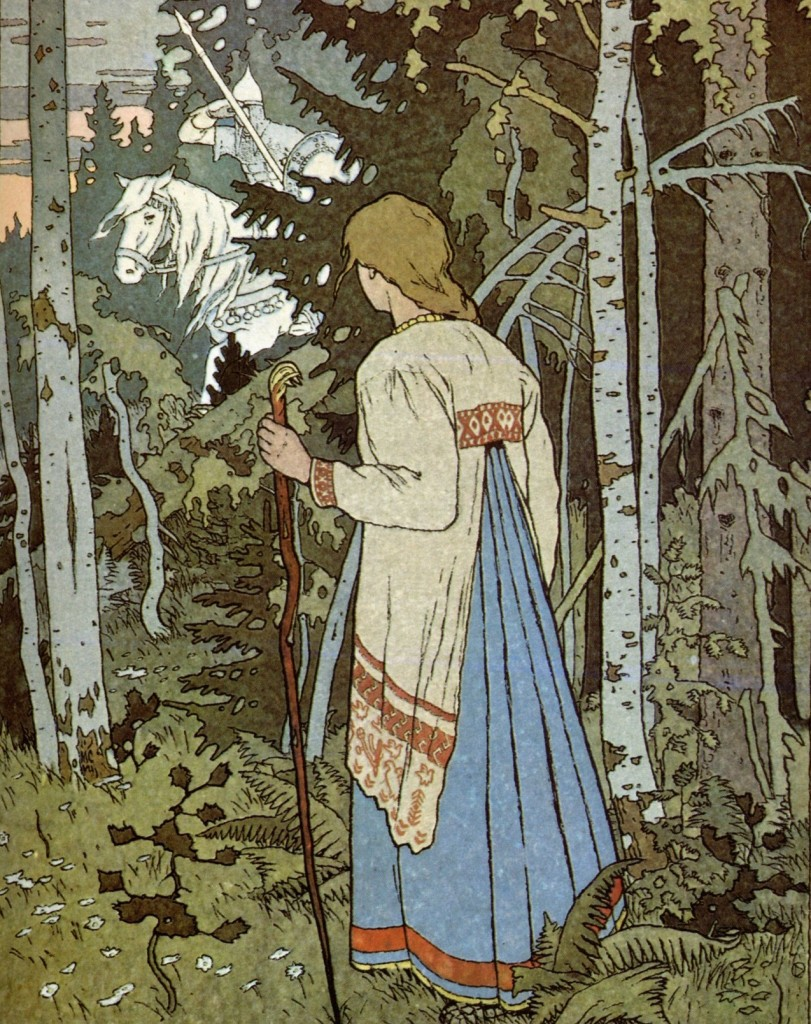
Иллюстрация Ивана Билибина к русской народной сказке «Василиса Прекрасная», на Василисе — плечевой передник с рукавами
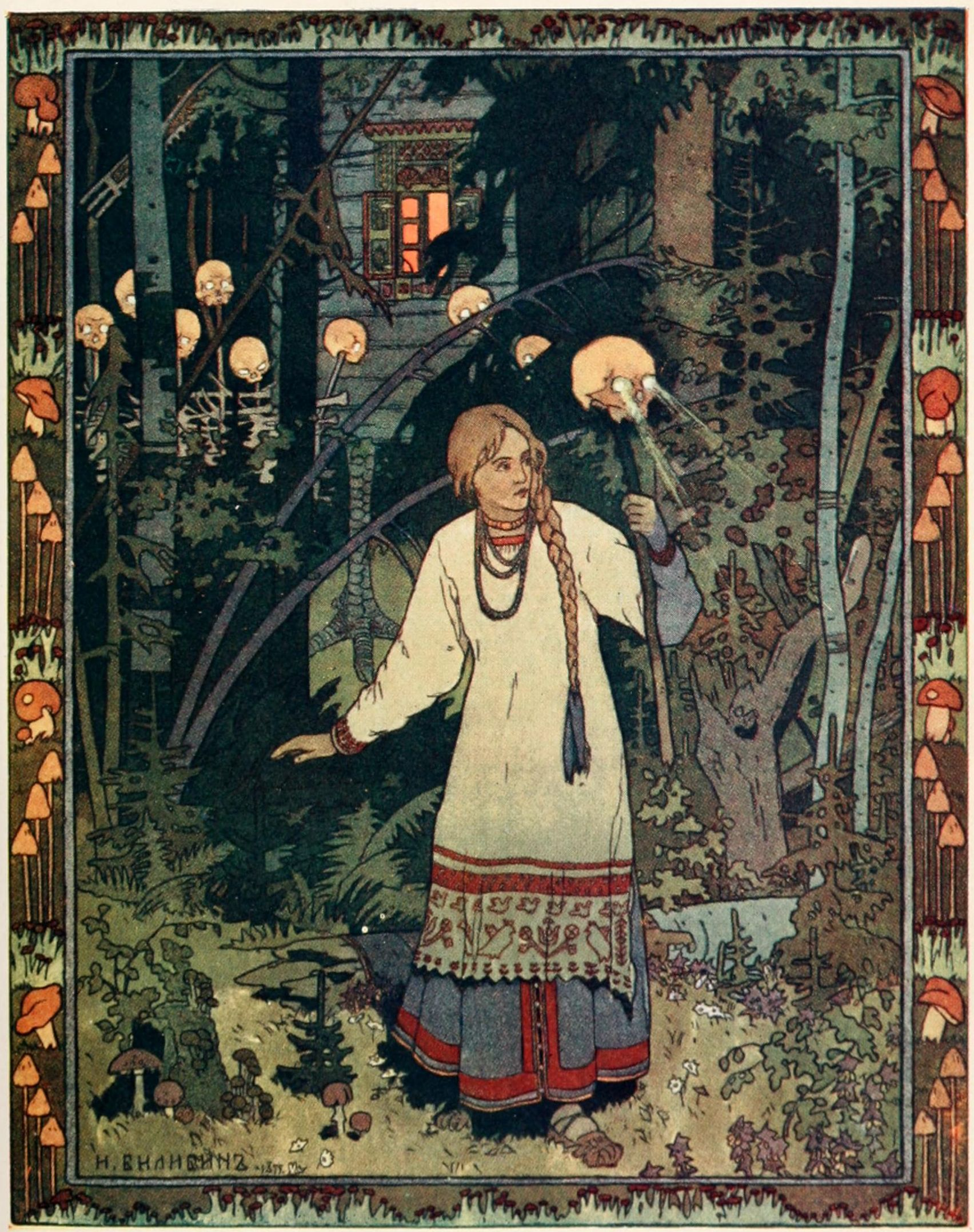
Иллюстрация того же художника к той же сказке.
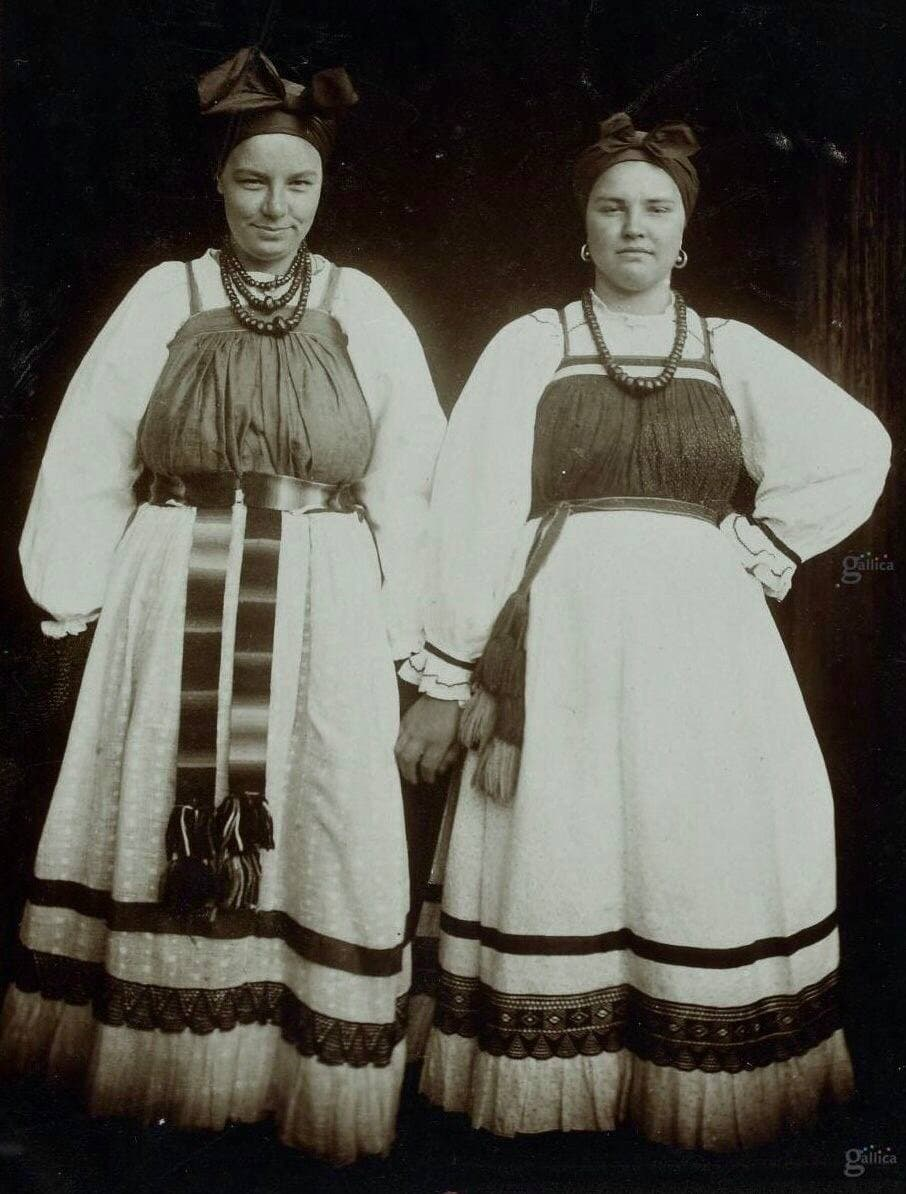
Крестьянки Мезенского уезда Архангельской губернии в праздничном поясном переднике, 1906 г. Н.А. Шабунин
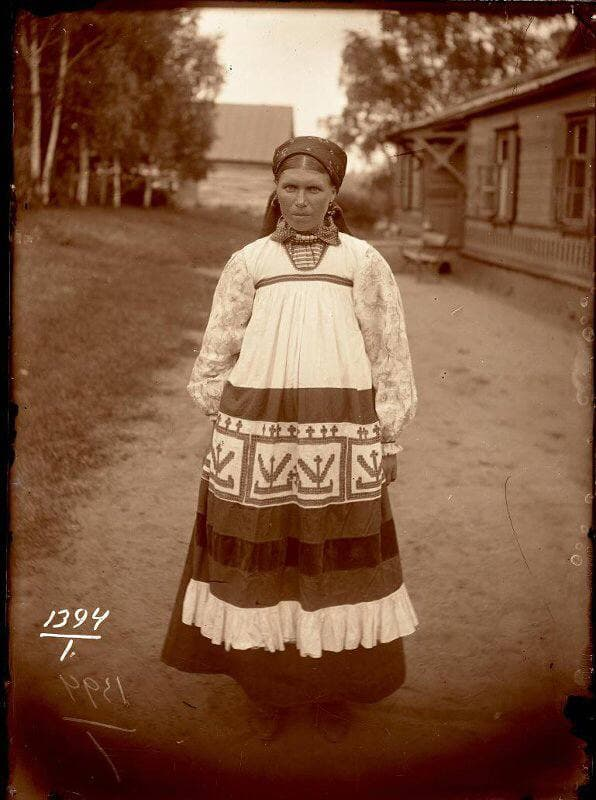
Крестьянка в плечевом переднике без рукавов, Данковский уезд Рязанской губернии, 1909. Фотография Бернхарда Петри
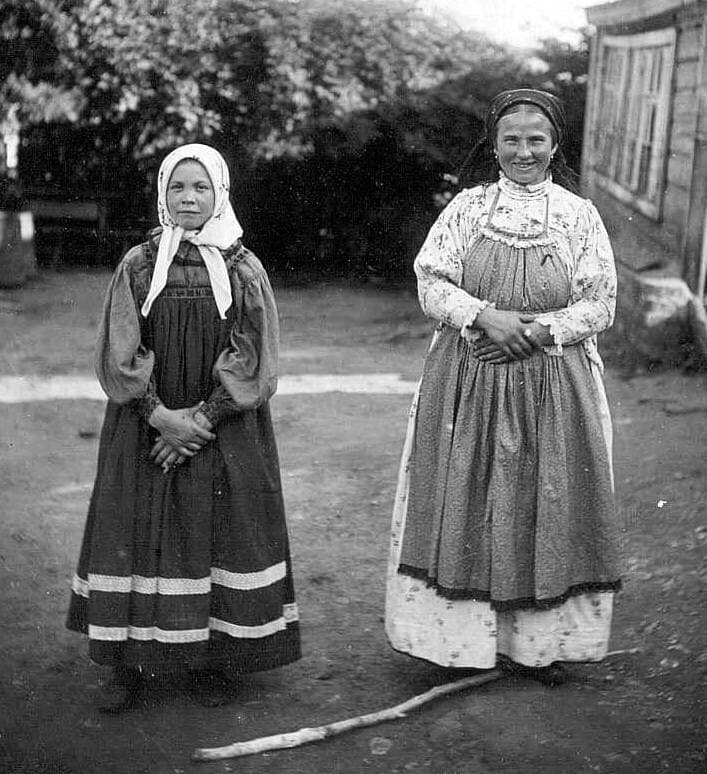
Крестьянка в переднике с «грудкой» (справа), то же место, 1909. Фотография Бернхарда Петри
Крестьянки деревни Топорня (Вологодская губерния) в народных костюмах с поясными передниками. Фотография Сергея Прокудина-Горского
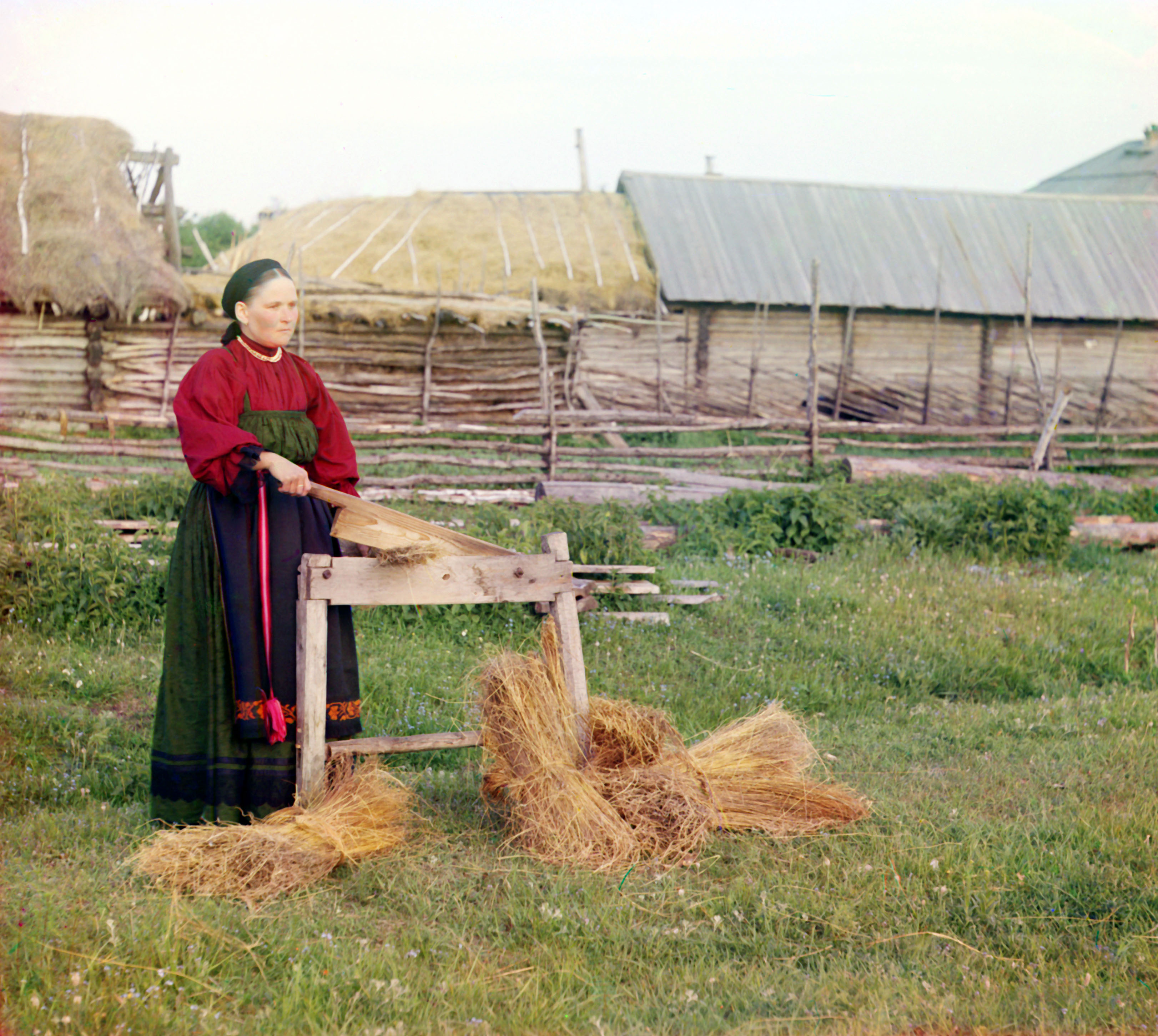
Крестьянка в поясном переднике, Пермская губерния, 1910 г. Фотография Сергея Прокудина-Горского
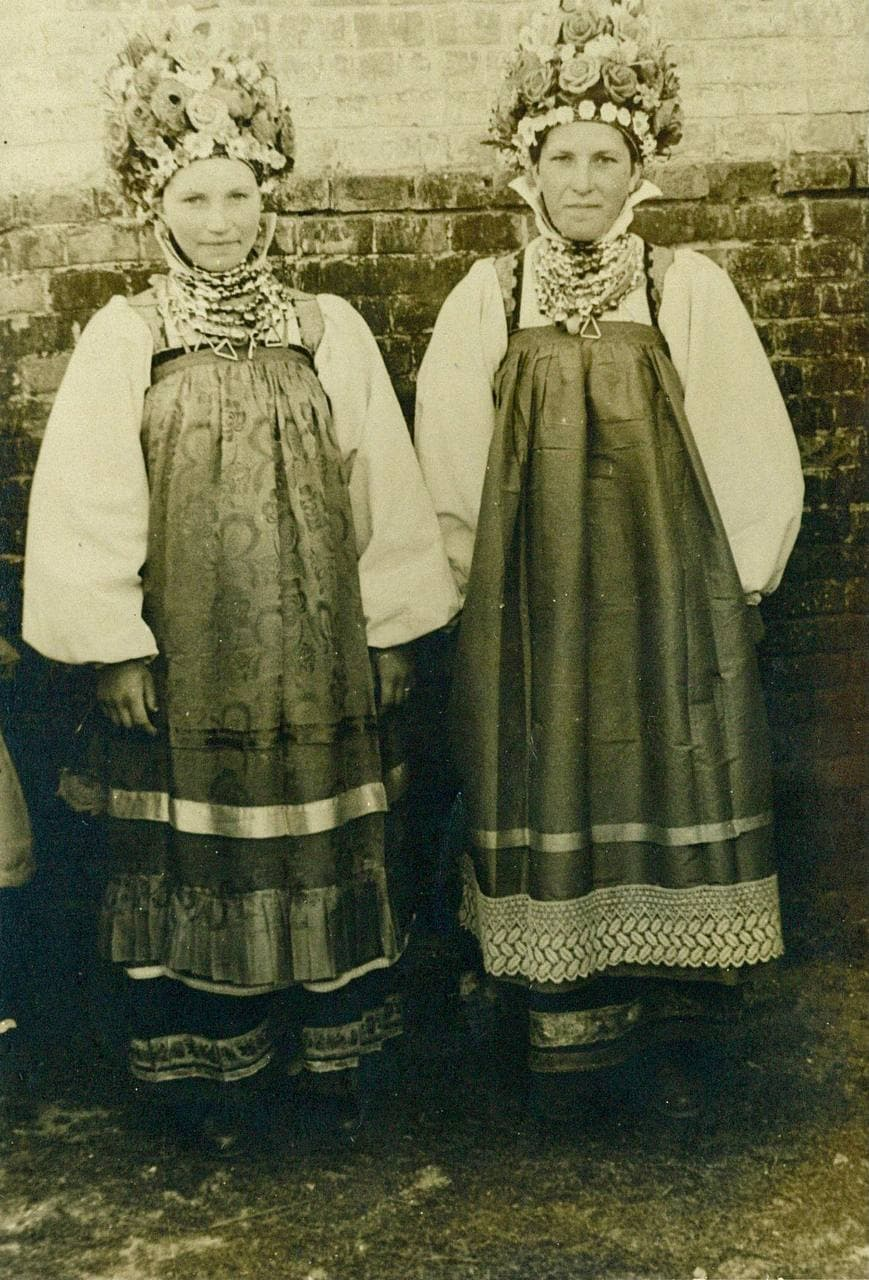
Подружки на свадьбе в праздничных поясных передниках, закрепляющихся поверх груди, Беловский район Курской области, 1958 г.

## Верхняя одежда

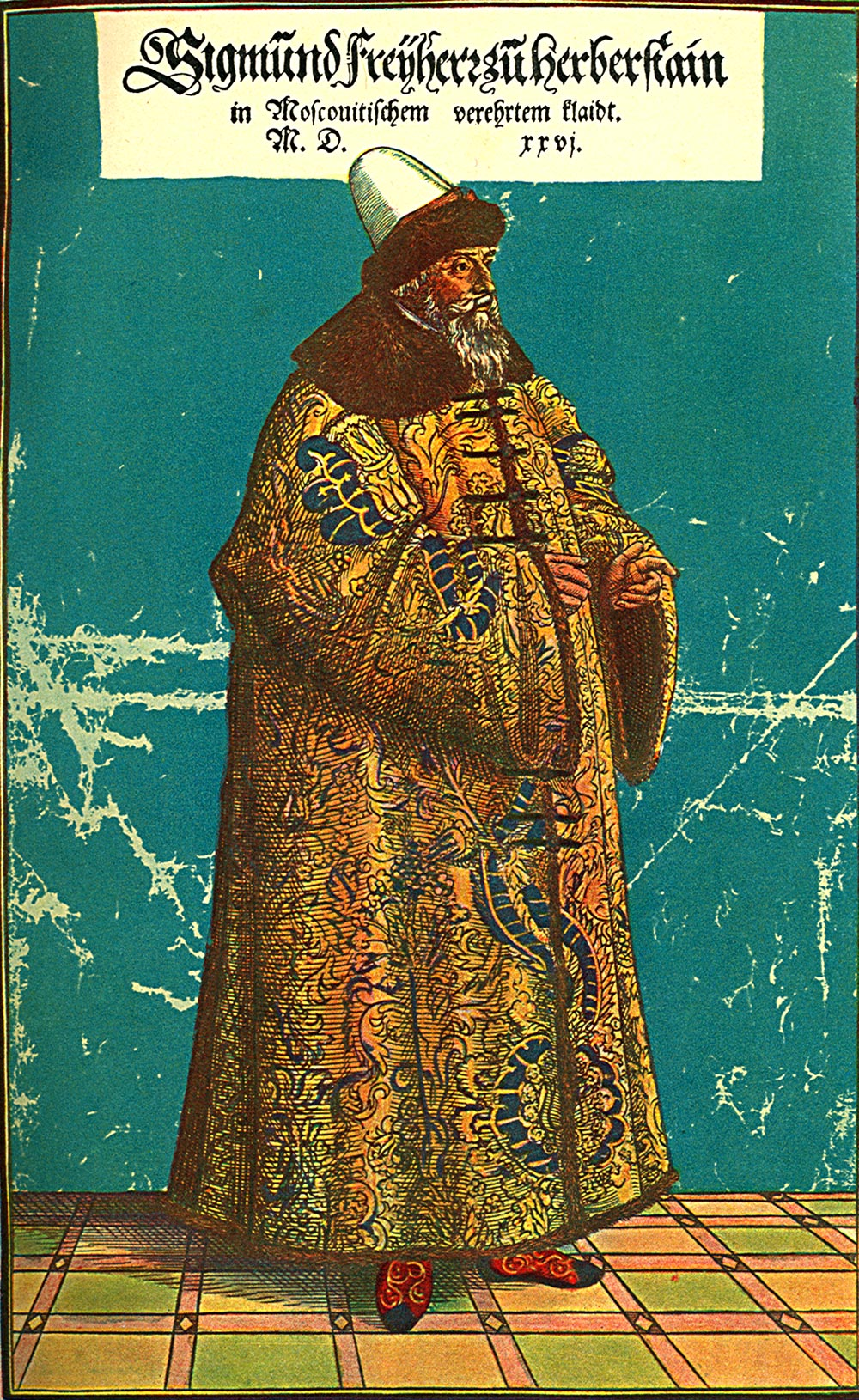
Сигизмунд фон Герберштейн в шубе, пожалованной ему при втором посольстве в Россию, 1526 г.

Разнообразие и большое количество верхней одежды, особенно весенне-летнего сезона, является одной из отличительных черт русского национального костюма. Верхняя одежда, надевавшаяся в прохладную погоду: зимой, весной и осенью, как правило, была распашной, и была по большей части практически одинаковой, как и для мужчин, так и для женщин (особенно это касается кафтанов, зипунов и балахонов). Наибольшая разница заключалась в обильности отделки. С другой же стороны, верхняя одежда, особенно для весенне-летнего сезона, различалась по покрою, материалу, цвету и декорированию. Специальной детской верхней одежды не существовало, дети и подростки носили верхнюю одежду взрослых. Как правило, традиционная русская меховая верхняя одежда шилась мехом внутрь. Одним из немногих исключений была носившаяся в Сибири, на Урале и в Поволжье доха́. Верхняя одежда сохранялась дольше всего, к примеру, тулупы, порой носили и в конце XX века.
Самой распространённой разновидностью верхней одежды являлся кафтан, обладавший множествами вариантов в зависимости от покроя, использовавшегося материала, отделки, а в некоторых случаях — и места происхождения. Кафтан допетровских времён в целом представлял собой распашную одежду, носившуюся практически всеми социальными группами как и дома, так и на улице. Покрой, и соответственно, внешний вид допетровского кафтана мог разительно отличаться: свободного покроя или приталенную, с короткими или же длинными рукавами (боярские кафтаны могли быть очень длинными, доходившими гораздо ниже кисти руки), с узкими или широкими рукавами. Рукава кафтана могли быть откидными, то есть на них могли присутствовать прорези для рук. Кафтан XVIII—XX вв. носился прежде всего весной и осенью, он был, как правило, тёмных цветов: чёрного, синего; праздничные кафтаны также могли быть белыми. Изготавливались постпетровские кафтаны из сукна, праздничные могли быть плисовыми. По всей России кафтаны незначительно различались покроем (с цельной спинкой, отрезной, с клиньями в подоле, в складку, сборку и т. д.), застёжками (пряжки, пуговицы, крючки, кожаные завязки), и украшениями (цветной шнур, вышивка, аппликация и т. д.), сочетание тех или иных черт в одном кафтане и придавало ему ярко выраженную местную окраску. В общем и целом кафтаны конструктивно делились на борчатки: кафтаны с отрезной спинкой (иногда и с отрезными полами), и на кафтаны «с пережимом» (с подхватом, с фантами), обладавшие прямыми спинкой и полами. Кафтаны-борчатки появились в конце XVIII-начале XIX века, но широкое распространение они получили лишь в конце XIX века. Кафтаны застёгивались на пуговицы и крючки, пришивавшиеся на край правой полы, в то время как петли — на левую полу.
Особенно большое количество разновидностей кафтанов было в гардеробе знати Московской Руси, как и исконно русских, так и заимствованных с Востока (т. н. «турский кафтан») или с Запада (жупан, кунтуш, бекеша). Например, опашень носился поверх остальной одежды как плащ или накидка, будучи застёгнутым на одну-две верхних пуговицы, за что, собственно и получил название («на опашь»). Однорядка представляла собой кафтан без подкладки, носившийся и мужчинами и женщинами. Среди особенностей кафтанов того периода были длинные, до пола рукава, или же отрезные рукава — то есть рукава с вырезами на линии локтя, через которые можно было просовывать руки. Долгополые рукава кафтанов знати были одним из признаков сословной принадлежности, наглядно демонстрируя, что носитель не занимается физическим трудом (отсюда — выражение «[работать] спустя рукава», то есть «работать кое-как»). Одним из украшений допетровских кафтанов был высокий стоячий ворот — козырь, украшавшийся жемчугом и носившимся только мужчинами.

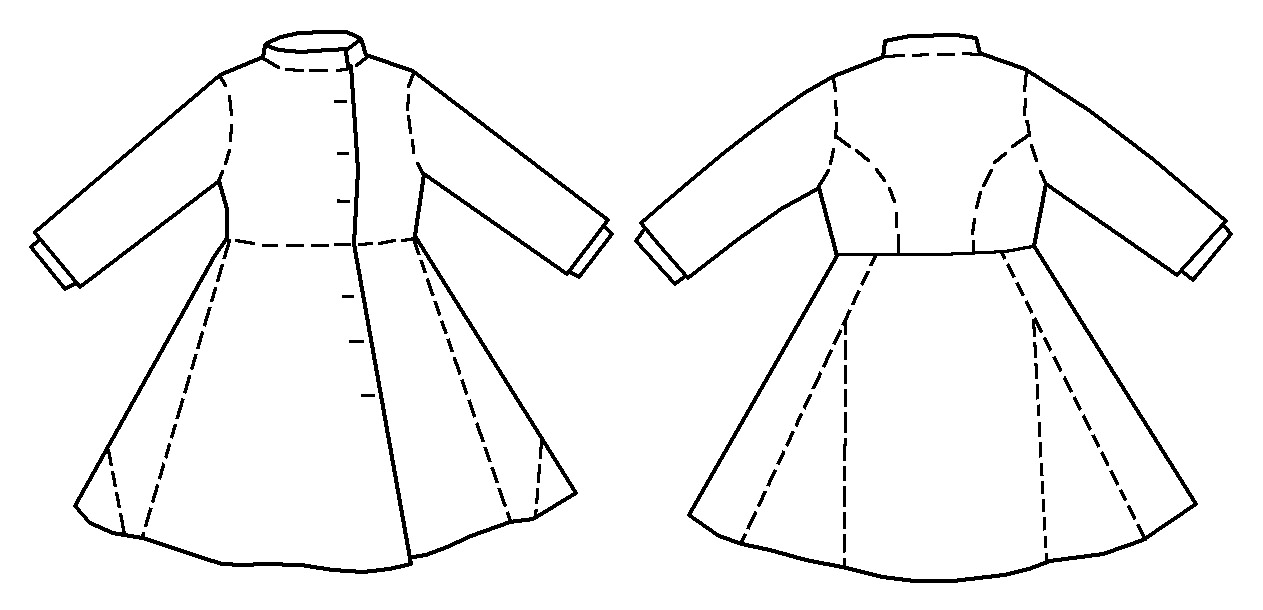
Крой зипуна XVIII—XIX вв., вид спереди и сзади

Нижним кафтаном, надевавшимся непосредственно на рубаху, в допетровские времена был зипун. Зипун доходил до колена (хотя щёголи носили зипуны аж до середины бедра), обладал узкими рукавами, и плотно облегал фигуру. Воротник у зипуна отсутствовал. Среди бедных горожан зипун мог быть единственной верхней одеждой. В XVIII—XIX веках зипун был весенней и осенней крестьянской верхней одеждой, изготавливавшейся из сукна, но также он мог быть и на меху. Зипун мог одеваться и поверх основной во время ненастной погоды или в дорогу. По покрою зипун был двубортным, застёгивался слева направо на крючки, как правило обладал прямыми спинкой и полами, последние расширялись с помощью вшитых клиньев (такие зипуны на юге России назывались «костыликами», «с фантами»); более поздним вариантом, распространившимся в последней трети XIX века, был зипун с подрезной талией, полы сзади (либо же только вокруг талии) сосбаривались. Воротник либо отсутствовал, либо был небольшим стоячим. Украшался зипун тесьмой у сшива клиньев, а по рукавам и вороту — кожей, иногда кумачом. Поддёвка, как и зипун, представляла собой короткий кафтан, чьи полы доходили до колен или ниже. Её характерной особенностью были отрезные полы с обильными сборками сзади. Поддёвку шили на подкладке, а зимнюю — на вате, кудели и непрядёной шерсти. Поддёвка изготавливалась из тёмных фабричных тканей — из нанки и сукна, либо же из домотканого сукна. Поддёвки были распространены на Русском Севере, южнорусских областях и западных губерниях центральной России и Приуралье (уральские старообрядцы до сих пор используют поддёвку в качестве молёной одежды) в качестве праздничной одежды молодых мужчин и женщин.
Другой распространённой верхней одеждой были шубы и полушубки. Они были мехом внутрь, могли покрываться тканью (паволокой) либо же быть нагольными — с кожей наружу. Оба вида верхней меховой одежды украшались вышивкой, выполненной шитьём строчкой (как и ручным, так и машинным). К примеру, праздничные полушубки вышивались яркими сафьяновыми нитями или шнурами. Также применялись аппликации из кожи. В старинных образцах меховой одежды аппликация из сафьяна была главным способом декорирования, хотя на сохранившихся и дошедших до нашего времени образцах она встречается нечасто.
Крытые шубы покрывались сукном (как и домотканым, так и фабричным) чёрного или синего цвета, китайкой, нанкой, трико или шёлком. Нагольные же шубы долгое время считались бедняцкой одеждой. Покрой шуб различался в зависимости от места. К примеру, в Нижегородской, Пензенской, Симбирской и Смоленской губерниях нагольные шубы изготавливались из белой сыромятной овчины; а в Ярославской, Владимирской, Московской и ряде других губерний шубы шились из красных и чёрных дублёных овчин. Праздничные шубы отличались от повседневных лишь внешним оформлением: на Русском Севере оторачивались мехом иного цвета на воротнике, краях рукавов и правой поле. Там же, в северных губерниях, шубы подпоясывались во время выездов за пределы родной деревне, а в её пределах — по праздникам. У допетровской московской знати шуба не только служила по своему прямому назначению, но и была парадной одеждой и сословным маркером (в частности, могла жаловаться за особые заслуги). В XIX веке по всей России славились нагольные романовские шубы, шившиеся из меха овец одноимённой породы, их носили даже в городах. Шились романовские шубы по образцу поддёвок. Полушубок, в отличие от долгополой шубы, доходил ниже колен. Покрывались полушубки также тёмным сукном, нанкой и китайкой. Праздничные полушубки также отделывались по вороту, правой поле, краям рукавов и подолу мехом бобра или молодого ягнёнка. Главное внимание при декоре полушубке уделялось расшивке в области груди, обильно вышитая планка на груди, являвшаяся доминирующим декоративным элементом, окаймлялась мехом с обеих сторон. В вышивке использовались геометрические и растительные орнаменты. В Центральной России полушубок (как и нагольный, так и покрытый сукном) надевали под кафтан, что характерно, на Урале и Сибири этот предмет одежды вообще не был известен, казаки юго-востока России также их не носили. Доха, как уже было указано выше, была мехом наружу, и обладала подкладкой из холста. Использовались собачий (считавшийся особенно тёплым), волчий, олений мех, меха маралов и диких коз. Доха была долгополой, с широкими рукавами. Она носилась поверх основной зимней одежды при дальних поездках.
Была распространена и халатообразная верхняя одежда, довольно архаичная по покрою. Армяк (ормяк), к примеру, служил своего рода верхней одеждой для верхней же одежды — он одевался в дорогу и при плохой погоде поверх таких предметов одежды, как кафтан, полушубок, шуба, тулуп. Армяк носили в любое время года, он был преимущественно мужским предметом одежды. Армяк как предмет одежды известен с XVI века, и допетровские бояре носили армяк только в качестве домашней одежды. В XVIII—XX веках носили армяк преимущественно крестьяне, однако также использовался ямщиками и городскими извозчиками. Изготовляли его из грубых тканей (прежде всего, разновидностей сукна — сермяги и армячины) неярких цветов: коричневого, чёрного, белого, серого, желтовато-бурого. С конца XIX века армяки стали изготовлять и из плотного фабричного сукна. Армяк был долгополым (до щиколоток) и широким, его большой отложной ворот в холод и дождь поднимали, защищая шею. При выезде на Русском Севере армяки подпоясывались. В городах армяки были одеждой самых дешёвых извозчиков — т. н. «ванек». Во многих местах существовали и другие предметы одежды халатообразного покроя — азям, балахон и т. д. Балахоны обладали туникообразным покроем, их носили на северо-западе европейской части России (Архангельская, Вологодская, Петербургская губернии), а местами и в Сибири. Они изготавливались из холста (как и белёного, так и небелёного) или синей крашенины, и одевались в сырую погоду в зимнее время поверx шубы для предотвращения намокания овчины (хотя летом их могли донашивать старики). В конце XIX века балахоны были вытеснены кафтанами. В Центральной России балахон был совершенно иным: доходил ниже талии и служил летней верхней одеждой. Азям, шившийся из армячины, а также из домотканых сукна и холста, носился зимой, весной и осенью. В зависимости от места этим термином обозначалась разная по покрою и назначению одежда. Наиболее распространёнными были однобортные халатообразные азямы, доходившие до щиколоток. Они обладали прямыми широкими рукавами и большим отложным воротом, при этом спина и полы как и расширяться книзу, так и быть прямыми с продольными клиньями, вставленными между спинкой и полами. Подобные азямы надевали нараспашку, или же запахивали, затем подпоясывая кушаком. Как и в случае с армяком, ворот нередко поднимая вверх (таким образом он почти полностью скрывал голову) и подвязывали его шарфом, тесьмой или верёвкой. Такие азямы одевались в дальнюю дорогу поверх другой верхней одежды. Во многих местах, в частности на Русском Севере, обозначение «азям» было синонимом для армяка. Схожего покроя с армяком был тулуп. Тулуп надевался поверх кафтанов, поддёвок и полушубков. Он был долгополой одеждой, доходя до щиколоток, обладал свободным покроем, с прямой спинкой и полами, глубоко запахивавшимися справа налево, широкими длинными рукавами и большим отложным воротником. Как и азям, тулуп могли носить нараспашку или подпоясывать кушаком, будучи запахнутым. Ворот также мог подниматься и подвязываться шарфом, платком и верёвкой. Тулуп был большой ценностью в крестьянских семьях, обычно на одну приходился один тулуп (максимум два), который служил нескольким поколениям. Однако прежде всего тулуп предпочитался пожилыми людьми, носившими для тепла или в дорогу. В частности, в центральной России носившийся зимой по праздникам тулуп был исключительно стариковской одеждой.
Свита, широко распространённая в Древней Руси, в XVIII—XIX веке бытовала в южных губерниях (Смоленской, Калужской, Курской, Орловской, Рязанской губерниях), а также в Белозерском и Кирилловском уездах Новгородской губернии. Она шилась из домотканого сукна тёмных цветов, праздничная могла быть из более нарядной ткани. Выделяют три типа свиты: халатообразные, с клиньями и со сборками. Халатообразные свиты по покрою были идентичны армякам, в частности, обладали широким отложным воротом. Свита с клиньями (вшивавшимся между цельным полотнищем спины и передними полами от талии вниз; благодаря чему подол свиты расширялся) была слегка приталенная, подол доходил до колен или середины икры, ворот чаще всего был стоячий, но был и отложной, хомутиком. Длинные и широкие рукава свиты этого типа сужались к запястью. Застёгивалась свита этого типа на крючки справа налево. Свита со сборками по покрою была идентична кафтану-борчатке, отрезной по талии, со сборками на полах сзади (также со сборками шилась украинская свита). Во многом русская свита была сходна по крою с белорусской. К началу XX века термин «свита» как обозначение верхней одежды практически исчез у русских, хотя кафтаны такого кроя ещё бытовали, пускай тоже вытесняясь более современной одеждой (а среди белорусов и украинцев эта одежда продержалась ещё дольше).
Мужчины опоясывали верхнюю одежду широким тканым кушаком, зачастую обладавшим бахромой на концах. Кафтаны, как правило, опоясывались кушаком цвета, отличного от цвета кафтана. В допетровскую эпоху кафтаны также могли опоясываться и кожаными ремнями.
Одним из видов верхней одежды допетровского периода служила епанча — плащ с капюшоном, подбитый мехом. Также этим термином обозначалась суконная или войлочная одежда с длинными прямыми рукавами, длиной ниже колен, часто одевавшаяся в дождь и поэтому пропитывавшаяся олифой.

Мужская верхняя одежда
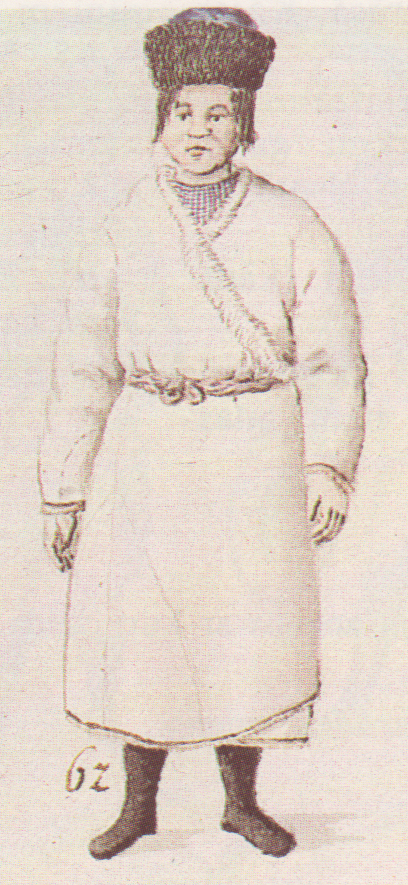
Русский из Риги в (предположительно) овчинном полушубке, зарисовка Иоганна Кристофа Бротце, XVIII в.
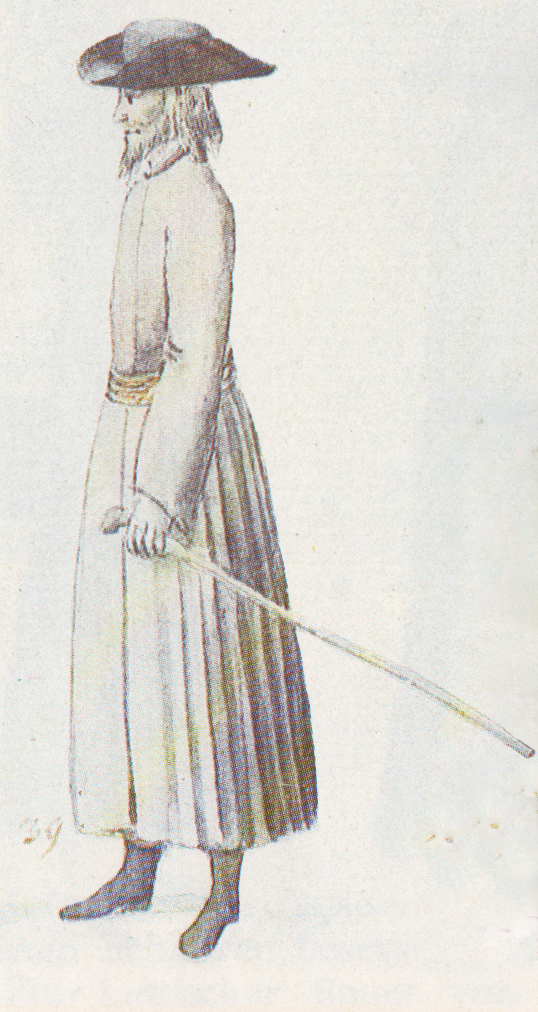
Русский купец в Риге, в кафтане, тот же автор
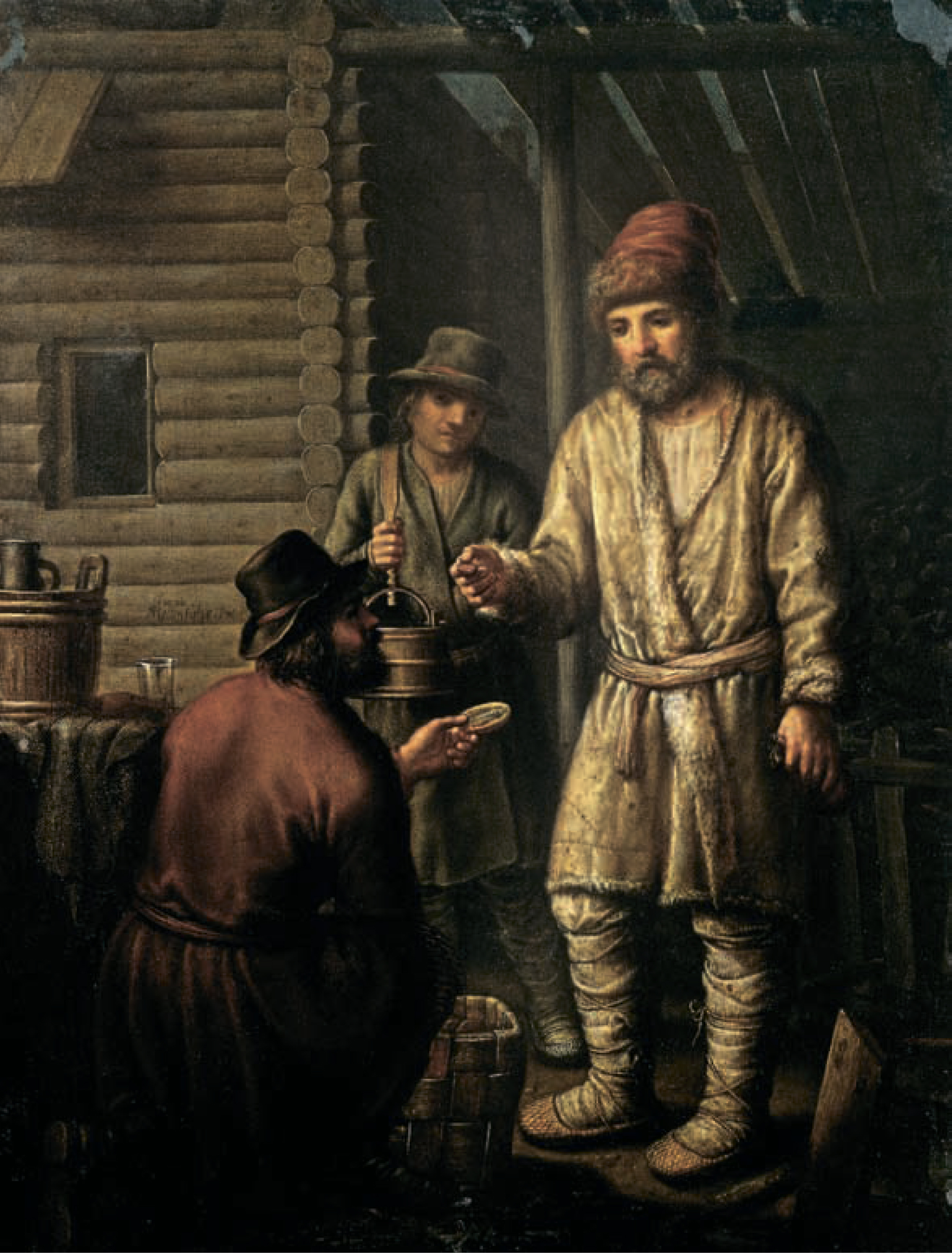
«Крестьяне и торговец пирогами», картина кисти Иоганна Меттенлейтера, конец 1780-х гг., из собрания Русского музей. Мужчина на заднем плане — в овчинном полушубке.
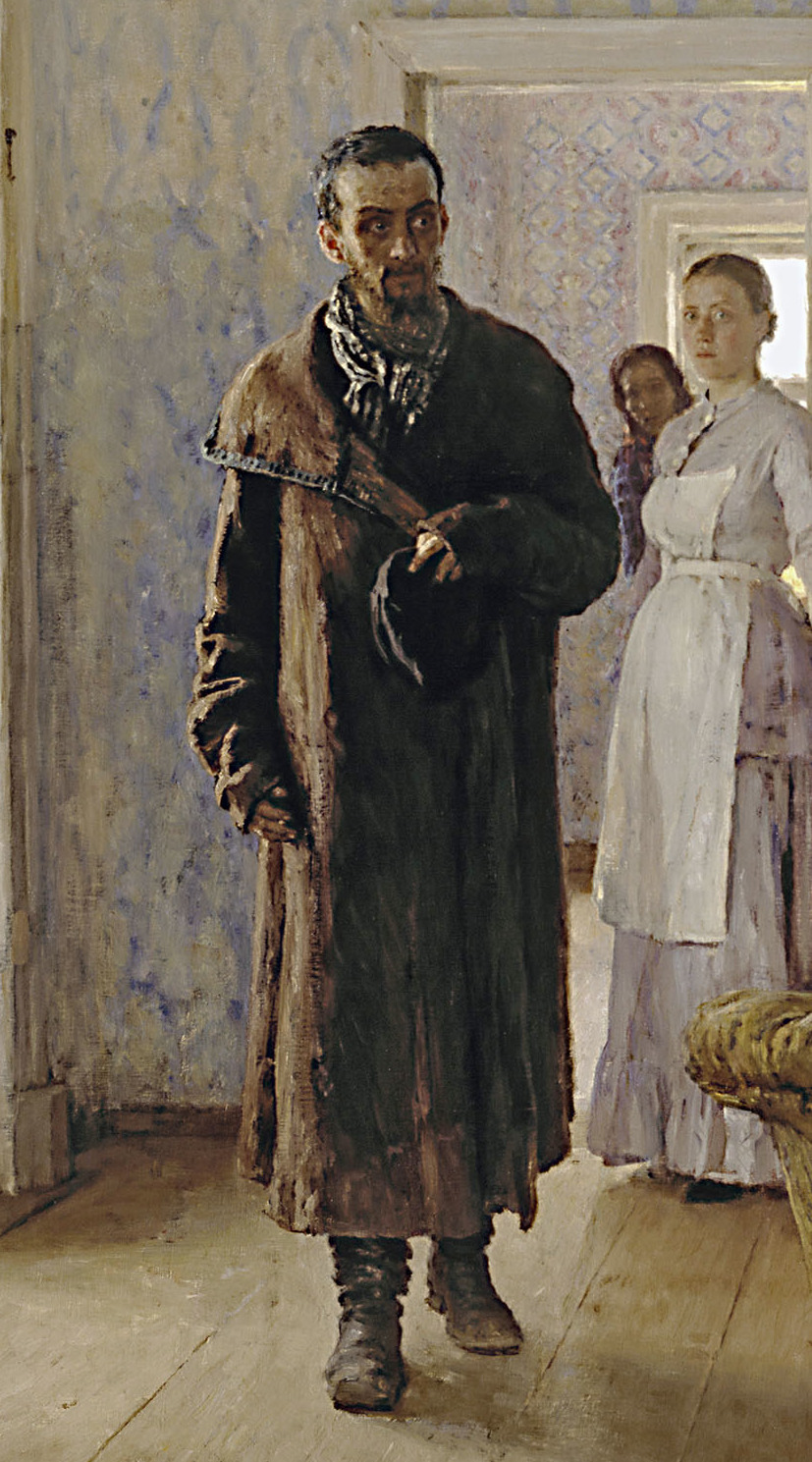
Мужчина в армяке, деталь картины Ильи Репина «Не ждали» (1884-1888 гг.), из собрания Третьяковской галереи
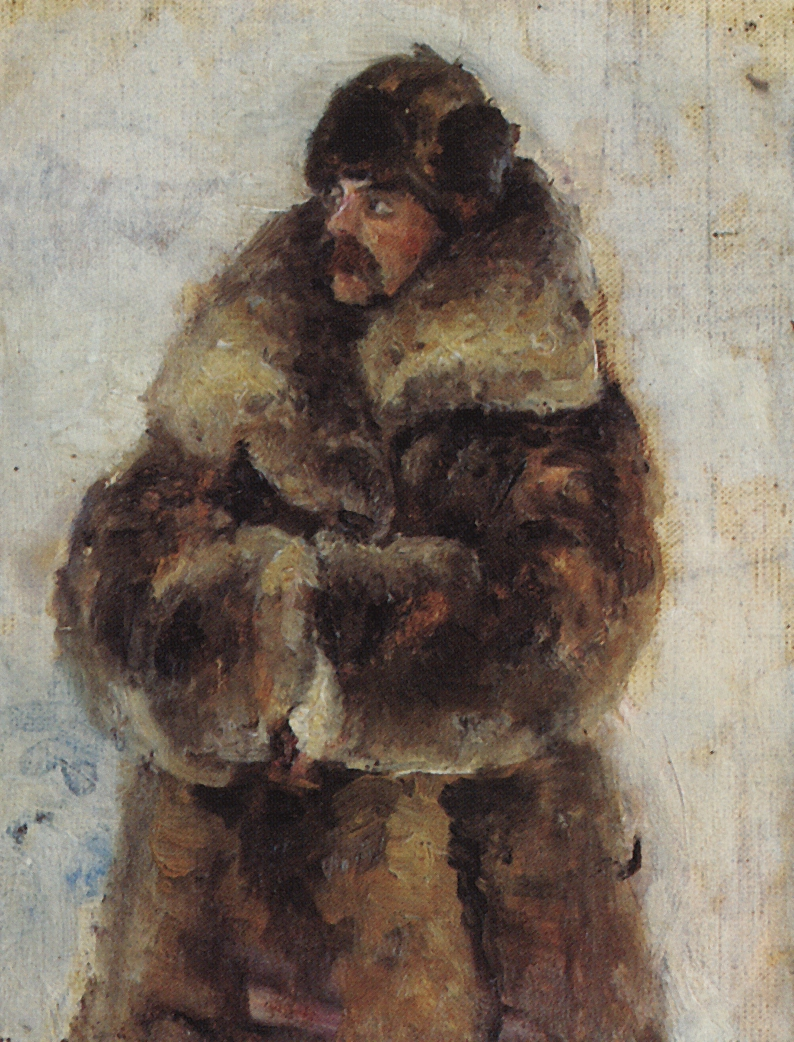
Александр Суриков в шубе (дохе?), этюд к картине «Взятие снежного городка» его старшего брата, Василия, 1889 г.
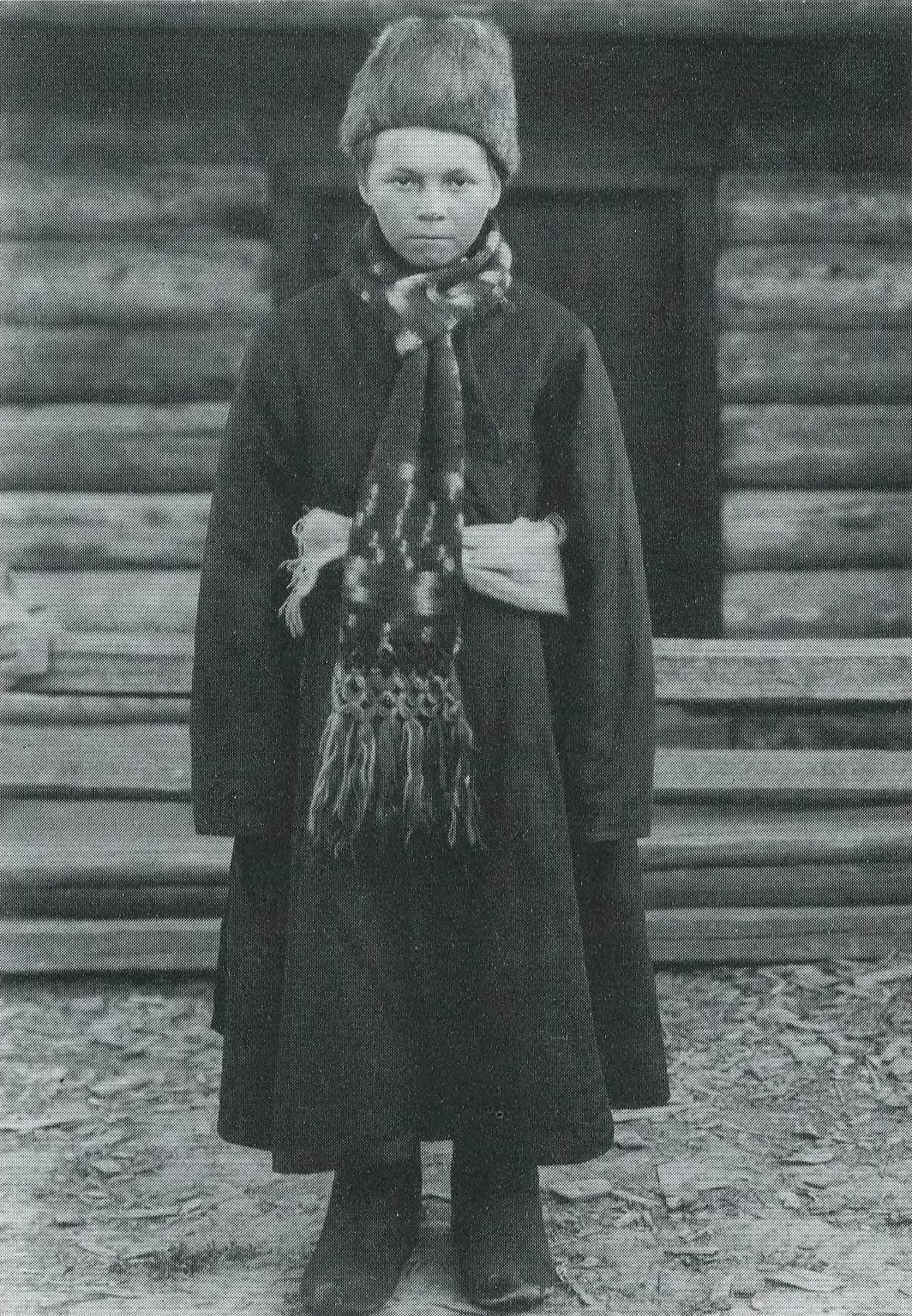
Мальчик в зимней одежде, Вологодская губерния, 1911 г.
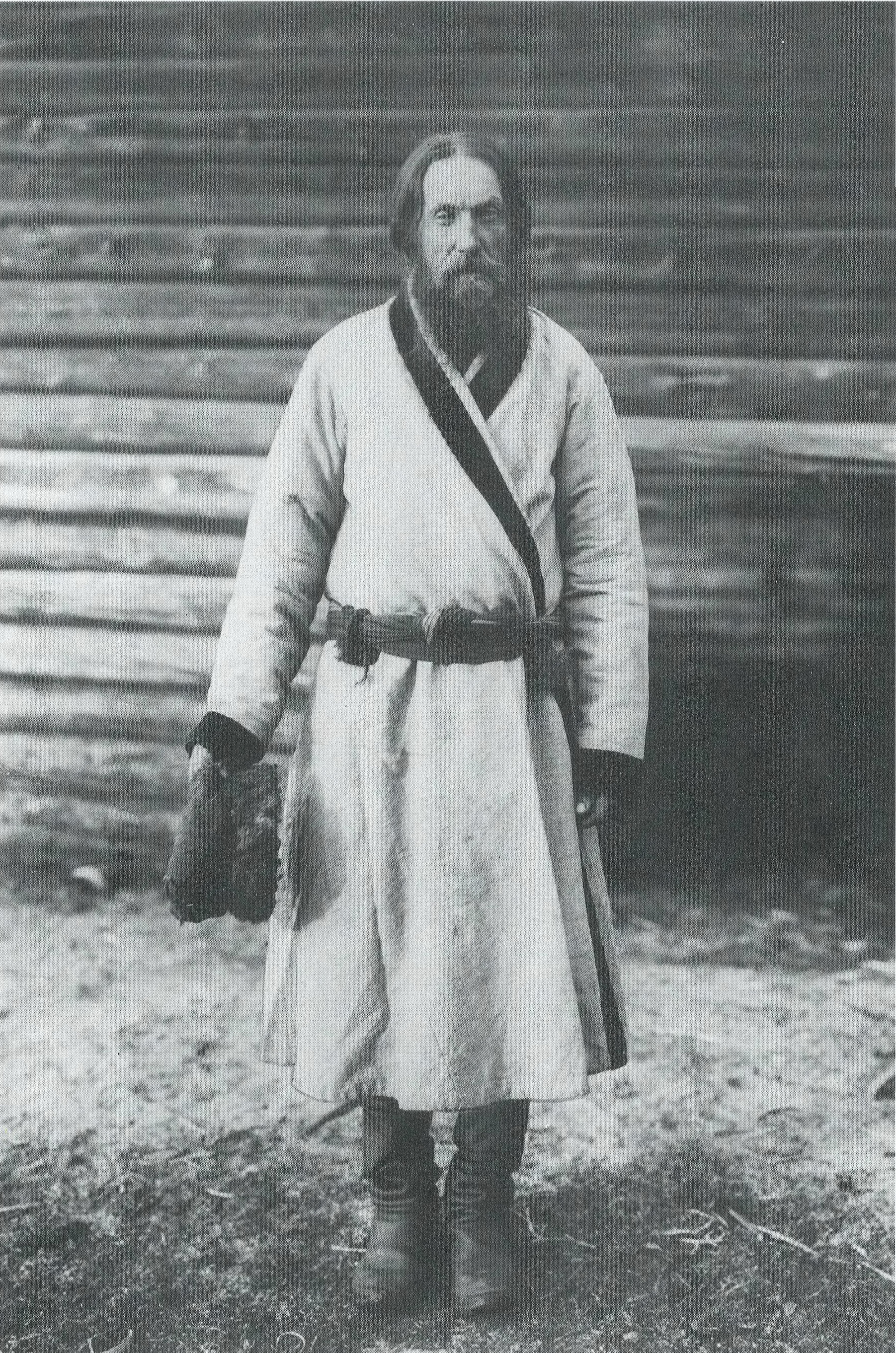
Мужчина в халате (?), Вологодская губерния, 1910 г.
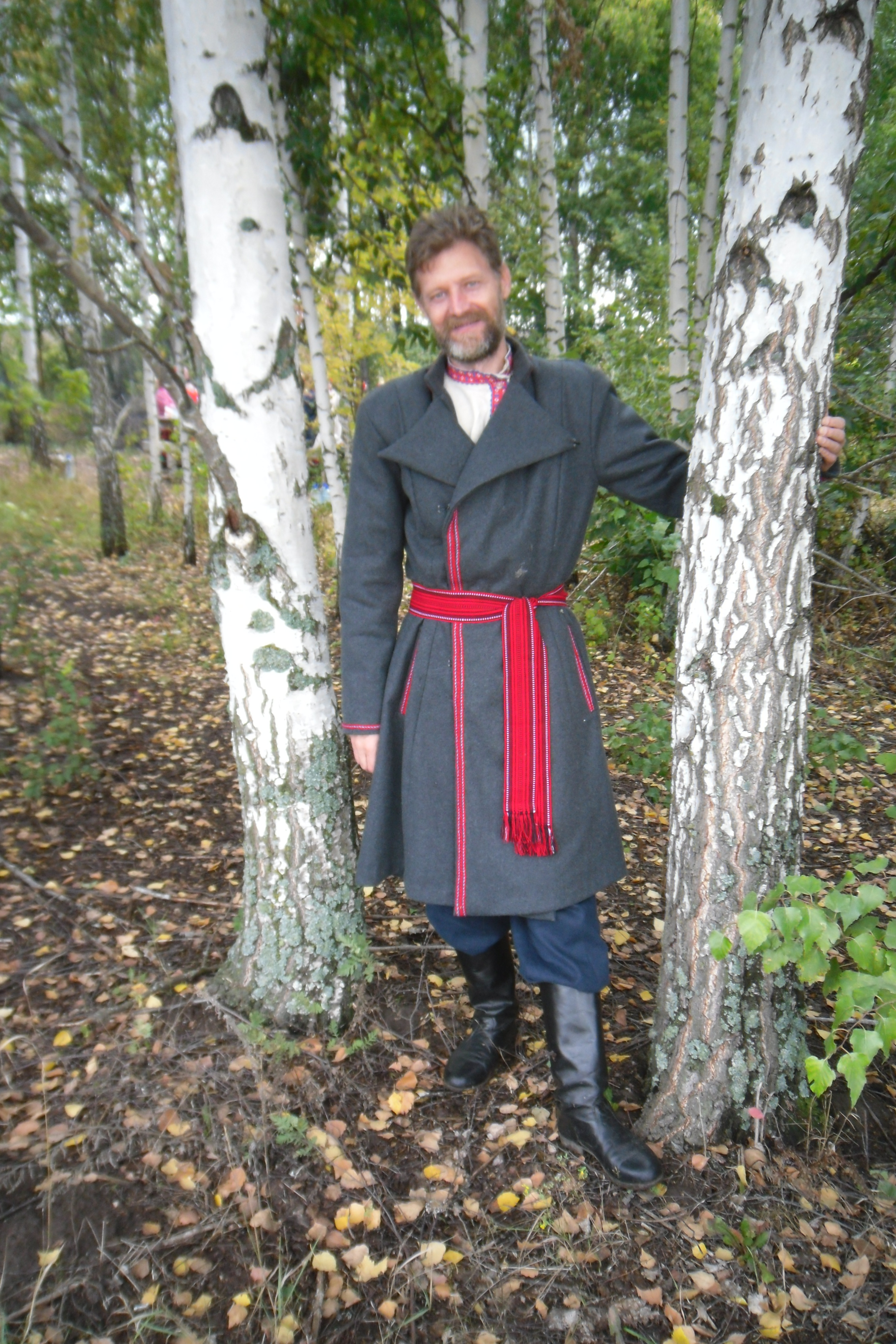
Мужчина в кафтане, экопоселение «Кореньские родники» (Белгородская область), 2013 г.
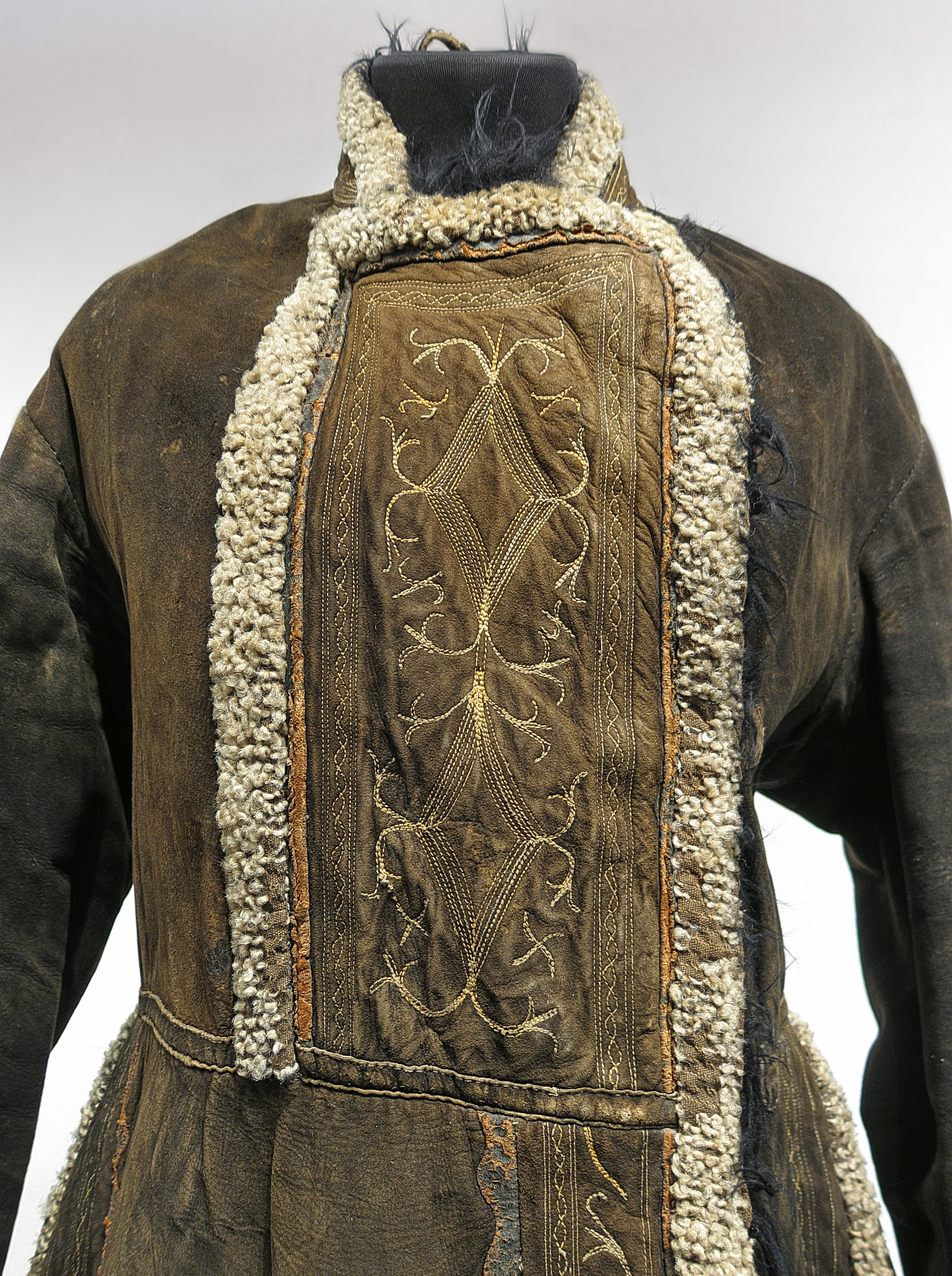
Романовская шуба, конец XIX-начало XX в.
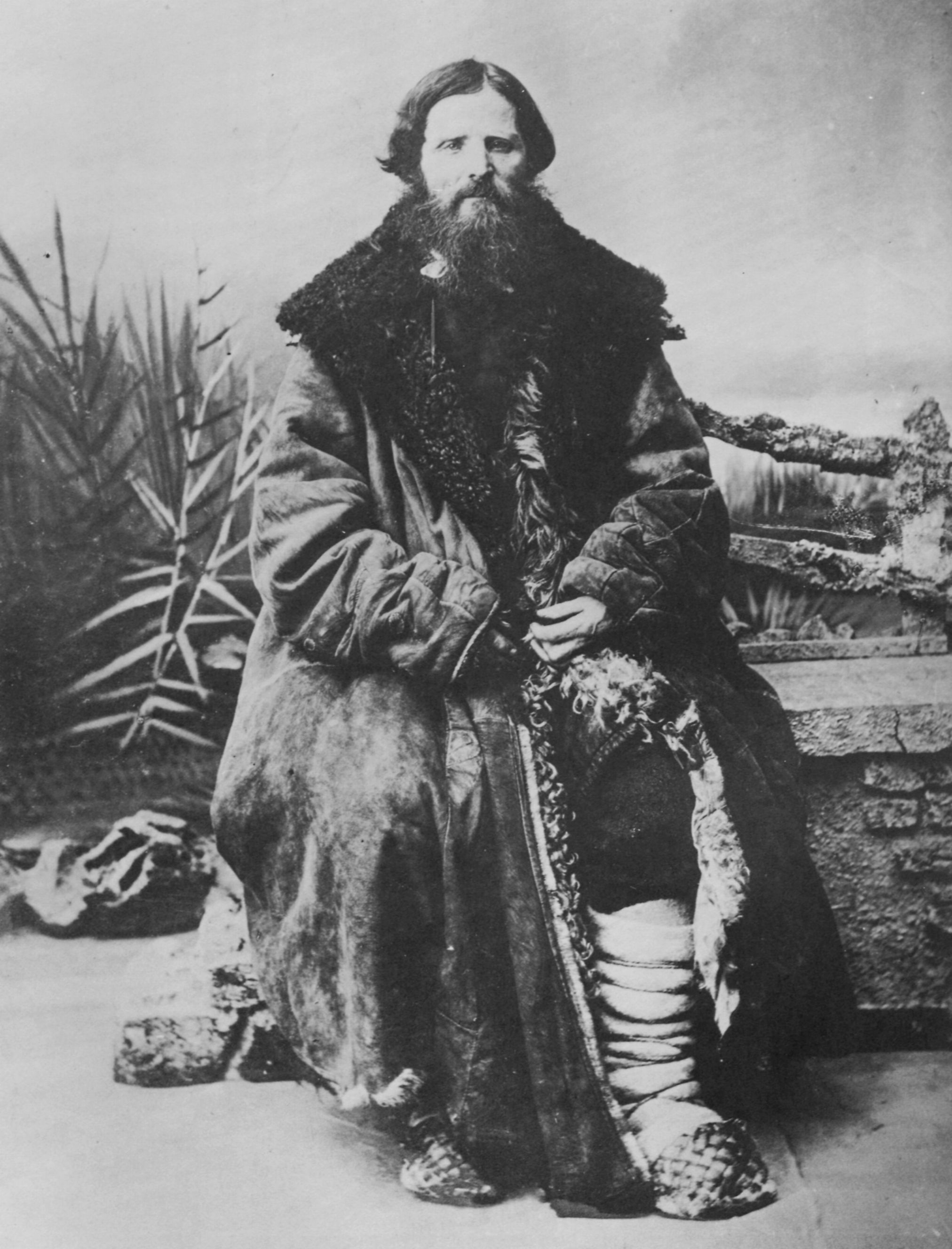
Мужчина в овчинном тулупе, 1885 г.
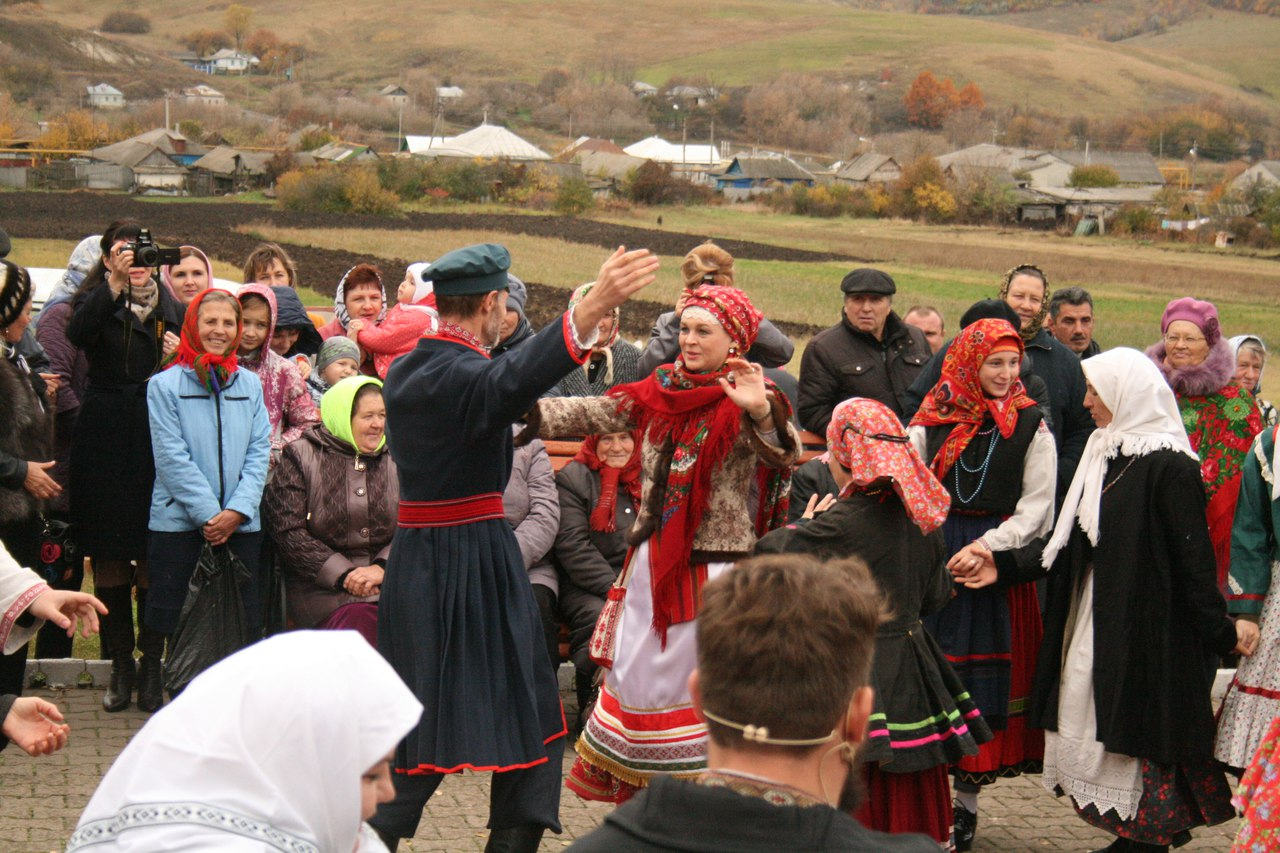
В центре — мужчина в свите и картузе, Белгородская область
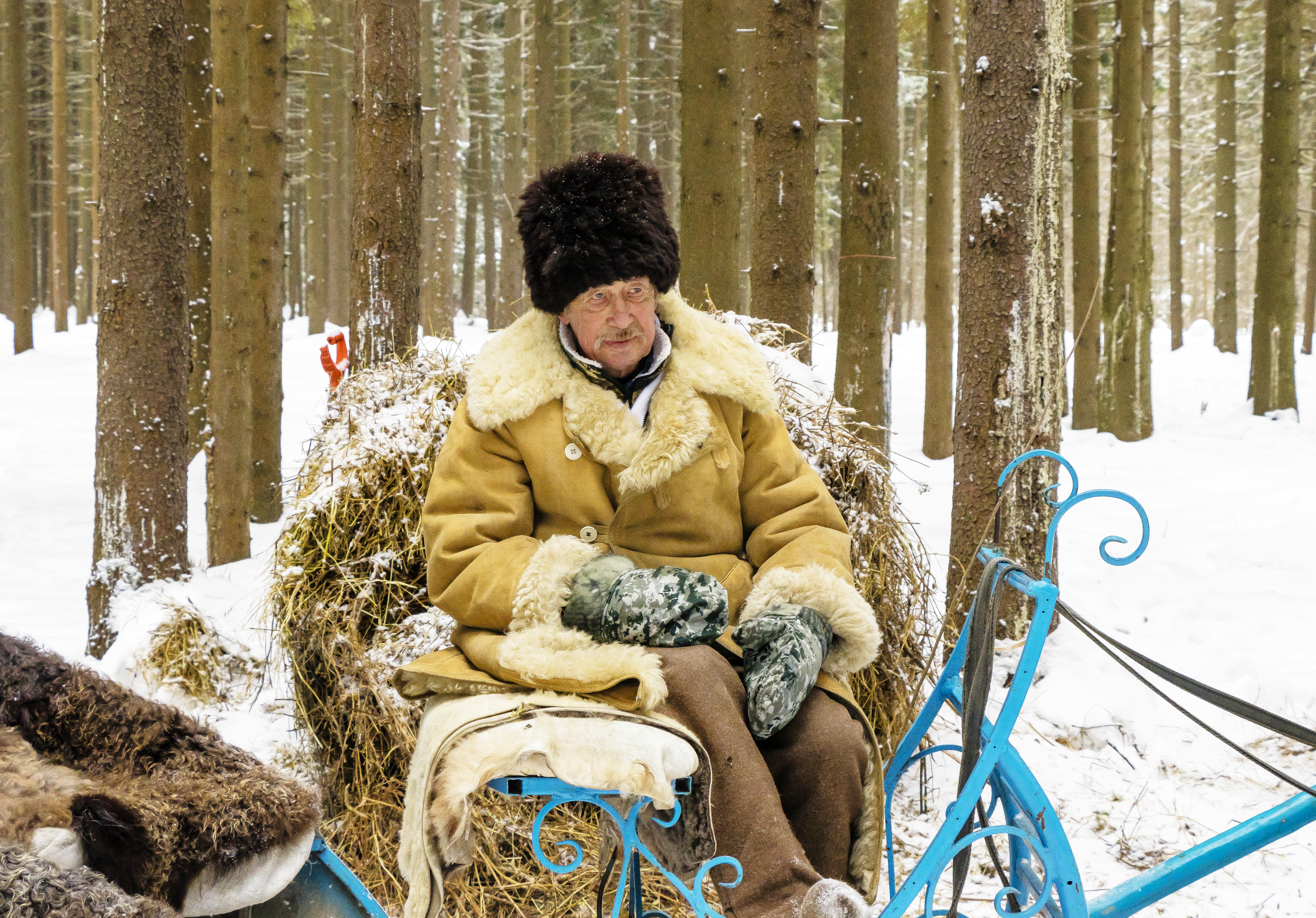
Мужчина в тулупе и меховой шапке, Масленица 2023 г., Киров

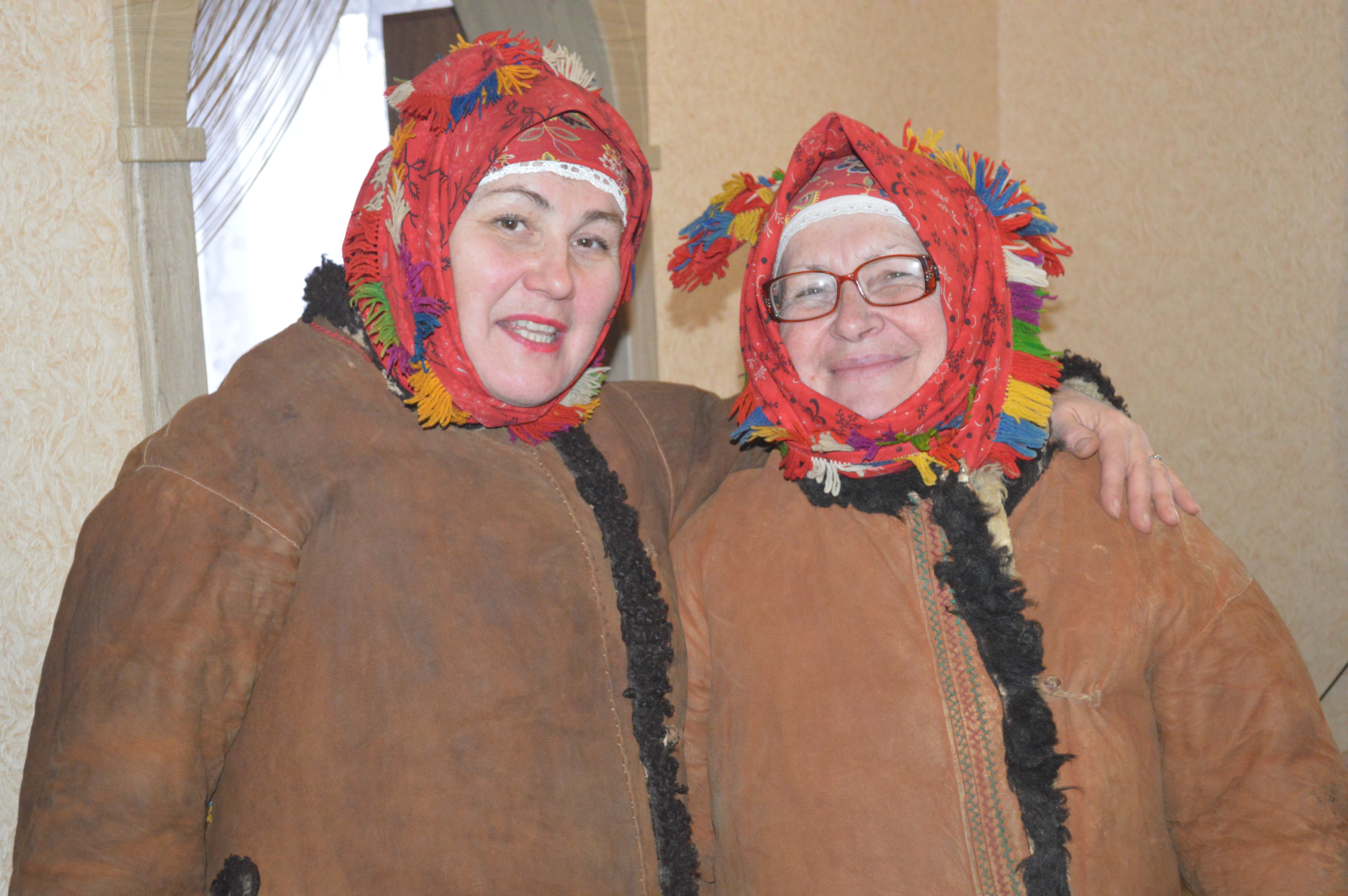
Жительницы села Тростенец (Белгородская область) в народной одежде — «красных» шубах и повязанных на голове «хранцузских» платках, 27 декабря 2014 года.

Женская верхняя одежда, в отличие от мужской, не подпоясывалась и застёгивалась сверху донизу. Женские кафтаны, зипуны и балахоны отличались от мужских прежде всего отсутствием воротника, полы и вырез могли обшиваться полосками из какой-нибудь ткани.
У полушубков и шуб ворот и правая пола также были подбиты мехом. Донские женские шубы шились цельными, с глубоким запахом, длинными рукавами, прикрывавшими всю кисть (ношение таких шуб было привилегией лишь казачек). В то же время архангельские крытые женские шубы были однобортными, с присборенной спинкой, подрезной в области лопаток; рукава доходили до запястья и украшались мелкими складочками в области плеча.
Кроме того, существовала такая женская разновидность шубы, как шубка (хотя этим термином в ряде мест обозначались и предметы, имевшие мало отношения к настоящим шубам). В конце XVIII — начале XIX века в моду купчих и купеческих дочерей городов Русского Севера (в том числе входя в комплекс венчальной одежды невест) вошла т. н. «боярская шубка», несмотря на название, бывшая схожей с модной европейской одеждой того времени. Подбивалась боярская шубка беличьим или заячьим мехом, покрывалась шёлковой тканью светло-голубого, светло-зелёного или красновато-коричневого цвета. Также существовала т. н. шубейка, представлявшая собой женскую шубу, доходившую до колена или середины бедра. Она была распространена на Русском Севере и в средней полосе, также была известна в Рязанской и Воронежской губерниях. В последней трети XIX века шубейка считалась старинной одеждой и имелась лишь в некоторых богатых семьях, а в начале XX века она и вовсе вышла из употребления.
Небогатые мещанки XIX века (а также жительницы пригородных сёл и ремесленных слобод) весной, осенью и в тёплые зимы носили капот — распашную однобортную одежду из фабричных тканей (шерсти, шёлка) на вате, кудели, шерстяных очёсах, с подкладкой; и обычно с большим меховым отложным воротом круглой формы. Капот выкраивался с подрезной талией, у которой подол собирался в складочки. Зауженные у запястья рукава присбаривались у плеча. Застёгивался капот на пуговицы.
В зоне распространения сарафана поверх него в качестве праздничного предмета одежды одевалась душегрея, она же шугай — короткая кофточка с длинными рукавами, отрезной талией и сборчатым низом, изготовлявшаяся из дорогой ткани (парчи или шёлка), порой подбитая мехом, или же бывшая на вате и кудели. Под термином «душегрея» во многих местах также обозначался нагрудный предмет одежды на лямках, напоминавший очень короткий, до талии, сарафан, также служивший праздничной одеждой, и для тепла также могший подбиваться очёсами конопли. Душегрея в виде сарафана могла быть и распашной, застёгивавшейся на пуговицы. Сзади душегрея была присборена. Вероятно душегреи (как и кофточки, так и в виде сарафанов) носили уже в XVII веке богатые девушки и женщины из знати или купеческого сословия. В XVIII—XIX веках она была предметом праздничной одежды купчих, мещанок и богатых крестьянок. С середины XIX века этот предмет одежды стал выходить из моды, а с последней трети XIX века душегреи в виде сарафана использовались лишь в качестве свадебной и венчальной одежды.

## Обувь

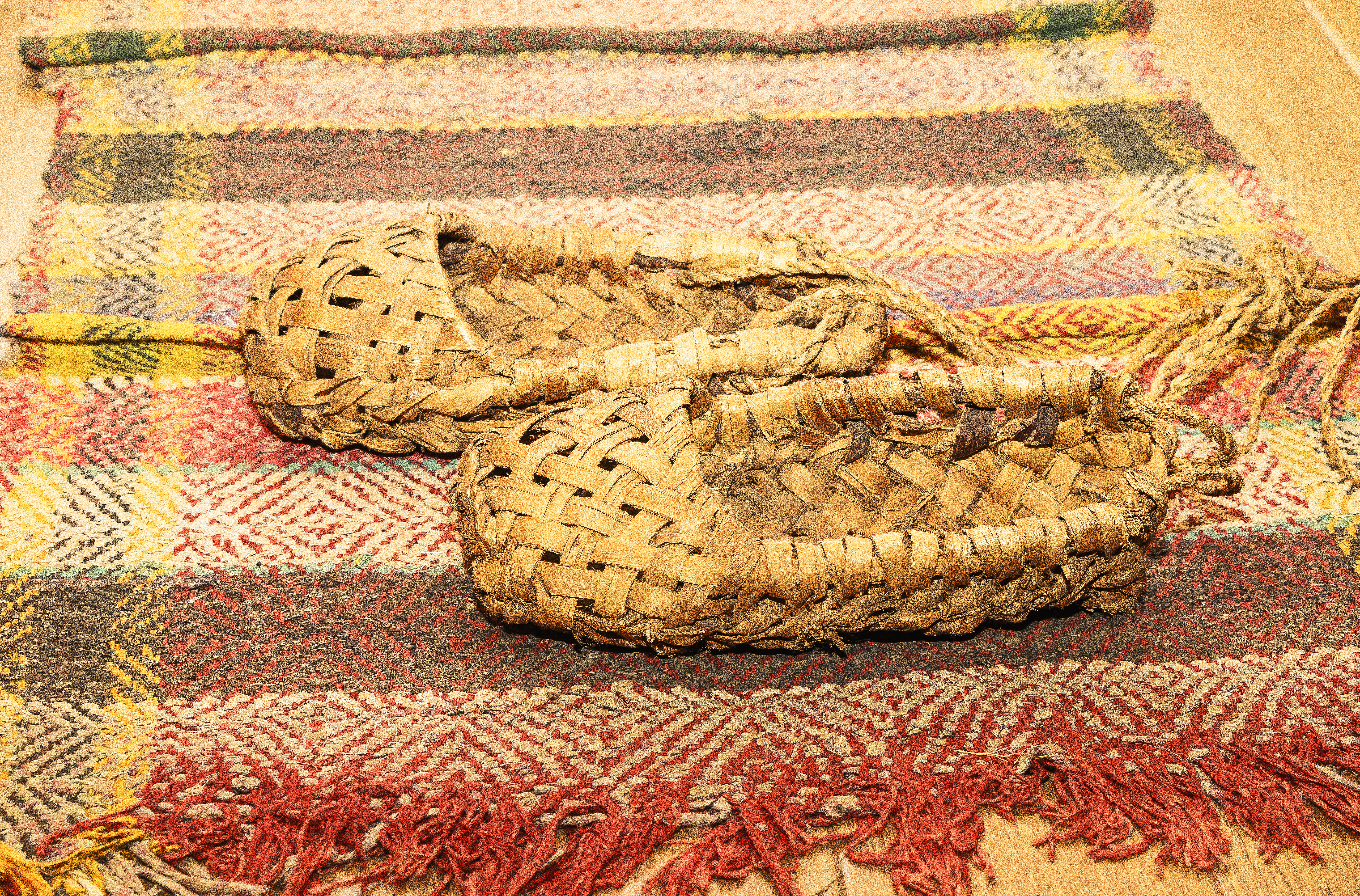
Лапти, экспозиция музея вятского самовара, Киров

Обувь в большинстве случаев практически не различалась на исключительно мужскую и женскую. Кожаная обувь XVIII—XX веков была преимущественно жёсткой конструкции.
Летом обычные крестьяне часто ходили босиком.
Под обувь и поверх ног (ступни и голени) чаще всего повязывались куски ткани, онучи или портянки, чаще всего бывшие белого цвета или тёмных цветов: чёрного или коричневого. Праздничные онучи были преимущественно белого цвета. Ткань различалась в зависимости от погодных условий: толстые холщовые онучи были зимними, в то время как суконные были летними. Ширина онучей составляла 30 см, длина доходила от 60 см до 3,5 м. Мужчины повязывали онучи и поверх штанов, в этом случае повязывался и нижний край штанин. Онучи повязывали от стоп почти до колен. Такой способ ношения данного предмета одежды и обусловил относительно короткую длину штанин портов традиционного покроя. Сравнительно поздно в народный быт проникли чулки и носки, прежде всего вязаные (хотя вязаные чулки были известны на Руси со Средневековья, так, фрагмент вязаного чулка/носка XV—XVII в. хранится в Музее археологии Москвы), хотя чулки были распространены повсеместно. Вязаные чулки носились прежде всего с кожаной обувью, тонкие льняные и хлопчатобумажные — с городской обувью. Вязаные чулки в большинстве мест были неярких цветов, однако во многих местах на Русском Севере, на Алтае и в среднем Поволжье чулки вязались из ярких и разноцветных шерстяных нитей, образуя полоски и замысловатые геометрические узоры. Во многих местах, где красивыми считались полные ноги, на голени одевали несколько пар чулок или повязывали несколько онучей подряд. Чулки собирались на ноге складками.
Самым распространённым видом обуви среди крестьян являлись лапти — низкие башмаки без каблука, плетёные из узких (≈1 см) полосок лыка (реже — из бересты и пеньковых верёвок), закрывавшие только фаланги пальцев, оставляя большую часть ступни открытыми. На распространённость лаптей немало влияли такие факторы, как дешевизна и простота изготовления — лыко было доступным материалом. Плетение лаптей было своего рода хобби среди многих крестьян, особенно лапти плели в зимнюю пору. Однако главным недостатком была недолговечность: будничные лапти без дополнительных приспособлений изнашивались на протяжении от трёх до десяти дней. Для прочности подошву подплетали лозой, лыком, верёвкой, либо же подшивали кожей. Кроме того, ввиду быстрого изнашивания лапти приходилось плести в большом количестве. Впервые о лаптях упоминается в Лаврентьевской летописи в записи за 985 год, известны также археологические находки лаптей и/или их фрагментов. На верхней части лаптей присутствовали специальные петли, в которые продевались оборы — тесёмки, с помощью которых лапти привязывались к голени. Верёвочные и лыковые оборы привязывались к повседневным лаптям, кожаные оборы прикреплялись к мужским лаптям. Поверх праздничных онучей оборачивались красные и чёрные оборы. В некоторых деревнях ненастную погоду к лаптям могли привязывать две деревянные колодки — одну к передней части стопы, вторую к задней. Существовало несколько способов плетения лаптей. Самым распространённым было косое плетение, когда при переплетении полоски лыка располагались под углом друг к другу (как и тупым, так и острым); в этом случае лапти плелись на колодке, как и для правой, так и для левой ноги. Такая разновидность лаптей известна под названием московских или русских. Их плетение начиналось с пятки. Головка таких лаптей круглой формы. Косого плетения были и т. н. мордовские лапти, отличавшиеся от московских в частности более мелким переплетением и трапециевидной головкой. Среди русских мордовские лапти были распространены в Рязанской, Тамбовской, Пензенской и Владимирской губерниях. Предполагается, что данный факт является свидетельством ассимиляцией славянами местного финно-угорского населения. В западнорусских областях были известны лапти прямого плетения (широко распространённые у белорусов и украинцев; а также западных славян и балтийских народов), в этом случае полоски лыка располагались перпендикулярно друг другу, плести начинали с носка. В отличие от лаптей косого плетения, колодка не использовалась, а плелись они без различия на правую и левую ногу. В верховьях Десны на Брянщине лапти прямого плетения плелись из вязового, а иногда из липового лыка, они служили в качестве рабочей обуви во время сенокоса, поэтому назывались «покосными». Также их называли «рачки» (из-за сходства непереплетавшихся полосок лыка на головке лаптя с клешнями рака). В Смоленской губернии такие лапти носили название «крестовики». Также лапти прямого плетения были известны и на Русском Севере под названием «коверзни». Встречались лапти и смешанного типа, в которых сочетались техники и прямого, и косого плетения: в частности, в Поволжье — Нижегородской, Казанской, Вятской, Пермской губерниях и т. п. Такие лапти также плелись без различия обеих ног. Также из плетёной обуви носили т. н. ступни (бере́стяники, бере́щики, берещеники, лычники, ходоки, бахилы) — башмаки, полностью покрывавшие ступню или же плетёные сапоги и полусапожки. Ступни плелись из бересты и лыка. Ступни служили рабочей обувью (например, в верховье Десны и Оки их надевали во время мытья полов и когда шли на скотный двор), и надевались без обор. Их ставили у крыльца избы в качестве обуви, которую могли быстро надеть хозяева, выходя на улицу. Близким к лаптям по облику и по способу изготовления были чуни (в Псковщине — также крутеньки; в Костромской губернии — шоптуны), изготовлявшиеся из пеньковых верёвок. Для прочности подошва чуней плелась из более плотных верёвок. Чуни могли не только плестись, но ещё вязаться (крючком или иглой). Оборы, к которым чуни привязывались к ногам, также были пеньковыми. Чуни использовались в качестве домашней и рабочей обуви (на полевые работы летом в сухую погоду) в ряде центрально- и севернорусских губерний в XIX—XX вв. (во многих местах чуни носили до конца 1930-х гг.). Чуни — довольно поздняя по происхождению обувь, считается, что в крестьянской среде они появились в XIX в. Данный термин используется и в наше время, однако им обозначаются закрытые валяные тапочки в виде полуботинок без каблука.
Другим распространённым видом обуви являлись кожаные сапоги, также известные с незапамятных времён: русичи носили сапоги ещё к концу дохристианского периода. Мужчины носили сапоги, заправляя их в штаны. На селе сапоги были преимущественно обувью зажиточных людей либо же праздничной обувью, поскольку в основной массе мало кто из селян мог их себе позволить, в то же время в городе они были очень широко распространены, где они были чисто мужской обувью (в отличие от сельской местности, где их могли носить и женщины). Допетровские сапоги могли украшаться золотным шитьём. Древнерусские сапоги домонгольского времени были без каблуков, обладая плоской подошвой из мягкого материала. Начиная с XIV—XV вв., на сапогах (а также и другой кожаной обуви) появляется каблук. Сапоги на протяжении XV—XVI вв. были одним из самых распространённых видов обуви на Руси, на нарядных сапогах носки загибались вверх. Особым шиком считались сафьяновые сапоги, поскольку довольно продолжительное время сафьян был исключительно привозным материалом, однако в 1666 г. при хозяйстве царя Алексея Михайловича был открыт первый в России кожевенный завод, занимавшийся производством сафьяна. Сапоги постпетровских времён, XVIII—XX вв., чаще всего были чёрные, с высоким голенищем, закруглённой головкой и на твёрдой подошве с невысоким каблуком. Щегольскими считались т. н. «сапоги гармошкой», то есть со складками на уровне соприкосновения голенища, а особым шиком были сапоги, издававшие звуки при ходьбе, такие как звонкое цоканье (для чего каблук подбивался медными подковками), или скрип (для этого применялись особый способ пришивания подошвы, либо же между слоями подошвы закладывали бересту, а потом кое-где даже засыпали сахарный песок). К 1930-м годам сапоги полностью вытеснили лапти, и даже сейчас их носят селяне, особенно в ненастную погоду.
По-видимому, самым древним видом обуви, распространённым среди русских, были поршни (постолы) — кожаные башмаки без каблука, мявшиеся из одного куска кожи и стянутые в верхней части кожаным ремешком, продетым через ряд отверстий (хотя поршни также могли изготовляться и из двух кусков кожи, один из которых образовывал подошву, задник и борты, а другой, пришитый к нижнему, прикрывал носок). Как и лапти, поршни завязывались на ноге с помощью обор в виде тонких полосок кожи, ремешков. Поршни были широко распространены в Древней Руси, будучи обувью небогатых горожан, что подтверждается археологическими находками, однако в XVIII—XIX веках поршни были распространены ограниченно в областях преимущественно на северо-западе России, например, в Псковской губернии (местами этот вид обуви был также известен в Орловской, Курской, Рязанской, Казанской, Симбирской, Самарской и Саратовской губерниях, а также на Северном Кавказе); и служили рабочей обувью: поршни носили во время работ на пашне — сенокоса, жатвы. В Ярославской губернии термин «поршни» обозначал лапти, плетёные из полосок сукна, и надевавшиеся на босу ногу в тех случаях, когда при работе босые ноги можно было поранить.
Также с довольно древних времён известна и низкая кожаная обувь — туфли, башмаки (чёботы, чоботы, черевики). Чоботы входили в состав Большого царского наряда, согласно дворцовому этикету, царю было не положено носить сапоги, вместо этого он носил только чоботы. Женская кожаная обувь городского покроя XIX—XX веков была праздничной обувью богатых женщин и девушек, застёгивалась на пуговицы, завязывалась на шнурки, или же могла обладать резинками, вшитыми по бокам. Одной из разновидностей низкой кожаной туфли были коты — женские туфли на невысоком каблуке, закрывавшие верхнюю часть стопы. Коты были прежде всего праздничной обувью (поскольку их позволить далеко не все), украшались вышивкой, перфорацией, вставками из тканей (например, штофа), помпонами и т. п. Каблук и подошвы подбивались металлическими подковками. Во время работ к полевым котам пришивались холщовые голенища. Башмаки в XIX—XX веках, будучи преимущественно женской обувью, застёгивались на шнурки. Помимо городских башмаков, начиная с конца XIX века в крестьянский быт проникли женские ботинки на пуговицах и шнуровке, полусапожки и мужские штиблеты (гамаши). В отличие от кот, полусапожки и обувь с гамашами могли себе позволить немногочисленные, наиболее зажиточные селяне. В Вятской губернии существовала такая разновидность женских башмаков, как чекчу́ры. Они обладали зашнуровывавшимся разрезом спереди. На Дону и казачьих станицах Северного Кавказа бытовали такая разновидность низкой кожаной обуви, как чи́рики. Первоначально будучи поршнями, в XIX веке они представляли собой туфли с открытым верхом из цельного куска тёмной сыромятной кожи (чаще всего яловой, реже — хромовой) на плоской мягкой подошве и с невысоким каблуком. Чирики служили домашней обувью, своего рода тапочками, однако старики надевали их и по праздникам. Нарядные чирики украшались вышивкой и узорами из перфорации. В долине Мезени и Печоры женщины в качестве праздничных носили сафьяновые туфли с аппликациями из красной кожи. В настоящее время в фольклорном движении, посвящённом сохранению аутентичного русского фольклора, женщины часто носят низкие туфли.
В конце XIX-начале XX века на селе появляется и мужская низкая кожаная обувь городского покроя — ботинки. Как и в городе, штаны носились таким образом, чтобы штанины были поверх низкой обуви, оставаясь свободными (не в последнюю очередь из-за того, что штанины брюк городского покроя были длиннее, нежели штанины штанов традиционного покроя).
Зимней обувью служили валенки — сапоги с высоким голенищем (до колен), круглым носком и без каблука, как уже ясно из названия, свалянные из шерсти серого, коричневого, чёрного и реже белого цвета (по этой причине в некоторых районах бытовало и другое название этой обуви — ка́танки или ка́танцы; так, в Вятской губернии словом «катанки» также обозначалась невысокая, до щиколоток, также валяная из шерсти обувь). Эта обувь была заимствована у народов Крайнего Севера и стала бытовать среди русских-сибиряков с середины XVIII века (этим же столетием датируются первые фиксации слова «валенки» в литературе, в частности в части 1-й «Словаря Академии Российской» за 1789 г.), а с начала следующего — и в европейской части России. Первоначально валенки были атрибутом зажиточных крестьян (и более бедными крестьянами надевались лишь по праздникам), но к концу XIX-го и началу XX века уже существенная часть жителей России (как и на селе, так и в городе) могли себе позволить, однако в Москве и Петербурге в то время они редко встречались, особенно среди элиты (показателен случай с Сергеем Есениным, произошедший на одном из светских приёмов в 1912 году: присутствовавшая там Зинаида Гиппиус приняла присутствовавшие на поэте-рязанце валенки за гетры, и её реакция вызвала хохот у остальных присутствовавших). Валенки изготовлялись без различий на левую и правую ноги. Валенки, особенно праздничные, украшались вышивкой цветными шерстяными нитями, у богачей также цветным гарусом и бисером. Долгое время изготовление валенок было кустарным промыслом, в каждой губернии существовало несколько деревень, чьи жители занимались валянием этой обуви, а кроме того, крупные центры кустарного производства, чья продукция распространялась в том числе и за пределы губернии; в 1920-х годах было налажено промышленное производство этой обуви. Валенки активно употреблялись и в городе, и сельской местности до конца XX века, хотя изредка они носятся и по сей день. В Кукморском районе Татарстана (до революции — Малмыжского уезда Вятской губернии) до сих пор существует промысел изготовления валенок из белой шерсти, украшенных вышитыми геометрическими узорами красного цвета, наряду с обычными валенками.
С последней трети XIX века распространилась резиновые калоши, в городе использовавшиеся исключительно как верхняя обувь для защиты от грязи (для этого их, в частности, надевали поверх валенок; в некоторых современных валенках для этой же функции, а также для защиты от износа, присутствует резиновая подошва). Однако на селе калоши стали праздничной обувью, носившейся в любое время года преимущественно молодёжью из обеспеченных семей. В советские годы калоши получили распространение среди всех слоёв сельского общества, и их функция стала чисто утилитарной, как и в городе. Как и валенки, калоши вышли из употребления в конце XX века.

## Головные уборы

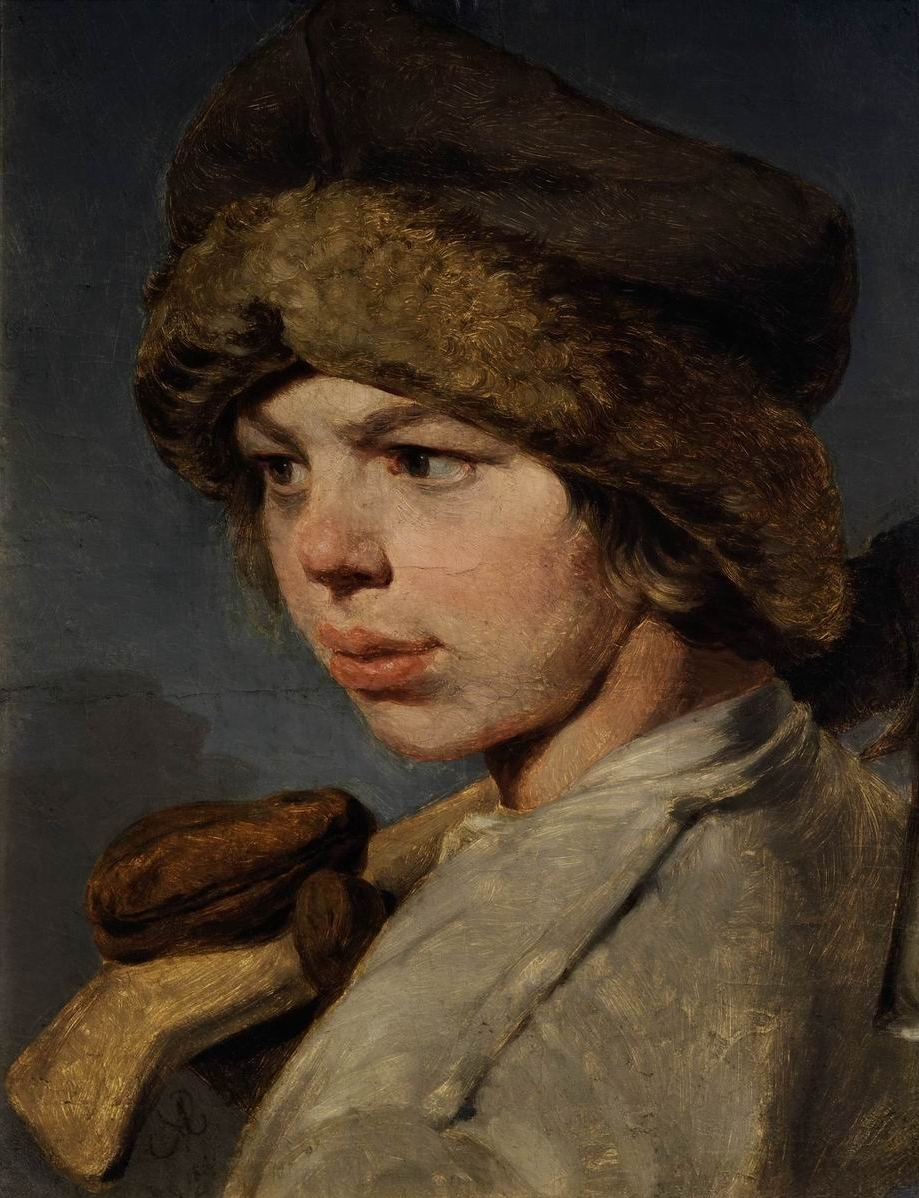
«Захарка», картина Алексея Венецианова, 1825 г. На изображённом мальчике надета меховая шапка с тканой тульёй.

Вне дома и церкви как и мужчины, так и женщины носили головные уборы, выходить простоволосым(ой) на улицу считалось неприличным. Ещё в домонгольской Руси мужчины-представители низших сословий должны были «ломать шапку», то есть, снимать головной убор, перед вышестоящими по иерархии. Данный обычай практиковался даже в XX веке, и перекликается с аналогичным в западном этикете. Соглашаясь на рискованный спор, шапку бросали на землю.
Среди мужчин широко были распространены головные уборы, валяные из шерсти и войлока, а также тканые головные уборы с меховой опушкой. Валяные головные уборы, носившиеся летом, были известны, по-видимому, ещё с XIV—XV вв. Из валяных головных уборов можно отметить гречневик — высокую шляпу цилиндрической или конусообразной формы с узкими полями, получившую название в честь схожей по форме конусообразной булочки, и широко распространённую с конца XVII в. в европейской части России (а также известную в Сибири и на Алтае). Гречневик был демисезонным головным убором, носился в период с весны по осень всеми возрастными группами мужчин, молодые парни по праздникам украшали свои гречневики ленточками, перьями и цветами. Также существовали другие разновидности шляп цилиндрической формы и с прямыми неширокими полями, различавшиеся прежде всего формой тульи и полей. В частности, извозчики и ямщики носили шляпы с расширяющейся кверху тульёй, украшаемой ремешками (чем больше было пряжек, тем статуснее считался носитель). Бурлацкий шпилёк представлял собой невысокую шляпу с круглым верхом (по другой версии, бурлацким шпильком обозначалась шляпа усечённой конусообразной формы с характерным валиком, плоским верхом и короткими прямыми полями). Среди русского священства были популярны широкополые шляпы с невысокой тульёй, из-за этого получившие название поповских. Шляпы с округлой нижней частью тульи и верхней цилиндрической назывались шляпами «с переломом», а с пережимом посередине тульи — «с перехватом». Шляпы с расширяющейся кверху тульёй (вроде вышеупомянутых ямщицких) назывались «верховками», с тульёй, расширяющейся в середине — «кашниками». Общеупотребительными названия, помимо собственно лексемы «шляпа», служили «шляпок» или «шпилёк». В Новгородской и Тверской губерниях шпилёк с отогнутыми полями и прямой, относительно невысокой тульёй. Подробно количество и разнообразие разновидностей представлено в соответствующей статье толкового словаря Даля, что характерно, это одна из немногих иллюстрированных статей. Как правило, шляпы валялись из овечьей шерсти чёрного и коричневого цветов, они также носились всеми мужчинами вне зависимости от возраста в период с весны по осень, и по праздникам молодыми также украшались. В северных губерниях к шляпе жениха прикреплялась ширинка — квадратный или треугольный плат, определявший его статус. Шляпы проникли в русский народный быт сравнительно поздно, в конце XVII — начале XVIII века, но зато распространились повсеместно. С конца XVIII века в Нижегородье существовал одних из центров массового производства валяных шляп, поставлявшихся по всей России; впоследствии промысел валяния шляп возник на Вятке, а затем на Урале и в Сибири. Из шерсти также валялись сужавшиеся кверху колпаки и шапки (валёнки, магерки) в виде усечённого конуса (с плоским или округлым верхом), высотой 15-18 см, с высокими полями или же вовсе без них. Белые валяные шапки в XIX веке бытовали в Пермской губернии, большинстве губерний европейской части России, а также в русских сёлах на территории современных Украины и Беларуси (Черниговщина, Витебщина); в Уфимской, Курской, Орловской, Пермской, Тульской и Вологодской губерниях также валялись шапки из коричневой. В XIX веке валяные шапки становятся своего рода маркером региональной идентичности, жители разных местностей стали предпочитать определённого фасона. Так, на Урале в XIX веке бытовали войлочные колпаки: овальной формы или низкие круглые, без полей или с мягкими или твёрдыми полями, приподнятыми вверх или откинутыми наружу. В западнорусских губерниях праздничные валяные колпаки перевивались лентами и медной битью, а также украшались павлиньими перьями. В южнорусских областях чаще были распространены колпаки из коричневой шерсти. В верховьях Оки и Десны на территории современных Брянской и Калужской областей носили белые колпаки-«валенки» в виде усечённого конуса и с плотными полями-отворотами (близкие к белорусской магерке), к 1920-м годам они вышли из употребления, будучи вытесненными шапками и картузами; однако аналогичные колпаки из коричневой шерсти (также пришедшие на смену белым) в это время всё ещё носились, хотя также исчезали из обихода. Для изготовления валеных колпаков в этих местах использовалась коровья и овечья шерсть. Валяли шапки в свободное от сельскохозяйственных работ время — от времени после Покрова до Пасхи. В 1920-е же годы белые валяные колпаки сохранялись и в Псковской губернии. Своего рода отголоском традиционных валяных головных уборов являются современные валяные шапки, носимые мужчинами в баню. Как правило, банные шапки усечённой, конической формы, могут сшиваться из четырёх клиньев. Такие шапки защищают парящегося от перегрева, а волосы — от сухости и ломкости. Помимо шерсти, они валяются из фетра, хлопковых и льняных тканей. Все эти материалы являются теплоизолирующими.
Меховые шапки были известны издревле, на изобразительных источниках ещё с X века (по другим данным — с XI века), и были распространены повсеместно. Они носились преимущественно в холодную погоду, однако в допетровскую эпоху их носили и в другое время года. Шапки были разнообразными по форме, материалу отделки, названию и т. д. В качестве примера можно привести мурмолку — обшитую мехом изнутри шапку с плоской или сужающейся кверху тульёй с разрезом, который мог отодвигаться наверх, таким образом вверх торчали лопасти в виде отворотов. Мурмолки богачей XVI—XVII веков могли изготавливаться из парчи и бархата, а меховые отвороты пристёгивали драгоценными аграфами. Мурмолка бытовала как и в допетровскую эпоху (в частности, они упоминаются в документах XVI—XVII века), так и после, главным образом в крестьянской среде (именно под названием «мурмолка» такие шапки носили в XIX веке в Новгородчине и Псковщине). В «высший свет» XIX века мурмолку вернули славянофилы, в том числе её носили Константин Аксаков и Алексей Хомяков, хотя довольно быстро она, как символ-репрезентация русскости уступила место другим предметам одежды, таким, как, например, косоворотка. Также были широко распространены тканые колпаки с полуовальной тульёй, отвороты которых могли как и подбиваться, так и не подбиваться мехом. И мурмолки, и колпаки могли украшаться (к примеру. ювелирными украшениями и дорогими пуговицами), особенно в случаях, если носитель был модником. Древнейшей являлась невысокая шапка с круглым верхом, подбитая мехом по тулье, и, вероятно, бывшая четырёхклинной. Этот головной убор был весьма широко распространён в Древней Руси. Женские шапки с округлой тульёй и меховой опушкой носились поверх основного головного убора по праздникам зимой. В древней и московской Руси такие шапки были распространённым женским головным убором (как и у девиц, так и замужних женщин), шапки богатых женщин вышивались жемчугом и золотными шнурами, инкрустировалась драгоценными камнями, и покрывались дорогими шёлковыми и парчовыми платками. Однако к XIX веку шапки женщины носили лишь в некоторых северных деревнях, а также донские и сибирские казачки. Кое-где были известны шапки с плоской четырёхугольной тульёй, наподобие калмыцких шапок или польской конфедератки. Во многих местах (на Русском Севере, в Сибири, Поволжье, отдельных уездах Ярославской, Рязанской и Воронежской губерний) носили треух, шапку с округлым верхом, обладавшую четырьмя лопастями, две из которых располагались по бокам и спускались на уши, завязываясь под подбородком кожаными ленточками или тесёмками. Задняя спускалась на затылок, а передняя по большей части носилась неспущенной, и спускалась на лоб только во время пурги и сильных морозов. Треух, известный с XVI века, стал одним из «предков» современной шапки-ушанки, возникшей в начале XX века, распространившейся в 1920-е годы и заслуженно ставшей одним из символов России. Лопасти-науши ушанки могут завязываться как и под подбородком, так и на затылке, как и в случае с треухом, передняя лопасть опускается только при сильных морозах. В Архангелогородчине и Вологодчине треух (под названием «подка́ты») также был и женским головным убором, оторачивался лисьими, бобровыми хвостами и хвостами куниц. Шапка-ушанка же первоначально была исключительно мужским головным убором, и женские треухи в XX в. стали заменяться шалями. Близким по устройству был малахай, обладавший широким задником и носившийся в дорогу как и мужчинами, так и женщинами (также был характерным головным убором сибирских ямщиков). Малахай был заимствован в XVIII веке у башкир и калмыков.
В южных губерниях в жаркую пору носили соломенные шляпы-брыли. В частности, в Курской губернии бриль представлял собой широкополую шляпу с низкой и плоской тульёй.
Среди высшей знати, например, бояр, XV—XVII вв. получила распространение т. н. горлатная шапка, высокая, цилиндрической формы, и получившая название из-за того, что изготовлялась из меха с шеи пушных зверей. Такие шапки были статусным примером одежды и хранились нас специальных «болванах» на видном месте. Часто горлатные шапки носили не на голове, а удерживали на сгибе левой руки. Помимо горлатной шапки, в Московской Руси бытовал такой головной убор, как тафья — невысокая шапочка округлой формы, отдалённо напоминавшая арабскую такию и среднеазиатскую тюбетейку. Знаменитый философ и богослов Максим Грек, значительную часть жизни проживший в Московской Руси, осуждал ношение тафьи вместе с бритьём головы, поскольку видел в этом уподобление мусульманам:

Гнушаюсь, когда увижу православных с бритыми головами, и из глубины сердца воздыхаю, что христиане уподобляют себя туркам-христианоборцам, и не только тафьями, но и сапогами по образцу турецких, так что ни по чему иному не можешь узнать, что они христиане, как только по крестному знамению.

Кроме того, бритьё головы вместе и ношение тафьи было осуждено по результатам Стоглавого собора:

Такоже бы отныне и вперед все православные царие и князи и боляре и прочие вельможи и все православные хрестьяне приходили в соборные церкви и в прочие святые церкви ко всякому божественному пению без тафей и без шапок. И стояли бы на молитве со страхом и с трепетом откровенною главою — по божественному апостолу. А тафъи бы отныне и впредь на всех православных крестьянех никогда же не являлися и попраны были до конца, занеже чюже есть православным таковая носити — безбожного Махмета предание. О таковых бо священная правила возбраняют и не повелевают православным поганских обычаев вводити.
— статья 39 // Стоглав.
Тем не менее, решение Стоглавого собора никак не повлияло на моду, и тафьи продолжали носить и в XVII веке.
Одним из атрибутов сельских щёголей в начале-середине XIX века была невысокая шляпка с округлым верхом и приподнятыми полями, и такая же невысокая шапка, украшавшиеся ремешком и павлиньим пером. С начала XIX века шапка с павлиньим пером была непременным атрибутом образа-олицетворения мужского русского национального костюма. Также их могли носить ямщики и извозчики. С начала XIX века как и в городе, так и в деревне распространился картуз — разновидность фуражки. По некоторым сведениям, в русский сельский быт картуз проник из среды поволжских немцев, в частности, такую версию высказывают персонажи романа «В лесах» (1871—1874) этнографа Павла Мельникова-Печерского. Изготовлялся картуз из фабричных тканей, плоский круглый верх располагался на высоком (5-8 см) околыше, надо лбом свисал твёрдый козырёк, обтягивавшийся кожей или той же тканью, что и остальная часть картуза. В Онежском уезде Архангельской губернии был известен т. н. «норвежский» картуз, обладавший козырьком ещё и сзади. Молодые парни порой носили картуз набекрень, по праздникам украшали его цветами, ленточками, шнурками с пуговками и бисерными подвесками. Именно картуз сменил шапку с павлиньим пером в «молодецком» образе русского мужского костюма. К началу XX века картуз был самым распространённым летним головным убором как и среди крестьян, так и среди многих горожан: ремесленников и фабричных и городских рабочих, практически вытеснив валяные головные уборы. Уже после 1917 года на смену картузу пришла кепка, ставшая одним из основных головных уборов селян на протяжении XX века.

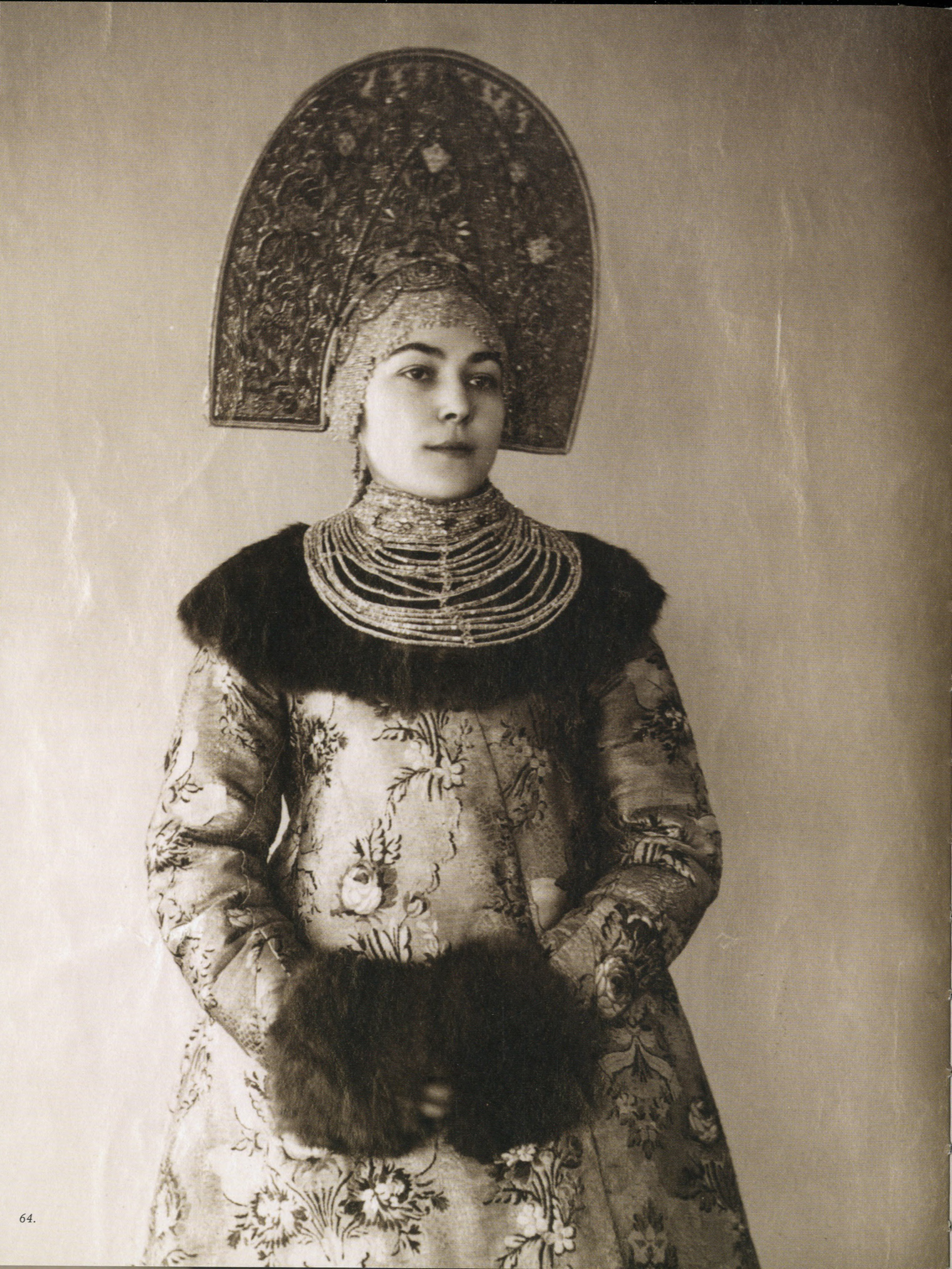
Женский праздничный костюм Владимирской губернии, фотография из коллекции Шабельской. Головной убор — кокошник

Не менее разнообразными были и женские и девичьи головные уборы. Основным головным убором, носившимся замужними женщинами, был повойник (он же волосник и подубрусник) — плотно прилегающий голову чепец с круглым верхом и иногда твёрдым налобником, завязывавшийся сзади и одевавшийся непосредственно на голову. Поверх него, в свою очередь, надевались другие головные уборы. Этот головной убор под названием «подубрусник» был известен ещё с XIII века (в то время как в XIII веке термином «повой» обозначался полотенчатый головной убор, носившийся следующим образом: длинный кусок белой ткани обвивался вокруг головы женщины, полностью закрывая волосы, а концы спускались на плечи или грудь), известны археологические находки волосников в погребениях русских цариц XVI—XVII вв., верх которых изготовлялся из сетчатых тканей. Будничный повойник шился из недорогих тканей, а праздничный — из шёлка, атласа, парчи, бархата, кашемира; мог украшаться золотным шитьём или вышивкой жемчугом.
Широко были распространены полотенчатые головные уборы и платы. В России полотенчатые головные уборы чаще всего встречались в западных Смоленской и Орловской губерниях, а также в некоторых тверских деревнях, под разными названиями: ширинка, полотенце, связка. Как часть сложного головного убора полотенце было известно на гораздо большей территории: Рязанщине, Воронежье, Курской и Калужской губерниях. В Смоленщине полотенчатый головной убор носил название «намётка» (ср. укр. и бел. намітка). Намётка представляла собой полотнище белого холста шириной 40 см, и длиной около 3 м; концы украшались бахромой из красной, зелёной и жёлтой шерсти. Полотенце изготовлялась из льна, была в ширину 39-45 см, а длина составляла от 70 см до 3 м; на концах, а иногда и по одной стороне оно украшалось узорными полосами браного, закладного тканья, вышивкой, бахромой и блёстками преимущественно красного цвета с небольшими вкраплениями жёлтого, зелёного и чёрного. В некоторых южнорусских деревнях полотенце изготовляли из домотканой белой кисеи, по концам украшенной узорными полосами браного, закладного тканья, вышивкой, бахромой, блёстками. Намётка складывалась в полосу шириной 15-17 см (полотенце — 10-15 см) и обматывалась вокруг головы три раза, концы её закладывались по сторонам так, чтобы бахрома свисала на виски и уши, или завязывались на затылке, спускаясь на плечи. Замужние женщины повязывали намётку/полотенце поверх повойника, девушки укладывали намётку/полотенце таким образом, чтобы была видна коса и волосы на макушке. Концы намётки закладывались по сторонам так, чтобы бахрома свисала на виски и уши, или же завязывалась на затылке, свисая на плечи. Полотенце чаще всего закрывало голову, обводилось вокруг лица, перекрещивалось под подбородком, поднималось вверх и там закреплялось. Поверх него надевалось более короткое полотенце, складывавшееся пополам и завязывавшееся вокруг лба. Одним из старинных полотенчатых уборов был убрус, представлявший собой полотенце, укладывавшееся вокруг головы (в том числе и поверх повойника/подубрусника), которое могло богато украшаться вышивкой. Убрус является очень древним головным убором, известным ещё в домонгольской Руси, хотя сам термин встречается только с XVII века. В XVIII веке убрус был известен как и в европейской части России, так и в Сибири. К XIX—XX векам убрус почти не встречался. Платки, вытеснившие полотенчатые головные уборы, были четырёхугольной или треугольной формы, как правило, они изготовлялись из фабричных тканей (до сих пор, к примеру, изготовляются традиционные павлопосадские платки). Существовало множество разнообразных способов повязывания платка на голове. Платок мог повязываться как и поверх непосредственно головы, так и поверх повойника и даже поверх сложных головных уборов. Платок складывался в диагональ и завязывался таким образом, чтобы он закрывал голову, а иногда — и часть лба. Одним из самых распространённых способов было завязывание в узел концов платка под подбородком. Также концы платка могли завязываться на затылке и на лбу или темени в виде банта (среди поморов завязывание на лбу было особо распространено, концы должны были торчать вверх наподобие заячьих ушей или рогов; завязывание платка таким образом обозначалось фразой «делать ку́стышки»). Завязывание платка на подбородке было распространено на Русском Севере, центральной России и в Сибири, на затылке и лбу/темени — на юге России. Большой плат длинной стороной укладывался на лоб и закалывался под подбородком с помощью булавки, такой способ до сих пор распространён среди старообрядцев. Стоит отметить, что таким образом платок повязывали главным образом замужние женщины, девушки складывали платок таким образом, чтобы получалась узкая лента, которая завязывалась на затылке, а макушка при этом оставалась открытой. В каждой волости, уезде, губернии, предпочтение отдавалось тем или иным платкам. Платки распространились в качестве головного убора, начиная с XVIII века, вытеснив убрусы и тому подобные полотенчатые головные уборы. В XIX веке повсеместно распространилась косынка, ставшая в XX веке самым распространённым женским головным убором. С середины XIX века в народном быту (в конце столетия прежде всего среди казачек, в Поволжье (Самарская, Симбирская губернии), Сибири (Пермская, Енисейская, Тобольская губернии) и Новгородской губернии) закрепляется т. н. файшо́нка (фальшо́нка) — головной убор в виде косынки из чёрного коклюшечного кружева, повязывавшегося на пучок волос, в то время как концы файшонки спускались по плечам или спине. Концы файшонки завязывались сзади бантом или, соединяясь на затылке, перевязывались лентой с бантом. Файшонки носили замужние женщины.

Виды повязывания платка
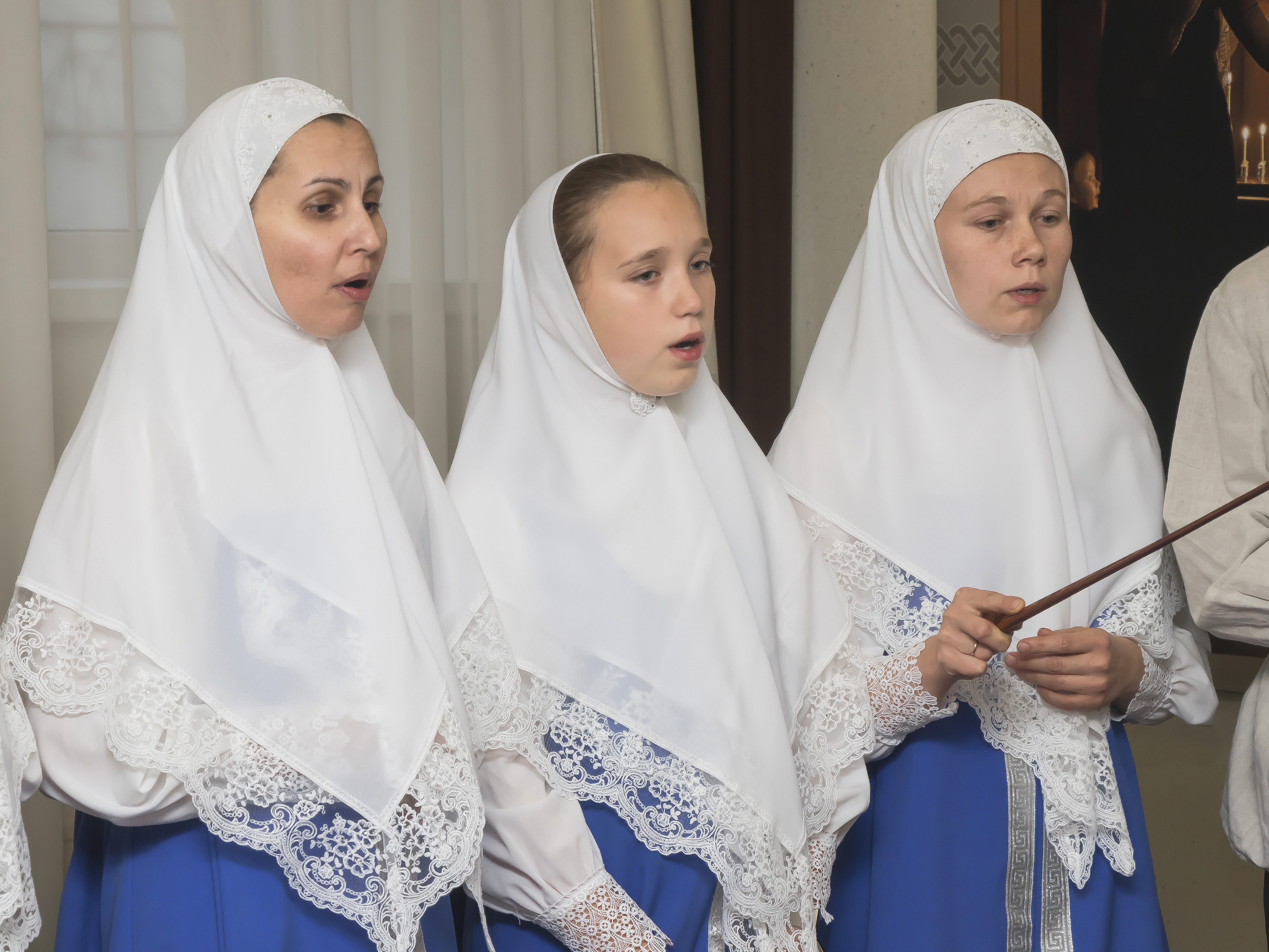
Женщины из старообрядческой общины Кирова, большой плат заткнут под подбородком с помощью булавки
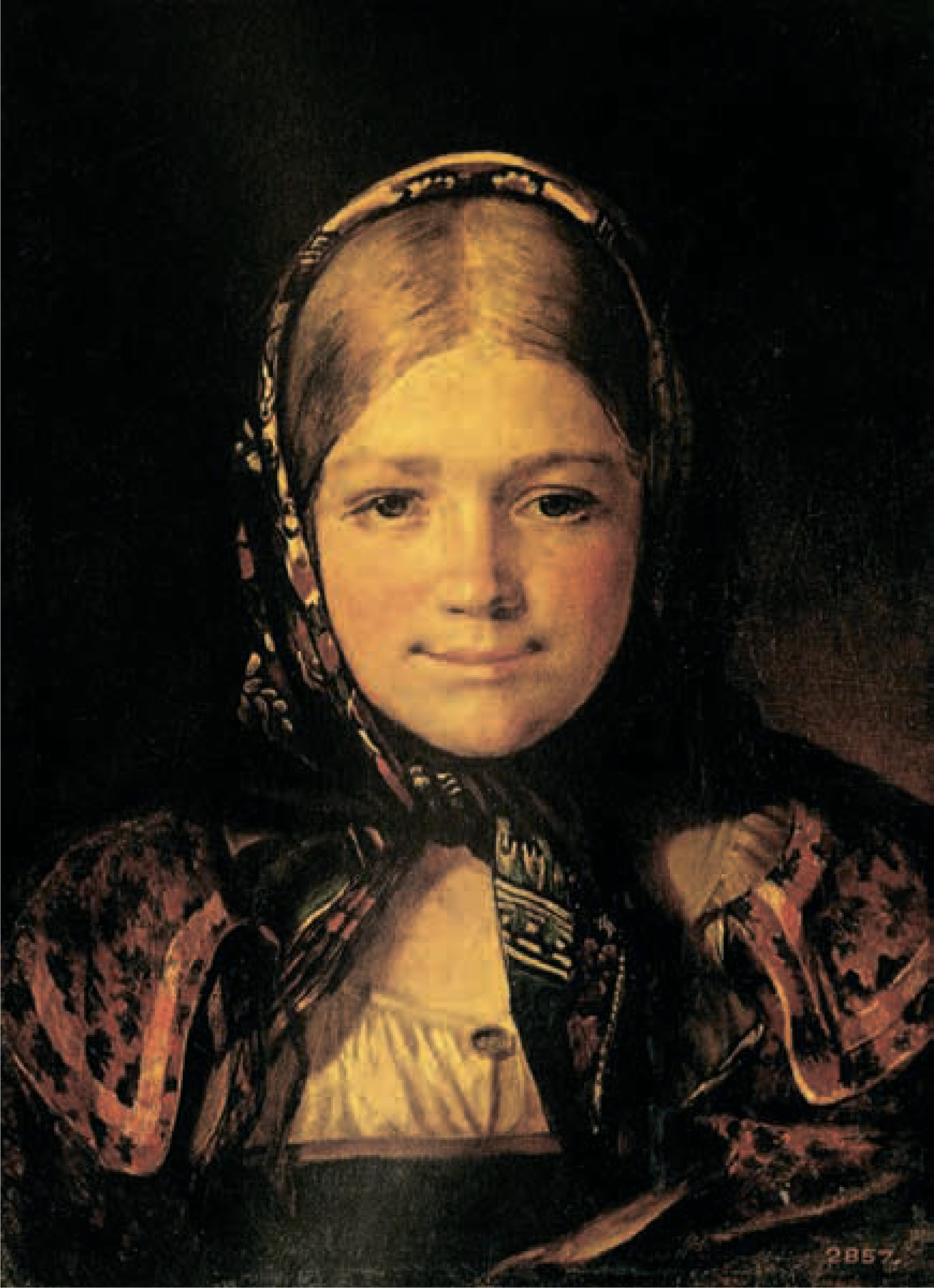
Крестьянская девушка, портрет кисти А. М. Максимова, не позднее 1849 г. Платок завязан под подбородком
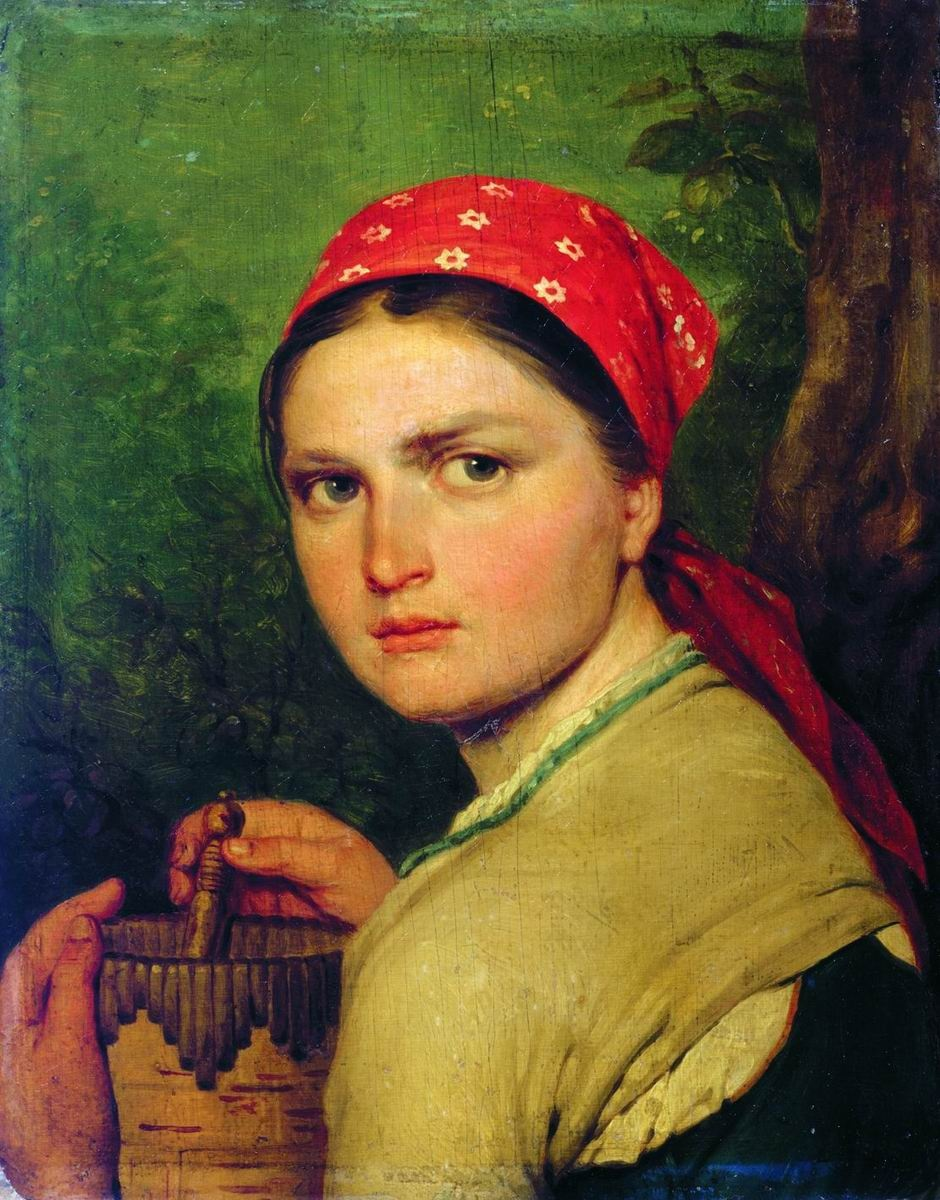
«Девушка с бураком», картина Венецианова, не позднее 1824 г. Платок завязан на затылке
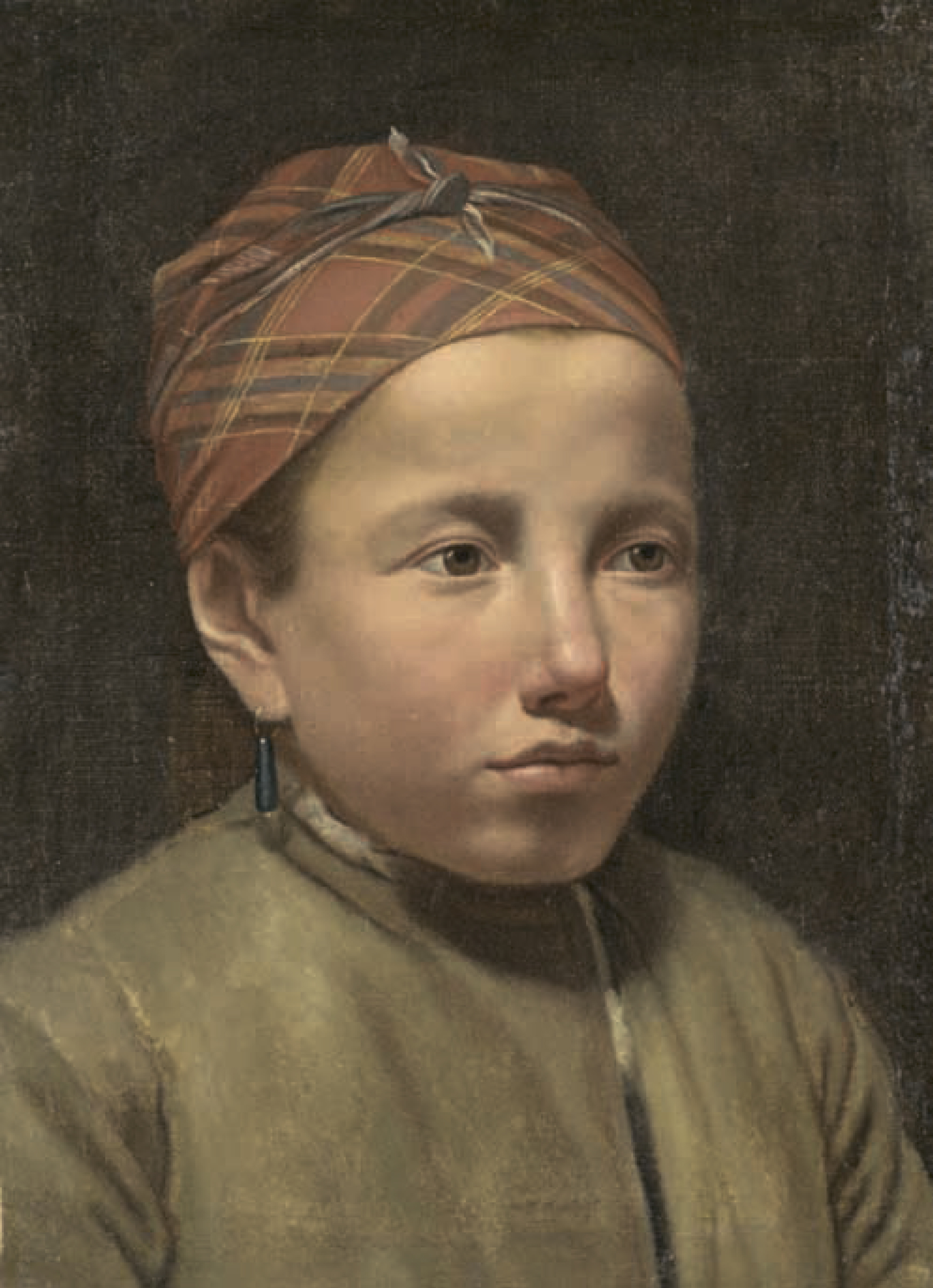
Портрет крестьянской девочки кисти Фёдора Славянского, платок завязан на темени

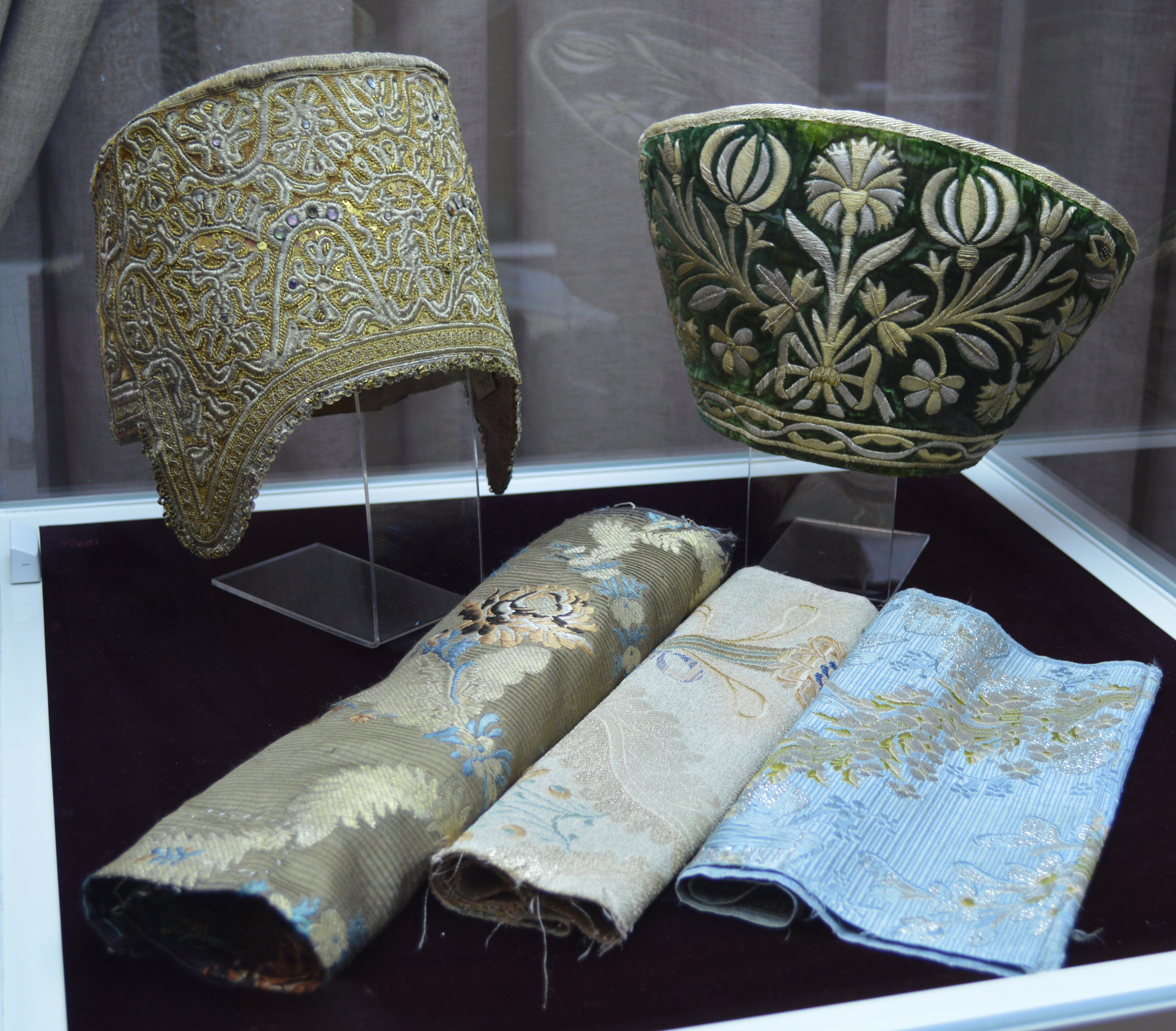
Кокошники конца XVIII-начала XIX вв. (сверху), экспозиция Музея истории Костромского края

Одним из самых известных женских головных уборов является кокошник, служивший праздничным головным убором невест и молодух. Существует множество региональных вариантов этого головного убора. Чаще всего кокошник представлял собой плоский гребень в виде опахала или полумесяца из твёрдой основы (например, картона), пришивавшийся к небольшой шапочке, бархатный зад украшался золотным шитьём. Также существовали цилиндрические кокошники. Кокошники обильно украшались золотным шитьём и вышивкой жемчугом. К кокошнику могли прикрепляться рясны — нити или сеточка-поднизь с нанизанными на них жемчужинами. Распространённой ошибкой является ношение кокошника с простоволосой головой или же с торчащими из-под него волосами (пусть даже и косой). В реальности под кокошник прятались все волосы на голове. В Ржевском, Осташковском и Сычёвском уездах Тверской губернии был распространён кокошник характерной цилиндрической формы и небольших размеров, получивший название «каблучок» или «ряска». Собственно сам кокошник из-за размера закрывал лишь пучок волос на затылке, в то время как на темя и лоб ниспадала огромная ажурная поднизь. Сзади присутствовал позатыльник — плотный прямоугольника, украшавшегося золотной вышивкой или изготовлявшегося из позумента, и который закрывал волосы сзади. Тверской каблучок/ряска плотно надевался на голову, сетка под подбородком завязывалась кумачовыми тесёмками, а собственно сам убор прикалывался к пучку булавками. Каблучок/ряска надевался женщинами после венчания, но девушки носили повязки примерно схожей формы. В тверском каблучке/ряске Алексей Венецианов, значительную часть жизни проведший в Тверской губернии, запечатлел свою супругу, Марфу. На Дону до начала XIX века замужние казачки по праздникам носили чикилики — повязывавшуюся вокруг головы на затылке шёлковую или атласную ленту, расшитую жемчугом с жемчужными же поднизями по бокам, закрывавшие уши. Их надевали под шапки.
Довольно архаичным головным убором замужних женщин является кика (кичка), который мог в том числе обладать рожками. Сорока представляла собой низкую шапочку наподобие повойника, но обильно украшалась. К примеру, среди украшений могли быть помпоны. Кика и сорока были распространены в центральной и южной России. Дольше всех кики сохранялись в южнорусских губерниях и у некрасовцев.
Девичьим головным убором считался венец (в некоторых местах на Русском Севере был известен под названиями «почёлок» и «почелок»), отличавшийся от головных уборов замужних женщин (в частности, кокошников) тем, что был открытым. В XVI—XVII веке под этим термином понимали ленту, ткавшуюся из золотных нитей, иногда на каркасе из луба или бересты, и украшавшуюся по всей окружности жемчугом, драгоценными камнями или их заменителями. Венец надевался на лоб и повязывался на затылке, при это макушка оставалась непокрытой. Венцы XVIII—XIX веков делятся на два типа. Первый тип изготовлялся в виде обруча из луба или бересты, обтягивался тканью или позументом. Сзади к такому венцу прикреплялась полоса из парчи или шёлка (длиной 50 см, и шириной 15—10 см), заканчивавшаяся бахромой из гаруса или золотным кружевом. Такие венцы носили в южных губерниях европейской части России и в Тобольской губернии. Второй венец, как и допетровскую, так и послепетровскую эпоху, носил название коруна по его сходству с монаршими коронами, также он был известен под названием «венец с городками», то есть с зубцами по верхнему краю. Основа таких венцов из бересты или плотного картона, проклеенных холстом, форма различалась в зависимости от места бытования, различался и характер поверхности: она могла быть как и сплошной, так и ажурной. Изнанка венца этого типа обтягивалась ситцем или набойкой. Коруны носились на голове, закрепляясь на неширокой повязке из парчи шириной около 5—6 см, кончавшейся длинными завязками. Повязка прокладывалась по темени, а тесёмки завязывали на затылке под косой. Венцы-коруны были распространены на Русском Севере, а местами и в Пермской губернии. Оба типа обильно украшались на лицевой стороне золотным шитьём, жемчугом, блёстками и т. п. Могла присутствовать поднизь из жемчужин, ниспадавшая на лоб. В городе Устюжне и Устюженском уезде Новгородской губернии (ныне в Вологодской области) молодые замужние крестьянки носили кокошники характерной треугольной формы на твёрдой форме. В конце XIX века венец, а также другие праздничные девичьи головные уборы: головодец, почелок, стали обрядовыми, превратившись в головные уборы невест, в которых они венчались и сидели на главном пиру свадьбы, проходившем после венчания.
Среди знатных женщин Московской Руси XVII века была весьма распространена меховая шапка с наушами.
На севере России в конце XVIII века бытовала шапочка-«кораблик», названная так из-за заострённых вверх лопастей с передней и задней стороны убора, придававшей ему вид лодки. Тулья шапок-корабликов изготавливалась из парчи или бархата. Шапку-кораблик также носили украинки в XVII—XIX вв.
В ряде мест женщины и девушки также носили колпаки. Так, донские казачки надевали на пучки волос на затылке шёлковые колпаки с яркими узорами, а концы обворачивали вокруг пучка. В Вологодской губернии (также частично в Вятской, в
некоторых деревнях Воронежской и Тамбовской губерний а также в Нижнем Поволжье и в Западной Сибири) вязаный хлопчатобумажный колпак с кисточкой на конце был девичьим головным убором. На Русском Севере колпак носили с повязкой, да и то, лишь просватанными девушками (сговорёнками). На юге России колпак был праздничным девичьим головным убором, закреплявшимся на голове шёлковым платком, сложенным в виде полосы и завязанным на затылке. Девицы носили колпак с уложенными в него косами.

Женские головные уборы
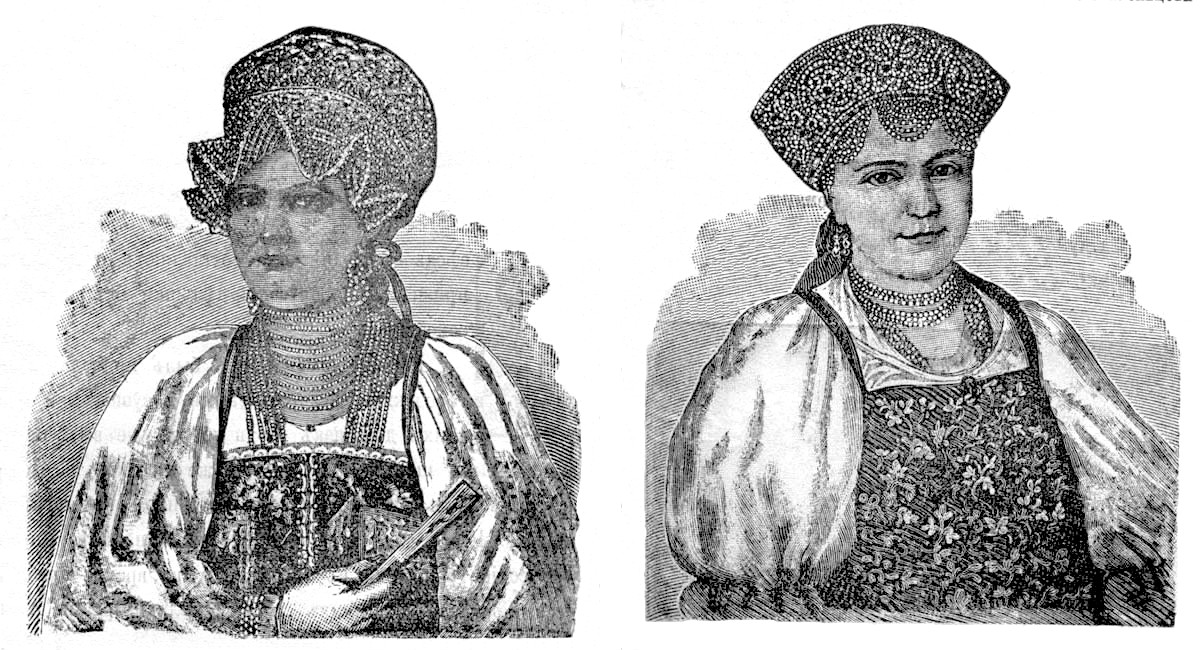
Головные уборы жительниц Старой Руссы (Новгородская губерния): венец незамужней девушки (слева), кокошник замужней женщины (справа). Иллюстрация из книги «Иллюстрированный историко-статистический очерк города Старой Руссы и Старорусского уезда», 1885 г.
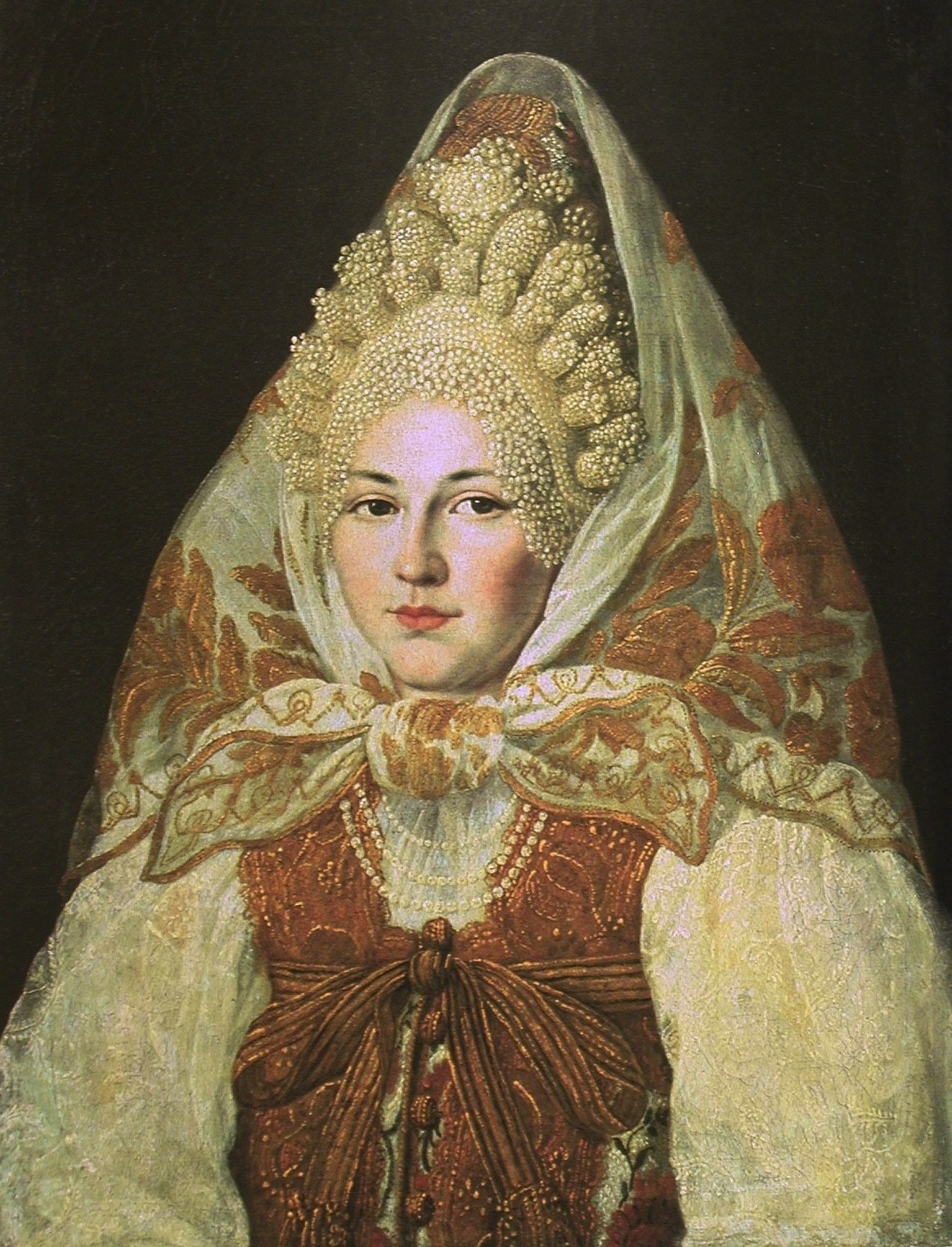
Жительница Торопца (Псковская губерния) в кокошнике-шишаке, портрет ок. 1850 г.
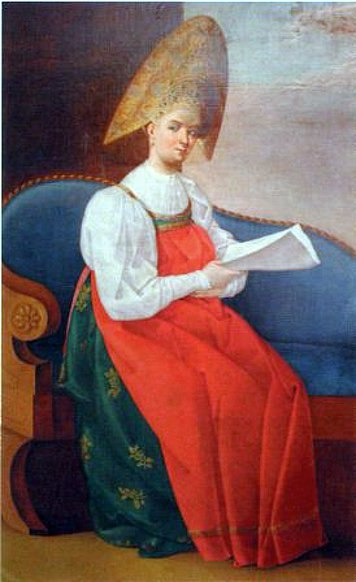
Портрет неизвестной в кокошнике, середина XIX в. Из экспозиции Нижнетагильского музея изобразительных искусств (Свердловская область)
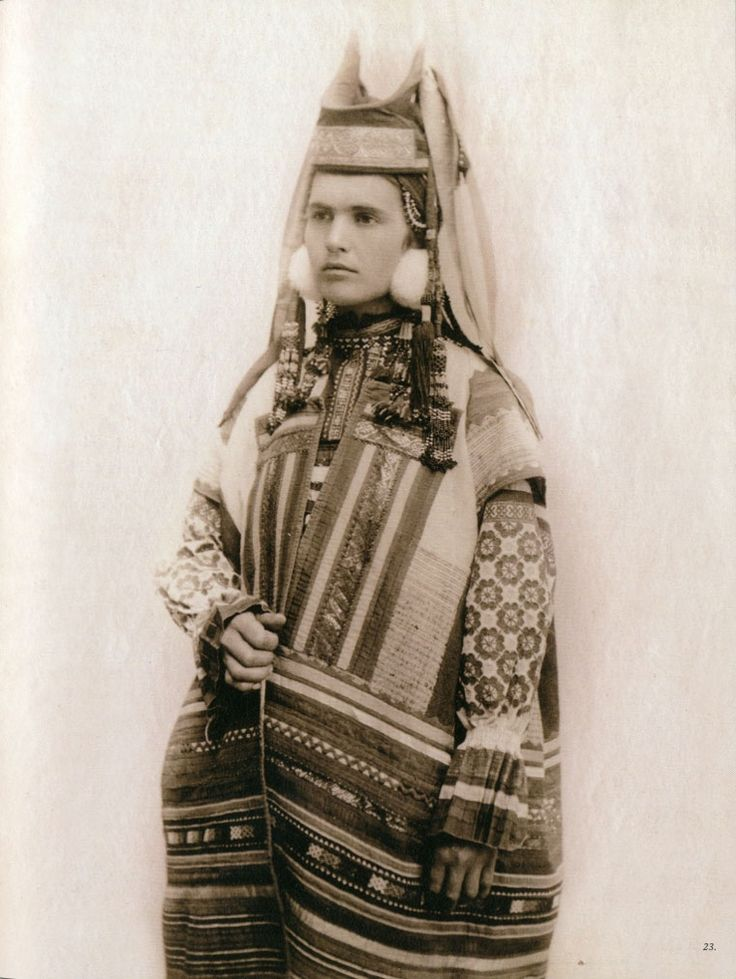
Женщина в праздничном костюме Скопинского уезда Рязанской губернии, 1900-е гг. На изображённой — «рогатая» кичка.
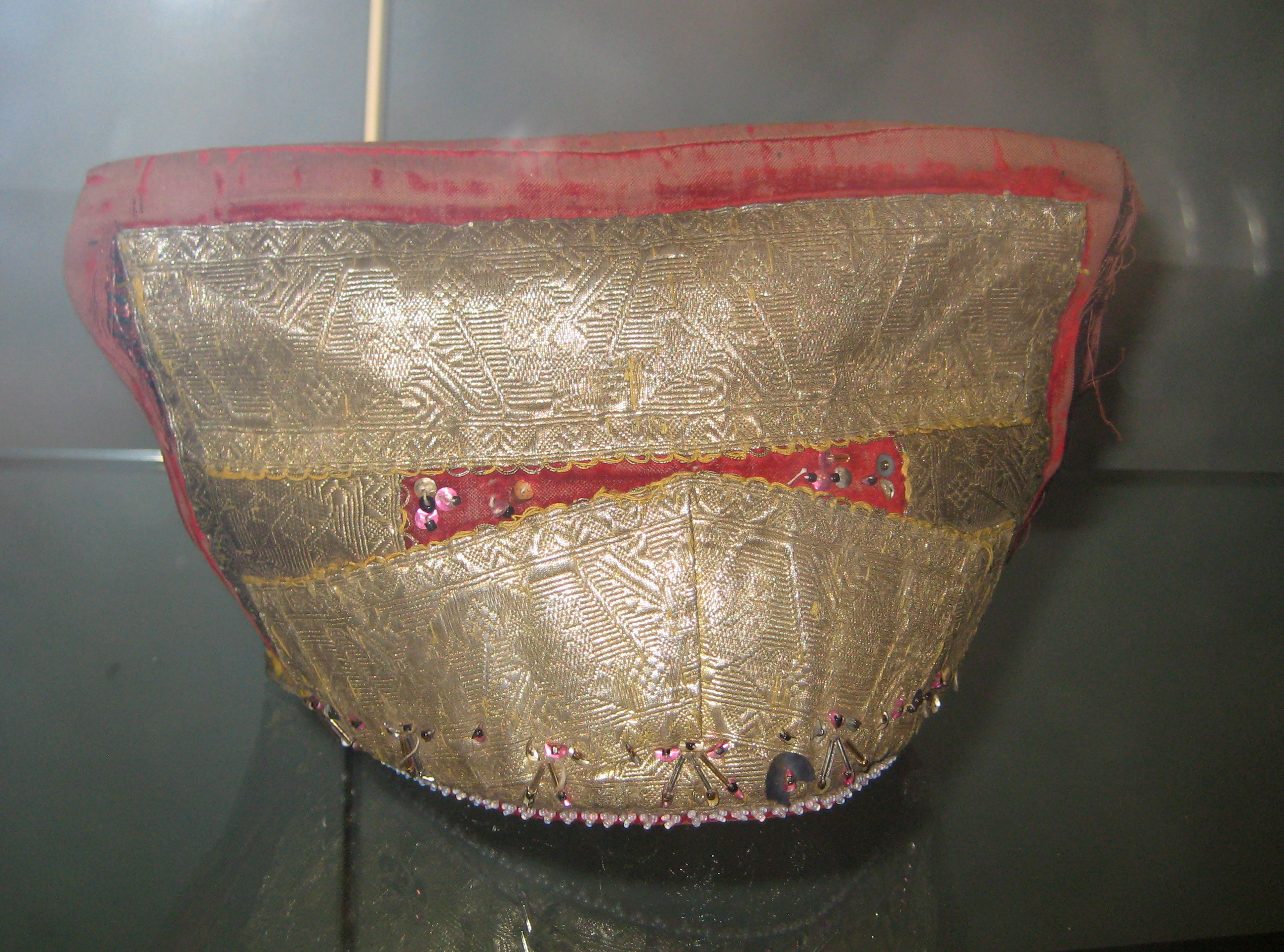
Кика лопатообразной формы, Рязанская губерния. Из коллекции бизнесмена Кирилла Бабаева
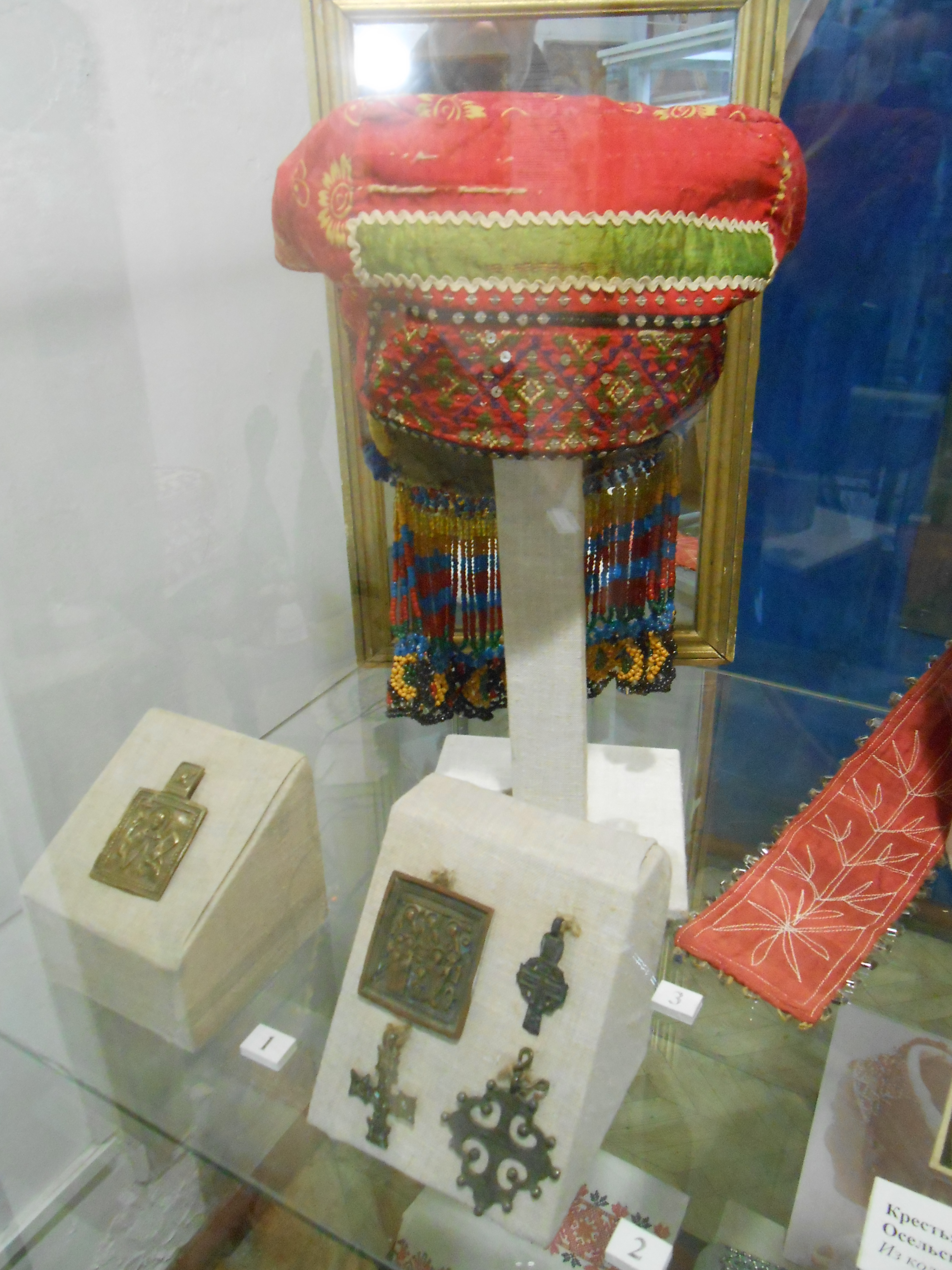
Сорока, из экспозиции музея «Смоленский лён»
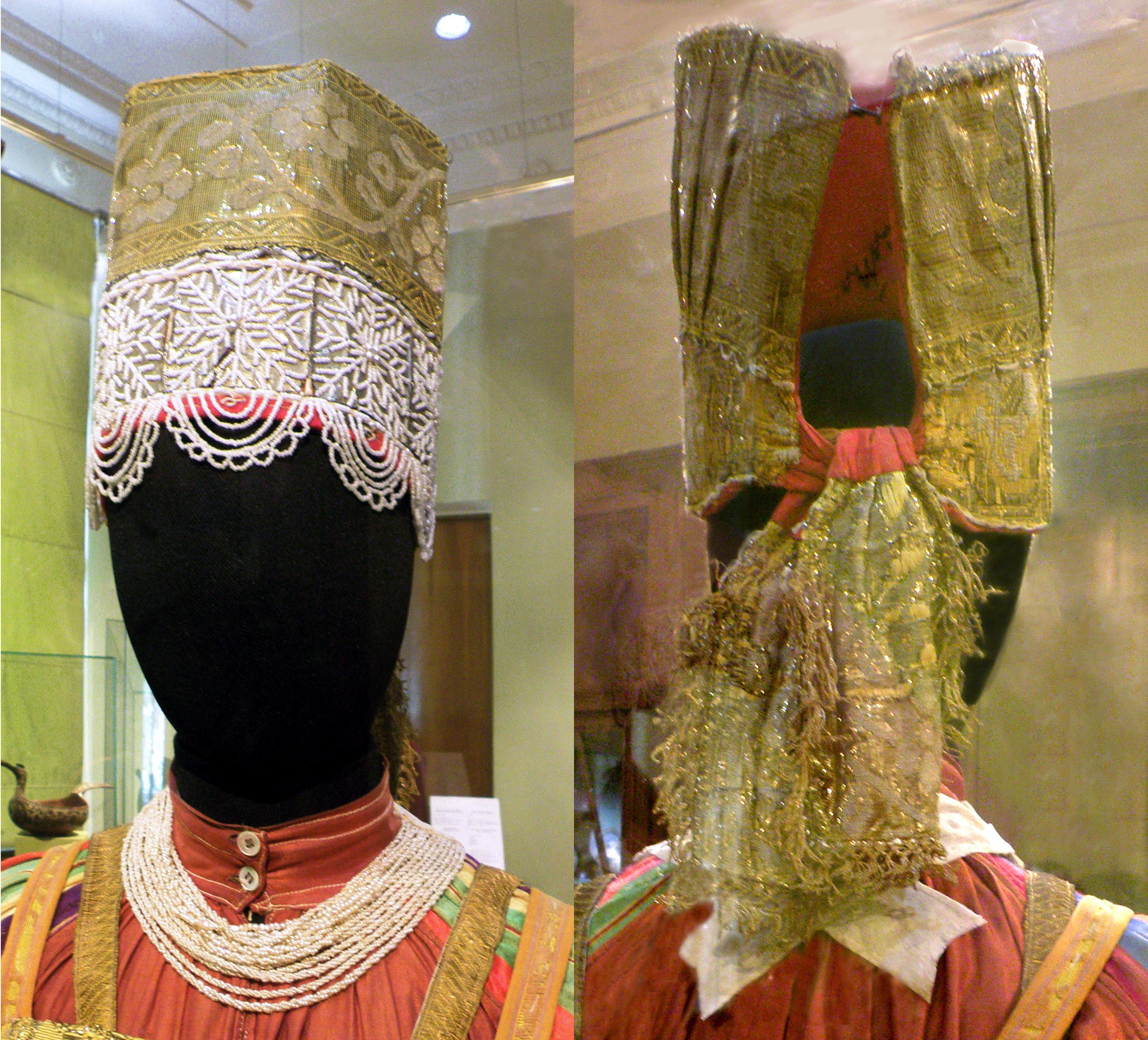
Девичья повязка, праздничный головной убор, Архангельская губерния (вид спереди и сзади)
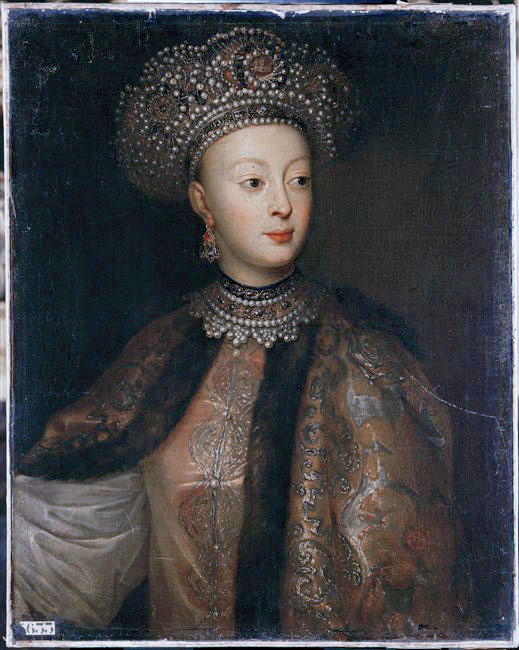
Портрет Марфы Матвеевой, супруги дипломата Андрея Матвеева, 1702 г. На изображённой надет кокошник
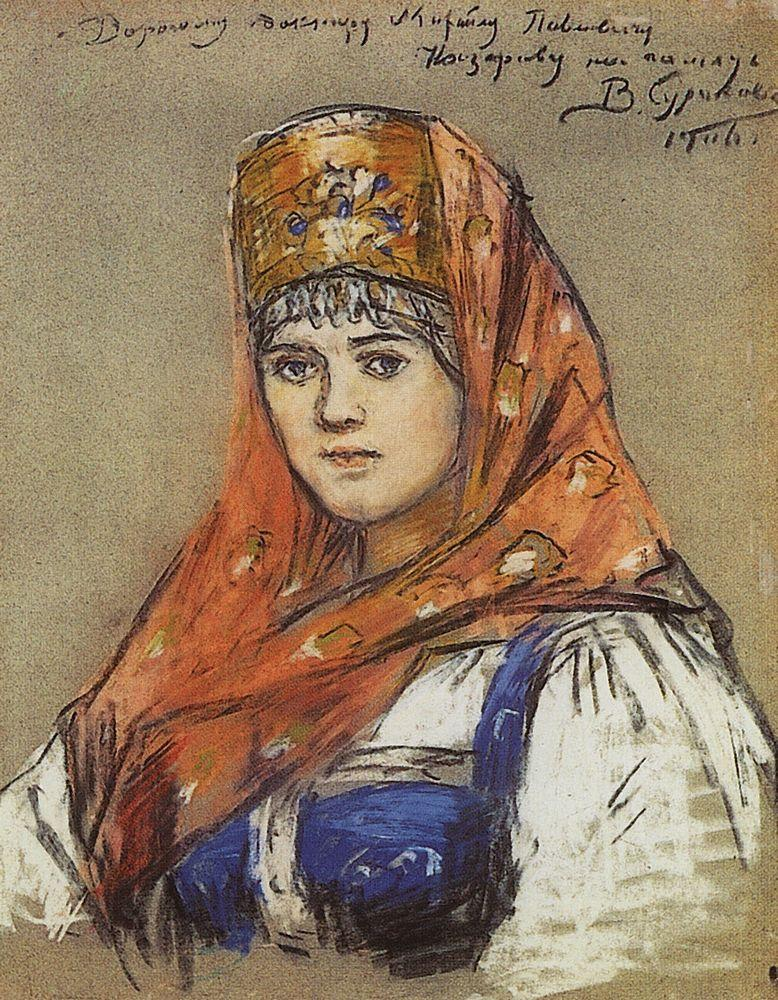
Портрет, эскиз Василия Сурикова. На изображённой — кокошник цилиндрической формы и плат поверх.
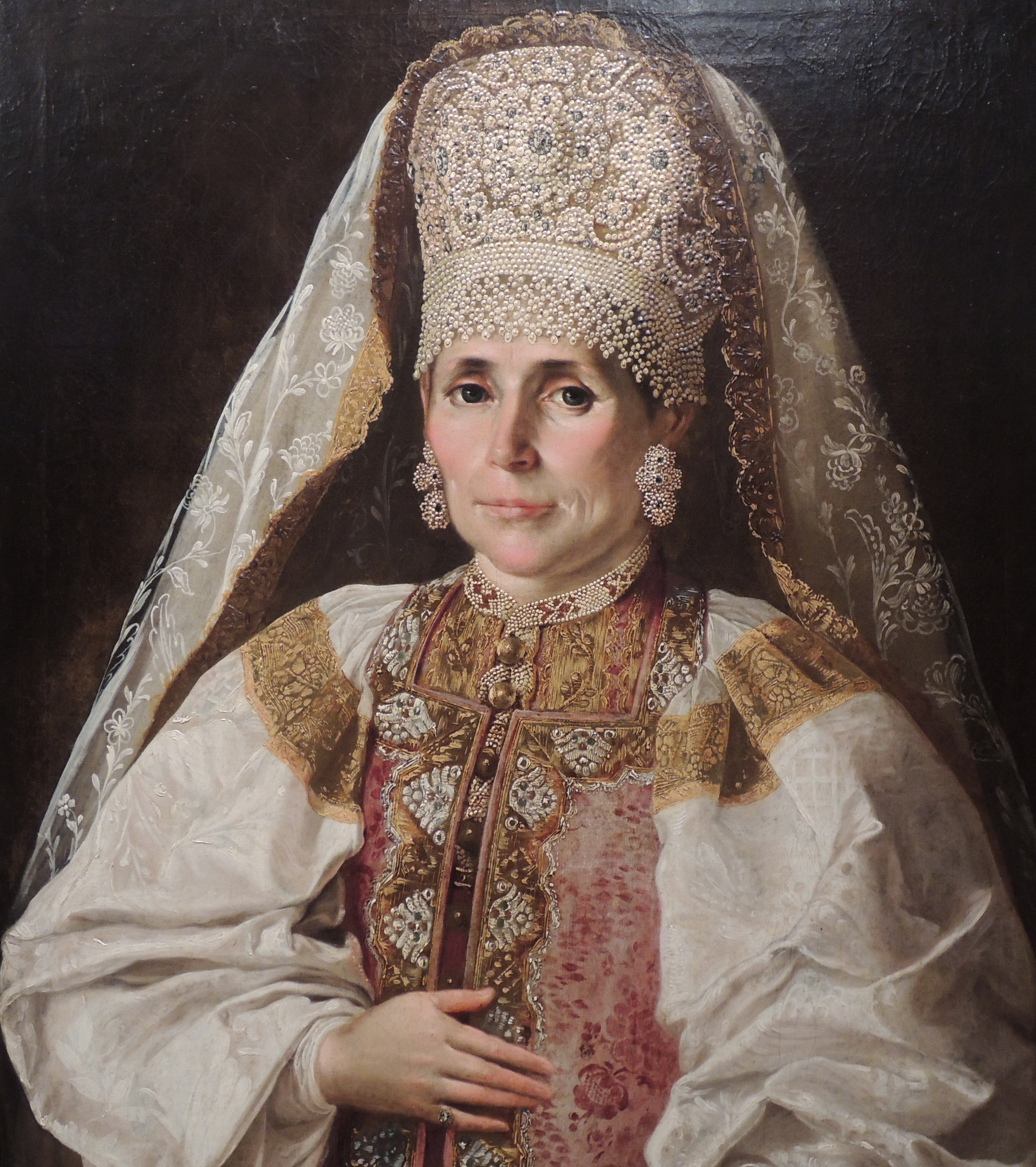
Портрет неизвестной купчихи (в высоком цилиндрическом кокошнике и платке поверх) кисти неизвестного художника, 1840-е гг. Из собрания ГИМ (Москва)
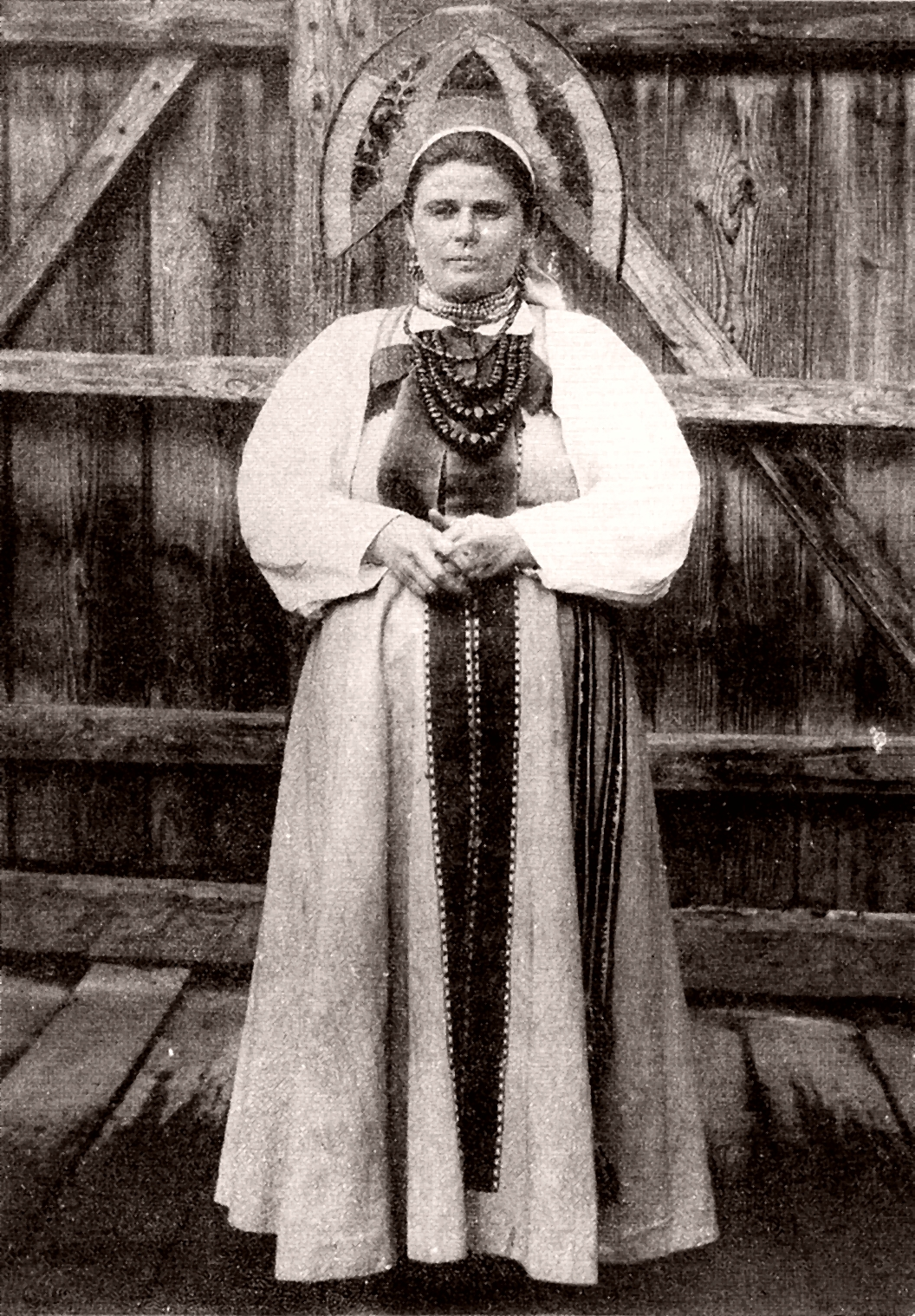
Женщина в праздничной одежде, Уфимская губерния, 1911 г.
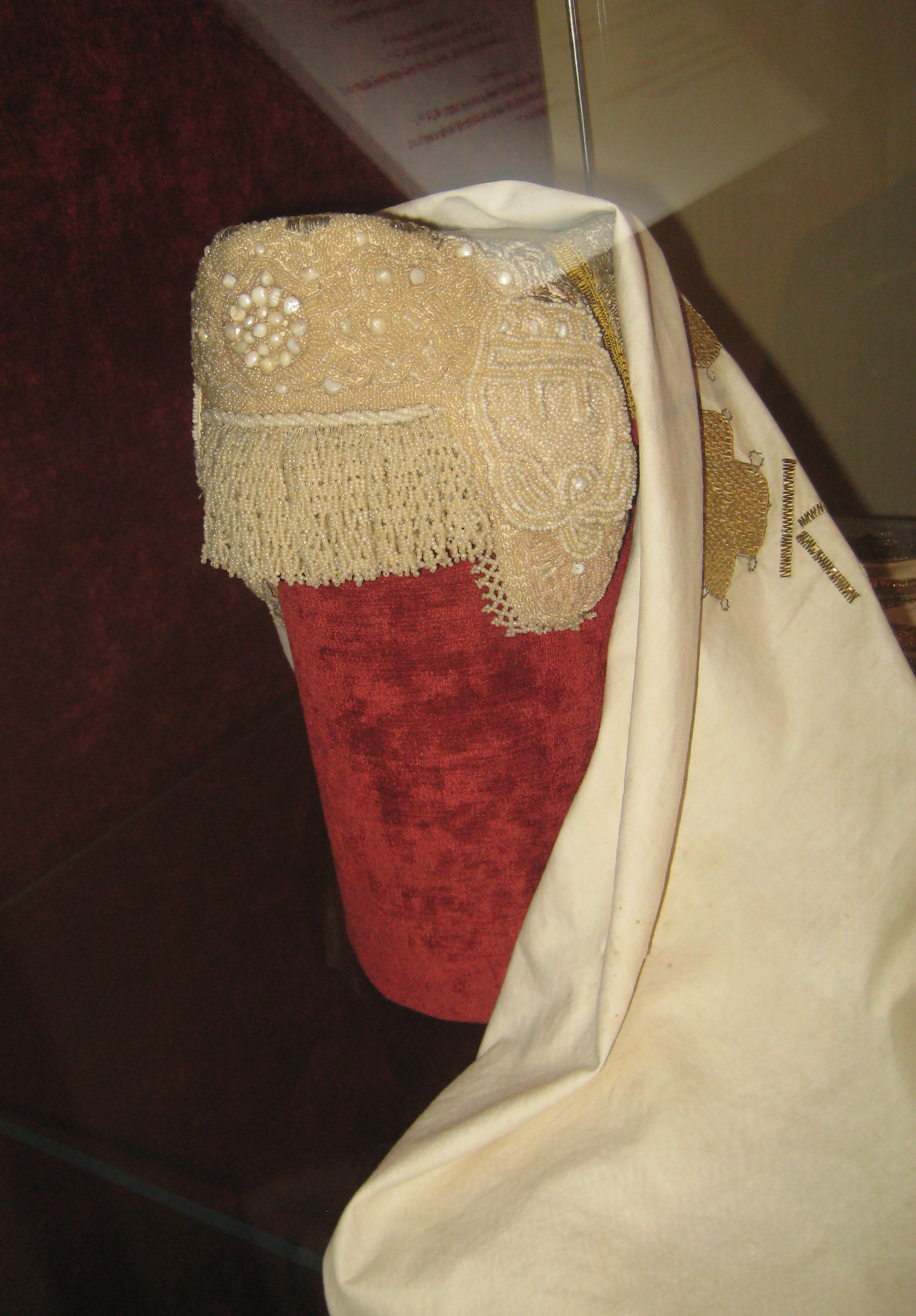
Кокошник (Каргопольский уезд Олонецкой губернии, ныне Архангельская область), середина XIX века, из собрания ВМДПНИ
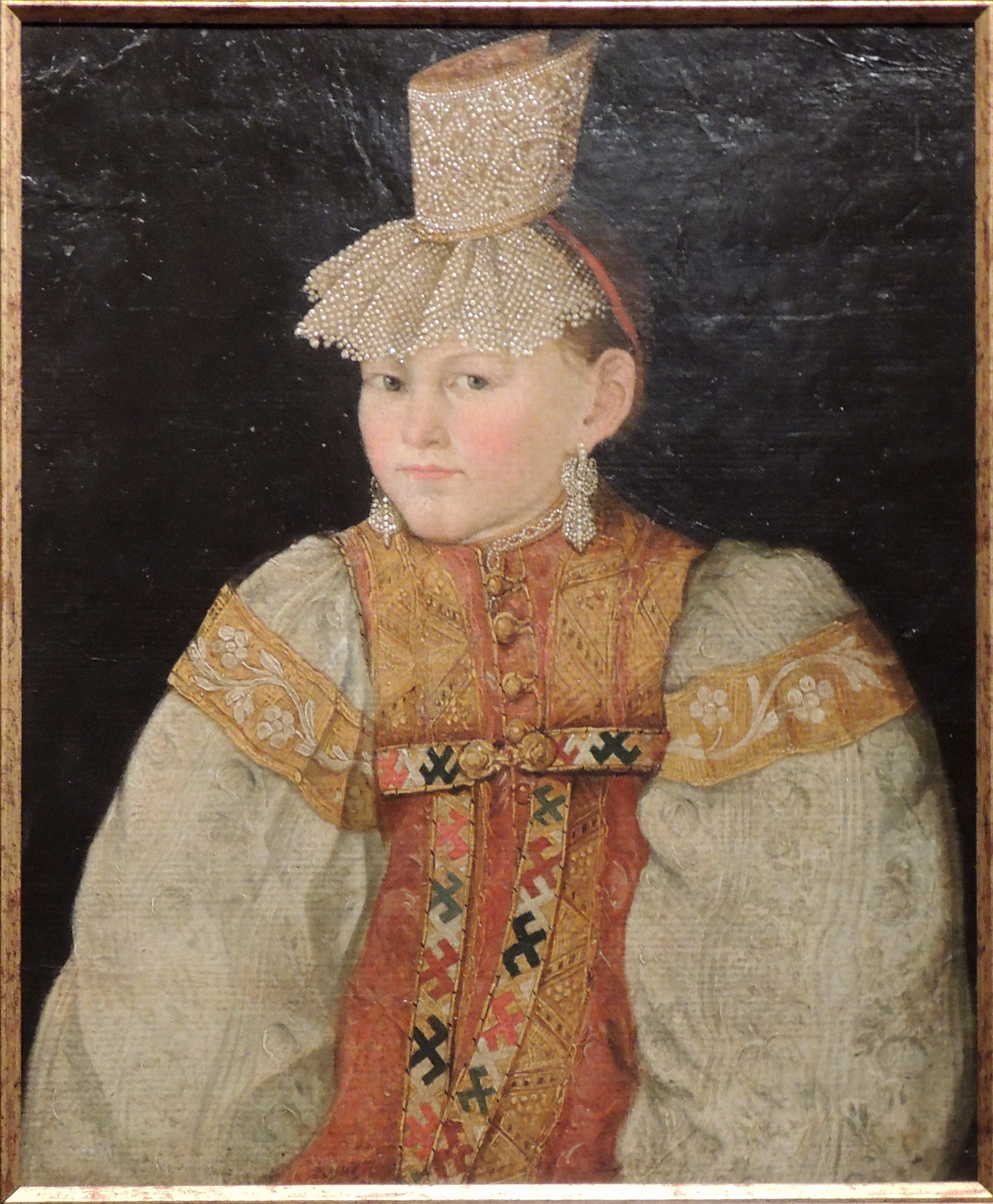
Портрет неизвестной тверской крестьянки/купчихи в повязке с жемчужной поднизью, 1830-е гг. Из собрания ГИМ
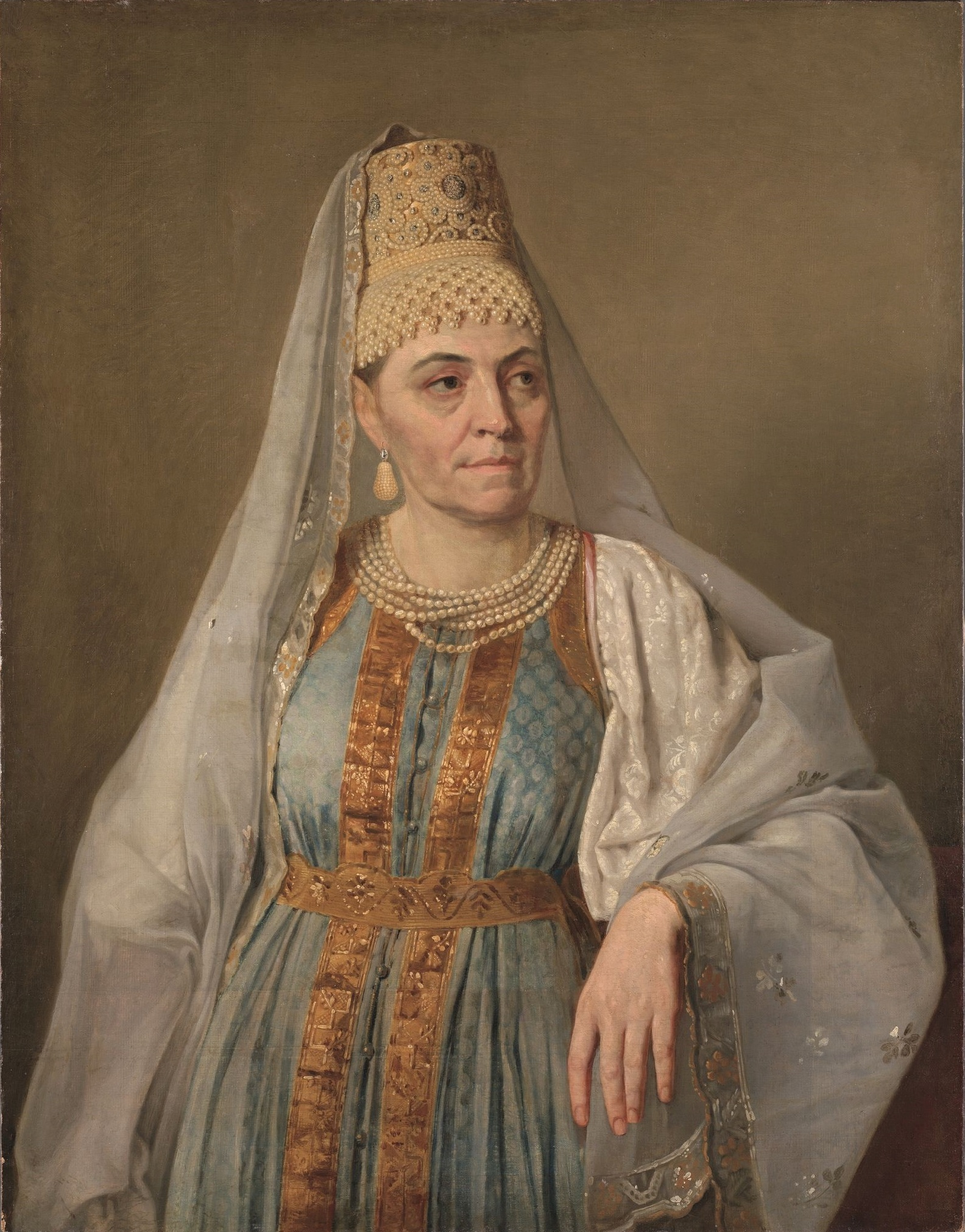
Портрет Марфы Венециановой в тверском кокошнике-ряске кисти её мужа, 1828 г. Из собрания Третьяковской галереи
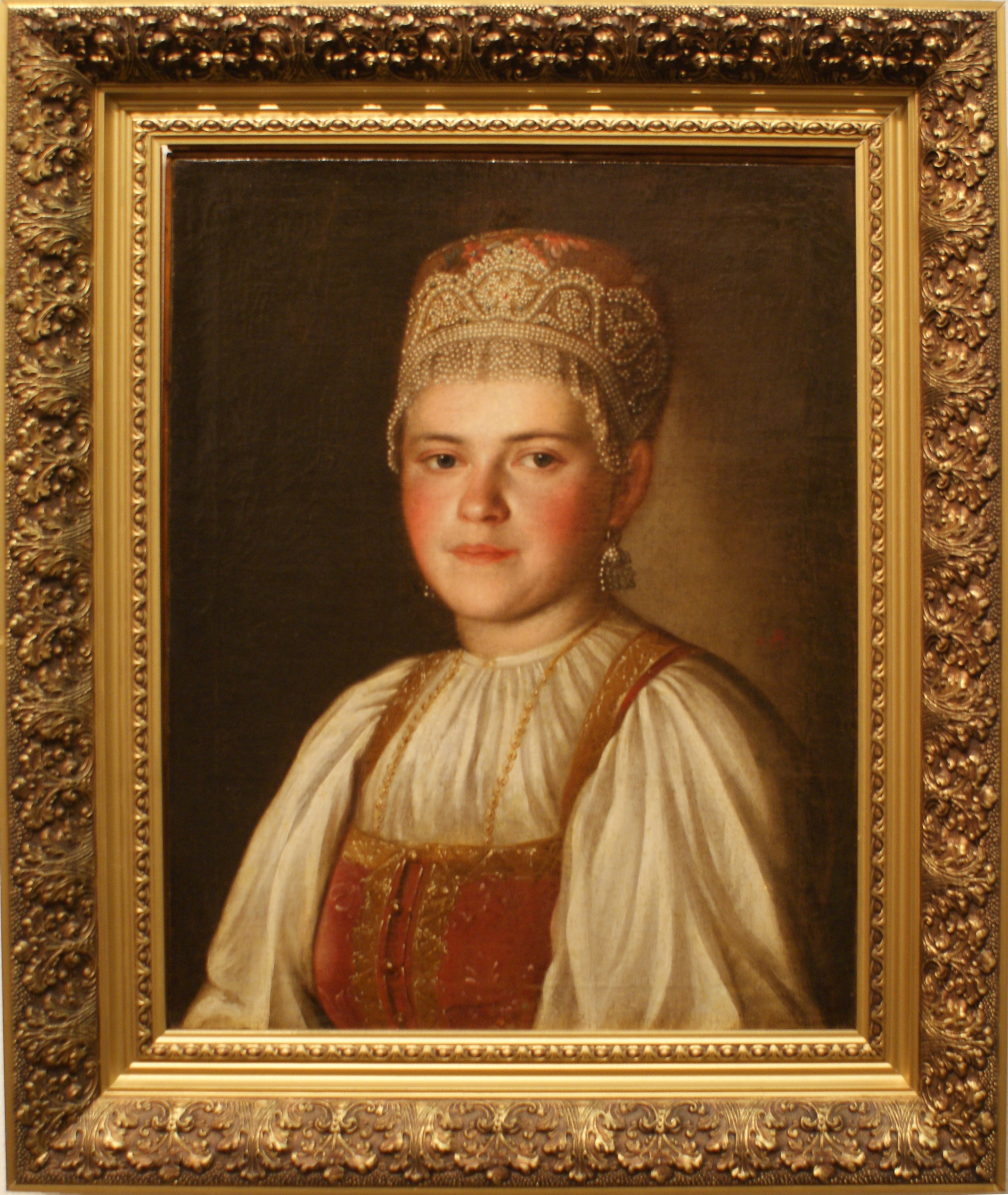
Молодая крестьянка в головном уборе Олонецкой губернии, неизвестный художник, 1740-е гг. Из коллекции Национального художественного музея Белоруссии
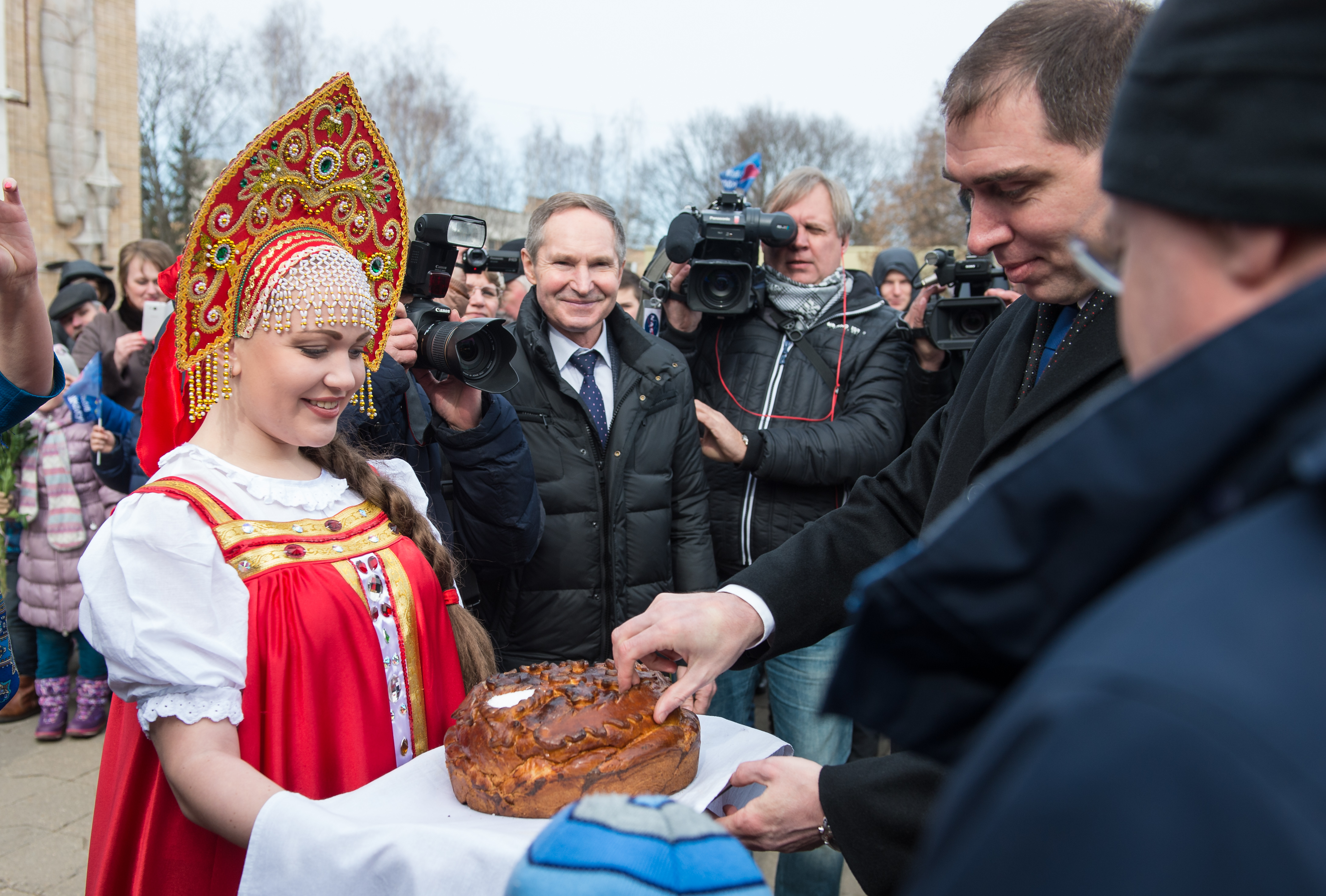
Встреча хлебом-солью космонавтов, вернувшихся с экспедиции МКС-46, 2016 г. На женщине — сценический псевдонародный кокошник

## Причёска

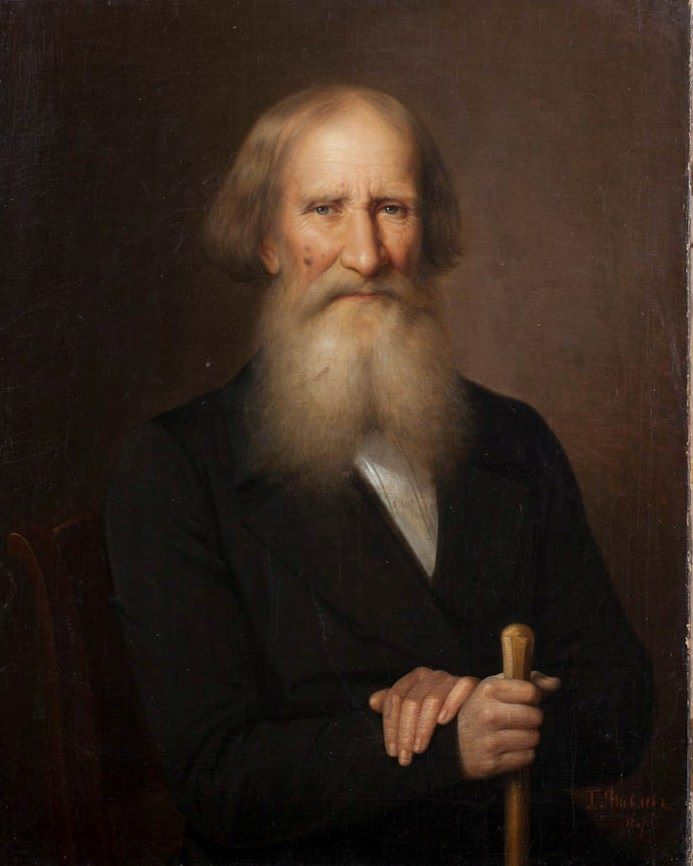
Портрет неизвестного купца кисти Гавриила Яковлева (1857 г.), изображаемый подстрижен под калитку, с прямым пробором

У мужского пола наиболее распространёнными причёсками были «под горшок» и каре. Обе причёски также носили названия «под кружок», «по-русски», «в кружало», «под/в скобку», «в скобу», «под калитку», «калиточкой». Как уже ясно из основного названия, причёска-горшок получалась путём закрепления горшка или миски на голове и подрезанием торчавших из-под края волос, таким образом, волосы обстригались по диаметру головы на одном уровне, пробор отсутствовал. Стрижка «под калитку» по исполнению мало отличалась от стрижки-горшка: на этот раз волосы подстригались только спереди, и в итоге на лоб ниспадала чёлка (либо же центральная часть чёлки выстригалась, образуя таким образом «калитку» на теменной части головы), в то время как волосы по бокам и сзади продолжали ниспадать дальше, доходя до затылка или плеч. Кончики волос по бокам и сзади могли завиваться, что можно заметить на некоторых парсунах XVII в., хотя крестьяне и купцы завивали волосы ещё в середине XIX в. С XIX века существовала и другая разновидность данной причёски: волосы надо лбом не стриглись, а зачёсывались набок с прямым пробором. Среди некоторых групп, в особенности старообрядцев, бытовал обычай выстригать или выбривать на затылке небольшой кружок наподобие гуменца дониконовского православного духовенства или тонзуры католического духовенства. Данная практика объяснялась религиозными мотивами: выстриженный на макушке кружок-венец, по представлению старообрядцев, указывал на то, что носителю кружка Богом предначертан «венец бессмертия». Также, вероятно, кружок символизировал терновый венец Христа. Обязательно кружок на затылке выстригали входившие в «собор», то есть служители, входящие в причт люди. Русские не из числа старообрядцев потешались над этим обычаем, презрительно называя стригших макушки суховершинниками.
Однако не стоит забывать и об изменении причёсок в соответствии с модой. Славяне дохристианского времени, в том числе и восточные, могли носить чуб на бритой голове. Эта причёска, очевидно заимствованная у кочевых народов, была прежде всего знаком дружинника, воина. Чуб носил князь Святослав Игоревич, о чём упоминает византийский историк Лев Диакон в своём труде «История». Однако, не стоит исключать того, что описание Святослава могла быть позаимствовано из описания Аттилы за авторством римского историка Приска. Впоследствии чуб-оселедец носили уже запорожские казаки. После принятия христианства и увеличившегося византийского влияния в моду вошли длинные волосы. О ношении длинных волос мужчинами-псковитянами в начале XV века упоминает фламандский рыцарь и дипломат Жильбер де Ланнуа в своих воспоминаниях «Путешествия и посольства», прибывший в Псков и Новгород в 1413—1414 годах в качестве дипломата. Также он упоминает носимые псковитянками «круглые диадемы за головами, как у святых», по-видимому, кокошники или венцы. В XIV—XV веках на территории Новгородской республики среди мужчин бытовала мода на плетение кос. Новгородцы с косами запечатлены на некоторых изобразительных источниках XV века, к примеру, на резной деревянной скамье 1360—1370-х гг., расположенной в церкви Святого Николая в городе Штральзунд (Германия) присутствуют панели, изображающие хозяйственную деятельность новгородцев: охоту, бортничество, торговлю. Кроме того, новгородец с заплетёнными косами запечатлён на деревянной панели середины XV века из любекской церкви Девы Марии. Кроме того, о данной модной тенденции упоминают западные путешественники: тот же Жильбер де Ланнуа («дамы имеют две косы из своих волос, свисающие за спиной и мужчины одну косу»). Однако после ликвидации республики в ходе присоединения Новгородской земли к Московскому княжеству, а также последовавшей за этим депортации многих новгородцев на земли Московского княжества и заселением Новгорода москвитянами, данная практика перестала существовать (в частности, на деревянной скульптуре новгородского купца 1496 года из той же любекской церкви Святой Марии никаких кос нет). Однако Матей Маховский в своём трактате «О двух Московиях» упоминает о бытовании заплетания кос у мужчин ещё в 1517 году, правда, в Пскове. В том же XVI веке в Московской Руси среди знати вошли в моду бритьё головы налысо и короткие стрижки. Коротко или налысо стриженных людей, в частности, можно заметить на пресловутой гравюре «Русское посольство» 1576 г. Помимо Максима Грека, о моде на бритьё головы упоминает и Сигизмунд фон Герберштейн и некоторые другие иностранцы, побывавшие в Московском царстве тех лет. В начале-середине XVII века бритьё головы выходит из моды, хотя отдельные москвитяне продолжали следовать этой моде и во второй половине столетия. Реформы Петра I и последующая вестернизация практически не затронула традиционные русские причёски, и не-дворяне продолжали стричься, как и прежде. Однако в XIX веке из города проникают короткие стрижки общеевропейского образца, с пробором набок. Зачастую они носят название вроде «полька» или стрижка «по-польски». Молодые парни, стригшиеся по-городскому, могли закручивать прядь волос, образуя нечто вроде чуба, гордо торчавшего из-под головного убора, например, картуза. В некоторых местах мужчины перешли от «калитки» к «польке» сразу же, минуя стадию причёски с прямым пробором.
Дольше всех традиционные причёски сохраняли старообрядцы, для разных согласий были характерны свои варианты причёсок. Современные старообрядцы-мужчины в основном носят западные причёски, как и большинство россиян. Однако в некоторых согласиях всё ещё сохраняются традиционные причёски. К примеру, сибирские староверы, брачные поморцы а также беспоповцы до сих пор стригутся под горшок (в кружок), а федосеевцы — под калитку или в скобу.
Мужчины обязательно носили растительность на лице. Борода считалась неотъемлемым атрибутом мужчины, особенно её ношение распространилось после крещения Руси, и в древнерусском законодательстве даже существовали наказания за порчу бороды. Однако ношение усов без бороды также не возбранялось (вообще все восточные славяне в принципе никогда не брили усы), и юноши, вступившие в брак, и до этого носившие усы, обязательно отращивали бороду. Брадобритие же вызывало в допетровском обществе (прежде всего времён Московской Руси) подозрения, в том числе в гомосексуальных наклонностях практикующих его человека (впрочем, в правление Фёдора Алексеевича брадобритие, вероятно, входит в моду, на что с сильным осуждением обращают внимание деятели церкви; светская же власть, видимо, не преследовала сбривавших бороды). Однако уже к началу XX века на селе стали брить бороду не только неженатые юноши, но и молодые женатые мужчины, хотя старики продолжали отращивать бороду. Староверы до сих пор считают бритьё бороды великим грехом.

Эволюция традиционных русских мужских причёсок
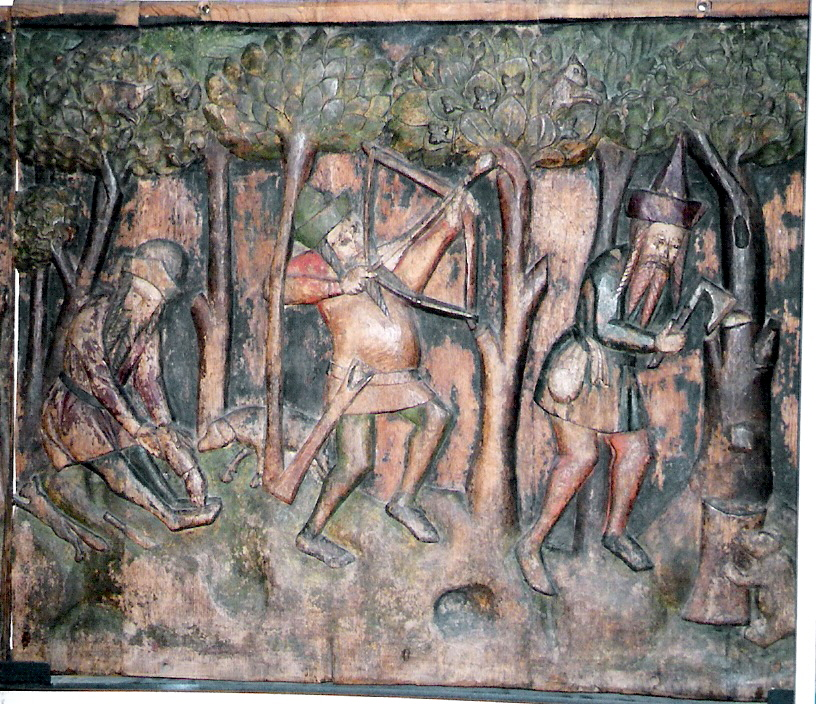
Охотники и бортник в Новгородской земле, деталь резной панели скамьи в штральзундской церкви Святого Николая (1360-1370-е гг.). У новгородцев волосы заплетены косы, бороды раздвоены, вилообразной формы.
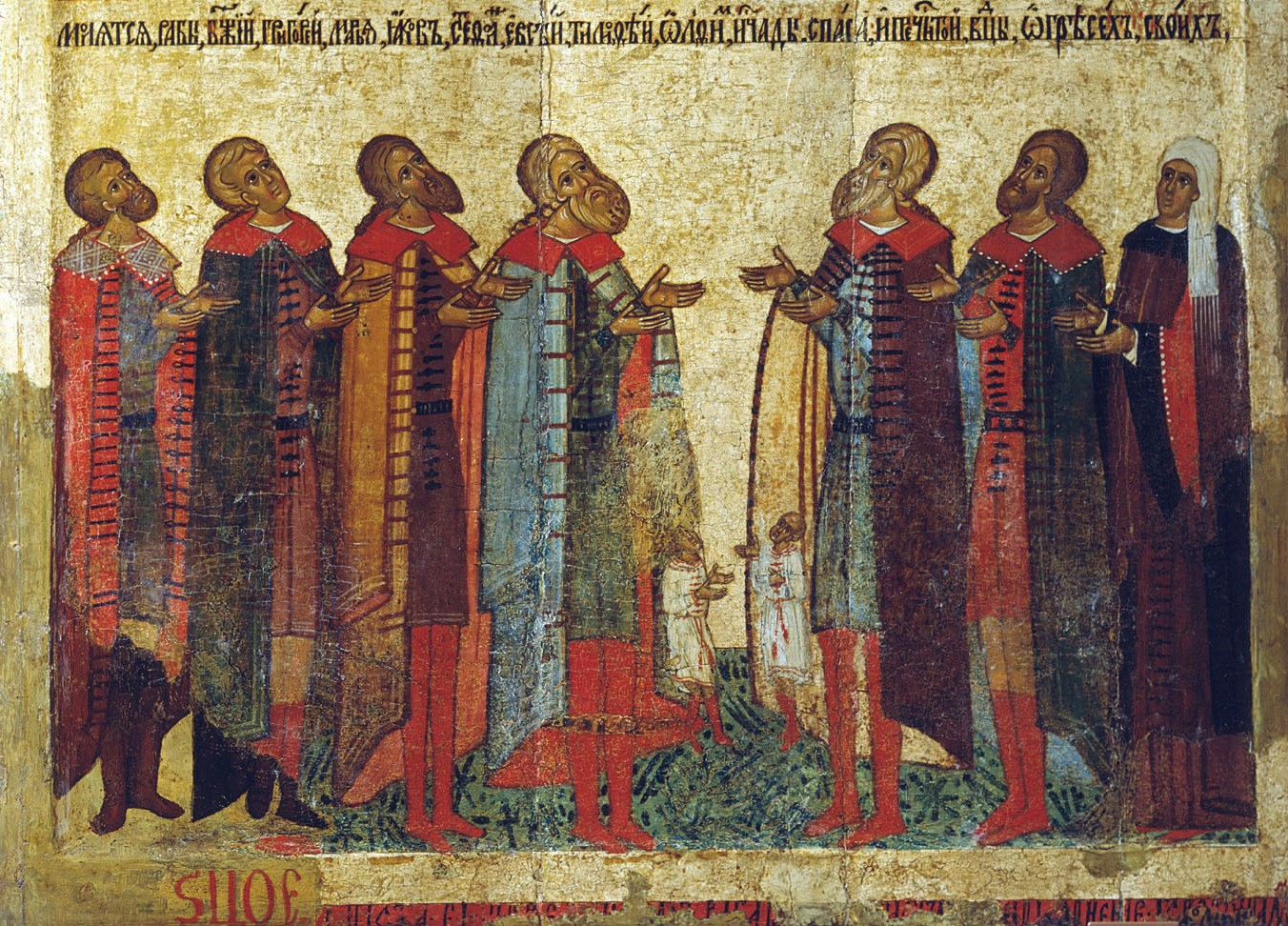
Молящиеся новгородцы (предположительно бояре Кузьмины), фрагмент иконы «Деисус», около 1467 г. У мужчин длинные, предположительно заплетённые в косы, волосы
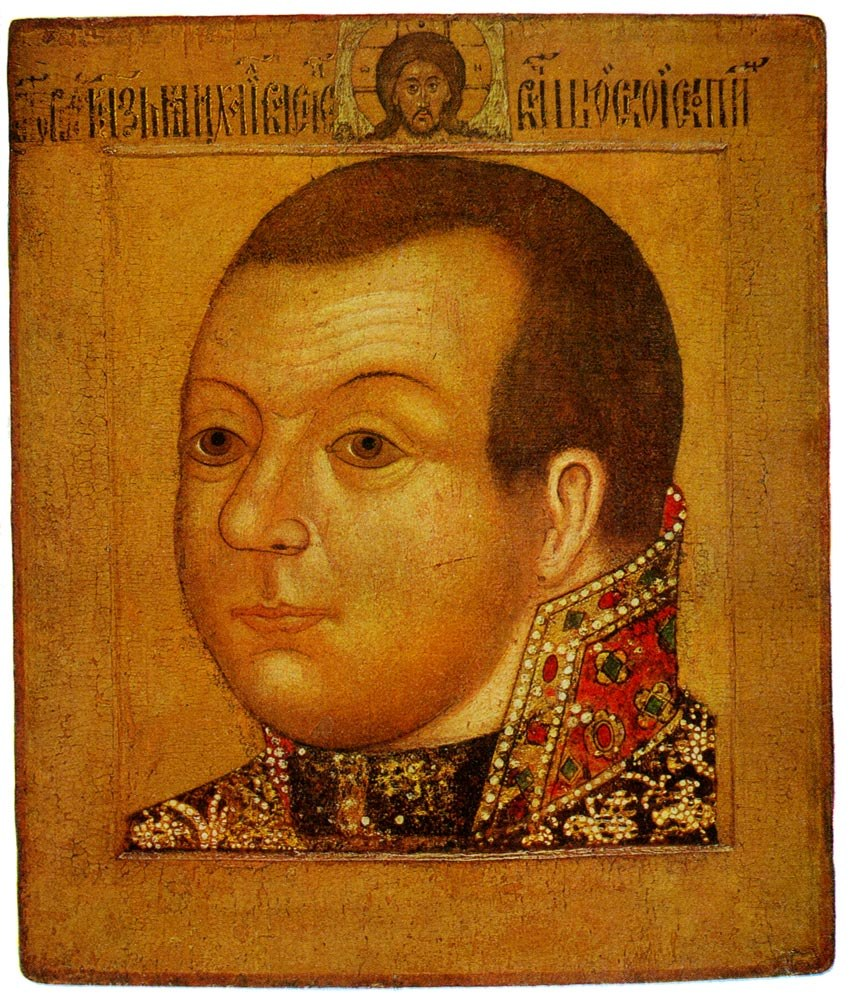
Портрет-парсуна Михаила Скопина-Шуйского, начало XVII в. Изображённый коротко подстрижен.
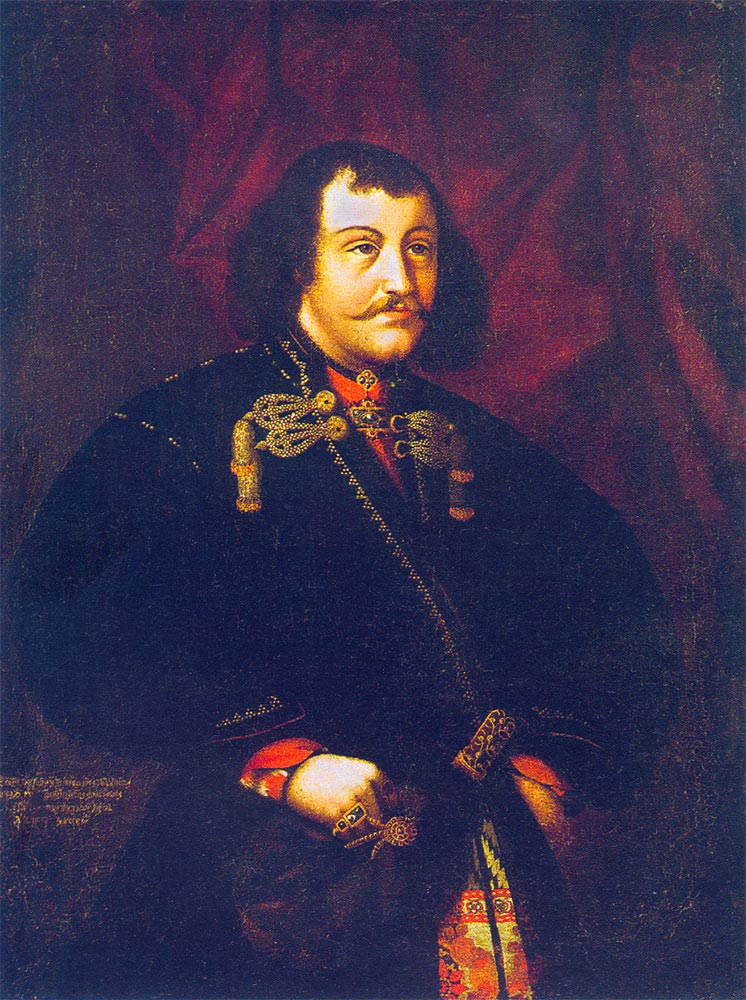
Портрет-парсуна Григория Годунова, 1686 г. Изображённый подстрижен под калитку, концы волос завиты.
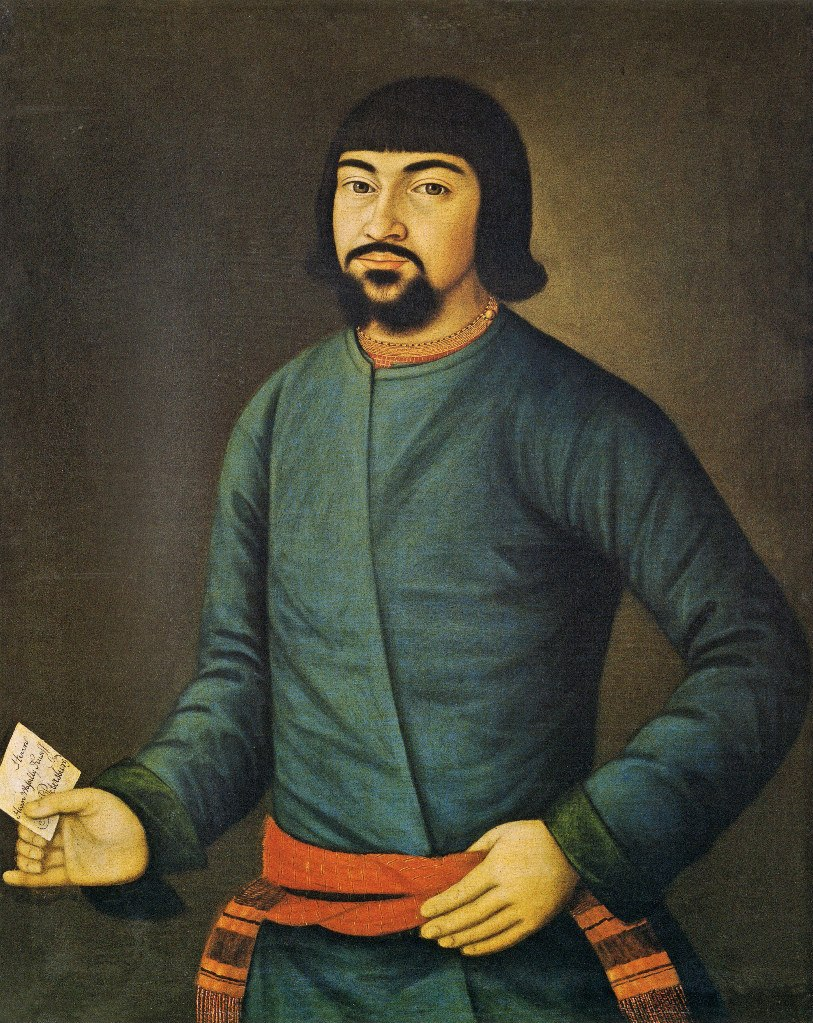
Петербургский купец Иван Кусов, портрет 1772 г. Изображаемый подстрижен под калитку, концы завиты.
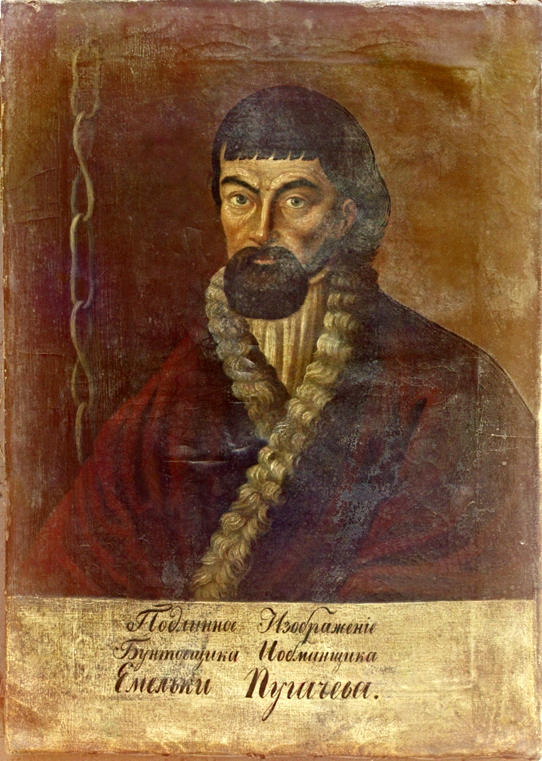
Портрет Емельяна Пугачёва, 1774 г.
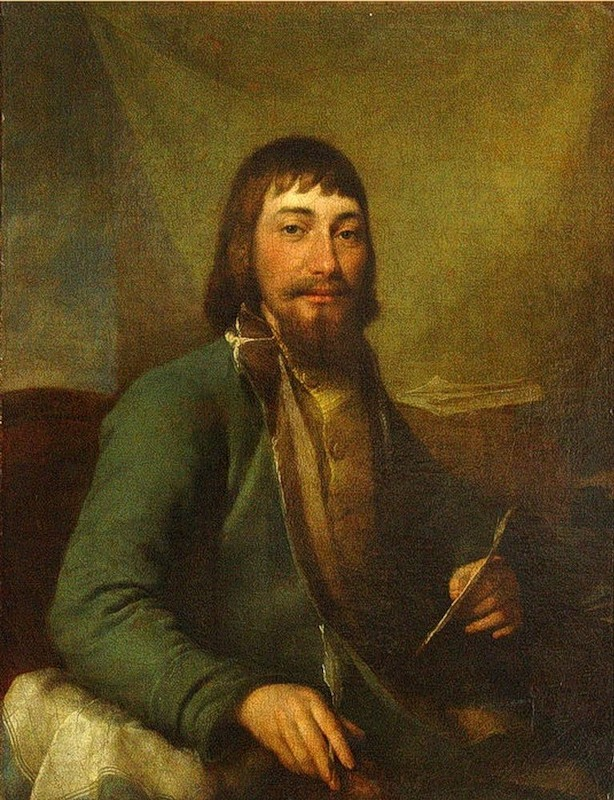
Портрет неизвестного купца (предположительно Ивана Билибина) кисти Дмитрия Левицкого, 1801 г. Изображаемый подстрижен под калитку, волосы доходят до плеч
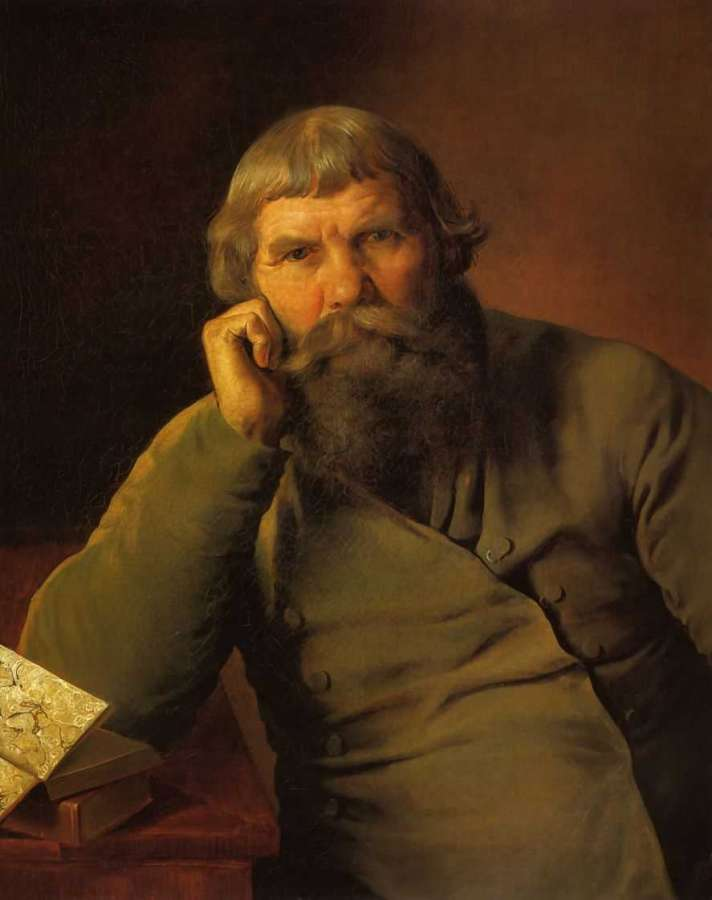
Портрет неизвестного купца кисти Гурия Крылова, нач. XIX в. Изображаемый подстрижен под калитку
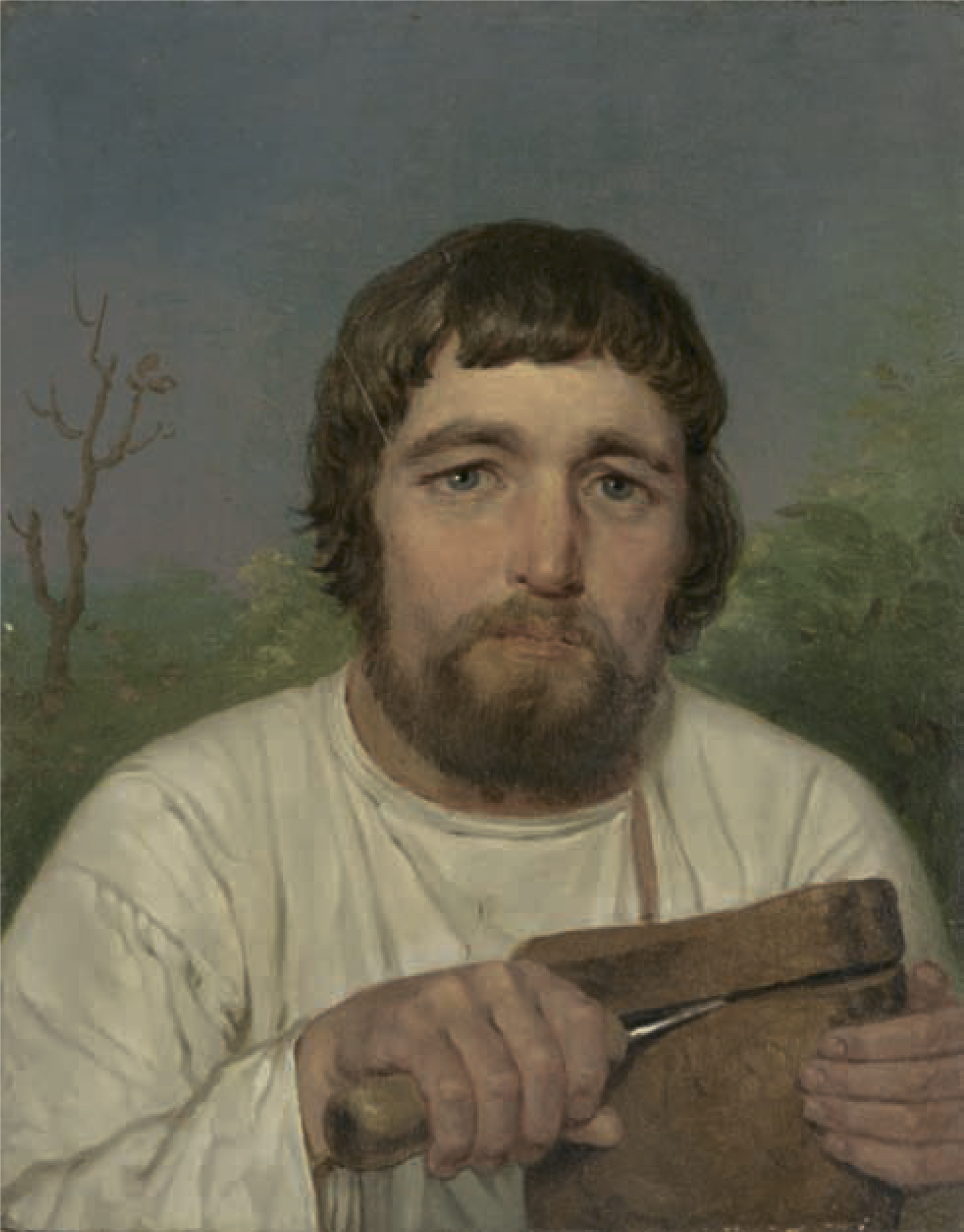
«Крестьянин, отрезающий ломоть хлеба», картина Алексея Венецианова 1820-х гг. из собрания Русского музея. Изображённый подстрижен под калитку, волосы доходят до мочек ушей
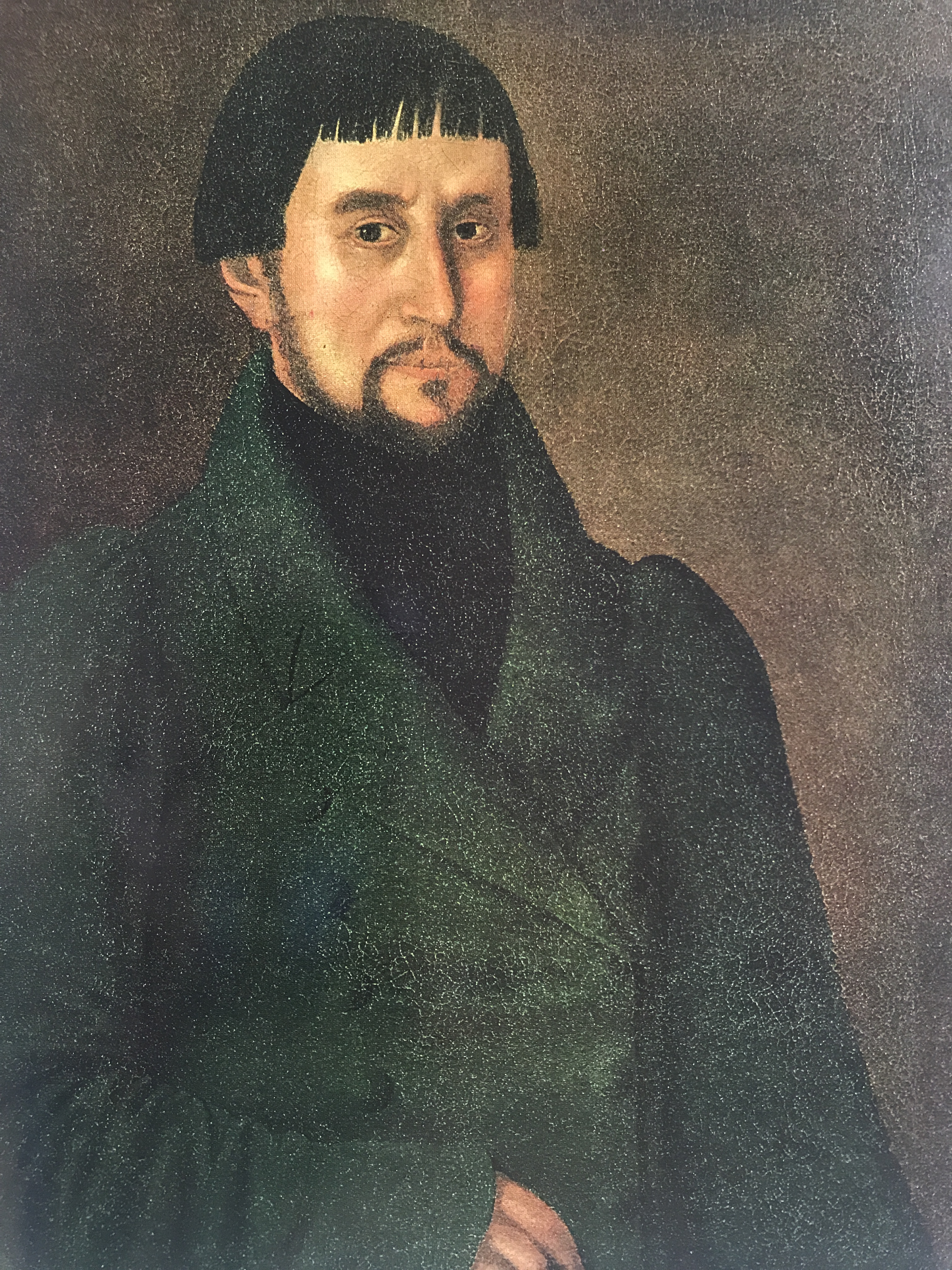
Портрет угличского купца Семёна Шапошникова кисти Ивана Тарханова, 1829 г. Изображаемый подстрижен под калитку
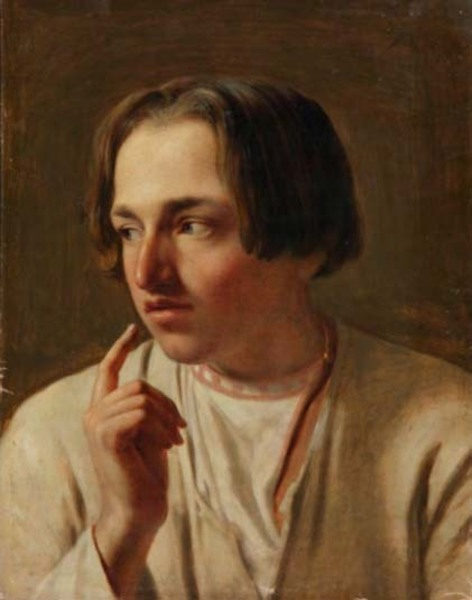
«Крестьянский мальчик», картина предположительно А. Венецианова, 1830-е годы. Изображаемый подстрижен под калитку с прямым пробором
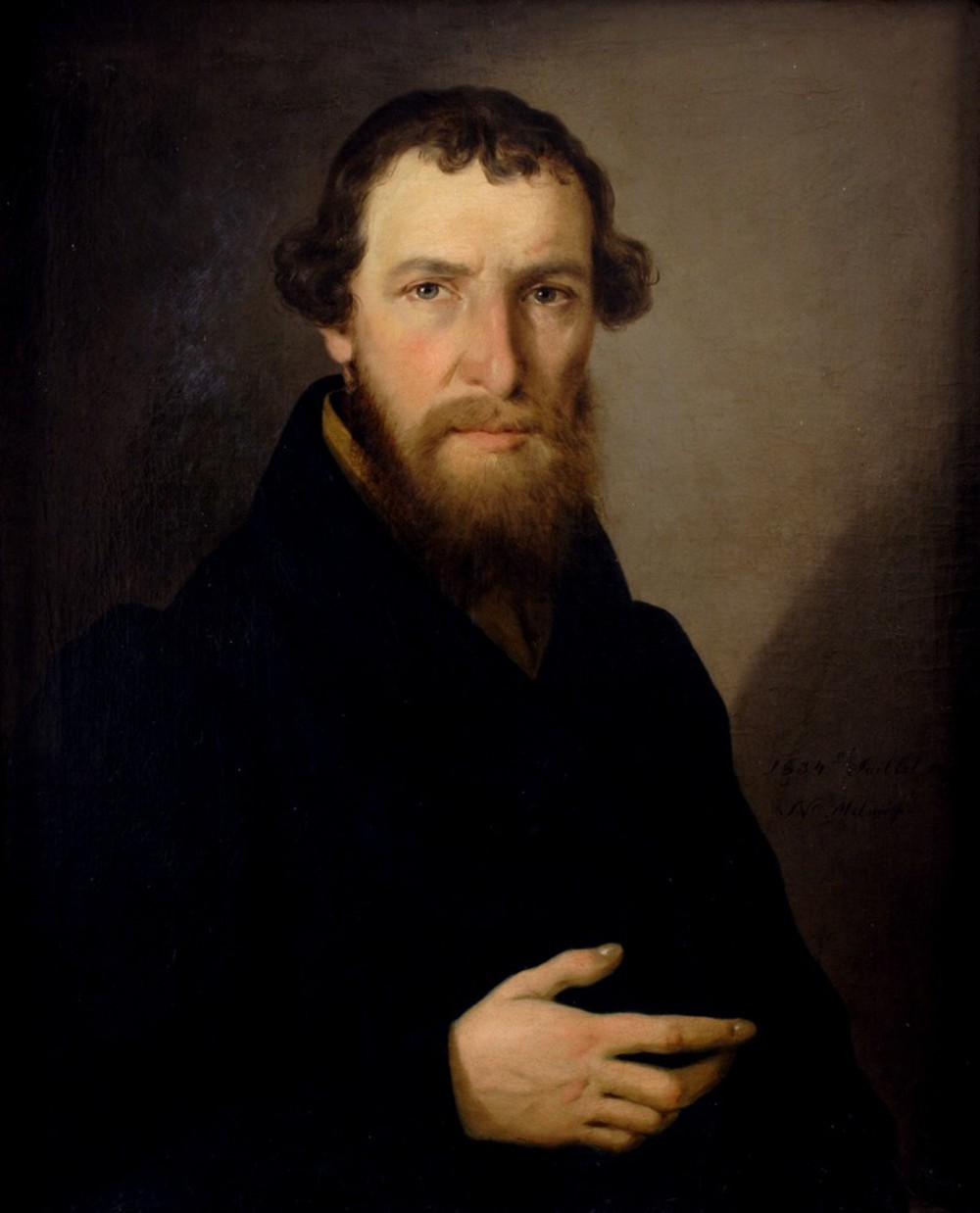
Портрет ярославского купца Даниила Соболева кисти неизвестного художника, 1834 г. Изображённый подстрижен под калитку с завитыми концами
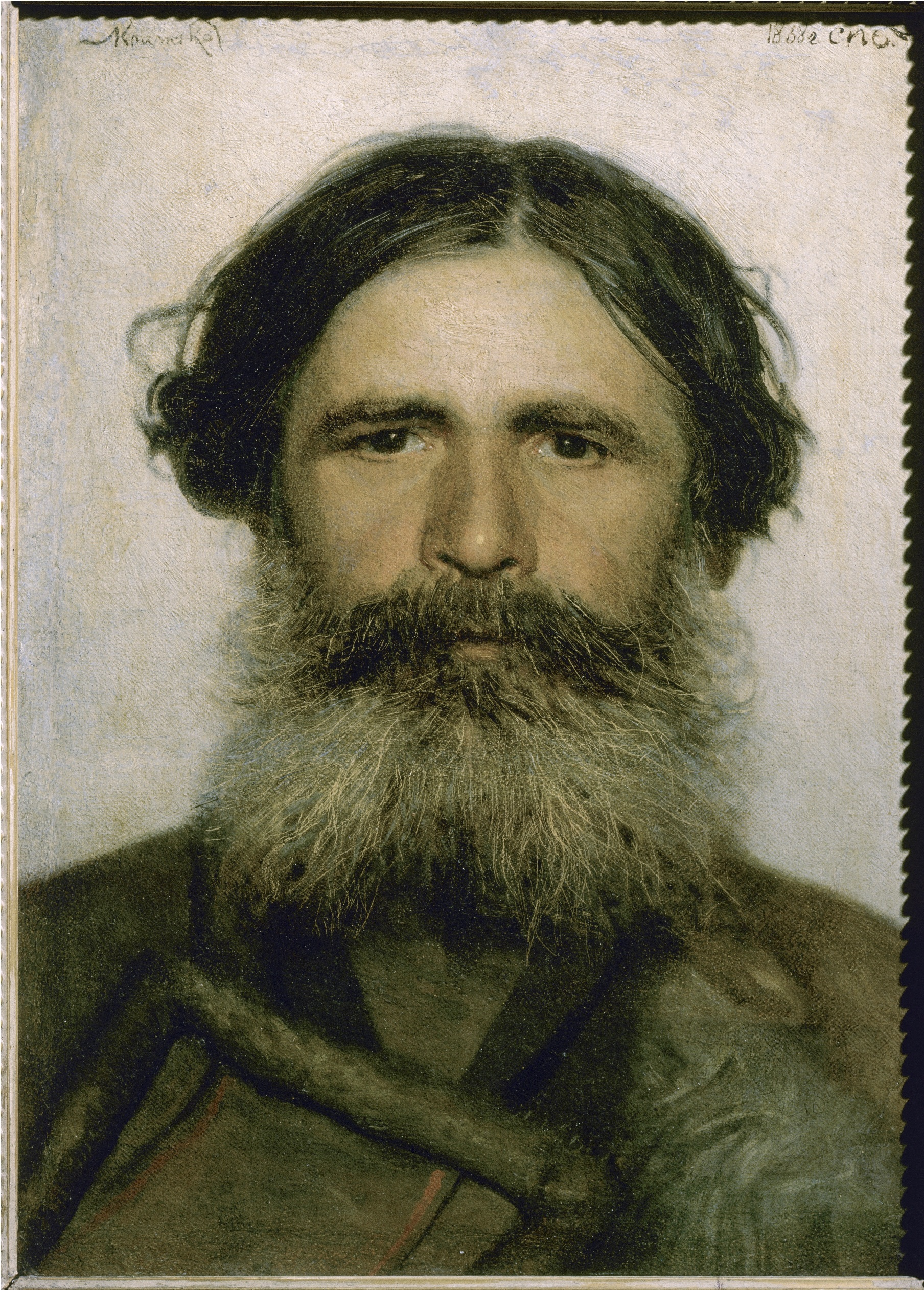
Портрет крестьянина кисти Ивана Крамского, вторая половина 1860-х гг. Изображаемый зачёсан с прямым пробором, будучи постриженным под калитку
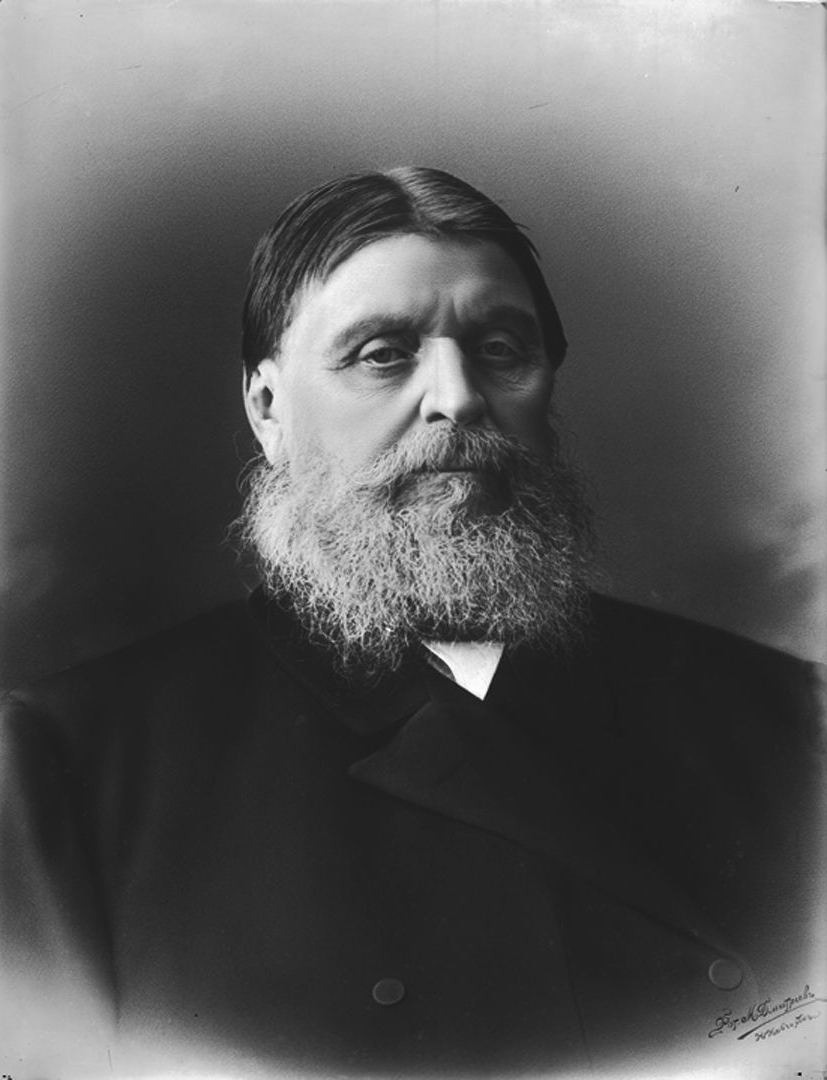
Хлебопромышленник Николай Бугров, 1890-е гг., причёска под калитку, зачёсанная с прямым пробором
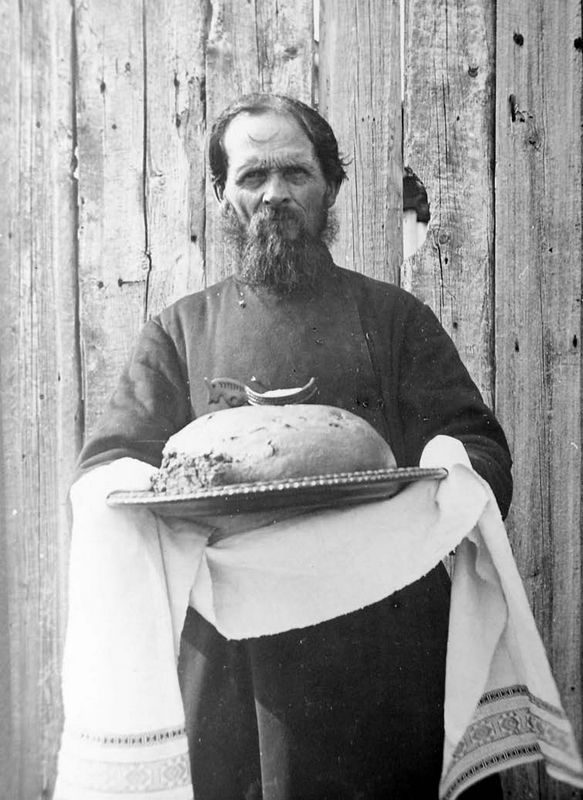
Крестьянин Колонецкого хутора (Московская губерния), преподносящий хлеб-соль, начало XX века. Изображённый подстрижен под калитку, волосы зачёсаны назад либо с прямым пробором
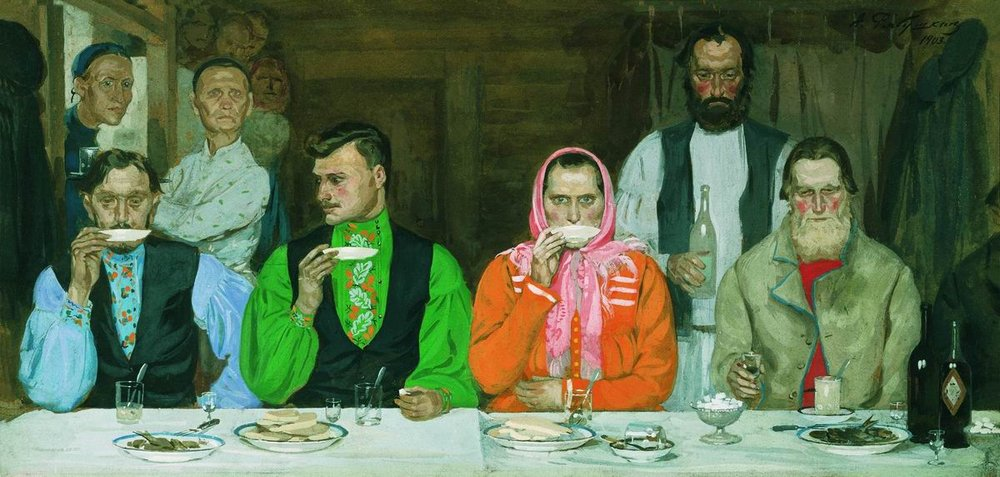
«Чаепитие», картина Андрея Рябушкина, 1903 г. Крайние левый и два крайне правых мужчины — со стрижкой под калитку, с прямым пробором, второй слева — с городской стрижкой
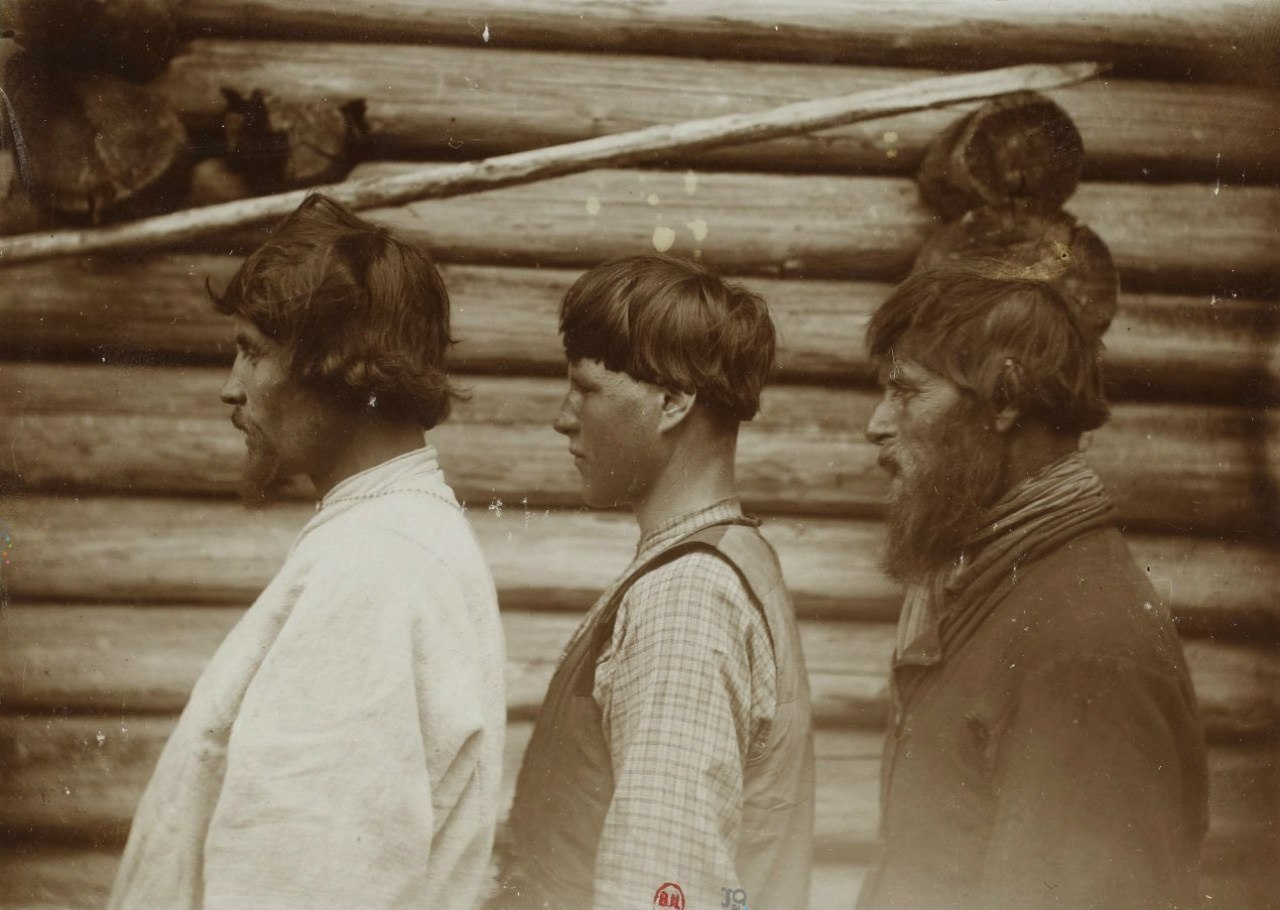
Мужчины-поморы, из фотоальбома Н. А. Шабунина «Путешествие на Север» (1906 г.) Мужчины посередине и справа подстрижены под горшок, слева — вероятно, под калитку
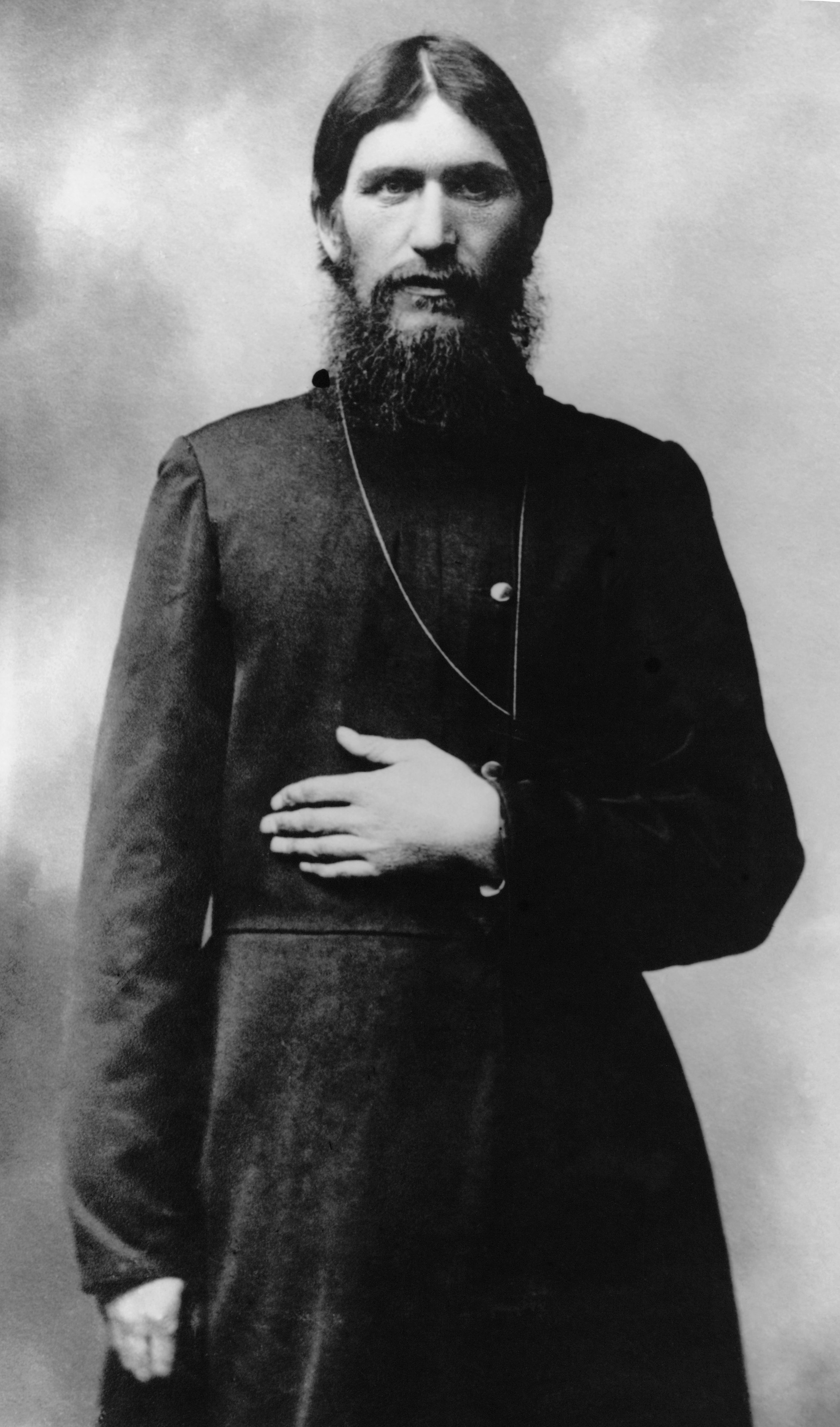
Григорий Распутин, фотопортрет Карла Буллы 1910 г. Подстрижен любимец царской семьи под калитку, волосы зачёсаны с прямым пробором
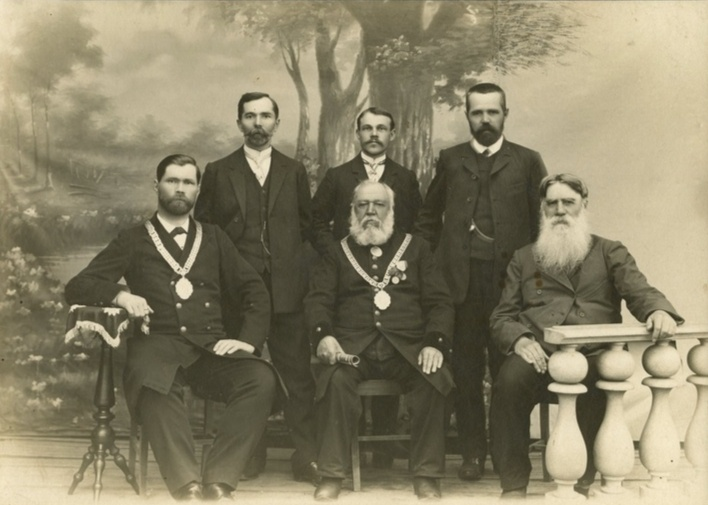
Глава городской управы Юрьевца и купец Василий Лицов с соратниками, 1911 г. Слева от Василия — его брат, купец-лесопромышленник Иван, подстриженный под калитку с прямым пробором, остальные подстрижены по-городскому.

Женские причёски в основном формировались из кос. Незамужние девушки носили одну косу, украшавшуюся подвеской-накосником, или вплетавшейся в неё лентой. Коса спадала сзади вдоль спины. Чаще всего девичью косу заплетали в две пряди, реже с большим количеством прядей: от четырёх и более (на Русском Севере такие косы назывались бесчисленницами); при заплетении одна прядь клалась под другую. Замужние женщины носили две косы, обряд заплетания второй косы являлся одним из непременным среди традиционных русских свадебных обрядов. Косы замужних женщин обкладывались по диаметру головы, образуя нечто вроде кольца, после чего на голову надевался повойник. В отличие от незамужних девушек, замужние женщины заплетали косы, кладя одну прядь под другую.
В особо торжественных случаях русские девушки (равно как и девушки других восточнославянских народов) носили волосы, распущенные по плечам. Волосы распускали во время венчания, причастия, траура по умершему родственнику; также с распущенными волосами хоронили покойниц. Обычай роспуска волос бытовал ещё в XVII веке, что отражено на иллюстрациях к трактату «Чин бракосочетания царя Михаила Фёдоровича с Евдокией Лукьяновной Стрешневой» 1626 года.
Среди некоторых групп русских было не принято стричь маленьких детей. Так, на Русском Севере детям не стригли волос до одного года, даже если они вырастали очень длинными, мешая ребёнку смотреть. В противном случае, по народным представлениям, ребёнку можно было «отрезать язык», то есть ему будет трудно научиться говорить. Данное представление является отголоском обряда, известного среди русских под названиями «по́стриги», «застри́жки», в ходе которого волосы на голове ребёнка выстригались в виде креста.

## Аксессуары

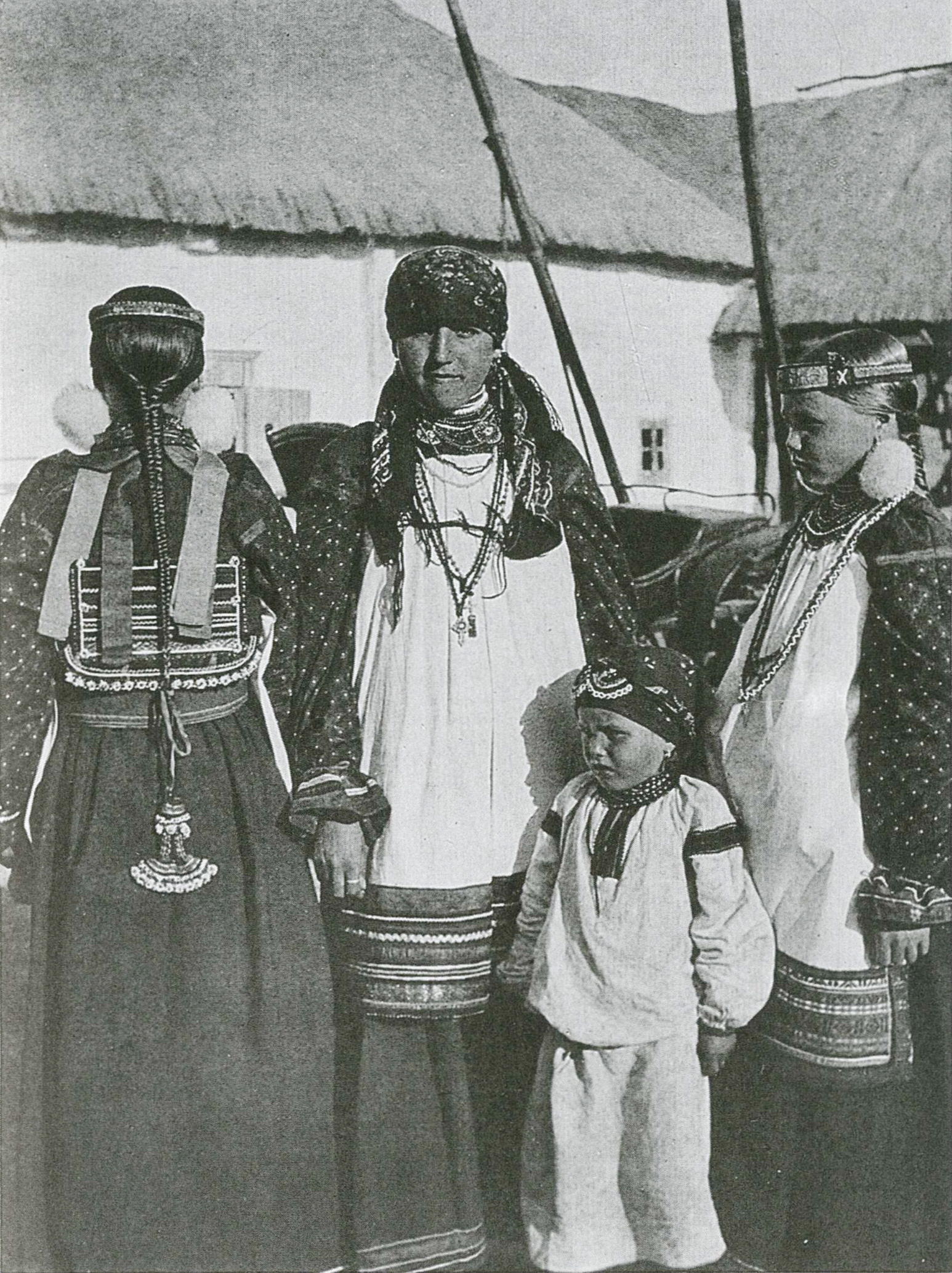
Девушки и девочка в праздничных костюмах, Воронежская губерния, 1908 г. Обратите внимание на количество и характер украшений

Как и в подавляющем большинстве мировых культур, женские украшения были гораздо более разнообразны, нежели мужские. Помимо основного предназначения, декоративного, они несли и охранительное. Одними из самых распространённых ювелирных украшений были кольца, браслеты, серьги, бусы, ожерелья, цепочки и мони́ста. Монисто состояло из множества дутых бусинок, бисера или раковин, нанизанных на льняную нить (обычно надевалось до 12 нитей одновременной). Мониста были распространены в качестве праздничного элемента одежды в центральных и южных губерниях европейской части России. В некоторых местах этих губерний под этим названием было известно нагрудное украшение в виде полукруглой сетки из разноцветного бисера, завязывавшееся на тесёмку из ткани или застёгивавшееся сзади на крючок. Одним из непременных украшений (как и среди всех христианских народов, православных в частности) служил и до сих пор служит нательный крестик. Также в его качестве могла служить нательная икона, представлявшая собой барельеф-образок на металлической пластинке. Кольца изготавливались из различных материалов и обладали различной шириной. Девушки и женщины носили гладкие медные или серебряные кольца (а богатые — и золотые), иногда на один палец могло надеваться до трёх пуговиц. Зачастую кольца носились на всех пальцах руки, за исключением большого. С XVII века большой популярностью пользовались массивные кольца с литыми или штампованными круглыми, квадратными, овальными щитками, печатками, со вставками камней и стёкол с подкладывавшейся под них цветной фольгой. Перстни-печатки носились преимущественно мужчинами, на них присутствовали щитки (круглой, квадратной или восьмиугольной формы) с выгравированными на них геммами с изображениями зверей, птиц, растений, иногда сопровождавшиеся надписями. Собственно сам термин «печатка» известен с XVII века.
Пуговицы изготовлялись из различных материалов: дерева, металлов, стекла, кости, перламутра, из тканых нитей; и застёгивались на петли и шнуры. Деревянные пуговицы использовались для застёгивания верхней одежды, были цилиндрической формы (такие пуговицы на флоте известны под названием «клеванты»). Металлические пуговицы: оловянные, серебряные, медные отличались большим разнообразием форм, преобладали шарообразные, грушевидные, яйцевидные. Также были разнообразны и украшения: инкрустация драгоценными или полудрагоценными камнями, жемчугом и перламутром, гравировка, чернь, и так далее. Такие пуговицы нашивались на сарафаны и считались большой ценностью, передаваясь по наследству и входя в качестве приданого. В XVII веке металлические литые пуговицы были самыми распространёнными на Руси, как правило, их размер составлял 1,5-2,5 см с ушком. Стеклянные же пуговицы особо распространились с последней трети XIX века, и также стали предметом украшения: в частности, нашивались на оплечья и обшивку женских рубах, на головные уборы, и подолы передников. Также существовали пуговицы в виде брусков или палочки — кляпыши.
Также в русском традиционном костюме применялись застёжки на крючки.
Одной из особенностей русского костюма, прежде всего допетровского, является украшение т. н. разговорами — равноудалёнными, расположенными горизонтально рядами поперечных нашивок на груди, пришивавшимся к застёжке из пуговиц и петель. Эти шёлковые нашивки были из кручёного шнура или плетёной тесьмы, часто с добавлением пряденого серебра или золота. Порой шнуры могли складываться вдвое. Разговоры были только на кафтанах, на зипунах же они чаще всего отсутствовали. В Древней Руси разговоры могли оторачиваться полосками ткани, в Московской Руси — также и тонкими шнурами. Отделка одежды шнурами как элемент декора был позаимствован из Венгрии ещё в XVI веке. Из русского народного костюма застёжка на разговоры перешла на униформу РККА времён Гражданской войны. Так в униформе образца 1919 года обозначались клапаны-петлицы на рубахе, на которых располагалась застёжка. Также рудиментами разговоров были застёжки на многих старообрядческих кафтанах: расположенные на шнуре пуговицы протягивались в шнурки.
Среди русских были известны украшения из монет, хотя они не были распространены так широко, как среди южных славян и поволжских народов.
Перья павлина использовались в украшениях девичьих, мужских и женских головных уборов. Зачастую продавали павлиньи перья торговцы из крымских татар, а обеспеченные крестьяне южных губерний могли сами разводить павлинов.
В некоторых местах мужчины носили шейный платок, особенно юноши из обеспеченных семей. В западнорусских губерниях повязывали яркие шёлковые или хлопчатобумажные платки, иногда даже с кистями. Кроме того, шейные платки облюбовали поморы.
В холодное время года на руки надевали варежки, они же рукавицы. Материал изготовления рукавиц был разнообразным. Праздничные рукавицы украшались узорами на тыльной стороне. Вязаные рукавицы, исподочки, вязались крючком или спицами из белой, чёрной или серой шерсти; иногда могли обладать узором из контрастной пряжи ярких цветов. Исподочки с узором были праздничными, однотонные — будничными. Также в будни поверх вязаных рукавиц могли одевать холщовые или кожаные рукавицы. В Сибири: Пермской, Енисейской, Тобольской и Томской губерниях также были известны и рукавицы с мехом наружу, называвшиеся «мохна́тки» или «мохна́шки». Они изготовлялись из овчины, меха пушных зверей, и надевались в сильные морозы поверх вязаных рукавиц. Перчатки были главным образом предметом праздничного костюма, надеваясь как и в холодную, так и тёплую погоду; как и на улице, так и в помещении. Праздничные женские перчатки доходили до локтя, плотно облегая руку, и вывязывались из льняных и хлопковых тканей белого цвета. С верхней одеждой одевались более короткие (до запястья) кожаные, замшевые, суконные и вязаные перчатки. Вязаные перчатки вязались на спицах и игле из разноцветной, белой, чёрной, и серой шерсти. Суконные, замшевые и кожаные перчатки обладали крагами — раструбами концов перчаток у запястья. Тыльная сторона и краги могли украшаться вышивкой из шерстяных, шёлковых нитей, а также золотным и серебряным шитьём. Впервые на Русь перчатки попали в XVI-м веке (хотя по другой версии, они были известны ещё в Древней и средневековой Руси), в стрелецком войске перчатки были одним из отличительных признаков «начальных людей», то есть офицеров. В праздничном женском костюме Олонецкой, Архангельской и Вологодской губерний использовались митенки — перчатки без пальцев. Традиционные русские митенки доходили до локтя, так как надевались с рубахами с короткими рукавами. Митенки носились по праздникам девушками и женщинами из обеспеченных семей, к началу XX века они вышли из обихода. Были известны и муфты, представлявшие собой полые цилиндры, отороченные мехом, в которые во время холодов вдевались руки. В России они были известны с XVII века.
С верхней одеждой носились вязаные шарфы, завязывавшиеся на шее. В России он появился в середине XVIII века в качестве элемента парадной униформы высших офицеров и генералитета, и представлял собой пояс, перевязь. В современном виде шарф оформляется к началу-середине XIX века. Очевидно, в народный быт шарф проник из дворянской среды.
Также под влиянием городской одежды в народ проникла шаль, накидывавшаяся на плечи и свисавшая по груди или заправлявшаяся в сарафан, порой женщины и девушки могли носить на плечах до десяти шёлковых или тонких кашемировых платов-шалей. Среди крестьян шали были праздничным элементом одежды. В городе шаль носилась и в качестве повседневной одежды, особо шали полюбили купчихи. Впервые в России шали стали производить в начале XIX века, а проникли они ещё на рубеже XVIII—XIX столетий. Первые русские шали подражали восточным, но постепенно выработали свой уникальный дизайн. Шали производили на павловопосадской фабрике, известной ныне своими платками, а среди купчих были широко распространены купавинские шали, производившиеся на фабрике, принадлежавшей Юсуповым (что характерно, купавинские шали носили исключительно купчихи).
Поскольку долгое время в штанах и верхней одежде отсутствовали карманы в современном понимании этого слова, к поясу подвешивалась небольшая сумочка, кошелёк-калита́ (гама́н), крепившаяся к поясу и использовавшаяся для хранения мелких предметов. Калиты изготовлялись из кожи, украшались аппликациями, прорезями, вышивками и т. п. Наиболее ценными считались сафьяновые калиты, с вышитыми золотным шитьём зооморфными мотивами и украшенные самоцветами. Такие сумочки порой так и назывались: карманы.

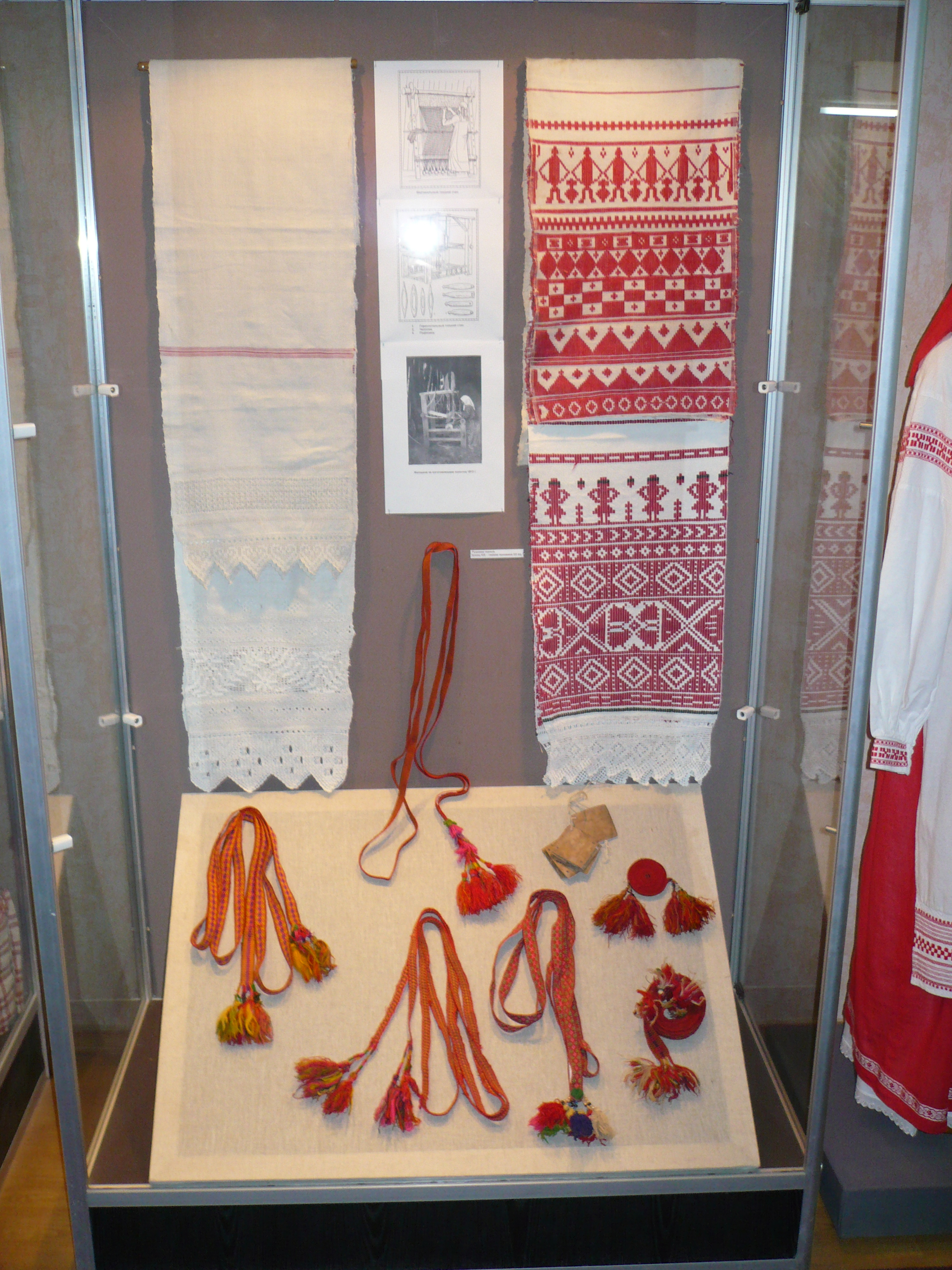
Рушники (сверху) и пояса (снизу) в экспозиции Белгородского музея народной культуры

Обязательным элементом костюма, как и мужского, так и женского, являлся пояс. Подпоясывалась практически все варианты и элементы одежды, также неся практическую функцию — удерживали женскую набедренную одежду, а кроме того, позволяли носить некоторые предметы обихода, затыкавшиеся за него. Пояс также нёс и ритуальную, обрядовую функцию: считалось, что ношение пояса будто бы защищало человека от тёмных сил. Уже упоминалось выше, что хождение на людях без пояса было неприличным, а с принятием христианства — также отличительным признаком иноверца, и поэтому публичное срывание пояса служило оскорблением человека-носителя пояса (именно поэтому Софья Витовтовна на свадьбе своего сына, Василия Васильевича, сорвала пояс с одного из гостей — звенигородского князя Василия Косого, поскольку, вероятно, Софья считала нелегитимными права Косого на престол: этот пояс будто был украден у деда жениха и гостя — Дмитрия Донского, которому Василий Васильевич приходился прямым потомком; данное событие послужило поводом к очередной фазе междоусобного конфликта в Московском княжестве начала-середины XV в.). Также во многих местах пояс играл важную функцию в свадебных обрядах. Так, в Псковской губернии, отправлявшегося на сватовство свата ударяли поясом, приговаривая: «не я бью, удача бьёт» (поскольку удар поясом обозначал пожелание удачи). Материал поясов был разнообразным. Наиболее были распространены тканые и плетёные пояса, изготовлявшиеся из ярких шерстяных нитей, с добавлением льняных и конопляных. Размеры также различались, в зависимости от назначения. Пояса, оборачивавшиеся вокруг рубахи, сарафана или юбки, были довольно неширокими: от 1 до 10 см, но длина доходила до 3 м. Кушаки, опоясывавшиеся вокруг верхней одежды, были широкими и длинными: 20-40 см в ширину и до 2-3 м в длину. На концах поясов могли присутствовать бахрома, кисти или помпоны, в которых могли добавляться блёстки. Самым распространённым цветом поясов был красный. Изготовление тканых поясов также могло осуществляться различными способами. Наиболее архаичным является способ плетения на пальцах из шерстяных из льняных нитей. Сплетённые таким образом пояса имели ромбовидный узор. Более сложным был способ тканья поясов на специальных дощечках с несколькими отверстиями, вращавшихся при работе. От количества отверстий и использовавшихся при плетении различных технических приёмов зависело множество факторов готового изделия: ширина пояса, сложность и выразительность получившегося рисунка (который мог быть развитым геометрическим узором, или же надписью — поговоркой, посвящением и т. п.). Также для тканья пояса использовались вбитые в стену колышки или даже пробки от бутылок. Именно ткаными поясами назывались такие, при изготовлении которых было чёткое деление на нити основы и утка. Вязаные пояса использовались молодыми мужчинами, подпоясывавшие ими верхнюю одежду, они имели сетчатую структуру. Кожаные ремни носили только мужчины, они украшались металлическими пряжками и бляхами, а также подвесками в виде утиных лапок. Донские казачки носили с кубельком (см. ниже) металлические пояса, состоявшиеся из серебряных пластинок. Также металлические пояса были известны и среди допетровской знати: очень ценились пояса из золотых и серебряных пластинок (аналогичных таковому, который сорвала Софья Витовтовна).

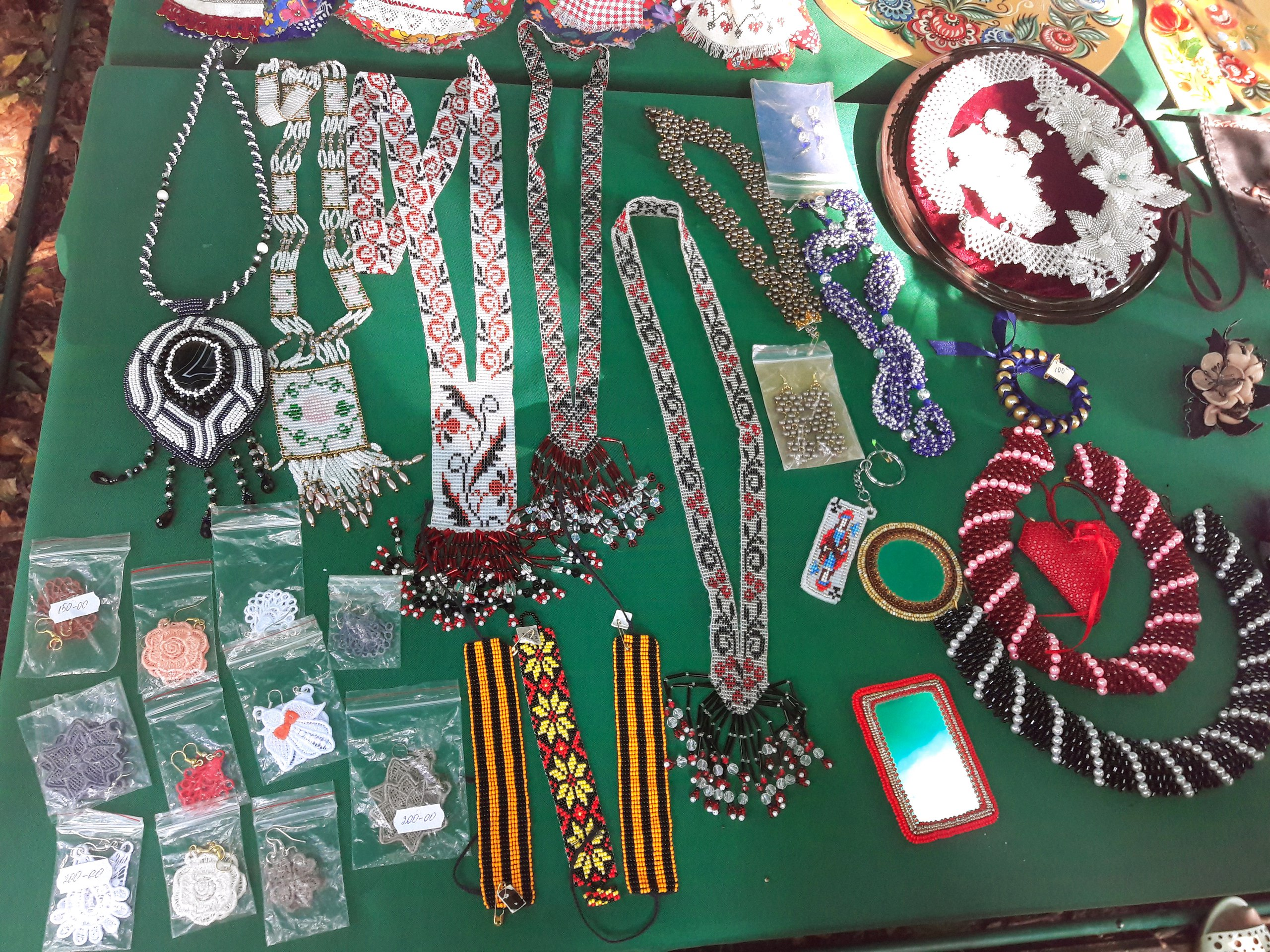
Традиционные украшения (прежде всего гайтаны) на ярмарке фестиваля «Узорный хоровод 2017» в селе Головчино (Грайворонский район Белгородской области)

Основным украшением кос незамужних девушек, помимо заплетавшихся в них лент, был т. н. накосник. Это подвеска, по форме напоминавшая пластину или кисть, закреплялась на конце девичьей косы с помощью шнуров. Накосники-пластины изготовлялись из картона, бересты и т. п. материалов, обтягивавшихся тканью и вышивавшихся золотным и серебряным шитьём, бисером, а также украшавшихся кружевом, ленточками, бахромой из гаруса. Они могли быть треугольной, квадратной или сердцевидной формы. Накосники носились с праздничными головными уборами. Накосники, по-видимому, были известны ещё с XIII в., известны описания накосников XVII в.
Характерным украшением южнорусских областей служили гайта́ны, представлявшие собой длинные нагрудные украшения из бисера шириной до 10 см. Гайтан мог как полностью быть нанизанным из бисера, так и представлять собой полосу из ткани, украшенной бисером. Концы гайтана соединялись, в частности, нательными крестиками, нательными иконками и медальонами. Гайтаны спускались с шеи очень низко, иногда доходя аж до талии. На гайтан, в частности, могла подвешиваться т. н. вставара́нка — подвеска из косточки куриного крыла, которая, по поверью, предохраняла носительницу от несчастий. Вставаранку старались подвешивать рядом с нательным крестом. В севернорусских губерниях под гайтаном понимали бусы из искусственного жемчуга, или же серебряные цепочки (с крестиком, медальоном), носившиеся по праздникам. Такую цепочку надевали на шею таким образом, чтобы она спускалась на грудь несколькими петлями. Также этим словом обозначался шнур, или тесьма, использовавшаяся для обшивки и т. п. декорирования одежды. В южнорусских же губерниях нательный крестик или образок также могли носить на специальном украшении — хрестовке, представлявшей собой неширокую, сомкнутую в кольцо ленту из крупного разноцветного бисера.
Существовало множество ушных украшений в виде серёжек. Так, в древней Руси были распространены серьги в виде кольца с подвесками. С конца XVII века (а по другим данным — ещё с XVI-го) были известны такие парные женские праздничные ушные украшения, как голубцы, представлявшие собой металлическую подвеску в виде стилизованной птицы с развёрнутыми крыльями, прикреплявшейся к уху с помощью колечка-серьги, к низу подвески присоединялись нанизанные на стержни жемчужины, бусины или мелкие металлические подвесочки круглой или цилиндрической формы. На Русском Севере были распространены такие ушные украшения, как пя́сы (термин упоминается с начала XVIII века), представляющие собой прикреплённые к литой металлической швензе сеточки с нанизанными жемчужинами. Из мужчин серьги носили прежде всего казаки, в частности, серьга в левом ухе была признаком единственного сына в семье. В средневековой Руси серьги носили знатные мужчины, данная деталь просматривается даже на картинах Васнецова.

## Региональные варианты

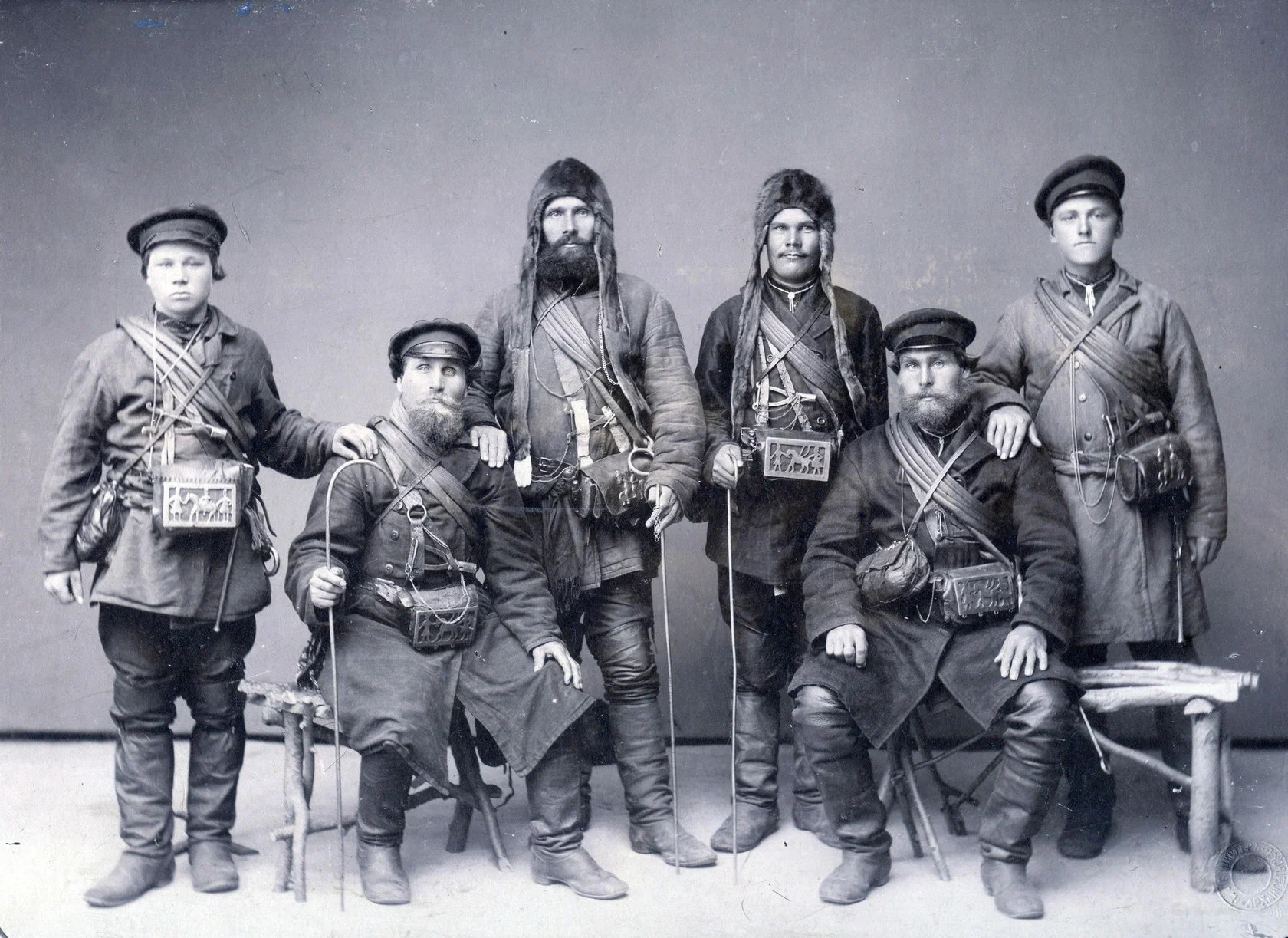
Коновалы из Мезени, Архангельская губерния, 1890 год. Двое в центре — в длинноухих чебаках

Наиболее ярко многообразие региональных вариантов народного костюма проявляется в женской одежде, в то время как мужской является более-менее однообразным, и на всём ареале русского народа не имел существенных различий. В женской одежде несколько заметнее прослеживается взаимовлияние различных групп населения. В целом выделяют два варианта русского народного костюма в соответствии с двумя главными этнографическими группами русского народа — северный и южный. Для первого характерно ношение женщинами сарафана в качестве основного компонента костюма, для второго — юбки-понёвы. Предполагается, что данные типы в современном виде сложились в XVII в. Для первого также характерно ношение кожаной обуви в качестве праздничной, в то время как для второго и праздничной, и повседневной обувью служили лапти и коты. Эти комплексы также отражают жизнедеятельность той или этнографической группы в соответствующих климатических условиях, выраженные в композиционных решениях костюма, цветовой гамме и декорированию. Так, в декоративных элементах севернорусского костюма отразились такие типично северные явления, как яркий блеск снега, голубая нежность весны и утончённость спелых северных ягод. Совершенно иной характер у эстетики южнорусского костюма, отражающего обилие света и необъятную широту полей. Кроме того, в северном комплексе преобладают прежде всего вертикальные линии силуэта, подчёркивающие изящество форм и некоторую динамичность общей композиции, в то время как для южного доминируют горизонтальные линии, подчёркивающие, в свою очередь, дородность и степенность носительницы. Однако Шангина в дополнение к вышеописанным вариантам-комплексам женской одежды также добавляет два других: комплекс с андараком и с платьем-кубельком. В отличие от комплексов с сарафаном и понёвой, эти имели ограниченное хождение: первый носился в однодворческих сёлах Рязанской, Орловской, Курской и Тамбовской губерниях, чьё население исторически происходит с территории Великого княжества Литовского; второй — донскими казачками в XVII—XIX вв. В центральной России носили костюм, близкий по характеру к северному, однако, в некоторых отдельных местностях (прежде всего Подмосковья и Владимирской губернии) можно было увидеть костюм с чертами южнорусской одежды. В местностях, близких к крупнейшим городам дореволюционной России — Петербургу и Москве, наиболее всего оказывалось городское влияние, выражавшееся, например, в более активном использовании фабричных тканей или более быстром заимствовании элементов городской одежды. Также довольно быстро заимствовалась городская одежда в окрестностях губернских уездных городов, ремесленных слободах, казачьих станицах.
Одежда разных губерний и уездов обладали ярко выраженными местными чертами. Черты эти проявлялись в манере ношения костюма, в количестве входивших в его состав предметов, в цветовой гамме, покрое, характере украшений и т. д. Различия проявлялись в том числе и на отдельных предметах одежды. Особая многочисленность местных вариантов проявлялась в южнорусских областях, где порой свой вариант одежды был у отдельного села (см. выше про понёву).
Стоит учесть, что своими характерными особенностями отличаются народные костюмы Урала и Сибири, прежде всего это заимствования из одежды коренных народов этих регионов, а также большое влияние старообрядческой одежды, поскольку исторически старообрядцы бежали в эти области от преследования властей.

### Одежда сословно-социальных и религиозных этнографических групп
Группы русских, живших на фронтире, испытывали гораздо более существенное влияние иных народов, что касалось в том числе и одежды. Так, для одежды различных групп казачества (донцы, кубанцы, терцы, уральские и сибирские казаки) характерны существенные степняцко-кавказские наслоения, сильно потеснившие многие исконно русские элементы одежды. К примеру, основными элементами одежды кубанских и терских казаков, традиционно проживающих на Кавказе, являются заимствованные у коренных народов Кавказа черкеску (чоху) и бешмет, а головным убором — шерстяная папаха (разновидность с заниженным верхом, распространившаяся в XX веке, получила название кубанка по войску, где она изначально бытовала), впоследствии вошедшая в зимнюю униформу русской армии. Влияние кочевых народов также сказалось и на одежде донских казаков, особенно до введения общей униформы в начале XIX века. Однако и после этого повседневная одежда донцов сохраняла старые черты, а униформа носилась по праздникам и во время службы. Казаки-некрасовцы, переселившиеся в начале XVIII века на территорию Османской империи, переняли элементы турецкой одежды, вместо с этим сохранив существенное количество архаичных элементов, таких, как кика. Самобытная традиция одежды бытовала у уральских казачек. В частности, казачки Южного Урала, обязательно одевали поверх платья юбку, поскольку платье воспринималось как рубаха, а выходить в одной рубахе, даже верхней, по мнению южноуральских казачек, считалось неприличным.
Для одежды живущих в Архангелогородчине, Карелии и Мурманской области поморов, характерен существенный элемент заимствований из одежды коренных народов Крайнего Севера — саамов, коми, ненцев, а также норвежцев, поддерживавших с поморами торговые контакты. Так, от норвежцев поморами был заимствован костюм, состоявший из брезентовых/кожаных плаща-рокана, комбинезона и шляпы-зюйдвестки (носились в качестве рабочей одежды поморами Терского, Кандалакшского, Карельского и Поморского берегов), свитеры (носившие различные названия, так, на Кандалакшском берегу бытовало название «бузуру́нка»; что характерно, вязались они исключительно мужчинами) и вязаные шапки (также были известны и в некоторых районах Вологодчины). От народов Севера в поморский быт проникла меховая шапка-оплеуха (чеба́к, самое́дка) с длинными «ушами», кеньги (сапоги из оленьей шкуры с короткими голенищами), унты и ма́лица (долгополая куртка с капюшоном; носилась на промысел). Кроме того, малицы носили и в Сибири и в низовьях Енисея. На Русском Севере и Предуралье в качестве промысловой одежды охотников бытовал луза́н (луза́к) — безрукавка из шкуры тюленя или неяркого домотканого сукна, холста или парусины длиной около 1 м и шириной 50-60 см, обладавшая несшитыми боками и большим количеством карманов (туда могла помещаться мелкая дичь, снаряжение, и т. п.). Для прочности ворот и края суконного лузана обшивались кожей, её также могли нашивать на спину, плечи и грудь. Лузан плотно облегал тело охотника, что обеспечивало охотнику тепло, а также не позволяло лузану цепляться. Лузан закреплялся на талии с помощью кожаного ремня с пряжкой, пришитого к концу переднего полотнища. Иногда у лузана мог быть капюшон, плотно прикрывавший голову и шею охотника. Лузаны вышли из употребления на рубеже 1920—1930-х гг., будучи вытесненными более современной производственной одеждой, хотя в 6 номере журнала «Охота и охотничье хозяйство» за 1959 год была помещена заметка за авторством А. Кодакова, советующая промысловикам Сибири и Дальнего Востока вновь начать использовать лузаны. Также лузаны бытовали у охотников коми и манси.
Существенное количество элементов традиционного костюма (включая допетровского) до сих пор сохраняют старообрядцы. В частности, моленные сарафаны многих согласий являются архаичными глухими; в то время как других — косоклинные, прямые и круглые. Различия старообрядческого костюма общерусского подчёркиваются в том числе многочисленными правилами и ограничениями ношения определённых видов одежды. Так, ношение треухов и ушанок было запрещено, поскольку торчавшие вверх «уши» напоминали рога. В то же время валяные шляпы широко распространились в старообрядческой среде, особенно в XX веке. Интересная история произошла с картузом: его неоднократно запрещали соборы различных согласий, так, собор часовенных 1840 года осудил ношение картуза как «жидовской» (sic!) одежды. Однако, несмотря на запреты, картузы стали носить и старообрядцы.

## Влияние на моду

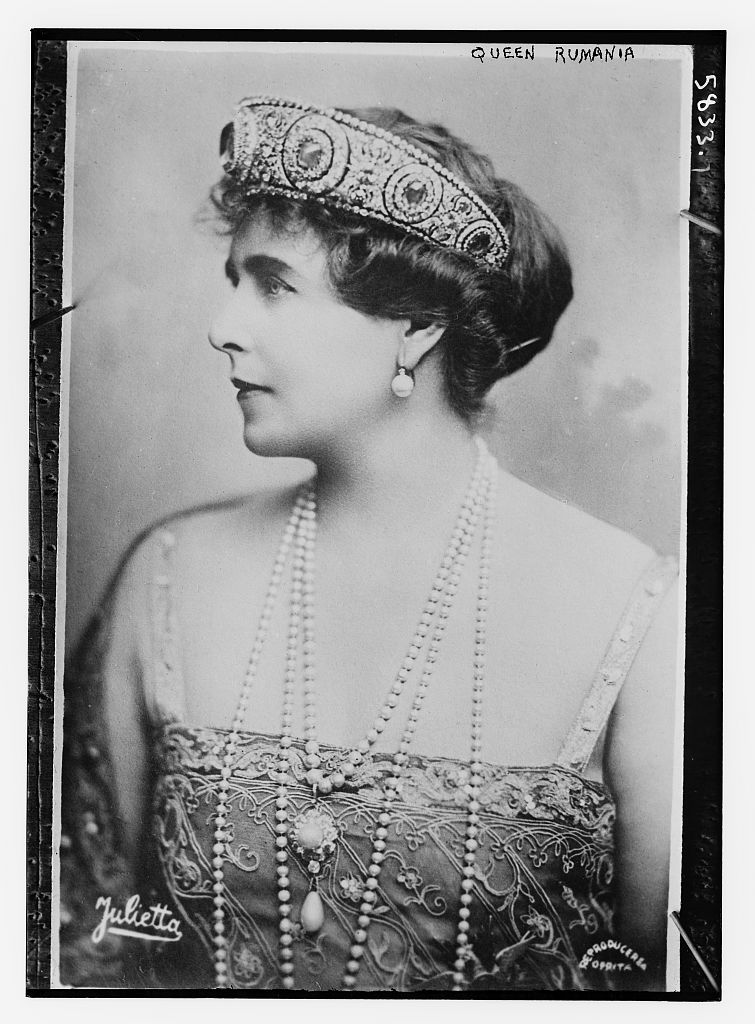
Мария, королева Румынии в стилизованном кокошнике-тиаре, начало-середина 1920-х гг.

Как уже было указано выше, несмотря на устойчивость основных форм одежды, русский народный костюм за весь период своего бытования подвергался влиянию моды. Однако и сам он служил и продолжает вдохновением для создателей одежды — дизайнеров и кутюрье. Кирсанова говорит: «всякое народное творчество питает профессиональный дизайн». Однако, стоит отметить, что модные тренды, взявшие за основу русский народный костюм всё ещё не получили широкое распространение, однако имеют довольно узкий круг поклонников.
Главным источником вдохновения является допетровская одежда знати и праздничная крестьянская одежда XVIII—XX вв. В частности, одним из элементов, характеризующих «русскость» того или иного образа (особенно за рубежом), является обилие меха, к примеру, меховая шапка наподобие папахи или боярской горлатной шапки. Такие шапки носились женщинами в том числе в Советском Союзе с 1960-х годов.
Ещё в конце XIX столетия русский традиционный костюм и его элементы начинают проскальзывать в модных трендах. Начали создаваться платья в псевдонародном стиле, обильно украшавшейся рядами вышивки и кружева (а порой изготавливавшийся прямо из них), стилизованной под русскую народную, включая брокаровскую вышивку. Такие платья носили горожанки и просвещённые аристократки в качестве летней или же дачной одежды. К ним полагалось носить крупные бусы. Эти платья а-ля рюс в целом не копируют реальный традиционный русский костюм, напротив, он вбирает в себя ряд отдельных элементов (таких как особенности покроя, и, достаточно поверхностно, декоративную систему) и таким образом создаёт новый культурный код, практически не связанный с народной одежды. Подобные платья произвели фурор на всемирной выставке в Париже 1900 года, будучи моментально раскупленными; более того, производство стилизаций под такие платья было налажено парижскими модистками. Наибольшее влияние на моду русский костюм оказывает в начале XX века. Одним из ведущих факторов этого влияния становятся «Русские сезоны» Дягилева, пользовавшиеся колоссальным успехом, и затрагивавшие в том числе и русскую традиционную культуру. Одним из первых зарубежных дизайнеров-модельеров, использовавших элементы русского (а также украинского костюма) был Поль Пуаре, ключевая фигура моды 1910-х годов, оставшийся под большим впечатлением после поездки в Россию в 1911 г.. После 1917 года и оттока населения в Европу в европейской моде начинается стремительное повышение обращения к русскому костюму, принявшее характер бума. В частности, в 1920—1930-е годы входят в моду кокошникоподобные диадемы, вдохновлённые в том числе и кокошниками и венцами русского придворного платья. Белоэмигрантки, старавшиеся сохранять свою русскость (пускай даже и насквозь стереотипизированную и «клюквенную») на чужбине, оказывали влияние на мировую моду, как, например, актриса Ольга Бакланова, ставшая голливудской звездой и успешно снимавшаяся и в немом, и в звуковом кино (и которая поспособствовала тренду на кокошники 1920-х годов). Черпали вдохновение из допетровской одежды (в частности, стилизованными под неё маскарадными нарядами бала 1903 года) и сценических костюмов постановок «Русских сезонов». Стоит отметить, что изготовление одежды и содержание ателье были одними из средств существования белоэмигранток. Одним из обязательных этапов организовывавшегося белоэмигрантской общиной Франции конкурса красоты «Мисс Россия» был выход в народном (или стилизованном под него) костюме. Изучением данного феномена, в частности, занимается искусствовед и историк моды Александр Васильев. Кокошники наподобие таковых из русского придворного платья прижились и при британском королевском дворе. В них можно было запечатлеть покойную королеву Елизавету II. Коко Шанель также использовала русские народные мотивы в своих коллекциях: пальто с меховой отделкой (по типу тулупа), крепдешиновые платья и блузки, вышитые «русскими» орнаментами и т. д.

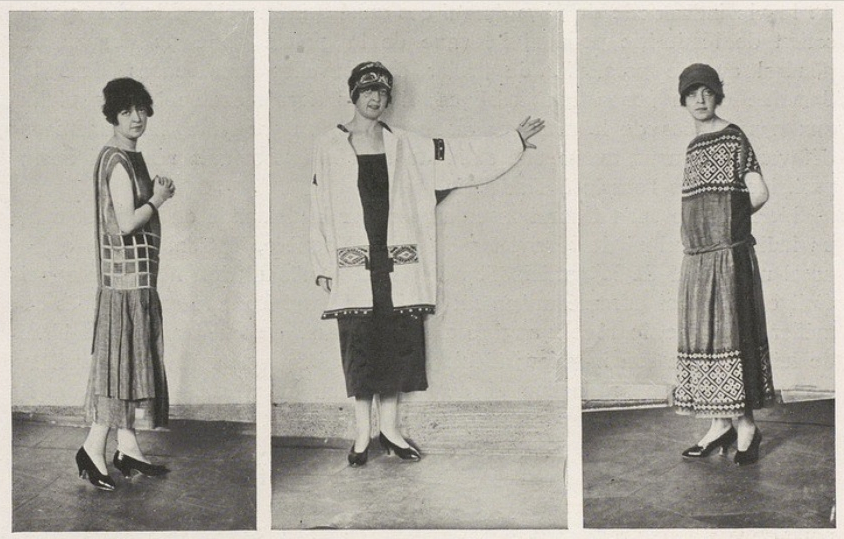
Модели Ламановой, представленной на Всемирной выставке 1925 года

Вдохновлялись народным костюмом и в первые годы советской власти. Одной из первых к народному костюму обратилась Надежда Ламанова, также создававшая модные коллекции, предназначенные для широкого распространения советских граждан. Ламанова в целом была за функциональность и целесообразность одежды. Тем не менее, в её работах преобладало образно-эмоциональное начало, выражавшееся в цвете и орнаменте. Используя народные (или разработанные ею лично под влиянием собственно аутентичных народных) орнаменты, Надежда Петровна, располагала вышивку в местах, продиктованных конструкцией модели. Коллекции Ламановой (разработанные совместно с Верой Муихной, будущей известной скульпторшей-монументалистом), представленные на всемирной выставке в Париже в 1925 году, получили Гран-при за национальную самобытность в сочетании с модным направлением. Идеи Ламановой были восприняты её учениками и ученицами, в частности Надеждой Макаровой, художественным руководителем Московского дома моделей одежды (первого дома моды в СССР) с 1934 года.
Начиная с 1930—1940-х годов в западную моду, наряду с собственно русской традиционной тематикой, начала проскальзывать и советская, ввиду окончательно закрепившейся легитимности советского режима и распространённой тогда ассоциации России именно с ним. В СССР народный костюм и его элементы широко использовались в конце 1940-начале 1950-х годов (чему поспособствовал рост патриотических настроений после победы в Великой Отечественной войне), однако неправильный подход к источнику привёл к механическому переносу на одежды сложных декоративных решений (что также отражено на архитектуре тех лет, перегруженной излишними украшательством и помпезностью). Вновь советские кутюрье и дизайнеры обратились в середине 1960-х годов. Новый мини-бум на русское в мировой моде произошёл в 1976 году, когда Ив Сен-Лоран создал свою «русскую» коллекцию, включавшую в себя меховые шапки-папахи, «крестьянские» рубахи из шифона и шёлка, юбки из зелёного бархата, а также, что немаловажно, отголоски советской военной формы — красные звёзды на имитациях погон и присутствие хаки. Очередной всплеск интереса к русскому произошёл в конце 1980-х годов благодаря влиянию перестройки, на этот раз инициатива перешла к уже советским дизайнерам и кутюрье, активно смешивавших в своих коллекциях как и типично дореволюционные, «имперские» элементы, так и типично советские. Данный синтез подпитывался в том числе и стремлением деконструкции советской действительности.
Русским традиционным костюмом в мире моды вдохновляются и в наши дни. Теперь новым источником вдохновения стал и повседневный крестьянский костюм. Одним из примеров современных дизайнеров, вдохновляющихся русским костюмов, является Варвара Зенина, создательница одноимённого бренда. Она, беря источники своих модных коллекций из всего регионального многообразия русского народного костюма, а также активно эксплуатируя традиционные силуэтные формы и декор, всё же создаёт одежду, подходящую под современные тренды и приспособленную под современные условия. «Нашу одежду покупают те, кому важна культурная идентичность, помноженная на хороший вкус, кому не чужда философия традиционализма в сочетании с движением вперёд и прогрессом», утверждает Зенина. В частности, Зенина создала несколько коллекций косовороток. органично адаптированных под современные реалии, ставших самыми популярными предметами её бренда, и уже нашедших себе поклонников (даже среди мусульман и иудеев). Что интересно, под данным брендом выпускаются и женские косоворотки.
На Евровидении-2021 выступавшая от России певица Манижа носила на голове кокошник, созданный петербургским мастером Юханном Никадимусом по образцам из Владимирской губернии. В нём же Манижа запечатлена на обложке сингла Russian Woman, с которым певица и выступила на Евровидении. Сам Никадимус активно занимается созданием кокошников и девичьих венцов начиная с 2014 года, таким образом популяризуя их. Никадимус, помимо непосредственно ношения на голове, предполагает хранение кокошника в качестве предмета интерьера вроде картины или постера. Кроме того, кокошникоподобные диадемы создаются некоторыми отечественными модными дизайнерами.
Активно использовал элементы русского традиционного костюма одна из ключевых фигур позднесоветской и современной российской моды Вячеслав Зайцев, таким образом предпринимая попытки его популяризации. В своём открытом письме к президенту России Зайцев, в частности, написал удручающее положение народного костюма в современной жизни:

Сегодня русский традиционный костюм фактически вытеснен из нашей жизни в музеи и на эстраду, его место занял некий безликий импортный ширпотреб, а отечественные производители одежды и хранители традиций русской старины информационно заблокированы как от широкого потребителя, так и от деловых кругов, то есть от столь необходимых для поддержки нашей национальной культуры инвестиций.

А в одном из своих интервью Зайцев отметил:

В сознание русских людей десятилетиями внедрялось ошибочное представление, будто традиционная русская одежда — это костюмы народных и псевдонародных ансамблей. Расписанные какими-то красными петухами, изуродованные каким-то нелепым «золотым» декором. В общем, безвкусица. Оттого-то мы сейчас и на пепелище — русскую одежду никто не производит и, в общем-то, люди пока что не особо горят желанием её покупать. <…> Это дело, без преувеличения, государственной важности! И касается это не только экономической безопасности страны (ведь одеваясь так, как мы сейчас одеваемся, мы спонсируем кого угодно, только не отечественную лёгкую промышленность), но и идеологии, и даже политики… И здоровья нации, кстати, тоже. Лён, хлопок, шерсть — то, из чего шьётся традиционный русский костюм, — это ведь не синтетика, в которой тело совсем не дышит…

Одной из проблем восприятия русского народного костюма, как и в самой России, так и за рубежом, является следование устоявшимся образам и стереотипам, которые могут иметь мало чего с настоящей народной культурой либо не иметь ничего общего («развесистая клюква»), примером чего может послужить матрёшка — кукла, созданная Сергеем Малютиным и Василием Звёздочкиным, и которая ошибочно считается русской народной. Данная проблема отражается и на народном костюме, примером чего является вышеупомянутый сценический костюм. Однако схожие тезисы проскальзывают, например, и в рекламной продукции современных компаний. Доминирование «клюквы», псевдофольклора, в частности, может быть обусловлено её агрессивностью и напористостью, таким образом она задвигает истинную народную культуру на второй план. Кроме того, проблемой является восприятие «русскости» как и в самой России, так и за рубежом. Самость русской культуры воспринимается не как нечто посконное и аутентичное, а прежде всего имперское, грандиозное и — лубочное. Это приводит к тому, что фольклор, как и аутентичный, так и «клюквенный», непопулярен среди россиян, поскольку ассоциируется с чем-то несерьёзным и вызывает отторжение, из чего следует довольно небольшая популярность народного костюма как источника творческого вдохновения. Существенной проблемой является влияние неоязычества, деятели которого в массе своей не занимаются этнографией профессионально, что приводит к вольному обращение с символикой, неспособности разграничения реального этнографического материала и художественной интерпретации, излишней романтизации «старины» и приписыванию костюму новых, ранее никогда не существовавших смыслов и т. д. Такая парадигма свидетельствует о кризисе саморепрезентации российского общества в общем и русского народа в частности. Многие отечественные этнографы и культурологи видят опасность в «клюкве», которую можно побороть активной пропагандой подлинной народной культуры.